# HiGH&LOW〜THE STORY OF S.W.O.R.D.〜
『HiGH&LOW〜THE STORY OF S.W.O.R.D.〜』（ハイアンドロー ザ・ストーリー・オブ・スウォード）は、2015年10月22日 - 12月24日および2016年4月24日 - 6月26日に、2期にわたって放送された日本テレビ系列のテレビドラマ。山王連合会・White Rascals・鬼邪高校・RUDE BOYS・達磨一家、5つのチームの頭文字をとって「SWORD地区」と呼ばれている一帯で起こる、不良たちの抗争や仲間同士の友情を描く。通称は、ハイロー。
本項では、2016年から続いている日本映画のシリーズ作品・およびそれらを主軸とした総合エンターテインメントプロジェクトである『HiGH&LOWシリーズ』についても併せて説明する。

## 概要
EXILE TRIBEの総合エンタテインメントプロジェクトとして企画・制作され、テレビドラマ・映画・漫画・ネット配信・音楽・ライブツアー・SNS・イベント・フラッシュアニメ・ソーシャルゲーム・舞台など様々なメディアで展開する完全オリジナル作品。EXILE TRIBEのメンバーをはじめとしたLDH所属アーティスト以外からも多数キャスティングされており、企画者であり総合プロデュースも務めるEXILE HIROは「HiGH&LOW」シリーズの構想について、「アーティストとして表現するメンバーも役者として活躍するメンバーもいて、いつか両方に光を当てる作品を作っていきたいと思っていた」と語っている。キャッチコピーは「全員主役」。
ストーリー構成は主に、架空の巨大都市「SWORD地区」を舞台にその街に鎮座する5大勢力「G-SWORD」とSWORD地区完全支配を目論む「九龍グループ」をはじめとする「MIGHTY WARRIORS」といった敵対勢力との激突が描かれた「THE STORY OF S.W.O.R.D.シリーズ(2015-2017)」、SWORDの一角「鬼邪高校」を主軸とした内部争いや近隣校さらには漫画「クローズ」「WORST」の「鳳仙学園」との激突が描かれた「WORSTシリーズ(2019-2022)」となっている。
2023年には、宝塚歌劇団とのコラボレーション「THE PREQUEL」が公演された。
2024年には、新シリーズとして舞台を戦国時代に置き換えられた"戦国時代活劇"「THE 戦国」の始動が発表された。

## ストーリー
ティザーストーリー / ドラマシーズン1 / ドラマシーズン2 / THE MOVIE / THE RED RAIN / THE MOVIE2/END OF SKY / THE MIGHTY WARRIORS / THE MOVIE3/FINAL MISSION / HISTORY OF KOHAKU / DTC -湯けむり純情篇- / THE WORST EPISODE.O / THE WORST / 6 from THE WORST / 『Warriors Anthem』/ -THE PREQUEL- / THE WORST X / THE 戦国

### ティザーストーリー
かつてムゲンという伝説のチームがこの地区一帯を支配していた。そのムゲンの勢力によりかえってその一帯は統率が取れていた。だが、ムゲンに唯一屈することなくたった2人で互角に渡り合った兄弟がいた。雨宮兄弟である。だが、ある事件をきっかけに突如ムゲンは解散。雨宮兄弟も姿を消した。
ムゲン解散後、その地区に5つのチームが頭角を現した。
山王街二代目喧嘩屋 山王連合会
誘惑の白き悪魔 White Rascals
漆黒の凶悪高校 鬼邪高校
無慈悲なる街の亡霊 RUDE BOYS
復讐の壊し屋一家 達磨一家
各チームの頭文字を取ってその地区はSWORD地区と呼ばれ、各チームもG-SWORDと恐れられた。そして、新たなる謎の勢力 MIGHTY WARRIORSが出現。
時はムゲン解散から1年後。男達のそれぞれのプライドを掛けた戦いの幕が上がる。

### HiGH&LOW THE STORY OF S.W.O.R.D.ドラマ シーズン1 （2015年）
鬼邪高校に転校したばかりでルールを知らなかったチハル（佐藤大樹）は、暴行を受けていた生徒を助けようとしてNO.2である古屋英人（鈴木貴之）を殴ってしまう。そのせいで次の標的として追い回されていたところを、偶然居合わせた山王連合会のヤマト（鈴木伸之）に助けられる。チハルは鬼邪高校勢からの執拗な追い回しから逃れるためにチーム入りを懇願するが、鬼邪高校と全面対立となれば微妙なバランスで保たれているSWORD地区の均衡が崩れると考えたリーダーのコブラ（岩田剛典）を含めたメンバー達に拒絶される。だがヤマトはチハルの追い詰められた様子をかつての仲間と重ね合わせ、自分1人だけになっても何とか助けたいと動くが、結果的に鬼邪高校との対立は避けられない状況となっていく。その後も逃げ回ってばかりいたチハルだがヤマトが「いつか自分で決着をつけなければならないが、その時は助けてやりたい」と言っているのを聞き、これ以上他人を巻き込むまいとケジメを付けるべく単身鬼邪高校に戻る覚悟を決める。それを知ったヤマトやコブラたちも鬼邪高校に乗り込み、チハルが古屋と一対一で決着をつけるのを助け、このままではしめしがつかないと言う鬼邪高校の番長・村山良樹（山田裕貴）とも拳でけじめをつけることでその場を収める。抗争終結後チハルは山王連合会の仲間として迎え入れられる。そして、SWORDの均衡は静かにだが着実に崩れ出していく。
山王連合会のダン（山下健二郎）とテッツ（佐藤寛太）はナンパにでかけ、声を掛けた女の子に誘われてクラブに行く。そこで使いを頼まれて店内にいた男にSDカードを渡そうとするが、横から現れた何者かに奪われてしまう。そのクラブはWhite Rascalsが拠点とする店クラブ"heavenで、取引を邪魔されたとクレームを受けたリーダーのROCKY（黒木啓司）は山王連合会が盗みに関わっていると考え、山王連合会の拠点である洋食屋「ITOKAN」乗り込み報復として店内を破壊する。店は荒らされ今度はWhite Rascalsと揉めることになってしまい呆然とするコブラやヤマト達の前に、かつての仲間ノボル（町田啓太）が現れる。ノボルは九龍グループの家村会の構成員になっており、山王連合会に家村会の傘下に入るよう迫る。家村会ではSWORD地区を勢力下に置くことを画策しており、SWORD各チームの交渉役として抜擢されたのがノボルだった。ノボルは大学でできた彼女・ミホ（平田薫）を輪姦し自殺未遂に追いやった男たちに報復をし刑務所に入っていたが、そこで知り合った家村会幹部・二階堂（橘ケンチ）の誘いで家村会に加わっていた。
ダンは仲間にこれ以上迷惑はかけられないと、ハニートラップを仕掛けてきた女を自力で捜しだす。女の正体はRUDE BOYSのリーダー・スモーキー（窪田正孝）の妹、ララ（藤井夏恋）だと判明。そこでRUDE BOYSの本拠地・無名街で新型ドラッグレッド・ラムの製造工場を発見し、そこにチハルが出入りしているのを目撃しまう。一方、ITOKANの後片付けをしていたヤマトは偶然チハルの上着からダンが強奪されたと訴えたSDカードを見つける。ヤマトはheavenに行き、ROCKYにSDカードを渡し山王連合会は本件に一切関係ないと告げる。ROCKYたちはSDカードの中身をあらため、そこにレッド・ラムの顧客リストが記録されていることを知る。レッド・ラムはWhite Rascalsが仕切る繁華街一帯にも出回っており、女たちが餌食となっていた。女を守ることを信条とするROCKYは激昂する。
無名街から戻ったダンからレッド・ラムやチハルのことを聞いたヤマトは、真偽を確かめようとダン・テッツと共に無名街に乗り込む。そこでチハルから、父親の借金の取立てにより困っている時にノボルに助けられ、その代わりにレッド・ラムの工場で働きながら山王連合会の動きを報告するという内通者の役目を引き受けたのだと聞かされる。レッド・ラムの工場は家村会とRUDE BOYSのシオン（永瀬匡）が極秘裏で稼動させたものだったが、シオンは家村会に秘密にレッド・ラムを捌き金を着服するようになっているのだと言う。SDカードを奪ったのも、その事を知ったノボルに命じられてのことだった。ノボルはクラブheavenで騒ぎを起こすことでWhite RascalsとRUDE BOYSとの抗争を煽ることで双方の共倒れを目論んだのだが、想定外のことにダンが運び屋として利用されたことで山王連合会まで巻き込むことになり三つ巴の状態となってしまったという。ヤマト達は工場に乗り込み、手当たり次第に破壊を始め、その騒ぎを聞きつけてスモーキーたちもやってくる。さらにはWhite Rascalsもシオンへの制裁のために乗り込んできて、三者は一触即発の状態となる。ヤマトが全ては仕組まれたことでここで争えば家村会の思惑通りになると説得して、その場を収める形で三つ巴の抗争は回避された。
計画が露呈し、レッド･ラム工場も破壊されたことでノボルは二階堂から激しく責められる。家村会では、次の策として刑務所に収監中の達磨一家の頭・日向紀久（林遣都）を釈放させることにする。「狂犬」と恐れられる日向を暴れさせることで、SWORDを壊滅状態に追い込むのが狙いだ。日向は兄たちが築いた日向会が九龍グループに見捨てられ解散に追い込まれたことを恨み、九龍グループへの復讐を目論んでいるが、一旦はSWORDを束ねて人数を揃えてからのほうが良いと考え家村会の要求を飲む。日向は挨拶回りとしてSWORD各チームに襲撃を指示した後に、同じく日向会を解散に追い込んだムゲンの元メンバーのコブラ・ヤマトがいる山王連合会に戦いを挑む。コブラは真の敵は家村会であり達磨一家とは戦う意志がないことを伝えるが、日向は一切聞く耳を持たない。White Rascals、鬼邪高校、RUDE BOYSも集結し戦況を見守る中、二階堂から最後通告をされたノボルが現れる。銃を突きつけながら家村会の傘下に入るよう迫るが、コブラは突如として山王連合会を解散すると宣言する。山王連合会はノボルが戻ってくる場所として組織されたチームであり、そのノボル本人が「いらない」と言うならこれ以上存在する理由はなかったのだ。コブラはさらに説得を続け、遂にノボルを改心させる。その様子を見ていた日向も「山王連合会は落ちた。次は九龍グループを潰す為にSWORDを獲る」と言い残し去っていき、戦いは終結した。しかしその結果、コブラとヤマトは大きな代償を払うことになるのだった。
一方その頃、1年前にムゲンを解散させた琥珀（AKIRA）が忽然とSWORD地区に戻ってきていた。琥珀だけではなく、雨宮兄弟までも。お互い睨みを効かせていたものの激突することはなく、ただ琥珀が醸し出す不穏な空気だけが漂っていた。

### HiGH&LOW ドラマ シーズン2 （2016年）
昔、琥珀（AKIRA）・龍也（井浦新）の2人がライダーチームとしてムゲンを結成した。仲間を必要とせず一人でバイクを走らせていた九十九（青柳翔）も、琥珀に命を助けられたことで仲間の大切さを知りムゲンに加入。龍也の地元の後輩のコブラ・ヤマトも加わり、仲間は徐々に増えていく。最高のチームへと昇華したムゲンとなってから龍也はその後、自身の夢であった洋食屋「ITOKAN」をオープンさせるためにチームを去り、メンバーの太田（高谷裕之）と古西（岡見勇信）もまた自分たちの夢のためにチームを抜けることとなる。琥珀はそんな彼らを「仲間を見捨てた」と考え、3人を快く送り出すことができなかった。そんな折、家村会が勢力拡大とムゲン壊滅を目論み傘下の日向会をムゲンに差し向けた。日向会を撃退したムゲンはその一帯に名を轟かせ、来る者を拒まない琥珀の方針によりさらにメンバーが増えていった。やがて見ず知らずの者までがムゲンを騙り好き勝手な事をし始めたことに龍也は危機感を抱き、琥珀に苦言を呈する。「仲間を見捨てたお前には関係ない」と、最初は聞く耳を持とうとしなかった琥珀だが、龍也に「捨てたんじゃない、変わっていったんだ」と説かれ、ムゲンのあり方について思い悩むようになる。さらに、新入りたちの横柄な態度が原因で最強の兄弟で名高い雨宮兄弟との戦いが始まってしまう。伝説となった雨宮兄弟との抗争は結局決着がつくことはなく因縁だけが残ってしまう。やがて自らの名を語り悪さをするムゲンの末端の悪事を成敗したことで自らの考えが間違っていたことに気づき、その事を伝えようと龍也と九十九の元に向かうが、2人は琥珀の目の前で車に轢かれてしまう。龍也は即死・九十九は意識不明の植物状態となった。最悪だったのが2人を事故に遭わせた犯人の正体が琥珀により追放されたムゲンの元メンバーで、犯行動機も琥珀への逆恨みだったということだ。責任感とショックを払拭できないまま琥珀はムゲンを解散させた後、消息を絶つ。
時は再び現在。そんな過去の出来事を繰り返すように、達磨一家との抗争終結後にノボルが何者かによって車に轢かれ意識不明の重体となる。家村会の制裁に違いないと考えた山王連合会は報復すべきだと息巻くが、コブラは「憎しみの連鎖を止めなければいけない。ノボルの事件を追及するのは警察の仕事であって自分たちではない」と自分達はこれ以上何も出来ないと制止される。各々がそれぞれの道を模索する中、コブラがノボルの病室を見舞っていると、長い間行方不明だった美保が現れる。美保はあの後何とか回復したのだが、今度は父親の多額の借金の為、湾岸地区のスカウト集団DOUBTの元で働かされていたが逃げ出してきたところをWhite Rascalsのメンバーに助けられたという。
美保はその後、コブラの助力によりWhite Rascalsの元で身を隠すこととなる。美保を助けたのがWhite Rascals創設メンバーでROCKYの盟友・KIZZY（稲葉友）とKAITO（柳俊太郎）であった。2人はかつてDOUBTとして活動していたがROCKYと出会ったことで逆にDOUBTと敵対し女達を守ることを心情とするROCKYの仲間になる道を選んだのだという。それでもWhite RascalsのNO.2のKOO（遠藤雄弥）には引っかかる事が。ROCKYは何故命を賭けて、自分の身を危険に晒してまで女達を助け出そうとするのか？それはROCKYの苦い過去にあったからだった。自分がもっと強ければ母親も姉も命を落とすことは無かったと自分を責め続けていたのだ。「女子供が不幸な世の中に未来はねえ」。そのROCKYの行動原理は間違いなくWhite Rascalsに浸透していっていた。
鬼邪高校では全日制に転校してきた轟洋介（前田公輝）が全日制トップクラスの実力を誇る辻（鈴木昴秀）・芝マン（龍）を配下につけ、村山良樹率いる定時制に下克上を目論んでいた。だが村山はコブラとの戦いに敗れた後自らのアイデンティティに疑問を抱き目標を見失っていたため、取り合おうとしない。チハルとの騒動や山王連合会との対立を始め、これまで気分屋気質の村山に黙って着いてきた定時制はその態度を見て完全に怒り爆発し、「番長失格だ」と村山を批判する。村山は答えを求めコブラの下を訪ねる。事情を話しコブラの考えを聞くうち、鬼邪高校と山王連合会の違いは仲間の存在だと気づく。そんな中自分が留守の間に定時制が轟達に襲撃されたことを知り鬼邪高校に戻る。轟と対峙した村山は、轟に過去の自分自身を重ね合わせ、今の轟には負ける気がしないと確信する。そして、接戦の末倒れた轟に「お前は俺より強い。でも自分の拳が強いだけでは鬼邪高校じゃやってけない」と説く。自分自身も、仲間がいるだけでは駄目で自分が変わらなければ世界は変わらないのだと思い知る。
一時は危篤状態に陥るもすんでのところで意識を取り戻したノボルは、コブラから美保の手紙を受け取り「過去に囚われず、自由になって」という決別の言葉を受け入れる。九十九も1年以上の昏睡状態から目覚め、コブラから今までの経緯を教えられる。それからすぐに病院から姿を消した九十九は龍也の墓参りに訪れ琥珀との再会を果たす。そして墓前に「何があっても琥珀についていく」と誓う。その後、ノボルの快気祝いの場でコブラは山王連合会の復活を宣言。ノボルの受け皿としての山王連合会だからという理由の他に、仲間の結束を固め家村会の脅威から街を守りたいという思いがコブラの中で強くなっていた。その一方で、ノボルは自身の事故と龍也・九十九の事故の状況が一致しすぎていることに疑問を抱いていた。時を同じくして、SWORDを潰す目的で出所させた日向の失踪を知り業を煮やした家村会が方針を転換、土地の買収を進めると共にSWORDの各地区への襲撃を始める。
そして、ムゲンを解散させ表舞台から姿を消した琥珀は自分の前に訪れた何者かにある"知られざる真実"を聞かされ、失っていた闘争心に火をつけ再びSWORD地区に戻ることを決意する。

### HiGH&LOW THE MOVIE (映画第1作) （2016年）
無名街で突如爆発が起こり一帯は炎に包まれる。同じ頃、山王街がDOUBTからの襲撃を受け、達磨一家やWhite Rascals・鬼邪高校も琥珀と九十九、MIGHTY WARRIORSの襲撃によって壊滅状態となる。SWORD地区の再開発の利権を狙うコリアンマフィア張城の李（V.I）と手を組んだ琥珀が湾岸地区のチームを率いてSWORD地区の制圧に乗り出したのだ。
死傷者多数の壊滅的大打撃を受けた無名街の爆破がMIGHTY WARRIORSの仕業であるとの情報を得たRUDE BOYSは、湾岸地区に乗り込む。だが、そこには劉（早乙女太一）によって罠が仕掛けられており、凶器武装したDOUBTが牙を剥きRUDE BOYSは劣勢に立たされるも突如雨宮広斗（登坂広臣）の乱入により窮地は脱したものの、劉の手によりスモーキーが重症を負う。広斗は医者を用意しスモーキーの手当てをさせ、行方不明になっている兄のことを聞き出そうとする矢先、スモーキーの妹・ララがDOUBTにより拉致されてしまう。スモーキーはDOUBTにさらわれたララを救い出してくれと懇願する。スモーキーやララの家族愛に心を動かされた広斗はその要求を受け入れる。
White Rascalsはクラブheavenを襲撃され、挙げ句の果てに人手が足りなくなって防備が薄くなった隙をつかれて女達がDOUBTに連れ去られてしまう。鬼邪高校では壊滅的大敗北を喫したことで事態を重く見た村山良樹が古屋・関らと共に自主退学し、3人だけでケジメをつける覚悟を決める。達磨一家は琥珀と九十九の手で半壊したチームを再建すべく行方を絡ませていた日向紀久を呼び寄せる。
山王街襲撃が断続的に繰り返され疲弊していく中、コブラ・ヤマトは琥珀に呼び出される。久しぶりの再会を喜んだのも束の間、琥珀から山王連合会は今後自分の指示で動くようにと命令される。さらに一連の襲撃が琥珀の仕業だったと知り衝撃を受け抵抗するが、SWORD地区ではトップクラスの実力を誇る琥珀に力で捻じ伏せられてしまう。琥珀がこんな凶行に及んだのには何か訳があるはずだ、と考えるコブラの元に、行方を晦ませていた九十九が現れ、琥珀が2日後にMIGHTY WARRIORS・DOUBTの2チームからなる"湾岸連合軍"総勢500名を指揮してSWORDへの総攻撃を仕掛けると警告し、琥珀の凶行については龍也を殺した九龍グループへの復讐だと教えられる。ノボルが調査したところ、元々都市再開発や合法カジノ建設などの巨大な利権が絡み合ったSWORD地区を掌握すべく九龍グループ全勢力が動いていた。そこで目障りとなったムゲンを解散に追い込むべく龍也を事故に見せかけて暗殺したのだろうと予測した。琥珀の狙いはSWORD地区の利権を狙う張城と九龍グループ壊滅を目論む自身との目的の一致により、"九龍グループ VS 張城"という裏社会における日韓戦争を勃発させ、双方を潰し合わせることだったのだ。だが張城がSWORD地区の支配に成功した暁には琥珀は用無しと判断され消されることになることと九龍グループと張城を許せば街は取り返しのつかない状況に陥ると考え、コブラは琥珀を阻止するために山王連合会を招集する。
琥珀を止めるべくコブラ・ヤマトら仲間と共に、女達と女を守る場所を守る為、やられたケジメをつける為、連れ攫われた家族を取り戻す為、自分達の居場所を守る為、それぞれが自分たちの大切なものを守る為SWORDの各チームも集結し、湾岸地区・コンテナ街へと進攻する。それを察知した琥珀はSWORDへの迎撃を指示、待ち受けていた少数精鋭で一個人が強大な戦闘力を誇るMIGHTY WARRIORSと人数では他のチームに引けを取らないDOUBTの"湾岸連合軍"との戦いとなるが、数で劣るSWORDは苦戦を強いられるも、突如乱入した雨宮兄弟の手により形勢は二転三転する。
そんな戦いの最中、琥珀の本当の目的は九龍グループと刺し違えて死ぬ気でいることに気づいた九十九は、思い直すよう必死に説得を試みる。だが、龍也を死なせてしまったことへの後悔と罪悪感に縛られ、復讐への妄執に囚われた琥珀は聞く耳を持とうとせず、遂に九十九に牙を剥く。コブラ・ヤマトも2人の元にたどり着き、襲い掛かってくる琥珀に立ち向かう。ボロボロになりながらも3人で必死に語りかけるうち、琥珀はかつて自らが仲間を諭し宥めていた言葉の数々を思い出し、心に迷いが生じ始める。それを見計らい、コブラは龍也から預かったものだといって琥珀に鍵を渡す。それは九十九の入院費捻出のために琥珀が売り払ったバイクの鍵で、生前に龍也が買い戻していたのだが、当時龍也の話すら聞く耳を持たなかったことで今では自分に変わった相棒である九十九にと託していたものだった。"そのバイクで自由に走れ"というのが龍也の想いだと悟った琥珀はやっと呪縛から解き放たれる。
琥珀が戦意を失ったことで戦いは終結し、MIGHTY WARRIORSもこれ以上の戦闘は無意味だと撤退する。捕らわれていたララも雨宮兄弟によって無事救出された。SWORDは真の敵は九龍グループと張城であることをお互いに確認し、それぞれの居場所へと戻っていった。そして、今回の一件には関与していなかった九龍グループでは、構成員として戻った劉の報告により、自分達以外のSWORD地区を付け狙う存在がいることを知る。そして、雨宮兄弟はスモーキーから聞きだした情報を元に行方不明になっていた兄の元へ向かうのだった。

### HiGH&LOW THE RED RAIN(映画第2作/スピンオフ) （2016年）
雨宮雅貴（TAKAHIRO）と雨宮広斗（登坂広臣）は、行方不明となった長兄・尊龍（斎藤工）を探し続けているが、いまだその姿はどこにもみつからない。1年前に突如消息を絶ち僅かな情報をもとに地元の国双地区周辺やSWORD地区郊外まで探し回るも手がかりは掴めなかった。挙げ句の果てにSWORD地区と湾岸地区の争いに巻き込まれることになり、そこで顔見知りとなったスモーキーからは「尊龍は2人の知っている尊龍とは別人になっている」と言われるが、2人は諦めきれずにいる。
"コンテナ街の戦い"(『MOVIE』)から1ヶ月後。4月1日は両親の命日で毎年3人で墓参りをしていたため、その日こそ会えるかもしれないと期待して墓地に向かう。そこで白ずくめの集団に追われていた成瀬愛華（吉本実憂）という少女を助け、さらにその男達の正体が今九龍グループで力を増しており、世間では異端の勢力と恐られている"上園会"の者達であることを知る。九龍グループでは、"家村会"の権限が弱体化したことで代わりに上園会が勢いに乗じて跡目争いに名乗りを挙げていた。話を聞くと彼女もまた突然姿を消した尊龍を探しに来たのだという。愛華の案内で訪ねた尊龍の部屋は、壁一面にカジノ計画とそれに伴うSWORD地区の再開発関連の記事が貼り付けられており、尊龍がこの件を熱心に調べていたことが窺える。その中に愛華の父・成瀬幸雄が自殺したという記事もあるが、愛華は父は自殺ではなく上園会に殺されたのだと話す。成瀬は弱者の弁護を引き受ける弁護士で、依頼の中には上園会の案件もあり、調べているうちに重大な秘密の入ったUSBメモリーを手に入れたのだという。成瀬は危険を察知し、愛華に知り合いの弁護士を頼れと言ってUSBを託し、その直後に亡くなった。愛華は頼ろうとした弁護士が九龍グループを恐れ助けてはくれず路頭に迷う。それを助け匿ったのが、上園会に潜入し構成員として活動していた尊龍だった。USBは暗号化されており解読できなかったが、尊龍はそのUSBを持って姿を消し連絡もつかないのだという。そこに、尊龍からUSBの暗号の解除を頼まれたという女・古野（中井ノエミ）から連絡が入る。USBにはトラップが仕掛けられており手に負えないことから、古野のハッカー仲間である山王連合会のノボル（町田啓太）を頼ることになる。コブラ（岩田剛典）は"コンテナ街の戦い"での借りを返すべく依頼を承諾し山王連合会のメンバーはこれまでの経緯も知ることとなる。
解読ができるまでの間、3人は父親の営んでいた工場跡へ向かう。そこで雅貴の口から自分達が"本当の兄弟"となった経緯を語る。実は広斗は尊龍・雅貴とは血縁関係がない。末っ子として甘やかされて育ったが突然弟が出来た雅貴や反抗期ながらも母と幸せに暮らしてきたにも関わらず突然2人も兄が出来た広斗。最初は反発していたものの徐々に打ち解けていったことや、両親が亡くなった際には自暴自棄になった広斗を尊龍が必死に窘め、皮肉にも両親の死によって血の繋がりを超えた絆で結ばれた本物の兄弟となったことを愛華に語る。雅貴は過去を回想するうち、両親が借金をしていた相手が上園会の上園龍臣（石黒賢）であったことを思い出す。尊龍の部屋にあった切抜きの数々と照らし合わせ、両親を死に追いやったのは地区の再開発のために地上げを行っていた上園であり、それに勘付いた尊龍は復讐のために上園会に潜入したのだと推測する。
尊龍の携帯を盗聴していた古野は、尊龍がリトルアジア地区で上園会と取引するつもりでいることをつかむ。また、USBの解読にも成功し、中には九龍グループがカジノ計画に関連して、闇献金を行っている政治家や警察幹部、大企業の社長などのリストと、地上げの情報が保存されているのを発見する。その頃、尊龍は廃墟となった教会で上園と対峙していた。さらに雅貴と広斗も駆けつけ、USBを渡せと迫る上園に尊龍はなぜ両親を殺したのか尋ねる。上園の「よく覚えていない」というあやふやな返答に激高した尊龍は上園に拳銃を向けるが、護衛の人間たちに守られた上園を殺すことはできず、逆に銃火器で武装した多数の構成員たちに追い詰められていき、その隙に上園は尊龍が持っていたUSBを取り戻し去っていく。尊龍は両親は自殺ではなく上園に殺されたのだと語り、潜入して証拠を得ようと潜入した結果、他にも両親と同じように地上げの犠牲になる人々を目の当たりにし、ただ上園だけを潰せばいいのではなく元から根絶させなければ意味がないことに気づいたのだという。そんな時に上園会や九龍グループの命運を握るUSBの存在を知り、それを利用すれば誰も巻き込まずに一人で決着をつけられると考えたのだとも語る。雅貴は1人上園を追うも逃がしてしまい、尊龍はついに銃弾に倒れてしまう。尊龍は雅貴と広斗に「強く生きろ」と言い残したのを最期に息を引き取った。駆けつけた愛華に尊龍と同じ言葉をかける広斗の横で雅貴は雨空に向かい悲憤の叫びをあげるしかなかった。最愛の兄を失い怒り心頭に発する雅貴と広斗は上園会の本拠地を襲撃し武装した構成員たちをことごとく倒していく。上園は本拠地から逃走を図るも、最後には雅貴に捕らえられ、上園は「俺を殺したところで、お前達の憎しみは永遠に消えない」と開き直るが、雅貴は怒りに任せて上園に拳を振るう。だが、尊龍の「拳は大事なものを守るために使え」という言葉が脳裏をよぎり、広斗からも無言で諌められ、結局とどめを刺すことはなかった。
その後、カジノ推進法案は本会議で可決され、複合施設の整備が一層加速することは確実となる。九龍グループの会合の席で上園は今回の件のしめしがつかないと判断され、劉（早乙女太一）の手にかかり命を落とす。そして、劉が上園の跡目として新たな九つの龍の一角となった。
結局、いまだカジノ法案の裏側は表沙汰になっていない。だが雅貴は「USBは一番信頼できる奴に預けた」と広斗に語る。USBは左眼が琥珀色の義眼の男の手に握られていた。

### HiGH&LOW THE MOVIE2/END OF SKY(映画第3作) （2017年）
"コンテナ街の戦い"(『MOVIE』)から半年後。
カジノ計画進行に伴い他の地区から流入する余所者に、SWORDは手を焼いている。事態を憂慮したコブラはSWORDのリーダー達を招集し、九龍グループだけでなく、張城をはじめとする海外マフィアが台頭し今後も地上げは続くことなどを説明し、"SWORD協定"を結びお互いの利害のために協力し合うことを提案する。さらにその理由の1つとして、九龍グループがまもなく崩壊するであろう事実を伝えて各チームに動揺が走る。だが、それぞれの抱える事情や思惑により、鬼邪高校の村山良樹（山田裕貴）以外から同意は得られずSWORD協定は白紙に終わる。山王連合会内部でも、カジノ計画に伴う再開発で街が復興できると考えていたダン（山下健二郎）やテッツ（佐藤寛太）たちが、九龍グループとの対立姿勢を強めるコブラやヤマト（鈴木伸之）たちとの考え方の違いに葛藤するようになっていく。ダンも思い悩むテッツにコブラに相談しようと呼びかけ、「都市開発も悪い話ではない」「もう自分たちの手に負える話ではない」と意見を言うものの、全く相手にされず一蹴されてしまう。
コブラは話し合いの場でのROCKY（黒木啓司）の様子から不穏なものを感じ取り、何度もクラブHeavenを訪れROCKYと話し合いの場を持とうと試みるうち、羅千刑務所からDOUBTのリーダー・林蘭丸（中村蒼）が出所したことを知る。女を金を生む道具としてしか見ていない蘭丸は昔、White Rascalsと敵対し羅千地区・黒白堂駅で激しい戦いを繰り広げた因縁がある。ROCKYは女たちがまた蘭丸の餌食になることと同時に常軌を逸した蘭丸の牙が万が一SWORD協定を締結することになった場合他のチームに向かう可能性を危惧し今度こそ自分たちの手で決着をつけなければならないと考え、コブラから再三にわたりSWORD協定への参加を要請されても首を縦に振らずにいたのだった。そんな折、SWORD地区の掌握を目論むDOUBTは手始めとして、プリズンギャングと呼ばれるジェシー（NAOTO）とその一派を使いWhite Rascalsを襲撃する。
その頃、雨宮雅貴（TAKAHIRO）からUSBを託されていた琥珀（AKIRA）は長兄・尊龍が命掛けで守りぬいたUSBは兄弟達の手で公表すべきであると考え、USBを返すため2人の元へ相棒・九十九（青柳翔）と向かっていた。だがUSBの奪還もしくは破壊を目論む九龍グループが放った暗殺者・"黒崎会"若頭九鬼源治（小林直己）と"源会"会長・源龍海（高嶋政宏）ら暗殺部隊に襲撃され、激しい追跡劇を繰り広げることとなる。間一髪のところで雅貴の手でUSBのデータはネット上に公開され、カジノ建設担当大臣は失脚・カジノ計画自体も白紙撤回となる。九龍グループ総裁も贈賄容疑で逮捕され、そのニュースを聞き喜ぶコブラたち。だが、事は良い結果だけでは終わらなかった。その後山王街では再開発が立ち消えとなった影響で閉店する店が相次ぐ事態となり、街の衰退が深刻なものになっていた。先行きに不安を感じたダンやテッツたちは、このような状況になっても「自分たちの街は自分たちがなんとかするしかない」と言うだけで街に関しては何の策も講じないコブラへの反感が頂点に達する。コブラたち徹底抗戦派もダンの八つ当たり同然の暴言に激怒し、両者は一触即発になる。皮肉にも琥珀たちの活躍が山王連合会の仲間割れの決定打となり、チームの内部分裂が始まってしまう。ダンたちの気持ちを察しつつも目先の利益に囚われてはいけないこととROCKYがSWORD協定を断っていた真意を説き、「俺を信じろ」と心を鬼にして必死に仲間たちに諭すコブラだったが、何を聞かれても裏付けの無い発言やその場しのぎの答えしか返さずSWORD協定や九龍グループとの戦いにばかり注力して自分たちを無視して意見に耳を貸さない態度や、自分たちの気持ちを反対どころか否定する物言いに不安と我慢が限界に達しているだけでなく、今の生活に気持ちをすり減らしている彼らにそのような理屈は通じるはずはなかった。
ジェシーらによって大ダメージを負ったWhite Rascalsは抗争を長引かせることを厭い、決着を付けるため因縁の地・黒白堂駅でDOUBTと対峙する。だが、金で雇われた一党を引き連れたDOUBTとの圧倒的な人数差により、苦戦を強いられる。敗北を覚悟した時、White Rascalsの窮状を聞きつけた山王連合会が加勢し、さらに鬼邪高校やRUDE BOYSも駆けつけ、形勢は逆転する。最後に、蘭丸からSWORD壊滅への協力を打診されていた日向紀久（林遣都）も「仲間を切り捨てるような奴は信用できない」として達磨一家を率いてDOUBTに宣戦布告する。これで形勢はSWORDに傾き勝利は目前のように思われたが、それまで事態を静観していたICE（ELLY）率いるMIGHTY WARRIORSが盟友・ジェシーのピンチに際し参戦したことで再び戦況を覆される。戦いはさらに激化していくが、SWORDの奮戦も次第にMIGHTY WARRIORSの圧倒的な実力と戦力の前に次々に破られていく。
戦いはROCKYが蘭丸を破ったことで一時収束したが、やはりMIGHTY WARRIORSが優勢なのは変わらない。だが劉（早乙女太一）からの連絡を受けたICEと共に突如MIGHTY WARRIORSとプリズンギャングは撤退し、それと入れ替わるように九龍グループの善信会が乗り込んでくる。会長の善信吉龍（岸谷五朗）は「お前たちが騒ぐせいでまとまるものもまとまらない」と、戦いを引き起こした元凶である蘭丸に一方的に暴行を加える。さらに龍也暗殺への関与をほのめかした上で「お前らが何人死のうがなかったことにできる」と脅し、SWORD・DOUBTに対してこの場から逃げるか九龍グループに服従するかの選択を迫る。コブラはそんな善信を蹴りつけ、「これが俺たちの答えだ」と善信の要求を拒絶する。

### HiGH&LOW THE MIGHTY WARRIORS(DVD&Blu-ray作品/スピンオフ)（2017年）
MIGHTY WARRIORSの歴史は、リトルアジア地区に住まう1人の少年から始まった。彼の名はICE（ELLY）。後のMIGHTY WARRIORSのリーダーとなるのだが、この頃は貧困街に兄弟と共に住まうただの浮浪児だ。ある日、ICEは1枚のアナログのドーナツ盤を見つける。試しに聴いてみるとそこにはICEの荒んだ心を潤し魂を震わす音楽が。ストリートで喧嘩や己に力を知らしめる事しか頭になかったICEにとって自身のターニングポイントにもなった瞬間だった。この日からICEは世界中の様々な音楽を知りたいと思うようになり、その為に金が必要だと考え、自らの能力を活かせるであろう傭兵になる道を選ぶ。多国籍軍に入隊したICEはそこでも新たな出会いが待っていた。パール（SWAY）と9（ANARCHY）。後にMIGHTY WARRIORSの創設メンバーとなる2人だ。彼らもリトルアジア地区出身だがICEとは別のコロニーの生まれだ。2人も音楽好きが興じて大金を稼ぐ為傭兵になる道を選んだのだ。3人は意気投合し、同じ戦場で修羅場を駆け巡った。退役を目前にした十数年経ったある日、ICEは2人に「リトルアジア地区に戻ったらやりたいことがある。また集まろう」と声をかける。2人には勿論断る理由などなかった。
多国籍軍退役後リトルアジア地区に戻ったICEは、パールと9や2人の仲間のコンピュータ関連に強いバーニー（白濱亜嵐）、ミステリアスな雰囲気漂う劉（早乙女太一）、実弟のディディー（LIKIYA）、ICE達にファッションの素晴らしさを教えてくれたジェシー（NAOTO）が仲間に加わり、"かつての自分達みたいに夢も希望もなく途方に暮れている人達に平等に夢と希望を与える"ことをモットーとして"音楽とファッションを軸にした俺たちが俺たちらしく生きることが出来る理想郷"を創設する為に動き出した。「金があるから人生が変わるんじゃねえ、人生を変える為に金が必要なんだ」と。そんなICE達を人々はMIGHTY WARRIORSと呼ぶのであった。
ある日、ICE達は湾岸地区でクルーザーを襲撃した時人身売買されかけていた女と出会う。彼女の名はセイラ（大屋夏南）。過去の悲惨な出来事から心を閉ざし、「音楽で世界を救えるなら、あたしみたいな女はとっくに救われてる」とICE達の想いを否定する。それでもICEはどん底から這い上がり今に至った経緯やこれまでの様なやさぐれた自分に戻ることを恐れていた。共にいることでICEの強い想いが本物だと知ったセイラもまたMIGHTY WARRIORSに魅了されていった。（ドラマ・シーズン2）
チームとして仕事が軌道に乗り始めた頃、湾岸地区でアジトとしてレンタルハウスを貸し出していた張城の李からかつてない大規模な仕事を依頼されることになる。内容は、"SWORD地区の制圧とSWORDを潰すこと"。仕事が成功した暁には望がままの報酬を与える、と。夢が自分達の目前に迫った彼らがこの話に飛びつかないはずはなかった。SWORD地区の琥珀・羅千地区のDOUBTと共にSWORD地区を襲撃し、自分達の理念をテーマにした巨大クラブFUNK JUNGLEをオープン。理想郷創設の夢はもう目前だった。だが、これまで優位にも立っていたにも変わらず突如琥珀が戦いを放棄し大敗北を喫したのだ。大金も手に入れられず夢の実現もまた振り出しに戻ってしまったことにメンバー達は落胆する。（MOVIE）
"コンテナ街の戦い"と呼ばれる先の抗争の後、新たに別の拠点を築いたMIGHTY WARRIORSは音楽活動に専念していた。そこに新たな出会いと再会が舞い込んでくる。サンキングス刑務所に収監されていたジェシーが舞い戻ったのだ。そんなジェシーは謎の男を連れてきた。目的は、彼をMIGHTY WARRIORSのメンバーとして迎え入れたいということだった。名前はフォー（関口メンディー）。同じリトルアジア地区出身でジェシーの仲間。当然ICEは断る理由はなくフォーのメンバー入りが決定する。（MOVIE2）
そしてMIGHTY WARRIORSは新たなステージに向けて足を踏み出しつつあった。

### HiGH&LOW THE MOVIE3/FINAL MISSION(映画第4作) （2017年）
九龍グループに徹底抗戦の構えを見せた SWORDだったが、九龍グループの力は予想を超えて遥かに強大なものだった。逮捕された九龍グループ総裁・九世龍心（津川雅彦）は証拠不十分により釈放されてしまう。九龍グループは機密情報や告発自体をうやむやにし闇へと葬り去ったのだ。追い打ちを掛ける形で、釈放された龍心はSWORDの頭は発見次第潰せ・SWORD地区を制圧せよ、その方法は強硬手段も辞さないと命じる。善信の宣言と共に九龍グループ全勢力の手によるSWORD地区壊滅行動が始まった。遂に九龍グループが本気でSWORDに牙を剥いたのだ。
無名街に重機が入り無名街の住人達を次々と連れ去り、容赦なく街を破壊して行く。九龍グループが日本政府による無名街からの強制退去をお題目に街を破壊・住人達を拉致しているのだ。いよいよ事が自分達の考えていた以上に大事になってしまったことに無名街では衝撃が走る。家族に危険が及ぶと判断したスモーキー（窪田正孝）は、プライドを捨て遂に無名街から脱出するよう伝え、RUDE BOYSと無名街の家族を守るために殿として残る覚悟を決めた。九龍グループの構成員を引き連れた家村会の幹部・二階堂（橘ケンチ）がスモーキーと対峙する。九龍グループ絡みの悪事に家族を巻き込んだことに怒るスモーキーに対し、上からの命令だから自分の最大の汚点である無名街を破壊するのだと二階堂は開き直る。スモーキーはこれまでの自分と無名街で仲間や家族と出会えたことを最高の人生を送れたことと彼らを守れることを誇りに思い、九龍グループの構成員達相手にたった1人対峙する。
山王連合会も僅かながらも機能しており、ノボルの情報を元に末端構成員たちを相手に得意のゲリラ戦を展開して対抗。その最中対立していたダン・テッツ・チハル達が傷だらけで姿を現し、九龍グループと全面抗争になったことで山王街が襲撃されたと怒りを向け、コブラ・ヤマト・ノボル達と完全決別を口走ってしまう。山王連合会をはじめとする若者達は破壊された山王街に見せしめとして吊るし上げられてしまったのだ。「たとえ間違っていたとしても、自分を信じて着いてくる仲間がいることを忘れるな」。ダンが山王連合会脱退の意思を伝えた後に嘆いた言葉によりコブラは焦りと怒りで自棄になり、SWORD地区郊外で九龍グループの一角克也会の会長克也龍一郎（加藤雅也）を単身で強襲。だが相手は九龍グループの中でも少数精鋭の武闘派にして修羅場をくぐり抜けている猛者の集まり。たった1人での襲撃が成功するはずもなく拉致監禁され、激しい拷問を受けることになってしまう。
White Rascalsも本拠地・クラブheavenを金の力で追い立てられ、鬼邪高校も達磨一家の本拠地も襲撃・破壊されてしまう。それぞれの思いや今までの戦いも虚しく、SWORD地区は着実に破壊されていった。
襲撃を受けたのはSWORD各チームやSWORD地区だけでは留まらず、機密情報告発後に黒双地区で潜伏していた琥珀・九十九・雨宮兄弟までもが九龍グループに命を狙われる。広斗（登坂広臣）が狙撃の的になるが、予想だにしない人物に救われた。それは山王連合会や雅貴たちから忌み嫌われ、九龍グループの協力者の中にいた裏切り者モグラとしてマークされていた刑事西郷（豊原功補）であった。これまでの到底味方とは思えない行動を繰り返してきた西郷が突然自分達を助け出す行為に4人は動揺するも命からがら逃げ出した。そこで4人は九龍グループの完全なる組織崩壊の鍵となる日本政府との癒着の真実を知った。
数十年前、日本政府主導により今は無名街となっている場所で行われた薬品製造の不正・それによる公害を隠蔽するために、日本政府と九龍グループは秘密裏に通じており、不正の証拠が地下で眠っている無名街そのものを完全に消し去り、その跡地にカジノ建設をすることで国家規模の不正そのものを闇に葬ることを目論んでいたのだ。さらに日本政府・九龍グループ主導により、カジノ建設のために無名街を見せしめ・カジノ法案スタートの名目で無名街爆破セレモニーと称して、無名街を破壊することを決断する。
ところが九龍グループでは、龍心がこれまでの無理が祟り遂に容体が急変してしまう。九龍グループが時間がないと焦っていたのはこのことだったのだ。さらには同時期にカジノ計画に関わっていたある人物が今回の一件の一切から手を引くこととなり、善信を筆頭に善信に同調する植野龍平（笹野高史）・藤森龍生（木下ほうか）らも自身らの組織の安全と九龍グループの未来を考え作戦の離脱を宣言、更に総裁権限代行にして龍心の妻梨花子（飯島直子）に身を案じられた劉も梨花子の進言により席を立った。いよいよ九龍グループ内での内部分裂が始まってしまった。残された会長達の中で、龍心の右腕である黒崎会会長・黒崎君龍（岩城滉一）はコブラとの邂逅・龍心の残したメッセージに関して深く考えるようになっていた。黒崎は今回の一件を最後まで見届けると梨花子に告げ、克也・源・家村も黒崎と同意見であると告げた。
琥珀と九十九はSWORD地区VS九龍グループの全面戦争が起こった最中にコブラが消息不明になってることを知り、コブラが拷問されていた九龍グループの隠しアジトに乗り込みコブラを救出するが、スモーキーの命が狙われていることを知りすぐに無名街へと走る。だが一足遅く、スモーキーはRUDE BOYSや無名街の家族達に囲まれて既に息を引き取っていた。コブラは次々と九龍グループの手により破壊されていくSWORD地区と九龍グループと対峙する自分達の現状、そして自分の未熟さを痛感してこれまでの判断が甘かったことを悟り、拳でのやり合いでは九龍グループには勝てないと無力感に打ちのめされ絶望してしまう。そんなコブラのもとへ駆けつけたのはヤマト・ノボル・他のSWORDのリーダー達、そして決別を宣言したはずのダン達だった。琥珀・九十九・雨宮兄弟そしてSWORDは一挙にして集い、九龍グループと政府上層部の野望に完全に終止符を打つべく、隠蔽を暴くための不正・公害の証拠となる極秘資料・不正・公害の真実を知る者・公害に被害に遭った公害犠牲者を探し出す"FINAL MISSION"に挑む。死んだスモーキーは公害犠牲者だったことで九龍グループからの殺害対象となっていたのだ。だがもう1人の公害犠牲者で無名街の少女エリ（鈴木梨央）が九龍グループに命を狙われていることを知り、
コブラはエリを探しに行き、琥珀達は公害の真実を知る当時の製造工場責任者馬場元（斉藤洋介）を探し出す。そして九龍グループの猛攻を阻止すべく、White Rascals・鬼邪高校が九龍グループの迎撃を開始する。再び刺客として現れた源治も雅貴・広斗の連携の前に敗れ、エリもコブラの手で無事救出された。だが爆破セレモニー会場の近辺でもさらに九龍グループの構成員達が配備されており、琥珀・コブラ達だけでは突破出来なかったが達磨一家が捨て身の特攻により道が開かれた。
無名街の爆破セレモニーの会場に琥珀・雅貴・広斗、そしてエリと馬場が現れたことに加えて証拠資料の公開で爆破セレモニーは一気に日本政府の癒着と国民に隠された真実を暴かれる暴露の場へと変わっていく。SWORDの勝利・九龍グループ敗北の瞬間であった。コブラは黒崎たち九龍グループの前に立ち塞がり、SWORDの勝利を宣告する。これを見て黒崎は「再生には破壊が付き物だ」と述べて潔く九龍グループの敗北を認め、自分に属する会長達と共に去っていった。大臣を含む政治家達は公害を隠そうとしたことで非難の的となってしまう。「カジノ計画は公害の隠蔽工作じゃない!!この国の未来のために...」。もはや言い訳ですらない言動とどこまでも往生際の悪い態度に琥珀たち3人に怒りは存在せず、ただ呆れと憐みの目線を向けるだけだった。黒崎・克也・源・家村らが一斉検挙。善信・植野・藤森・劉らが離脱。完全に崩壊した九龍グループを恐れる者はもうこの国にはいなかった。警察が九龍グループ一斉検挙・家宅捜査のため本家を尋ねると哀しげな表情の劉が応対した。「話ならいくらでもする。今は家族だけにして下さい」と言い警察を追い払う。本家の一室には冷たくなって横たわる龍心、枕下で夫を見守る梨花子、そして息子の劉。3人は家族だったのだ。
全てを見届けて役目は終わったというかのように琥珀達は表舞台から姿を消し、SWORDのメンバーたちも次なるステージに向けて進むために動き出した。
一方、黒白堂から消息を絶っていたMIGHTY WARRIORSはジェシーから黒白堂の戦いの報酬を受け取ったがICEとセイラはジェシーから不穏な雰囲気を察した。そしてジェシーは"バルジ"という謎のスポンサーからサンキングス刑務所出所条件として"SWORDを潰すこと"と"九龍グループと協力して裏切り者"モグラ"を探し出せ"と言われていたことを明かした。ICEはバルジという存在に興味を持ち始める。MIGHTY WARRIORSはバルジに会うためFUNK JUNGLEから旅立つのだった。
日本政府と九龍グループによるSWORD地区再開発とカジノ建設計画に中枢として関わり、ジェシーをも操っていた巨大で謎に包まれた存在"バルジ"。次なる計画が始まっていることを仄めかす謎のメッセージを残して、物語は幕を閉じる。

### HiGH&LOW HISTORY OF KOHAKU (YouTube公開) （2018年）
琥珀（AKIRA）・龍也（井浦新）の2人がライダーチームとしてムゲンを結成した。国双地区の格闘家コンビの太田（高谷裕之）と古西（岡見勇信）、後に琥珀の相棒となる九十九（青柳翔）も、後に山王連合会を結成するコブラ・ヤマトも加わり、最高のチームへと昇華したムゲンとなってから龍也はその後、自身の夢であった洋食屋「ITOKAN」をオープンさせるためにチームを去り、太田と古西もまた自分たちの夢のためにチームを抜けることとなる。琥珀はそんな彼らを「仲間を見捨てた」と考え、3人を快く送り出すことができなかった。それから、日向会との激突やそれと共に勢力拡大後に敵対した雨宮兄弟との激突。仲間が自分の元を離れていく現実やムゲンが自分の思いとは違うものへと変貌していく様子を受けいられず、琥珀は暴走の一途を辿る。やがてムゲンの末端の悪事を成敗したことで自らの考えが間違っていたことを悟り、その事を伝えようと龍也と九十九の元に向かうが、2人は琥珀の目の前で交通事故に遭い、龍也は即死・九十九は意識不明の植物状態となった。責任感とショックを払拭できないまま琥珀はムゲンを解散させた後、消息を絶つ。
だが、突如琥珀はSWORD地区へと舞い戻ってきた。"湾岸連合軍"という巨大な軍団を率いて。龍也を殺した九龍グループを壊滅せんと復讐の鬼と化した琥珀はかつての仲間たちにも牙を剥く。だが、仲間たちの必死の説得と龍也からのメッセージを受け取った琥珀は目を醒まし、本来の自分を再び取り戻した。
それから琥珀は、命を懸けて自分を止めてくれた仲間たちの為に、自分を信じてくれる仲間たちの為に、「俺はもう二度と間違いを犯したくない」と決意と覚悟を胸に抱き、復讐の為ではなく、仲間たちと共に九龍グループと戦う道を選んだ。
全ては、自分を最後まで信じ続けた龍也の想いを無碍にしない為に。

### DTC -湯けむり純情篇- from HiGH&LOW (映画第5作/スピンオフ) （2018年）
"FINAL MISSION"(『MOVIE3』)から数ヶ月後。
SWORDや湾岸地区との喧嘩やさらには日本政府の隠蔽工作まで暴いてしまい、刺激的な日々からそれぞれの仕事や生活に精を出す平和な日常がそれぞれに訪れていた。だがその時間がダン（山下健二郎）・テッツ（佐藤寛太）・チハル（佐藤大樹）の3人を満たしてくれる訳ではなく、寧ろ謎の違和感の様な心を満たす何か物足りないものモヤモヤ感を感じていた。ある日同じ山王街の伊集院甲（八木将康）・たて笛尾沢（天野浩成）からなるたて笛兄弟が尾沢の父親が計画したコンサートを敢行することになったが自信が持てず応援メンバーとしてDTCに助けを求めてきたが3人は取り合わなかった。しかしそんな2人が一生懸命で楽しそうであると気づいた3人は今だからできることは何かを考えに考え、高鳴る鼓動と青春(と女子)を求めて行く先も決めずにバイク旅に出ることにする。
山王街を後にした3人の旅は楽しいものだったが、現実はそこまで甘いはずはなく出立して数日で軍資金が底をつきガソリン補給も手が回らない状態に陥ってしまう。そこで訪れた上下温泉街で日雇いかつ泊まり込みの仕事を探す。偶然訪れたスナックのオーナーからの紹介で旅館森田屋の客室係として働くことになる。さらに珍客として"たて笛兄弟"がコンサートを敢行すべく森田屋へやって来ていた。DTCの3人は応援メンバーとして力を貸し、歌と踊りとリコーダーで余興を乗り切った。更に、慰安旅行で偶然森田屋に訪れたWhite Rascalsの若手メンバーSMGに加え、出張のため上下温泉街に屋台営業でやってきた達磨一家の若手メンバー達磨ベイビーズに出会い旅は珍道中となってしまう。
慣れない旅館業に苦戦する中、森田屋の若女将マリと一人娘のメグミと出会う。夫と死別し娘を育てながら切り盛りするマリに一目惚れし恋心を募らせる必死で気を引こうとするチハルだが、マリと旅館の番頭宮崎（駿河太郎）が互いに惹かれあっていることを知ってしまう。マリと宮崎は両想いにも関わらず娘を気遣い再婚に踏み切れないでいたのだ。メグミも母と宮崎が両想いであることを知っていたが結婚したことで母が亡くなった父のことを忘れてしまうのではないかと考え、複雑な気持ちを隠せなくなっていた。それを知ったダンは自分とメグミが父親が突然いなくなり母親に育てられたという同じ境遇から親しく話をする関係になっていき、3人の関係をなんとか出来ないのか考えるようになっていた。
3人はマリ・宮崎そしてメグミを幸せにすべく、たて笛兄弟に加えSMGと達磨ベイビーズに協力を要請。SMGが今回の企画の演出とメインとなる宮崎達をプロデュースし、達磨ベイビーズが企画会場となる旅館街近郊のイベントホールで設置・飾り付けを開始、そしてDTCは今回の企画の全面プロデュースを開始する。女子供を幸せにする為、プロポーズという祭を盛り上げる為、そしてマリ・宮崎・メグミのプロポーズを成功させる為。DTCが考えた3人を幸せにする企画とは、宮崎がマリに想いを伝える場所を提供するサプライズ企画だったのだ。
いよいよ本番当日。宮崎とDTCが中心となりマリとメグミを招き準備も万端。しかしメグミは心に閉じ込めていた想いが爆発して会場からいなくなってしまう。DTCと宮崎達はメグミを探すべく奔走し、なんとかダンがメグミを見つけるに至った。メグミはダンに亡くなった父がよく乗せてくれた車のことを話し2人はドライブに出かけた。ダンが車の中であるカセットテープを見つけセットすると、そこから今は亡きメグミの父の声が流れ始める。"愛と書いてメグミ。名前を呼ばれる度に愛されているということを感じて欲しい"。父の想いを知ったメグミは会場に戻ることを決意し、ドレスアップしたDTCと共に会場へ向かう。
そして遂にミュージカルショーが始まり、DTCと宮崎が自分達の気持ちと想いを歌にし、宮崎はマリとメグミの元へと歩み寄っていく。すると宮崎はメグミに寄り添いメグミにプロポーズした。今回のショーは宮崎とマリのプロポーズではなく3人を幸せにすると同時にメグミを喜ばせることが本当の目的だったのだ。
"僕は君のパパには勝てない。でも君のパパに負けないように頑張る。僕たちもパパのことを忘れない。メグミちゃんもパパのことを忘れないで"。そしてメグミは"私のパパになってください"と自分の想いを伝えて無事にサプライズは成功する。3人が幸せになるためのサプライズパーティーDPDことドッキリプロポーズ大作戦は成功したのだった。
1週間後。無事に軍資金も貯まったDTCはマリと宮崎に挨拶して森田屋を後にする。旅立つ前メグミが現れダンに別れを告げる。「またね。一八」。ダンは少し照れていたが嬉しそうでもあった。そして3人はたて笛兄弟の2人と合流して、たて笛兄弟のコンサートに同行するための新たな旅が始まったのであった。
しかし物語は終わらない。旅の行き先を決める時チハルだけがある街だけは避けて迂回した方がいいと警戒の色を見せた。その街には"鳳仙"と呼ばれるスキンヘッドの高校があり、自分達のような輩が行けば揉め事が起きるのは必至だと警告した。そして、その鳳仙なる集団がSWORD地区に新たなる抗争の火種を生むことになる。

### HiGH&LOW THE WORST EPISODE.O  (ドラマSP)（2019年）
"コンテナ街の戦い"(『MOVIE』)終結直後に遡る。
湾岸地区との抗争から一時的に鬼邪高校では平穏が訪れており定時制は退屈な日々を送っていた。その一方で全日制は新入生の編入シーズンであり、定時制では"全日ステークス"なる伝統の賭け事を開催。それは全日制で一番強い男は誰なのかを賭ける博打だった。全日制2学年のダークホースと畏怖されていた高城司（吉野北人）は完全に鳴りを潜めていた。全日制最強の轟洋介（前田公輝）と行動を共にする辻（鈴木昴秀）と芝マン（龍）。1学年では期待のルーキーと称される中越大（神尾楓珠）が1学年制圧を目論み暗躍。更に2学年に他校で凶暴コンビとして名を馳せていた西川泰志（佐藤流司）と横山清史（うえきやサトシ）の"泰・清コンビ"が転入。全日制では轟が頭として統率を取ることでこれまで目立った争い事はなく均衡が保たれていたのだが、全日制の頭をつけ狙う派閥が乱立し始めたことで轟の支配体制にも陰りが見え始める。
司は自分を慕う仲間たちに蜂起を呼びかけられるも一切相手にしようとはしなかった。1年前、同じ団地で育ち共に鬼邪高校で天下を取ろうと誓ったものの入学して一ヶ月足らずで家族の都合で祖父のいる田舎へ転向してしまったかつての相棒・花岡楓士雄（川村壱馬）のことを考えていたからだ。元々群れるのが苦手な司が鬼邪高校に来たのは楓士雄が鬼邪高校のテッペンを獲るという野望のサポートの為に過ぎず、突然自分を頭にして担ぎ上げる仲間たちのやり方も快く思っていなかった。そして司は相棒・目的・闘志を失った喪失感から鬼邪高校退学という決断をする。
そして時はSWORD地区を守る為に立ち上がった"SWORD協定"による"黒白堂の戦い"前夜へ。（『MOVIE2』）
泰志はかつて因縁のある司の元へ出向くが人が変わったかの如く闘志を失った司に落胆する。清史は全日制最強の轟を潰すべく行動するも轟の仲間にこちらも因縁のある辻と芝マンがいると分かり時期早々と判断して撤収する。泰・清一派は放送室から鬼邪高校全日制に点在する全グループに対して自分達以外のグループを完全に叩き潰すという意味を込めて宣戦布告をする。その直後に轟・辻・芝マンに遭遇し全日制の頭を賭けたタイマンを申し出るも轟からは「これからはお前らが頭だ」と相手にされなかった。これが自分たちのことなど一切眼中にないという轟の挑発であることに泰・清一派は怒りを露わにする。そんな中、泰・清一派が凶器で武装した謎の集団に襲撃され、清史も"当時の同級生"と偽って接近してきた女に唆され負傷する事態が発生し、鬼邪高校内では緊張が走る。ただしその騒動も中越一派の末端が仕掛けたことと分かり収束する。轟の目の先にいるのは常に、鬼邪高校のトップである村山良樹（山田裕貴）だった。ぶつかったあの日からずっと村山を倒すことだけを考えていた。だから全日制などどうでもいい。「あんたを倒さないと全日制がゴタゴタしてる」と愚痴りに来たが、村山はそんな轟の態度に初めて怒りを見せる。「お前の悪いところはそういうところだ。俺の相手する前に今自分がやるべきことを知れ。もっと周りを見ろ」と轟を突き放す。
司は現在の鬼邪高校のトップである村山に頭についてを問うた。そこで村山は「リーダーとボスの2つのタイプがあって、頭はリーダーじゃないとダメだ。司は誰かを頭にして自分はNo.2になるタイプと頭になろうとしたらNo.2になったのだとどっちがいい？お前は自分で限界を決めつけてるだけじゃねえのか?」と問い正した。その後司一派が泰・清一派と衝突したことを知った司は泰志たちに報復しようとするが、手下のジャム男がそれを止める。「俺たちには司さんがいる。体はめちゃくちゃ痛いし楽しいことなんてないけど、勝った時の気持ちを考えただけでワクワクする。皆司さんの為に立ち上がったのがすごい嬉しいんです」とジャム男は感動していた。司もジャム男達がただ自分を祭り上げているのではなく、心の底から自分を慕っていることに衝撃を受ける。皆の真意を知った司は己の器を図る為にSWORD地区を離れ、楓士雄が越した街へと向かった。そこには最愛の祖父を亡くし無気力となった楓士雄が佇んでいた。悲しき雨が降りしきる中楓士雄VS司のタイマン勝負が繰り広げられる。
そして定時制がSWORDとして九龍グループに宣戦布告した後、定時制が消えた。(『MOVIE3』)
静寂が訪れた鬼邪高校はかつてない不気味な空気が漂う。結果的には国をも巻き込んだ陰謀を暴いたことで定時制は再び元の日常を過ごす。しかし定時制が巻き込まれた"九龍グループとの全面戦争"と"FINAL MISSION"による政府転覆騒動の影響によりSWORDと全日制内部の戦いのレベルの違いを思い知らされる形になり、全日制は完全に戦意喪失し全日ステークスもとい覇権争いは沈黙していた。完全に怖気付いた全日制の様子を聞いた村山は鬼邪高校の頭として「お前たちは何のために鬼邪高校に来たのか？」と放送で全ての生徒に呼びかける。全日制の生徒に向けて発破をかけ、"今後一切SWORDの案件に全日制を巻き込まない"という宣言を行う。これは、SWORDのOは"定時制"のみを表すこととなり"全日制"はSWORDには含まれないということを意味していた。こうして定時制と全日制は完全に分断されたことで再び活気と闘志を取り戻したことで全日制は群雄割拠の戦国時代へと突入した。

### HiGH&LOW THE WORST(映画第6弾/スピンオフ) （2019年）
鬼邪高校では定時制と全日制に分かれ定時制の村山良樹（山田裕貴）が鬼邪高校初代番長として君臨しているが、先の番長宣言で全日制ではこれまでのパワーバランスが崩壊し、"轟一派"・"司一派"・"泰・清一派"・"中・中一派"の四大勢力が群雄割拠する鬼邪高校戦国時代へと突入していた。これまで事実上全日制を仕切っていた轟洋介（前田公輝）を強いと認めても、下に着くことを認める者は誰もいなかった。不服を感じた轟が再び村山にタイマン勝負を申し出るも結果は惨敗し、全日制に黙ってタイマンを挑んだ挙句敗北したことで轟の支配体制は完全に終わりを告げる。
鬼邪高校に帰還した嵐を呼ぶ男花岡楓士雄（川村壱馬）は全日制を制圧し、村山にタイマン勝負を挑む野望を掲げていた。親友の凱旋に高城司（吉野北人）率いる"司一派"と楓士雄をリスペクトする中越率いる全日制最大勢力"中・中一派"といった四大勢力の2つが楓士雄の元に合流したことで全日制は沸いていた。"泰・清一派"の泰志と清史、"轟一派"の辻と芝と対峙した時楓士雄は幼少期の頃から地元の希望ヶ丘団地で世話になっていた"サダばあ"が亡くなったことを告げ、自分達はサダばあに恥ずかしくない生き方をしないとと告げる。
楓士雄の地元・希望ヶ丘団地の仲間で秀才校に通う桐原誠司と女子高に通う白井マドカ、土建屋で働く尾々地真也・正也らオロチ兄弟がサダばあの葬式で久々の再会の中、同じ仲間の前川新太（矢野聖人）が最近高校を辞めたこととガラの悪い連中とつるんでいるなど悪い噂が絶えない話を聞く。マドカも自身の学校の同じ部活のチームメイト・上田唯が学校にも来ず部活もサボっていることで悩んでおり、久々に顔を出した唯を説得して話を聞くと、唯もガラの悪い連中とつるんでいたり近頃誰かに尾けられているなど穏やかではない話で持ちきりになる。下校時に案の定唯に絡んでくるチンピラ集団と出くわしたが、その時唯のストーカーを自称する男が集団をたった1人で撃退する。だが唯はその男が兄上田佐智雄（志尊淳）と同じ鳳仙学園の生徒であることを知る。
SWORD地区の隣町の"戸亜留市"にて佐智雄を番長とする鳳仙学園では小田島有剣・沢村正次・仁川英明・志田健三ら鳳仙四天王"小沢仁志"による最強の布陣を揃えていた。唯を救ったのは四天王の1人・沢村正次で佐智雄からの指示で万が一唯に何かあった時に備えて見守っていたのである。佐智雄も唯の悪い話を聞いていたことで「母さんを悲しませるようなことだけはするな」と凶弾する。
鬼邪高校では全日制に編入した生徒の何人かが隠れて"レッド・ラム"(ドラマ・シーズン1)を売り捌いている話が持ちきりとなり村山が全校生徒を集めて「SWORDではドラックは御法度だ」と警告する。鳳仙学園でも佐智雄は唯を付け狙う連中がレッド・ラムに関与している話を聞き情報通のサバカンに調べさせていたが足取りは掴めなかった。オロチ兄弟も会社の同僚がレッド・ラム取引に関わっていたのを快く思わず、かつて湾岸地区から出回った経緯からDOUBTが今回の件に絡んでいるのではと考え、昔の地元仲間のチハル（佐藤大樹）に話を聞くも、「レッド・ラムは何年か前の一件(ドラマ・シーズン1)で無名街にあった製造工場がリトルアジア地区に移って以降足取りは途絶えた。それ自体に関わっていた九龍グループもゴタゴタで手が回らず、DOUBTも"黒白堂の戦い"（『MOVIE2』)後に表舞台から姿を消した」と詳しい情報は掴めなかった。
ある日の晩のこと。"泰・清一派"の泰志が、沢村・サバカンら鳳仙学園のグループが襲撃される。泰志は何とか逃げ出したものの相手が鳳仙学園であることを知り全日制では動揺が走る。沢村が意識不明の重症を負い、サバカンらは襲われる直前に集団が鬼邪高校と名乗ったことで犯人を特定。お互いの仲間がやられたことで双方は殺気だっていき全面抗争は避けられない状況となっていく。決戦の舞台は鬼邪地区の河原。数は互角でも、戦闘力・統率力は圧倒的に鳳仙学園の方が上で、全日制の敗北は明らかだった。だが村山率いる定時制と満身創痍のサバカンが乱入してきて今回の一件の真相を告げるのであった。沢村は意識を失う直前襲撃者の顔を見ていた。その中には唯を襲ったチンピラが混じっていたとのことで、鬼邪高校や鳳仙学園の制服を纏い双方を襲撃することで潰し合わせていたのではという。村山自身も独自の調査で過去に因縁のある金平兄弟が絡んでいることを知った。定時制の乱入の目的はピンチになった全日制への援軍ではなく、双方の抗争を停戦させることにあった。自分たちの敵が他にいることを知った鳳仙学園は戦闘を停止して引き上げていった。
今回の抗争を仕組んだ牙斗螺は、廃墟と化した希望ヶ丘団地を根城としていた。そこでレッド・ラム製造と売買に関与しており、その中には表舞台から消えていたDOUBTの残党も含まれていたことからレッド・ラムの取引が広範囲に渡ったのだ。今回の鬼邪高校と鳳仙学園をぶつけさせた真意としては、佐智雄や楓士雄たちによって周辺でレッド・ラム取引が潰されたことによる腹いせだった。そこで考えたのが、お互いの身内を双方のフリをして襲撃し抗争を煽ることだった。沢村を襲った男もだが、その中には新太の姿もあった。今回の目論見が失敗に終わり、SWORDの内情を知る新太は「鬼邪高校は真犯人が分かったら必ず俺たちに報復してくる」と警告するが自分達への意見が気に食わない金平兄弟らに制裁を加えられる結果となってしまう。
楓士雄たちも新太に関する情報を掴んでいた。新太が高校を辞めたのは末期癌の母親の入院費用を稼ぐ為、借金までしなければならないほど金に切迫していた。だが大金を作れるようになったのは牙斗螺にメンバーとして迎え入れられたからである。一方、誠司も学校にて暴力沙汰を起こしてしまう。理由は楓士雄たち仲間を馬鹿にされたことからだった。教師側の配慮から誠司は厳重注意のみの処分となったが、それでもなお教師まで鬼邪高校を始めとする不良たちを"クズ"・"ゴミ"という発言を繰り返すことから誠司は怒りからありのままの本心を発した。「俺の仲間に、クズもゴミもいない!!」。
汚い金を手にしてまで自分を正当化しようとする新太を止める為、仲間を救おうとする楓士雄の為全日制が一つになった。そして、仲間の敵討ちの為に鳳仙学園も立ち上がる。共通の敵を目の前に、史上最強の"鬼邪高・鳳仙連合軍"が牙斗螺に挑む。だが牙斗螺の面々は薬物摂取の影響からか良心を遺脱する戦い方を繰り広げることで全日制や鳳仙学園らは驚愕する。そんな彼らの援軍に駆けつけたのは、SWORDとして今回の揉め事を快く思わない村山達定時制と村山のバイトの先輩であるオロチ兄弟であった。楓士雄が駆けつけると、ボロボロになった新太が金庫から金を強奪している現場に遭遇。壊滅寸前の牙斗螺に見切りをつけた新太は金だけ奪って逃げようとしていたのだ。楓士雄の必死の説得で新太は自分が間違っていたことに気づかされる。新太は再び仲間の元へ帰ってきたのだった。
騒動は終わって、楓士雄たちは鬼邪高校を離れ戸亜留市に来ていた。全日制と正式に友好関係となった鳳仙学園では、沢村が唯と正式に交際することとなり、楓士雄と佐智雄がタイマン勝負が実現することとなったが結果は佐智雄の勝利となり、楓士雄の野望はまだまだ叶わぬ夢となった。
それから村山良樹・古屋英人・関虎太郎が正式に鬼邪高校退学を発表。既に同じ仲間から親友の関係とまでなっていた3人は夢だったバイクを駆り立ててSWORD地区を去っていくのだった。

### 6 from HiGH&LOW THE WORST（THE WORST スピンオフドラマ）（2020年）
天真爛漫な花岡楓士雄、成績トップの桐原誠司、ケンカが好きな尾々地真也・正也の"オロチ兄弟"。お転婆で勝ち気な石井マドカと内気な性格の前川新太。個性がバラバラの6人だったが、同じ地元の仲間として固い絆で結ばれていた。鬼邪高校・鳳仙学園・牙斗螺との騒動から数ヶ月後。10年前の幼少期に埋めたタイムカプセルを掘り出す日として集まった6人だった。皆大人となりそれぞれの道を歩み出していた。新太は事件後金銭問題が解決して近郊の工場で働き出し、マドカも部活動のコンクールに向けて動き出す。幼少期の夢や希望を懐かしげに語り合ってからのことだった。誠司が交通事故に遭い意識不明の重体となってしまう。
ある日、当時希望ヶ丘団地に住んでいた坂田基晃が楓士雄を探しているという話が出てくる。

### MIGHTY WARRIORS『Warriors Anthem』（楽曲）（2021年）
We Are MIGHTY WARRIORS.
俺たちは好きな音楽と共に自分たちの力を信じて戦う。みんなが同じ理想郷を目指している。でも考えかたや進み方はそれぞれ違う。いつも一緒にいないといけないなんてルールはない。離れるなら見送るし、戻ってきてくれるなら受け入れる。最後に一緒にいられるなら自由だ。俺たちは旅立つ者たちへこの"賛歌"を送る。"オリジナルメンバー"たちと共に。
あの戦いの後、セイラ（大屋夏南）・9（ANARCHY）・ディクシー（祐真キキ）がチームから離脱した。
ある時、ICE（ELLY）らMIGHTY WARRIORSのメンバーらは現在、九龍グループから離れた劉（早乙女太一）が住まう別宅に呼ばれた。小雨が身体を濡らすかなり不穏な空気の中、突如2人の男たちが現れた。ARK（EXILE SHOKICHI）・GLOCK（AK-69）。彼らもMIGHTY WARRIORSのメンバーだ。感動の再会も束の間、劉は"最期の晩餐"の絵の如くテーブルに着かせ、さらにテーブルの上に揃った銃火器を見せ、不穏な空気は更に加速化させる。

### HiGH&LOW -THE PREQUEL-（舞台）（2022年）
かつてムゲンが旧SWORD地区を支配し、雨宮兄弟との対決後に龍也の事故死を引き金にムゲンが解散した直後に遡る。
ムゲンの後釜を狙って無数のチーム同士による覇権争いが絶えなかった。そんな中1人の女性が現れる。彼女と恋に落ちたのは、山王連合会のコブラ。だが、2人には抗うことのできない運命が待っていた。

### HiGH&LOW THE WORST X(クロス) (映画第7弾/スピンオフ) （2022年）
"鳳仙学園との激突"（『WORST』）から半年後。
鬼邪高校全日制で頭を張る花岡楓士雄（川村壱馬）は、数々の伝説を持つ最強の男・ラオウ（三上ヘンリー大智）をたずねて、戸亜留市の鈴蘭男子高校を訪れていた。複数の派閥が日々抗争を繰り返す鈴蘭高校で楓士雄が身分を明かしたことでラオウ一派のビンゾー（板垣瑞生）を始めとした生徒たちによる手荒い洗礼を受けるが同じくラオウ一派のマーシー（時任勇気）により制止され、ラオウへの"敵"ではなく"客人"として無傷で帰される。それを知った高城司（吉野北人）らから注意を受けるも、司や轟洋介（前田公輝）は、"番長宣言"（『WORST EPISODE.O』）による影響で、SWORD地区中の近隣不良高が鬼邪高校を狙う状況を察知していた。
巨大財閥・天下井グループの御曹司であり、SWORD地区近郊不良校・瀬ノ門工業高校の頭・天下井公平（RYOKI）は、右腕・須嵜亮（YUTA）を使い、さらに同じSWORD地区の鎌坂高校と江罵羅商業高校を傘下に加え、"三校連合"を築き、その勢力を拡大していく。人を上か下かでしか区別せず、自分より下の人間を"駒"としか考えない天下井率いる"三校連合"は着実にSWORD地区の高校を蹂躙していた。そして鳳仙学園では、上田佐智雄が不在の中、鳳仙四天王の1人・シダケン（荒井敦史）が"三校連合"による強襲で意識不明の重傷を負う。
そして遂に、天下井が"三校連合"に鬼邪地区への"鬼邪高狩り"を厳命し、各地の鬼邪高校の生徒達が強襲を受け重傷を負い、戦力ダウンに追い込まれる。さらには、司が須嵜と対決し敗北し、天下井らに人質として拉致されてしまう。楓士雄は壊滅的大敗北を喫したことで頭を張るべきだったのは全体の状況を読めていた轟や司であって、自分ではなかったのだと自分を責める。それでも自分にも出来ることはあると決意を胸に鳳仙学園へ単身出向き、助けを求める。一方で、趣味の釣りに行っていたおかげで襲撃を免れた轟は、江罵羅商業高校の鮫岡章治（長谷川慎）らとの間に密約を交わし、風神（陣）・雷神（今村謙斗）との対決に勝利し、江罵羅商業高校を離脱させ"三校連合"の戦力を削る成果を挙げる。楓士雄は轟に感謝の意を表して頭を下げ、その姿を見て動揺した轟に対して「俺は仲間の為ならいくらでも頭を下げる」と感謝を述べた。
仲間の仇を取る為、司を助ける為、鬼邪高校と鳳仙学園が再び"鬼邪高・鳳仙連合軍"として瀬ノ門工業高校へ進攻する。かつて最強の連合軍としてSWORD地区と戸亜留市一帯に名を轟かせた"鬼邪高・鳳仙連合軍"であったが、今回は戦力が激減し、さらには瀬ノ門工業高校内の入り組んだ校舎内を利用され、数では恐らくSWORD地区最多を誇る鎌坂高校の兵力や天下井の凶暴なやり方が広まり殺人すら厭わない"三校連合"の手法に苦戦しつつも形勢は二転三転する。その時突如たった6人の"ラオウ一派"が戦いに乱入、さらには不在だったはずの上田佐智雄（志尊淳）が"三校連合"を強襲し、一気にこれまでの力関係と戦力差は逆転する。彼らの圧倒的な強さにこれまでの余裕を徐々に失っていく天下井は人質として捕らえていた司を突き落として殺そうとするが済んでのところで楓士雄の手で救われる。幹部が須嵜以外敗れていく状況でも「まだまだ兵隊はいる」と他の戦力を呼び出して勝ち誇る天下井だったが、体育館に乗り込んできたのは鬼邪高校と鳳仙学園、ラオウたちであった。派閥は違えど、本物の一枚岩となって三校連合を破ったのである。この光景に最早勝ち目は無いと見て完全に怖気付いた瀬ノ門工業高校・鎌坂高校の生徒たちは散り散りになり、天下井の制止も無視して逃げ出し始める。挙句、来る筈の援軍も全滅し、自慢の兵力も枯渇したことでとうとう天下井は完全に孤立し、怒り心頭に発した敵たちに1人囲まれてしまう。これまで人を『駒』と呼んで都合のいいように利用し、使い捨ててきた男が逆に見捨てられた形であった。ましてこれまでの行き過ぎた行動でこの場にいる者たちの怒りを買ってきた天下井に救いの手を差し伸べる者や情けをかける者などいる筈もなく全員が決して逃がさないとばかりに睨みを効かせており、もはや制裁を待つだけとなった天下井には抵抗する力も言い返す気力も残っておらず無言で後退るしかなかった。そんな中、須嵜だけは天下井を見捨てることなく1人残り、楓士雄とタイマンを繰り広げ、天下井・鬼邪高校・鳳仙学園・"ラオウ一派"がタイマンの結末を見届ける。
結果は楓士雄の勝利に終わり、全員が楓士雄を認めるように満足気に笑うのだった。だが天下井は、圧倒的兵力を誇っていた"三校連合"の併解、最強の戦闘力を誇る頼みの綱であった須嵜の敗北を見たことで完全に逆上する。あらゆるものを利用してまで保ち続けてきたプライドが完全に打ち砕かれ、敗北を受け入れず楓士雄をナイフで刺殺しようとするが、そんな天下井を須嵜が必死で制止する。「そんなもん使ったらダメじゃないですか。もうこれでうちら、鬼邪高校の"駒"ですね」と、自分たちが掲げてきた理念が完全に打ち砕かれたことを痛感したが、楓士雄がそれを戒めた。「お前は一度負けた。それだけだ。俺たちは頂上目指して喧嘩しまくってるけど、誰が上とか下とか関係ねえ」と、彼らを支配することを拒否する。2人の言葉が天下井の心を動かし、"三校連合"の敗北と、次は必ず勝つと宣言して今回の一件は幕を下ろす。楓士雄は親友・ラオウにタイマンの約束を申し付けラオウもそれを承諾し、再会した佐智雄も「俺もリベンジさせろ」と言い、3人は再会を約束した。
鬼邪高校に対してリベンジを誓った天下井・須嵜はかつて幼い頃親友同士だった頃の"公ちゃん"と"亮"として再び友情と絆を取り戻し、須嵜は早速楓士雄との再戦の為鬼邪地区を訪れた。そして楓士雄はかつて"ラオウ一派"にうけた洗礼をそのまま模した形でそれを快く受け入れる。
そして物語は、楓士雄から誰へのものかも分からないメッセージと共に幕を下ろす。
「俺たちは馬鹿で野蛮で下品で、絆創膏だらけのろくでなしかもしれねえ。指を指して笑う奴もいるだろう、中指突き立てて唾を吐く奴もいるだろう。それでも構わねえ。俺たちはありのままでいたいんだ。これからも偽らずに自分らしく生きていこうと思うんだ。"あなた"はどうする？」

### HiGH&LOW THE 戦国（舞台）（2024年）
時は戦乱の世。
かつてその一帯には五つの社が建てられ、社の周辺はそれぞれ国が栄えていった。
以前は緑豊かだったが、内乱によって砂漠と化した《須和国》。
河口に栄えた水の都《乃伎国》。
生まれながらに戦う戦闘族が集まる火の国《尊武国》。
ここに《袁空国》、《佐峨国》を加えた五つの国が群雄割拠する時代。
各国の長たちは自国の繁栄を願い信頼できる仲間とともに戦いを続けていたが、彼らの戦意を我がものとするべく、忍び寄る影が……。
社に封印されたチカラを解き天下を治めんとする野望が、《須和国》《乃伎国》《尊武国》の三国を巻き込み大合戦へと発展していく……！

## 登場人物
ムゲン / 雨宮兄弟 / 山王連合会 / White Rascals / 鬼邪高校（定時制・全日制） / RUDE BOYS / 達磨一家 / 九龍グループ / MIGHTY WARRIORS / DOUBT / 山王街 / 政治家関係者 / 警察関係者 / 『クローズ』・『WORST』 / それぞれの作品の登場人物
名前後ろの★欄は初期設定および初期からの登場、記載欄はその作品からの途中参加という表記とする。

### ムゲン/MUGEN
後に"SWORD地区"と呼ばれることになる一帯を支配していた伝説のライダーチーム。元々は創設者の龍也・琥珀がバイクチームとして立ち上げ、"二人で走る時間が無限に続けばいい"という思いを込めて「ムゲン」と名付けられた。ムゲンの全盛期でもあったのが7人時代で、かつて敵対し合っていた格闘家コンビの太田と古西が、過去の因縁で琥珀と敵対した九十九、そして後に山王連合会を結成する龍也の地元の後輩コンビのコブラ・ヤマトが加入する。
数年後に龍也がITOKAN経営の為、太田・古西がプロを目指すべく渡米する為ムゲンを脱退するのだが琥珀はその現実を受け入れようとせずムゲンとしての勢力を維持する為に周辺の腕の立つ者を次々とスカウトする様になる。その最中で日向会と抗争するハメになり、結果的には日向会を壊滅に追い込んだもののそれがムゲンの勢力と悪い噂を増幅させる引き金となり、100人を超える大規模集団になったことで琥珀が総長を名乗り、初期メンバーの九十九たちは幹部扱いされる様になる。しかし、大人数になったことに加えて琥珀を含めた初期メンバーが彼らを育てたり見極めることを怠っていたために統率が取れなくなり、勝手にムゲンの威光や琥珀の名前を使って悪事を働く者も現れ、結果的に街の住人からも嫌われるようになる。さらにムゲンの下っ端の絡みが原因で雨宮兄弟と揉めることになるが、その最中で龍也と九十九が交通事故に巻き込まれて龍也が即死・九十九が意識不明の植物状態に陥ったことが決定打となり、琥珀の手でムゲンは解散する。犯人は琥珀の手で追放された者の逆恨みによる凶行だったのだが、前述の通りメンバーの見極めなどを一切しなくなったことで、犯人の顔も名前も判別がつかない始末で泣き寝入りするしかない有り様であった。
『ドラマ・シーズン2』では、過去編としてムゲンが結成から解散に至るまでが描かれている。本編では描かれていないが、ムゲン解散後もチームがなくなったことを知らずに我が物顔でムゲンの名を語って悪さをする者がいるなど散々な状況だった様子である。
『MOVIE』終盤の琥珀の凶行を止めるべく、九十九そしてコブラとヤマトが戦いを挑む中、九十九が龍也から聞かされた、「ライダーチームでもなければ、無限の存在でもない。俺たちは何にも縛られなくていい、俺たちはいつでも自由に走れるということを教えてくれたのがムゲン」だとムゲンの存在意義を知らしめ、琥珀の戦意を喪失させる。
テーマソング - 三代目J Soul Brothers from EXILE TRIBE『MUGEN ROAD』
琥珀（こはく）/美浦龍臣（みうら たつおみ）・『STORY OF S.W.O.R.D.』の主要人物★
演 - EXILE AKIRA、横山歩（幼少期）
テーマソング - KUBO-C,P-CHO & JAY'ED『Hell On Earth』
ムゲン総長、創設者。
圧倒的な戦闘力とチームを統率する頭としての器を兼ね備えた最強の伝説の男。強者を惹きつけるカリスマ性も備えている。中学時代に喧嘩で倒された際に瓶の破片が左目に刺さって負傷して以来、琥珀色の義眼をしている。本来は人の痛みがわかる心優しい性格だったが、龍也を筆頭に次々に仲間がムゲンを抜けていくことが心に影を落とす。幼少期は今の姿から想像もつかないがいじめられっ子であり、龍也に救われたことを機に親友となる。がたいに似合わず手先がかなり器用でバイクのパーツにムゲンのチームシンボルを彫りだしたり、ITOKANのガラス瓶のシャンデリアは琥珀が拾ってきたガラス瓶で拵えた。
『ドラマ・シーズン1』では端役で登場し九十九を植物状態に陥れた原因を作ったことを悔やむ姿や得体の知れない不気味なオーラを醸し出していた。
『ドラマ・シーズン2』過去編では、龍也との出会いからムゲンを解散させるまでが描かれており、幼い頃にいじめられっ子だった頃に出た仲間意識から自分の仲間が次々といなくなっていくことを現実として受け止められず苦痛と憎悪のようなものを抱いており、特に龍也がムゲンを脱退することに至っては心の底から認めていなかった。ムゲンをチームとして維持する為に地区一帯の腕の立つ若者に声をかけるなどムゲンの仲間に黙って汚い仕事もしていた様子。龍也の死後はムゲンを解散させて姿を消していたが、現代編では無事に復活した九十九と共にある目的の為に動き出す。
『MOVIE』では、メインヴィランとして登場。張城の李が買収したMIGHTY WARRIORSとDOUBTらによる"湾岸連合軍"を率いてSWORDを襲撃する。SWORD襲撃では九十九と共に達磨一家を襲撃し戦力を半減させる。ムゲン解散後初めてコブラ・ヤマトと再会し、SWORDを全滅させることを宣言して返り討ちにし、山王連合会は今後自分の指示で従うよう警告する。SWORDの湾岸地区侵攻を察知しICE達に迎撃を指示する。しかしそこに至るまでの間に精神は限界を迎えており、九龍グループ殲滅と同時自らも死ぬ腹づもりであった。本来の目的を指摘されたことから完全に精神崩壊を起こし、九十九たちに牙を向ける。今作では敵役キャラクターだが完全に悪に堕ちた訳ではなく、龍也を死に追いやったのが自分だと自分自身をずっと責め続けていた。
『RED RAIN』では、カメオ出演。
『g-sword』では、アントニオ猪木の物真似が得意であることが判明。アントニオ猪木を崇拝するコブラと絶妙なコンビネーションを披露している。
『MOVIE2』では、短髪からロングヘアになっている。九十九と共に行方を絡まし表舞台から姿を消していたが自分を信じてくれた雅貴や命をかけて自分を止めてくれた九十九やコブラたち、そして必死に説得してくれた龍也の為に"二度と間違いを犯したくない"という思いを胸に抱き機密情報告発の為に動き出す。告発自体は雅貴たちに託して自分は2人のサポートに回ることを伝える。告発後数年振りにITOKANを訪れ、龍也のケジメをつけてきたとナオミに報告する。
『MOVIE3』では、告発後国双地区で潜伏していたがすぐに九龍グループの襲撃を受ける。本作では道を誤った者や筋を通さない者には敵味方関係無く厳正に接しているが、これは本人も正しく生きる道を模索している気持ちの現れである。ムゲンアジト跡地にて集結したSWORD全チームと九十九・雨宮兄弟ら"SWORD地区連合軍"の指揮を取る。戦力を三分させ雨宮兄弟・RUDE BOYSらで責任者・馬場元を探し出すべく九龍グループが取り仕切る検疫所に乗り込む。日本政府転覆後、九十九・雨宮兄弟たちと共に表舞台から去った。
鷹村九十九（たかむら つくも）★
演 - 青柳翔（劇団EXILE）
テーマソング - 青柳翔『Maria』
琥珀の相棒で、琥珀が総長の時はNO.2として琥珀を支えていた。琥珀と出会う前は身寄りがない一匹狼で、誰彼構わず喧嘩を売っていたが、琥珀の優しさに触れて仲間の大切さを知り、ムゲンのメンバーとなった。小難しい理屈は苦手で性格は常に一本気である。頭は決して良いとはいえず、小学生レベルの掛け算を間違えるなどムゲンのメンバーにも笑われる程である。
『ドラマ・シーズン1』では、過去の事故により意識不明の植物状態となっている。
『ドラマ・シーズン2』過去編では、ムゲンに加入してから事故で昏睡状態に陥るまでが描かれており、琥珀たちムゲンの一派に喧嘩をふっかけたことが因縁の始まりでバイク勝負したところ琥珀諸共大怪我を負った。更には琥珀が自分のバイクを売り払って自分の治療費まで負担してくれたことを知り、ムゲンに加入することとなる。並以下の頭の悪さが露見しメンバーからいじられており(本人に自覚は無い)、ヤマトからITOKANで仕事はさせられないと本気で疑われ、コブラからは掛け算を仕掛けられてパニックを起こしている。ムゲンの勢力拡大時には琥珀の暴走を止めるべく1人奔走するも琥珀の恩義があるために止めるまでは出来ず、苦言を呈したり新入りで何も知らないメンバーに八つ当たり同然に突っかかるしか出来なかった。龍也がかつて琥珀が売り払ったバイクを買い戻したことを知り、決意を新たにするも龍也諸共ムゲンの下っ端の逆恨みにより事故に巻き込まれることとなる。現代編では1年の昏睡状態から無事に復活して"何があっても琥珀のそばにいてやってくれ"という龍也からの遺言を遂行する為コブラ・ヤマトの前から姿を消す。
『MOVIE』では、琥珀と共に達磨一家を襲撃。戦況を見て無名街で無関係の人達が死んでいく様子を見て今回の琥珀の行動に疑問を感じるようになり、罪悪感と警告も兼ねて山王街を訪問し、コブラ・ヤマトに湾岸連合軍が再びSWORD襲撃を行うことを警告する。また龍也と自身の事故の真相を語りコブラ・ヤマト・ナオミを驚愕させることとなる。その後琥珀の真の目的が九龍グループの復讐と同時に差し違えて死ぬことと知り必死で止めようとコブラ・ヤマトと共に奔走する。
『LIVE』では、回想で登場する。
『MOVIE2』では、琥珀と共に潜伏していたところをUSBを持って現れた雅貴に機密情報告発を依頼されたことで「また九龍グループと戦う気なのか？」と身を案じている。今作で「車がダメだ」と苦手意識や嫌いを仄めかす発言をしているが、過去に車で撥ねられた経緯や車に関してロクな思い出がない現れである。
『MOVIE3』では、西郷に助けられて公害隠蔽の真実を聞いた際は西郷の事を信用しておらず、「ウイルスの話から全く話を聞いてなかった」と称している。"FINAL MISSION"では山王連合会と行動し息の合ったコミカルなやり取りを見せている。
龍也（たつや）※故人・『STORY OF S.W.O.R.D.』のキーマン（ドラマ・シーズン2から）
演 - 井浦新、野嵜豊（青年期）
ムゲン創設者。
琥珀の無二の親友でナオミの兄。
劇中では既に故人。山王地区出身。
『ドラマ・シーズン2』過去編では、ムゲン創設から死亡するまでが描かれている。若い頃はかなり血の気の多い様子だがムゲン脱退後は穏健派となりムゲンが日向会と揉めた時は自分が話をして抗争を止めようとしていた。この時に日向会との抗争に関しては穏健な考え方が前に出ており、"何かがおかしい、絶対後々に面倒なことになる"と琥珀達にも警告していたが誰一人としてその忠告を真剣に聞く耳を持たなかったが故、後に大事へと発展していく。また、直接戦っているのかは不明だが雨宮兄弟の強さや内情にも詳しい。琥珀に恨みを持つムゲンの下っ端の手により九十九諸共事故に巻き込まれ死亡する。
『MOVIE』では、回想・幻覚として登場しており、過去の苦痛に苦しむ琥珀の前に幻覚として現れ"何でいうことを聞かなかったんだ"と琥珀を攻める言葉を残しており、この悲劇は琥珀のみならず妹のナオミ、九十九やコブラたちの心に深い傷となって長きに渡り苦しめることになる。九十九の発言と李の情報により犯人の正体が九龍グループが琥珀にムゲンを解散させる見せしめとして暗殺されたことが明らかとなった。琥珀が昔乗っていたバイクを探して買い戻しており、その鍵を九十九に託していた。その際に「アイツならその内わかる」とも言っており、最後まで親友として琥珀を信じ続けていた。
太田（おおた） （ドラマのみ）
演 - 高谷裕之（総合格闘家）
ムゲンの特攻隊長で伝説の喧嘩師。かつて龍也・琥珀とライバルとして敵対していたが同じくバイク好きだったことがきっかけで古西と共にムゲン入りした。国双地区出身。ムゲン脱退後、海外に渡り格闘家として活躍している。
古西（こにし）　（ドラマのみ）
演 - 岡見勇信 （総合格闘家）
ムゲンの怪力番長。国双地区出身。ムゲン脱退後、太田と同じく渡米し格闘家としてリングに上がっている。
コブラ/緋野盾兵（ひの じゅんぺい）
(ドラマ・シーズン2 → 山王連合会)
ヤマト/朝日奈大和（あさひな やまと）
(ドラマ・シーズン2 → 山王連合会)
右京（うきょう）
(ドラマ·シ一ズン2 → 達磨一家)
左京（さきょう）
(ドラマ·シ一ズン2 → 達磨一家)
| 琥珀   | ドラマ共通                  | MOVIE             | RED RAIN(カメオ出演) | MOVIE2 | MOVIE3 |  |
| 九十九 | ドラマ・シーズン1(台詞なし) | ドラマ・シーズン2 | MOVIE                | MOVIE2 | MOVIE3 |  |
| 龍也   | ドラマ・シーズン2           | MOVIE             |                      |        |        |  |

### 雨宮兄弟/AMAMIYA BROTHERS
圧倒的な力で一帯を支配していたムゲンが唯一潰せなかった最悪最強の極悪兄弟。SWORD地区の隣町に位置する国双地区の住人で、100人を超える勢力のムゲンを相手に互角に渡り合う戦闘力を誇る。銃器・武器を持った相手と戦う際は近接格闘術のゼロレンジコンバットを使う。尊龍・雅貴と広斗は血縁関係がない義兄弟である。
ムゲンの勢力拡大時に旧SWORD地区を流していたところをムゲンの下っ端連中に絡まれたところを撃退したことからムゲンとの因縁が始まる。だが長男・尊龍が仕事中に突如2人の前から消息を経ったことで行方を追って街から出ずっぱりだったこともあって、姿を消したと思われていた。基本的に裏稼業として得意のバイクを駆使して運び屋として生計を建てている。周りからは極悪兄弟と謳われ畏怖の念を抱かれており、特にヤマトからは根強く嫌われているが、これはあくまで名を上げようとして自身らに挑んできた者たちを返り討ちにしてきたこととムゲンと対等にやり合ったことで悪い印象が伝わっただけであり、本来は3人共痛みを知り他人を思いやることのできる優しい心の持ち主である。基本的に自分から攻撃を仕掛けることはほとんど無いが、向かってくる者や目的を阻む者・身内を傷付ける者は自分達の敵であると見なし、全て正面から迎え討つ。兄弟3人共アイスキャンディーが好物。
『MOVIE』では、無名街で尊龍の目撃情報を察知し急行するもそこで湾岸連合軍による無名街爆破に関わることになり、さらにはララを救出する為に湾岸連合軍の敵としてコンテナ街の戦いに乱入することになる。
『LIVE』では、2人共愛車のハーレーに乗って乱入する。
『RED RAIN』では、スピンオフとして主人公を務めており今作はこの2人を中心に物語が進んでいく。本作では3人それぞれ得意とする格闘術があるが、兄弟共通でゼロレンジコンバットを用いた近接格闘術を駆使できるなどと他のストリートギャング系のキャラクター陣とは一線を超えた存在であることが判明する。
『MOVIE2』以降も基本的に2人組で行動しており、琥珀・九十九らと協力して機密情報告発の為に動き出す。以降は4人で行動し、自分達を付け狙う九龍グループの猛攻も突破していく。戦いでもそれぞれが認め合っている故か、抜群のコンビネーションを発揮している。『MOVIE3』の"FINAL MISSION"にて、公害の情報操作・隠蔽工作が明らかになったことを見届けて、2人共表舞台から姿を消した。
テーマソング - ACE OF SPADES feat. 登坂広臣『SIN』
雨宮雅貴（あまみや まさき）・『RED RAIN』の主人公★
演 - EXILE TAKAHIRO、小野寺晃良（少年期）
テーマソング - ACE OF SPADES『Louder』
雨宮兄弟の次男。
普段は誰にでも寛容な明るいお調子者で、三兄弟の中で最も穏やかな性格である。女性が好きで、よくナンパをしている。キレると歯止めの聞かない弟を止める役目を担うこともあって争い事は好まないが、自身もキレると口調が荒くなり、場合によっては広斗以上に暴れ回る。喧嘩では空手とキックボクシングを主軸とした蹴り技を多用するスタイルを得意としているが、拳の勝負でも十二分の強さを誇る。
普段はオープンな性格だが、これは本質は家族や心を許せると信用した相手にしか心を開かない人格の現れであり、明るく振る舞いながらも相手に一線を踏み込ませない空気を放っている。周りからも広斗と共に苗字で呼ばれており、下の名前で呼ばれることはほぼ無い。道を誤った者や筋を通さない者には琥珀と同じで誰であっても厳しく接しており、相手の事情が何であっても甘やかすことはしない。反面戦いでは無関係な人間を巻き込んだり無意味に暴力を振るうやり方は好まず、必ず周りに配慮しながら動いている。当時最強だった琥珀でも倒しきれないほどの強者で最後まで決着が着かなかった。戦いでは琥珀に並んで最強と言っても過言ではない無類の強さの持ち主だが、それ以外の日常では隙だらけであり、特に女性絡みでは滅法弱い。面倒を持ってくる広斗の尻拭いや自分の性格故にトラブルに遭うことも多い苦労人でもある。好きなアイスキャンディーはグレープ。嫌いな食べ物はしいたけで味も食感も見た目全てが受け付けないと称しているが、家族が丹精込めて作ってくれたしいたけご飯は一生懸命に食べている。
『MOVIE』では、尊龍捜索でSWORD地区を訪問するも無名街爆破の惨状を見てすぐに撤収する。ここでは1人女に振り回され、挙げ句の果てに慣れない街でバイクを路駐した結果駐車違反で没収されてしまう。何とか取り戻すも今度は広斗がスモーキーからララの救出を依頼され、コンテナ街に乱入することになる。
『RED RAIN』では、新たな敵として九龍グループの存在と同時にかつて両親を死に追いやったのが上園龍臣であることを知り、尊龍の復讐阻止の為奔走することになる。また終盤に手に入れた九龍グループ崩壊の鍵となるUSBを"信頼できる男"に託していたことが明らかになる。
『MOVIE2』では、琥珀がいくら待てど機密情報告発をしない為痺れを切らして召集すると琥珀から告発は兄貴の無念を弟達である雅貴達が晴らすべきだと返される。
『MOVIE3』では、西郷に助けられて公害隠蔽の真実を聞いた際は西郷の事を信用しておらず、「俺達は歴史の授業を聞きに来たんじゃない」と称している。終盤で琥珀達と共に公害の不正の証拠である資料を運び、日本政府の不正の暴露と九龍グループ崩壊を見届けた。
雨宮広斗（あまみや ひろと）・『RED RAIN』の主人公★
演 - 登坂広臣（三代目J Soul Brothers from EXILE TRIBE）、吉澤太陽（少年期）
テーマソング - PKCZ feat. 登坂広臣『CHAIN BREAKER』
雨宮兄弟の三男。
喧嘩ではボクシングを軸とした格闘スタイル。良くも悪くも感情的になりやすいため、兄達に比べると精神的にやや未熟な面がある。また、好戦的な性格でもある。ボクシング風の一撃必殺のパンチや一対多数のアクロバットを駆使した戦闘スタイルを用いる。普段は喧嘩や日常生活でも常に良くも悪くもマイペースで、冷酷に見えるほどクールな性格だが、実際は短気かつ激情家で、一度キレると雅貴でも手が付けられなくなる。喧嘩時は状況によっては舌舐めずりをしながら笑みを浮かべる凶暴とも言えるスタイルで戦っている。好きなアイスキャンディーはソーダ。
『MOVIE』では、無名街での尊龍の目撃情報を元にスモーキーに接触を図るも、スモーキーがコンテナ街で負傷しRUDE BOYSと共に撤退する。手術後に意識を取り戻したスモーキーに兄・尊龍について尋ねるも、そこでララの救出を懇願される。コンテナ街に乱入後因縁のできたICEとほぼ優劣の関係ない互角のタイマン勝負を繰り広げる。だが勝負に熱くなりすぎたおかげで湾岸連合軍の主戦力が戦線にいないままSWORD側の勝利が決まりICEとの決着がつくことは無かったが、結果的にSWORDの勝利に貢献した。騒動後に無事にララを救出し、スモーキーの元に送り届け、報酬として尊龍の情報を得た。ララとはお互いの兄について語り合うなどの交流もあった。
『RED RAIN』では、ヒロイン・成瀬愛華とは良くも悪くも対立していたが、お互いを認め合うパートナーとして行動していた。そこで、自身が尊龍・雅貴とは一切血縁関係のない兄弟であることを告げる。
『MOVIE3』では、序盤で九龍グループ暗殺部隊の狙撃の的になりかけるも、西郷が身を挺して庇ってくれたお陰で事なきを得た。
雨宮尊龍（あまみや たける）※故人・『RED RAIN』のキーマン（『RED RAIN』のみ）
演 - 斎藤工、濱田龍臣（少年期）
雨宮兄弟の長男。
近接戦闘術のゼロレンジコンバットを得意戦法としており、実力は弟を凌駕する。クールな佇まいとは裏腹によく熱いことを言う熱いハートの持ち主。ドラマやMOVIEには一切登場せず、"雅貴や広斗よりも強い"・"最近話を聞かなくなった"など謎のベールに包まれたキャラクターだったが、MOVIEエンドロール後に遂に初登場。幼少期からゼロレンジコンバットの主軸ともいえるウェーブや合気道の類を会得しており、相手の隙や油断の急所を的確に潰す殺人格闘術スタイルを用いる。好きなアイスキャンディーはチョコ。
『RED RAIN』では、雅貴達の元から消息を絶った後確実な証拠を掴む為に上園会に構成員として潜り込んで情報収集しており、そこで勿論上園本人を暗殺することも考えていたがその中で被害にあっていたのが自分達家族だけではないことを知り、本当に復讐するのであれば上園を仇として殺すのではなく上園会や九龍グループを根本的に壊滅に追い込むしかないと考えるようになる。その最中で逃亡中の愛華と出会い、自身の寝ぐらに匿うことになる。そして愛華が九龍グループ崩壊の鍵とも言える機密情報のUSBを持っていると知り、ハッカー・古野に解析を依頼する。雅貴達と再会しことの全てを話すと上園会の猛攻にたった1人奮戦するも上園を殺すことはできず、銃撃戦で致命傷を負う。最後は雅貴と広斗に、「何と言われようと俺達は本当の兄弟だ」と言い残し、2人に看取られながら息を引き取った。遺体は国双地区内の教会の両親と同じ墓地に埋葬された。
未公開シーンでは、RED RAIN序盤で消息を絶った直後に弟達に黙って姿を消すことを許して欲しいと謝罪するシーンや愛華を自室で匿う時に食事したり、女物の服を買い込むシーンが追加された。
| 雨宮雅貴 | ドラマ共通        | MOVIE              | RED RAIN(主人公) | MOVIE2 | MOVIE3 |  |
| 雨宮広斗 | ドラマ共通        | MOVIE              | RED RAIN(主人公) | MOVIE2 | MOVIE3 |  |
| 雨宮尊龍 | MOVIE(カメオ出演) | RED RAIN(本作のみ) |                  |        |        |  |

### 山王連合会/SANNOH HOODLUM SQUAD
S.W.O.R.D.の"S"にあたるチーム。通称"山王"。SWORD地区北東部に位置する山王地区の商店街「山王街」を本拠地にしている。
ムゲンの解散から1年後にチームメンバーであったコブラやヤマトが、表向き山王街の治安維持の為に山王地区の若者が集まって結成されたトラブルシューターチーム。コブラたちがムゲンの流れを受け継いでいることから"山王街二代目喧嘩屋"の異名で恐れられている。一方でムゲンの残党が率いる集まりというイメージも持たれているため、ムゲンを嫌う者達からは根強く恨まれている。劇中では山王連合会結成の本当の目的が道を誤ったノボルが"帰ってこれる場所"として用意したことが判明した。ドラマではノボルが出した要求に反する形でコブラとヤマトが山王連合会解散を宣言するが、その後ノボルの復帰と仲間たちからの呼びかけで山王連合会は再結成する運びになる。得意戦術は自分達の戦いやすい場所に敵を誘き寄せて強襲を仕掛けるゲリラスタイルで、移動手段はバイク。
『LIVE』では、チンピラ勢を倒すべく抗争の場に乱入する。
『MOVIE2』では、九龍グループに対抗する意思を見せたコブラ・ヤマトを中心とする"徹底抗戦派"と都市開発により街の経済復興を期待するダン・テッツを中心とする"開発賛成派"にチームが分裂してしまい、黒白堂の戦いも抗争前に"開発賛成派"が離脱したため主要メンバーの大半が不在のまま戦力が半減化した状態で参戦する羽目になってしまう。
『MOVIE3』では、九龍グループに歯向かったことで山王街諸共チームは壊滅してしまうが、再びメンバー全員が再集結したことでチームは復活した。FINAL MISSIONでは、爆弾解除に帆走する。
『湯けむり純情篇』では、DTCの3人が初めてSWORD地区を出てバイク旅に出ることになる。
『WORST、EPISODE.O』・『WORST』では、時系列は湯けむり純情篇より前にあたる為、DTCの3人はまだ山王街にいる。
テーマソング - DOBERMAN INFINITY『Do or Die』
コブラ/緋野盾兵（ひの じゅんぺい）・『STORY OF S.W.O.R.D.』の主要人物★
演 - 岩田剛典（EXILE/三代目J Soul Brothers）（ドラマ・映画本編）、真風涼帆（宝塚歌劇団キャスト）
山王連合会総長、ムゲンの元メンバー。
ファイトスタイルは打撃技とプロレス技を絡めていく。幼少期の喧嘩にてコブラツイストで相手を10人倒したことから「コブラ」と呼ばれるようになった。実家はガソリンスタンド「緋野石油」を営んでいる。
口数が少ないクールな性格だが面倒見がよく、山王街を守るという気持ちは誰よりも強い熱い男で、「この街は自分たちの生き様そのもの」と言い切るほど思い入れは強い。ムゲンに所属していた頃は感情表現豊かで血気盛んかつ饒舌であり、ヤマトと口喧嘩を繰り返して龍也に諌められることも多かった。ヤマト・ノボルとは幼馴染であり強い信頼を持っており、ノボルに対しては自分たちにはない希望を見出し、ある種尊敬の念を抱いている。一方でかなり酒癖が悪く、酔うと普段の無口な性格から打って変わり饒舌になり、悪絡みしてくる。トイレで用を足す時はプロレス雑誌を持って籠る癖がある。ムゲン時代の出来事やナオミの発言を教訓に、戦いでは憎しみの連鎖を絶つことを主軸として行動するようになる。全編を通して戦いでは必ず勝ち負け以外の決着を目指して動くようになり、次第に他のチームからも信頼を得るようになる。周囲の人間から反対されても「自分たちは間違ってない」と言い切り意見は曲げず、自分の信じた道とやると決めたことを最後まで貫き通す強い信念も持ち合わせている。リーダーの器はあるが、欠点は事件や争い事を引き起こさないように先を見据えて動く傾向が強く、現在の状況や仲間と敵の心中を読み切れず判断を誤ることである。さらに、(犠牲を避けるためではあるが)事態を早急に解決しようとしてヤマトなどの身内以外には相談せずに物事を決めたり、全て独力で済ませようとするなどの閉鎖的な考えのほか、予想外の事態にあうと冷静な判断が取れずに軌道修正が出来ず、右往左往してしまうことも多い。また、強敵には怯まず立ち向かう精神力を持つ一方で自身が(敵・味方を含めて)皮肉を言われたり過去の傷を抉られると怒りを見せたり激昂するなど精神的に未熟な面もあり、九龍グループなどの奸智に長けた勢力に出し抜かれやすい一因になっている。
『ドラマ・シーズン1』では、SWORDの均衡が崩れる事を恐れチハルを拒絶するが、ヤマトがチハルのために鬼邪高校に乗り込んだ話を聞いて動く決意を固める。その後もSWORD同士の抗争を止めることとノボルが戻ってくるために奔走する。
『MOVIE』では、自分達や山王街だけでなく、他のチームまでも襲撃に遭っている様子から死人が出てる可能性も捨てきれないかつてない大規模な抗争を予測していた。ムゲン解散後に行方不明となっていた琥珀に呼び出され、今回の主犯格であることに激昂したが返り討ちに遭う。ノボルや九十九からの話により琥珀の真意を知ったことで、ヤマトと共にムゲンの仲間として琥珀を止めるべく湾岸地区に乗り込む。琥珀に龍也からのメッセージを伝え、琥珀が自分達のところに帰ってくるのをずっと待っていると涙ながら必死に説得を試みる。
『RED RAIN』では、雨宮兄弟に協力を申し出た者とされており、コンテナ街の戦いで勝利に導いたとして借りを返すべくITOKANを貸し切りにし愛華を匿う。未公開シーンでは、雨宮兄弟がゼロレンジコンバットを駆使して戦う自分達山王連合会やかつてのムゲンとは一線を画した存在であることを告げるシーンがある。また、終盤で愛華を雨宮兄弟のもとへ連れて行ったのは彼であることも明らかになった。
『MOVIE2』では、"SWORD協定"を提案しつつ山王連合会内では"徹底抗戦派"に属し、SWORD協定を結ぶために奔走する。ダン達都市開発賛成派には九龍グループの支配を受け入れることになる有害性を危惧して「目先の利益に捉われてはいけない」「今はキツくても未来を見据えて動くべきだ」と懸命に説得する。しかし、状況は把握していたものの彼らだけに問題があるような態度で接して心情や苦悩を考えている様子は無く、ダンたちに対してもこれまでの努力が足りていないというような言い分で事あるごとに意見を跳ね返しており、USBから手を引くことや都市開発を受け入れてもいいという妥協案も全く聞き入れることなく九龍グループを打倒する方を優先していたため反発を招いてしまい、琥珀たちが情報公開に動き始めると同時に街の方針に関する意見の相違やダンたち都市開発賛成派を無碍にする態度が徐々に発端となって対立が悪化していき、再開発が無くなったことで分裂が決定打となったことも加わって、ダンから前述の山王連合会がノボルのために創られたチームであることを引き合いに出されて攻められるなど一気に結束が冷え切ってしまう。街の方針に関してもテッツの銭湯を始め閉店する店が相次いでいる事態を聞かされても「何とかする」「俺を信じろ」など裏付けの無い発言の一点張りで結局打開策も見出せず、チハルの「何の為に山王連合会は戦っているのか」という質問にも答えられず自分のやり方を省みなかった為、とうとうダンやテッツ達からも愛想を尽かされてしまう。黒白堂駅の戦いにはヤマト・ノボルを含めた少数のメンバーと共に参戦し、ジェシーと対決する。SWORD協定を実現させてDOUBTを圧倒するも、ジェシーとMIGHTYWARRIORSの関係を知らなかったことが災いして形勢逆転を許してしまい、ジェシーやICEたちにも一方的に闘いを打ち切られ逃げられてしまう。
『MOVIE3』では、ノボルの情報を元にゲリラ戦を展開するもその最中現れた負傷したダンたちから激しい怒りをぶつけられた挙句完全に決別され、ダンの言葉により自暴自棄に落ち入り単身克也会を強襲するも返り討ちに遭い拷問を受けることになる。琥珀達の手で救出されるも、これまで信念として掲げていた"拳のケンカ"ではどうしようも出来ないことに絶望し、琥珀からもこれまでの判断を厳しく咎められて涙を流しながら自分の未熟さを痛感するが、離れていた仲間達が駆けつけてくれたことを機に再び立ち上がる。"FINAL MISSION"では、九龍グループの会長達の前に現れ勝利宣言する。
『WORST』や『EPISODE.O』では、直接登場していないが村山からの愚痴を電話で聞くなど交友は続いている模様。また、世間からは九龍グループに真っ向から喧嘩を吹っかけたとんでもない野郎と称されている。
『THE PREQUEL』では、ムゲン解散直後から山王連合会結成までが描かれており、この頃はまた饒舌な性格だった。また無口になったのも、カナによる一言が要因とされている。
ヤマト / 朝比奈大和（あさひな やまと）★
演 - 鈴木伸之（劇団EXILE）、紫藤りゅう（宝塚歌劇団キャスト）
山王連合会のNO.2に位置するチームの中心メンバーで、ムゲンの元メンバー。普段は実家の板金工場「朝日奈整備」で働いている。屈強な体格を生かした重いパンチを得意とする。仲間想いで面倒見も良いが血の気も多い一面もあるため、コブラやナオミに注意されることもしばしばある。
『ドラマ・シーズン1』では、鬼邪高校のルールも知らずに揉め事を起こしてしまい自暴自棄になっているチハルをどうしても見捨てられず、大規模抗争が起きる危険を承知で彼を助ける為に帆走する。SDカードの一件では、レッドラム製造工場に出入りするチハルの話を聞き真偽を確かめるべくこちらも仲間たちには一切知らせず単身無名街に潜り込む。覗き目的でテッツの実家の銭湯の番頭のバイトを目論んだがテッツの手により男性客限定営業の日にシフトを入れられた。
雨宮兄弟に対しては今でも強い対抗心を抱いており、『RED RAIN』では穏やかに接したコブラと打って変わりかつての因縁が再燃したように敵対心を露わにしていた。
『MOVIE2』では、九龍グループがSWORD地区に関わってる限り街にも自分たちにも未来はないと考え"徹底抗戦派"に属する。一方でテッツ達の家業も救いたいと気にかけてノボルやナオミと共に何とか両者を取り持とうとしていたが、結局どっち付かずなままで曖昧な言葉しかかけられず、仲間割れを引き起こしてしまう。
『湯けむり純情篇』では端役で登場し、バイク旅に出る3人へのエールを込めてDTCのシンボルを各自のヘルメットに彫っている。
ノボル / 原田登（はらだ のぼる）・『ドラマ・シーズン1』のキーマン★
演 - 町田啓太（劇団EXILE）
コブラとヤマトの幼馴染で親友。かつては弁護士になることを目指して大学に進学するなど将来を嘱望されていた。山王連合会きっての頭脳派。
『ドラマ・シーズン1』開始前に大学に在学途中に恋人の美保が自殺未遂に追い込まれた後犯人達を襲撃し殺人未遂の前科で逮捕される。刑務所内で家村会の幹部である二階堂で出会っておりそこで家村会にスカウトされる。釈放後は構成員として極道の世界に入り、下積みを経験してIT関連の仕事を任せられるまでの地位に昇り詰める。その後SWORD統括として山王連合会の為にも穏健にことを進めるべくSWORD全チームに傘下に加わるよう交渉するも全て失敗に終わったことで、家村会から用済みと看做され自決用の拳銃を託されることになる。結果それを持ってSWORDが集まった抗争の場に乱入するもコブラ達の説得で思い留まり足を洗う決意を固める。
『ドラマ・シーズン2』の現代編では、騒動後に車に撥ねられて意識不明の重体となっており後に危篤状態に急変するも仲間達の呼びかけで復活する。退院後に美保が自責の念から自分の元を去った事を知るも無事に回復し、山王連合会に参加すると同時に情報収集面のサポートを行う事を決める。
『MOVIE』では、いまだ骨折が完治しておらず杖をついて歩いている為コンテナ街の戦いには不参加。今回の一件には九龍グループが関係していることと琥珀に絡んでいるのが、九龍グループではない外部の裏社会勢力であることを感づいていた。
『RED RAIN』では、雨宮兄弟・愛華の協力者である古野の仕事仲間とされており、USBのハッキングと解析を共同で行なっていく。USBだけでなく、リトルアジア地区の監視カメラのハッキングを行い、尊龍が横流しの武器を手にしたことを告げる。
『MOVIE2』では、今こそ九龍グループを潰す千載一遇のチャンスだと発言し"徹底抗戦派"に属する。"自分たちが戦うことは間違ってない。それが街を救うことに繋がる"・"再開発が無くなっても俺たちや街は何とかなる"と、ダン達を不安がらせないように励ますものの、余計に怒りを煽る結果になってしまう。今作では怪我から無事に復帰したとされており、プリズンギャングのフォー相手に劣勢ながらも接戦を繰り広げている。
『MOVIE3』ではコブラ達と共に九龍グループと戦う意思を示したが、山王街は壊滅した挙句住民の多くが吊し上げられてしまい、さらには他のSWORD地区も壊滅する事態となってダンたちから痛罵され、皮肉にも自身の発言とコブラの決意に反する結果となった状況を見て、自分達が今までやってきた事全てが間違っていたのかと自問自答する。
ダン / 壇一八（だん かずや）・『湯けむり純情篇』の主人公★
演 - 山下健二郎（三代目J Soul Brothers from EXILE TRIBE）、若翔りつ（宝塚歌劇団キャスト）
山王連合会の3人組「DTC」のD。
関西弁で喋るチームのムードメーカー。普段は実家である酒屋・コンビニの雰囲気を持つ何でも屋「壇商店」の店長として働いている。山王連合会の中では唯一の高卒のメンバーで、高校在学時は補欠ながら硬式野球部に所属していた。また、愛称の通り名前ではなく名字で呼ばれることがほとんどの為名前で呼ばれると照れ隠しする癖がある。釣りが趣味で山王街の釣り堀に行っているが、腕前は良くない。密かに雨宮兄弟に憧れている。
『ドラマ・シーズン1』では、直接的ではないがララに闇取引の運び屋として利用されてしまいWhite Rascalsと敵対する原因を作り出してしまう。また、万が一コブラ・ヤマトがいない際は代行として山王連合会に招集をかけている。覗き目的でテッツの実家の銭湯の番頭のバイトを目論んだがテッツの手により定休日のメンテナンス日にシフトを入れられた。
『MOVIE』では、コブラ・ヤマトが2人だけで湾岸地区に乗り込もうとするのを咎め、中町の為にも自分達も戦うと宣言する。
『DTC』では、雨宮兄弟へのリスペクトも込めて彼らのエンブレムに似せたTシャツを拵えている。
『MOVIE2』では、九龍グループに対する恐怖心と街が復興できる可能性の期待から"開発賛成派"に属する。また、本人なりに九龍に対抗する意思は見せていたものの、コブラの戦いやSWORD協定ばかり注力する姿には疑問を感じており、コンテナ街の戦いや機密情報のUSBの件から自分達がただ街を守るだけの為に喧嘩していただけに過ぎず、自分達の敵が九龍グループである事や自分達の周りで起きている話が考えている以上に大事になってきた事からこれ以上巻き込まれたくないという恐怖心を抱くようになる。戦いから手を引くことと都市開発も悪い話ではないことを訴えるもコブラたちには容赦無く一蹴され、"今をどうにかしなければ未来は無い"と反発を強めていく。山王連合会分裂時も街の現状を聞いてなおもその問題に向き合わずにヤマトとノボルの意見にしか耳を傾けないコブラに苛立ちが限界を迎え、"山王連合会はノボルの為に作られた組織だから何も知らずに加入した俺たちは関係ない"・"テッツのことは放っておいて協定を自分から断った奴を助けに行くのか？"などとやり場のない怒りや自暴自棄同然の発言でチームメイトと敵対する。黒白堂駅の戦いもコブラのテッツに対しての発言を聞いて失望と怒りを露わにしながら「もうお前には着いていけない」と吐き捨て、向かうことを拒否した。
『MOVIE3』では、九龍グループの猛攻から命からがら逃げ出してコブラ達と合流して山王街ごと山王連合会が全滅したことを告げ、「お前が間違っていても、お前を信じて着いていってる仲間がいることを忘れるな」と、コブラたちにとって最も屈辱的な言葉を言い放ち完全に決別するが、テッツの父の言葉を受けて再びチームに復帰する。
『湯けむり純情編』では、DTCとしてバイク旅に出立し資金難に陥り上下温泉街の森田屋で住み込みのアルバイトとして働く事になる。今作で家庭環境について家は一人っ子で幼少期に両親が離婚してシングルマザーの母親に育てられた家庭事情が語られている。女性にモテない理由について今作監督の平沼紀久は「邪念が丸出しなため絶対モテない」とCLAMPとの対談の中で述べている。
普段着はJ.S.B.を愛用している。
伊集院甲（いじゅういん かぶと）★
演 - 八木将康（劇団EXILE）
実家は床屋ピューマ。パチンコばかりしている伊集院家の次男。渾名は"カニ男"。小学校時代に劇でカニの役をお面なしでやったというトラウマから「カニ」と言われると我を忘れて大暴れしてしまう。デュオ「縦笛兄弟」のメンバー。遊び歩いているため、街の外の情勢や社会的知識が豊富である。本人曰く喧嘩は苦手という一面から知られていないが戦闘力はコブラやヤマトを凌駕する山王連合会最強の戦闘力を誇っておりDOUBTのメンバー数人をたった1人で相手に渡り合うことも可能な縁の下の力持ち。1人だけ原動機付自転車に乗っておりそのことを指摘されると不機嫌になる。他にも酒は必ずカクテル系を頼んだり、チーズケーキ好きや前述の通り原付に名前をつけて愛用するなど、自分のこだわりを多数持っている。
『MOVIE2』では、家業のことも考えて"開発賛成派"に属する。分裂した際にもコブラの戦いばかり優先する方針に疑問を抱き、ダンに同調する形で抗争には参加しない姿勢を見せる。
『湯けむり純情編』ではDTCに入れてもらえなかったことの嫉妬から尾沢と共に「縦笛兄弟」を結成する。
テッツ / 井上鉄平（いのうえ てっぺい）・『湯けむり純情篇』の主人公★
演 - 佐藤寛太（劇団EXILE）、亜音有星（宝塚歌劇団キャスト）
「DTC」のT。
チームの特攻隊長。喧嘩の際は積極的に敵陣に突っ込んでいく。山王街の同年代の若者達を仕切っている若者で、コブラとヤマトに憧れて仲間になった。趣味はInstagram。実家は銭湯「山乃湯」を営んでいる。ドレッドでお調子者な態度だが、言動や感性は常識的である。頭の良さはノボルに劣るものの山王連合会きっての頭脳派で、ダンが闇取引の運び屋として利用されただけでなく、White Rascalsとの揉め事が何者かに仕組まれているのではと勘付く。仁花への誕生日のプレゼントや合コンのセッティングに関してダンに相談するのは不安だと称して話を通さないなど頭が切れる。銭湯の従業員としての手腕もあり、ダンやヤマトの覗き目的による番頭のバイトもシフトを調整して阻止している。YouTubeで動画投稿に勤むも、内容は壊滅的で視聴者も少ない。
『MOVIE2』では、これまでトレードマークだったドレッドヘアを"モテない"という理由で短髪にしている。内心はコブラやヤマトと同じく"徹底抗戦派"の考えだが、家業のことで考えが揺らいでいた。山王連合会分裂時のコブラの「実家のためにもがいたか？」「出来ることを全部やったのか？」という発言にショックを受けてダンと共に離れてしまう。
『湯けむり純情編』では、騒動終結後に家業は廃業せずに済んだものの後継ぎ問題を考えててフリーター状態となっている。森田屋では一回り歳上かつ結婚している女性達のアイドル的な存在となって触られる羽目になる。今作監督の平沼紀久は「DTCの三人の中では一番モテる。テッツは女性に対してそこまで邪念がない」と述べている。
普段着はFULL-BKを愛用している。
チハル / 片岡千晴（かたおか ちはる）・『ドラマ・シーズン1』のキーマン/『湯けむり純情篇』の主人公★
演 - 佐藤大樹（EXILE/FANTASTICS）
「DTC」のC。
山王連合会のニューフェイスにして、元・鬼邪高校の生徒。趣味はInstagram。希望ヶ丘団地出身。ドラマ・シーズン1のキーマン。普段はテッツと一緒に行動することが多く仲も良いが、同時に仁花との関係を気にしてもいる。白湯療法を好む傾向がある。父親と2人暮らし。普段は、山王地区近郊の介護施設で臨時職員として働いている。
『ドラマ・シーズン1』ではノボルと共にキーマンであり、最初は鬼邪高校の人物として登場。揉め事を起こしてしまい山王に入れてほしいと頼むが、ヤマト以外からは反対されてしまう。居場所も無く街を彷徨っているところを鬼邪高生に見つかるが、この時は偶然通りかかった雨宮広斗に救われる。騒動後に仲間に加わるが、父の借金を救うためにノボルの指示を受けて山王へのスパイとレッドラムの工場で働かされていた。自身を連れ戻しにやって来たヤマトたちに詰め寄られてから真相を話して自責の念からチームを抜けようとしたが、コブラの言葉とヤマトの説得を受けて、正式に山王連合会の一員となる。
『MOVIE2』では、唯一の山王街外部からのメンバーということで中立の立ち位置におり、"開発賛成派"に属するメンバー達の足止めとしてコブラから指示されていた。
『MOVIE3』では、九龍グループの猛攻を受けコブラ達の判断が正しいと思えなくなったことからダンと共にコブラ達に怒りの矛先を向ける。
『湯けむり純情篇』では、森田屋の女将・マリに一目惚れしたものの番頭・宮崎と相思相愛だと知り身を引くことと同時に宮崎に相異相愛だからこそマリ・メグミ親子に自身の気持ちをちゃんと伝えるべきだとアドバイスし、さらに「やらなかったら一生後悔する」と宮崎に発破をかける。今作では、山王連合会唯一の余所者であることからSWORD地区外の近況に詳しい一面も出ており、そこで"戸亜留市"と"スキンヘッドの高校・鳳仙学園"の情報を伝える。
『WORST』では、オロチ兄弟の地元の友達として登場しており、SWORDの状況やレッドラム絡みの話を聞きにきた2人の対応をすることになる。
『BATTLE OF TOKYO』では、シーズン1冒頭の関ら鬼邪高校勢から逃げる途中、突如本作の世界とは別の"多重郷次元・超東京"へと迷い込む。
普段着は24karatsを愛用している。
ケン（『MOVIE』から）
演 - 岩谷翔吾（THE RAMPAGE from EXILE TRIBE）
テッツの紹介でチーム入りした後輩メンバー。
『MOVIE』から登場していたが、『WORST.EPISODE.O』にて初めて台詞を発する。『MOVIE3』ではヒカルと共に復帰して"FINAL MISSION"に参加する。
ヒカル（『MOVIE』から）
演 - 山本彰吾（THE RAMPAGE/MA55IVE THE RAMPAGE）
ケンと同じくテッツの後輩メンバーで、共にチームの次世代を担う。
チームでの立ち位置を考えており、下の位置にいることからあまり深く相手にされないことから山王連合会分裂時にはダン達とは違う方向から脱退する意思を固めていた。『MOVIE3』ではケンと共にチームに復帰し、FINAL MISSIONにも参戦する。
| コブラ   | ドラマ共通      | MOVIE            | RED RAIN         | MOVIE2          | MOVIE3 |                |                        |                 |       |   |  |
| ヤマト   | ドラマ共通      | MOVIE            | RED RAIN         | MOVIE2          | MOVIE3 | 湯けむり純情篇 |                        |                 |       |   |  |
| ノボル   | ドラマ共通      | MOVIE            | RED RAIN         | MOVIE2          | MOVIE3 |                |                        |                 |       |   |  |
| ダン     | ドラマ共通      | MOVIE            | RED RAIN         | DTC(主人公      | MOVIE2 | MOVIE3         | 湯けむり純情篇(主人公) |                 |       |   |  |
| 伊集院甲 | ドラマ共通      | MOVIE            | DTC              | MOVIE2          | MOVIE3 | 湯けむり純情篇 |                        |                 |       |   |  |
| テッツ   | ドラマ共通      | MOVIE            | RED RAIN         | DTC(主人公      | MOVIE2 | MOVIE3         | 湯けむり純情篇(主人公) | WORST EPISODE.O | WORST | 6 |  |
| チハル   | ドラマ共通      | MOVIE            | RED RAIN         | DTC(主人公      | MOVIE2 | MOVIE3         | 湯けむり純情篇(主人公) | WORST EPISODE.O | WORST | 6 |  |
| ケン     | MOVIE(台詞なし) | MOVIE2(台詞なし) | MOVIE3(台詞なし) | WORST EPISODE.O |        |                |                        |                 |       |   |  |
| ヒカル   | MOVIE(台詞なし) | MOVIE2(台詞なし) | MOVIE3(台詞なし) | WORST EPISODE.O |        |                |                        |                 |       |   |  |

### White Rascals
S.W.O.R.D.の"W"にあたるスカウト集団。通称"ラスカルズ"。
男に傷つけられた女達を守ることを信条とし、闇に落ち黒に染まらないことへの決意表明でチームのテーマカラーでもある白の服を身に纏い、傷ついた女達にはもう一度人を信じる勇気と生きる術を与えるスカウトを行い、女達を搾取する男や女性に暴力を振るう男には容赦なく制裁を行うことから"誘惑の白き悪魔"の異名を持つ。リーダーであるROCKYがかつてDOUBTが支配していたSWORD地区の西部に位置する阿来地区(あらい)の繁華街で経営するクラブ「heaven」を根城にしている。得意戦術はステッキや武器を使った戦い方だが素手による格闘戦も可能で、移動手段はスクーター。
『MOVIE2』では、過去に黒白堂で激突した林蘭丸が刑期を終えてシャバに出てきたことで過去の因縁に火をつくことを恐れて直接的にSWORD協定を断りheavenを閉店、さらには今回の騒動に巻き込まないようheavenの女たちや元メンバーたちも自分たちと一切の関わりを持たないとした。
『MOVIE3』では、九龍グループに歯向かったことでheaven諸共チームは壊滅してしまうが、ROCKYの蜂起でチームが復活する。FINAL MISSIONでは、陽動部隊として九龍グループを相手に奮戦する。劇中終盤では、売却・立ち退きとなった為新しいテナントを新たにheavenとすることに決め、前回の店の規模より大規模となっており今回は店はまだ開店せず、スカウト業をメインに行なっていくことになった。
『湯けむり純情篇』では、SMGの4人がheavenの女たちと共にボディーガードを名目に森田屋へ慰安旅行に訪問。そこでDTCと達磨ベイビーズと"DPD"を行なっていくことになる。ここから、クラブheaven内の福利厚生やROCKYのチームメイトへの配慮などが明らかとなる。
テーマソング - PKCZ feat. EXILE SHOKICHI『WHITEOUT』
ROCKY（ロッキー） / 六ツ木（むつぎ）・『MOVIE2』のキーマン★
演 - 黒木啓司 （EXILE/EXILE THE SECOND）、芹香斗亜（宝塚歌劇団キャスト）
White Rascalsリーダー、創設メンバー。
常にステッキを所持している。戦闘もステッキを用いる。感情が掴みにくく、装いから誤解されることも多いが本来は女子供を大切にする優しい性格の持ち主である。感情表現しないタイプだが、満面の笑みを浮かべた時のROCKYは本気の状態を表している。KIZZY曰くおっちょこちゃい。現在のクラブheavenの理念も"女達に人を信じる勇気と生きる術を与える"と称した自分達も女を守る存在であることの意思表示であることを示した。また、クラブheavenもあくまで通過点に過ぎず、新たな野望は"孤児たちの養護施設の設立"を目論んでいる。それには"女だけではなく子供が希望を持てない世の中に未来はない"という考えから来ている。そのため女性スタッフからは慕われており、引退したスタッフから結婚式に招待されている。また祝辞を述べる際に毎回号泣しているらしく、彼の女性への想い入れの強さが窺える。ただし一度登場した彼女（演-白鳥久美子）から察するに所謂｢ブス専｣である模様。KOO曰く"酒は強いが、しっちゃかめっちゃかになる"とのこと。
『ドラマ・シーズン2』では、彼の過去が明らかになっており幼少期は家は貧しく、リストラにあった父親は昼間から酒を飲み日頃から母親や姉に暴力を振るう悲惨な環境だった。ある日、家族3人の一家無理心中の現場の第一発見者となったことで感情表現に障害が出てしまうことと、この日を境に自らの命を犠牲にしてでも女を守り抜くことを心に誓う。大人になった後はSWORD地区近郊でフリーのスカウトマンとして活動しており、その最中DOUBT時代のKIZZY達と邂逅している。
『LIVE』では、"アルティメットROCKY"ヴァージョンの特別な衣装を着て乱入する。
『MOVIE2』では、開始前に蘭丸釈放の情報を掴んでおり遠回しにSWORD協定を拒否し、heavenの女達やチームを離れた仲間達に危害が及ばぬよう無関係として隔離する対策を取る。
『MOVIE3』では、琥珀と昔ながらの馴染みであることが明らかになっており本名の苗字で呼ばれることを忌み嫌っている。エピローグでは、新しくこれまでより広いテナントを新たな"クラブheaven"とすることにした。
KOO（コウ）★
演 - 遠藤雄弥、風色日向（宝塚歌劇団キャスト）
チームのNO.2で、ROCKYの右腕。常にポーカーフェイスで執事のように物腰が柔らかく、紳士風のキャラクター。チームの中で特に髪型・服装の身だしなみに気を使う。その反面敵と見定めた相手には凶暴な言葉をも使う好戦的な性格やクラブheavenのおいてルール違反となる行為と分かっていても揉め事の発端となった真相を掴もうとするなど、単に堅物なキャラクターではない。また、KIZZYを女として気を遣って、戦闘中に"今日は非番だ"など軽口を叩くなどユーモアのセンスもある。
KIZZY（キジー）　（ドラマ・シーズン2から）
演 - 稲葉友
White Rascals創設メンバー。
ROCKYと共にWhite Rascalsを結成した最初期メンバーで、DOUBTの元・構成員。
当時、フリーのスカウトマンだったROCKYと対峙した際に心が女性であることを見抜かれ、以来DOUBTを抜けてROCKYのサポートに回る。身も心も女性になるためにKAITOと共に海外へ渡っていたが、DOUBTに対する対抗手段としてROCKYに呼び戻される。
『MOVIE2』では、SWORD協定に関しては当初肯定側の考えだったが、因縁のあるDOUBTの蘭丸がシャバに出てきたことを知り、コブラ達に"他のチームに被害が及ぶ危険性もあるから万が一でもSWORD協定として協力し合うことはできない"と語る。
KAITO（カイト）　（ドラマ・シーズン2から）
演 - 栁俊太郎
White Rascals創設メンバー。
KIZZYと同じくDOUBTの構成員だったが、ROCKYと出会い共にWhite Rascalsの最初期メンバーとなった。KIZZYとは公私に渡るパートナー。寡黙で感情を滅多に出さないが、高い凶暴性と戦闘力を持ち合わせている。
| ROCKY | ドラマ・シーズン1 | ドラマ・シーズン2 | MOVIE  | MOVIE2           | MOVIE3 |  |
| KOO   | ドラマ共通        | MOVIE             | MOVIE2 | MOVIE3           |        |  |
| KIZZY | ドラマ・シーズン2 | MOVIE             | MOVIE2 | MOVIE3(台詞なし) |        |  |
| KAITO | ドラマ・シーズン2 | MOVIE             | MOVIE2 | MOVIE3(台詞なし) |        |  |

クラブheavenのダンサー達
演 - CYBERJAPAN
クラブheaven DJ
演 - DJ HAL
ヴィジュアル組
チームの中でも曲者揃いで、狂気じみたSHIMURAと無口で凶暴なENARI、軽口や軽い態度を取るBITOとそれらをまとめる比較的まともなAIZAWAで成り立っている。『MOVIE』のコンテナ街の戦いの後、バンド結成を夢見てチームを脱退。『MOVIE2』では、BITOとSHIMURAが危険を承知で無名街に応援要請したことでRUDE BOYSにも蘭丸の存在が知られることとなる。
AIZAWA（アイザワ）★
演 - 鬼龍院翔（ゴールデンボンバー）
4人の中で比較的まとも。
BITO（ビトウ）★
演 - 喜矢武豊（ゴールデンボンバー）、琥南まこと（宝塚歌劇団キャスト）
4人の中で軽口を利用した挑発が得意。
ENARI（エナリ）★
演 - 歌広場淳（ゴールデンボンバー）、輝ゆう（宝塚歌劇団キャスト）
4人の中で無口かつ狂気的な性格。
SHIMURA（シムラ）★
演 - 樽美酒研二（ゴールデンボンバー）、葵祐稀（宝塚歌劇団キャスト）
4人の中で大柄かつ肉体派で軽薄な性格。
| AIZAWA  | ドラマ・シーズン1 | MOVIE |        |  |
| BITO    | ドラマ・シーズン1 | MOVIE | MOVIE2 |  |
| ENARI   | ドラマ・シーズン1 | MOVIE |        |  |
| SHIMURA | ドラマ・シーズン1 | MOVIE | MOVIE2 |  |

SMG（『MOVIE2』から）
ヴィジュアル組4人の脱退による戦力ダウンを補強するため、KOOが揃えた選りすぐりの若手の4人組。名前の由来は、ROCKYが幼少期、母と見ていた「世界名作劇場」の頭文字と彼らの名も作品・キャラクターから取られている。ただし4人共作品をよく知らない為ROCKYから叱咤されることもしばしば。SMGの別の意味で"サブマシンガン"というものもある。
『湯けむり純情篇』では、私服姿ということもあって全員J.S.B.を好んでいる。
HEIDI（ハイジ）
演 - 西村一輝
名は「アルプス少女のハイジ」のハイジから取られている。
MARCO（マルコ）
演 - 廣瀬智紀
名は「母をたずねて三千里」のマルコから取られている。
LASSIE（ラッシー）
演 - 西川俊介
名は「名犬ラッシー」のラッシーから取られている。
COSETTE（コゼット）
演 - 松田凌
名は「レ・ミゼラブル 少女コゼット」のコゼットから取られている。
| HEIDI   | MOVIE2 | MOVIE3(台詞なし) | 湯けむり純情篇 |  |
| MARCO   | MOVIE2 | MOVIE3(台詞なし) | 湯けむり純情篇 |  |
| LASSIE  | MOVIE2 | MOVIE3(台詞なし) | 湯けむり純情篇 |  |
| COSSETE | MOVIE2 | MOVIE3(台詞なし) | 湯けむり純情篇 |  |

### 鬼邪高校（おやこうこう）/OYA HIGHSCHOOL
S.W.O.R.D.の"O"にあたる"漆黒の凶悪高校"の異名を持つ不良校。通称"鬼邪高"。SWORD地区の北西部で昔から治安が悪いことで有名な鬼邪地区に創設された私立高等学校。私立の学校なので、金さえ払えば誰でも入学・転入・転校・卒業・留年が可能な為学校の経営体制も"悪"と言われている。15歳から18歳までの通常の高校制度を用いた男子校制の"全日制"と18歳以上の夜間学校制を用いた男女共学の"定時制"に別れている。全日制・定時制合わせて数百名規模というSWORDで最大勢力を誇り、また卒業生には家村会幹部・川田を始め、現在もヤクザとして活動する年長者も多い事からSWORDでは最古参の勢力でもある。全日制と定時制共に不良ばかりだが、特に定時制は全国から集まった20歳超えの荒くれ者の生徒が多数在籍する、「拳100発に耐え続ければ頭になる」の伝統がある。世間からも「極道からのより良いスカウトを待つ場所」や「ヤクザの予備軍」など悪い目で見られることが多い。直接登場していないが、学食はかなりのものらしく"全日ステークス"に於いて金銭の賭博が禁止されている代わりに学食の食券を掛けて定時制内でやりとりが行われている。得意戦術は各々個人の力任せの数に物を言わせた喧嘩スタイルで、移動手段は借りてきたダンプカー。
『ドラマ・シーズン2』では、鬼邪高校内には全日制・定時制の二部制が存在することが言及されており、特に村山率いる定時制がSWORDの鬼邪高校として恐れられていることが明かされている。転校してきた轟の手で全日制が制圧され、定時制の存在を知った轟らに村山の不在中に強襲される。村山VS轟のタイマン勝負は接戦ながらも村山が勝利。及び今回の全日制との一件は不問とされた。
『MOVIE』では、MIGHTY WARRIORSに強襲され開校史上壊滅的大敗北を喫することになり、村山・古屋・関が自主退学することになったが、コンテナ街の戦いの後に退学は取り消され復学することになる。
『MOVIE2』では、定時制が鬼邪高校勢力として明かされており全日制は登場しない。コンテナ街の戦いの影響から村山が初めての番長宣言を発令し、"定時制の揉め事に全日制は巻き込まない"というルールが制定された為以降全日制は姿を表さなくなる。山王連合会の提唱した"SWORD協定"に唯一賛成する勢力として、SWORD協定やSWORDを守る為に村山たちが独自に動き回るなど初登場と比べるとかなり考え方や行動パターンが変わっている。
『MOVIE3』では、九龍グループに歯向かったことで鬼邪高校諸共定時制は壊滅してしまうが、再びメンバー全員が再集結したことでチームは復活した。FINAL MISSIONでは、陽動部隊として九龍グループを相手に奮戦する。
『WORST EPISODE.O』ではスピンオフとして今作の主人公格グループを務めており、コンテナ街の戦い後からFINAL MISSION後まで(MOVIE終了後からMOVIE3終了後)が描かれており、定時制は九龍グループとの戦争中は鬼邪高校には誰1人顔を出さなかった。また今作では、SWORD協定からFINAL MISSION後に至るまでの描かれなかった全日制内部の状況が描かれている。全日制はコンテナ街の戦いの後は、轟・辻・芝トリオの"轟一派"と司を頭とする"司一派"、泰・清コンビ率いる“泰・清一派"、中越率いる1学年グループ"中越一派"が中立・対立し合う様になるが、前述の九龍グループによる"SWORD壊滅行動"により襲撃された定時制の惨状を目の当たりにした全日制の内部争いは完全に沈黙する。その後村山の番長宣言により、鬼邪高校は定時制と全日制で完全に分断することになり、全日制の均衡が完全に崩壊する。
『WORST』ではスピンオフとして今作の主人公格グループを務めており、鬼邪高校は全日制と定時制に勢力が分断されている。轟が独断で村山に挑んで敗北したことから再び全日制の均衡が崩壊することになる。楓士雄が復学したことで司一派と"中・中一派"が合流するのだが、その最中戸亜留市の鳳仙学園と敵対することになる。一連の騒動に決着をつけた後、全日制と鳳仙学園は友好関係を築くことになり、定時制では村山・古屋・関が定時制を退学する。
『WORST X』では、続編として『WORST』終盤の楓士雄と佐智雄のタイマン勝負後から数ヶ月後が描かれており、全日制が鬼邪高校勢力として明かされており定時制は登場しない。村山による番長宣言の影響が少なからず出ており、定時制の看板が無くなったことを発端にSWORD地区中の不良校から付け狙われることになる。また、本作では楓士雄が全日制の頭として紹介されており、轟が頭の座を譲ったのか、楓士雄率いる一派が全日制を制圧したのかは不明だが、全日制内部の争いは終息している模様。"三校連合"による"鬼邪高狩り"により、全日制は総動員しても僅か30人規模の壊滅的大敗北を喫することになる。
テーマソング - DOBERMAN INFINITY『JUMP AROUND ∞』

#### 定時制
村山良樹（むらやま よしき）・『WORST』の主要人物★
演 - 山田裕貴、 鷹翔千空（宝塚歌劇団キャスト）
鬼邪高校初代番長、定時制頭。
選りすぐりの粗暴者たちから拳100発を受ける荒行に耐え抜き、鬼邪高校を初めて統一した男。小柄で華奢な体格だが並外れたタフネスと強靭なスタミナを持ち、どれだけダメージを受けてもゾンビのように立ち上がる。しかし、組織の頭らしかぬ浮き沈みの激しい気分屋な一面や頭としての責任感の欠如から、事実上のお飾りの大将状態であった。自身より歳下メンバー達から"村山"と呼び捨てにされることが多い(主にチハルや轟など)。仲間内や他のSWORDの頭を筆頭に、認めた相手には「ちゃん」付けで呼ぶ癖がある。酒も人並みだが、飲むより食べることを優先する。好物はアメリカンドッグで、好きな酒は緑茶ハイ。
『ドラマ・シーズン2』では、コブラとのタイマンに敗北後は無理感・無気力状態に支配されており、轟からの宣戦布告も一切応じることなく定時制勢からは"番長失格"・"てめえに着いていく俺たちの身はどうなる"と顰蹙を喰らってしまう。休校中の最中に轟達全日制に定時制が襲撃されたことで轟とのタイマン勝負に挑み接戦ながらも勝利。そこで轟に"お前は俺より強い、でも喧嘩が強いだけじゃ鬼邪高校じゃやってけねえ"と言い、自らも鬼邪高校の番長である自覚と覚悟を決めることとなる。
『MOVIE』では、開校史上壊滅的大敗北を喫したことで自分達は本当に数が多いだけの寄せ集めであることの無力さを思い知らされ、これ以上仲間を危険に晒すまいと鬼邪高校を自主退学して古屋・関と共に湾岸地区に乗り込む。
『MOVIE2』では、唯一SWORD協定肯定側の人間として登場しSWORD協定締結に向けて個人で暗躍する。達磨一家本拠地に単身乗り込み日向にタイマン勝負を申し出るなど大胆さは変わらない。
『MOVIE3』では、陽動部隊として九龍グループを迎撃し、雨宮兄弟やRUDE BOYS達の足止めを行う。騒動終結後は大型二輪の購入を検討しており、相談の為山王街を訪問するもコブラから無免許であることを指摘され、免許取得後にまた相談に来るといい山王街を去った。
『WORST』では轟の再戦を行うが、コンテナ街から黒白堂さらには"FINAL MISSION"を得て人間としてもさらに強くなったことで手傷を負いつつも快勝する。普段は定時制に通う学生である一方フリーターとしてバイトを掛け持ちしている。劇中序盤で鬼邪高校生であることが露見して失業する事態に陥るが、関の伝で彼の実家の建設会社でオロチ兄弟の指導のもと勤務することになる。レッド・ラム騒動が発覚し、全校生徒を集めて集会を開き"鬼邪高校ではドラッグの類は禁止されている"と怒り口調で警告する。独自の調査で全日制と鳳仙学園の対立に、定時制編入前に騒動を起こした金平兄弟とそれらが創設した牙斗螺が絡んでいることを知り、抗争の場に乱入し双方の戦闘を停戦させたり、終盤の戦いにも定時制を率いて乱入する。楓士雄からの愛称は"村っち"。劇中終盤で、古屋・関と共に定時制を退学し、SWORD地区を去る。
古屋英人（ふるや ひでと）★
演 - 鈴木貴之、真名瀬みら（宝塚歌劇団キャスト）
村山に敗北するまでは負けなしで、過去には荒行で98発の拳に耐え続けたこともあり、生徒同士のケンカを仕切っていた。村山が荒行で99発目まで到達した時はルール違反の凶器を使うが、逆に返り討ちにあう。以降、番長となった村山をサポートする。元々は秀才高校に行けるほどの頭脳の持ち主だが、己の力を知らしめる為鬼邪高校に編入した遍歴がある。当初は過激な振る舞いが目立っていたが、村山が成長していくと同時に目の敵にしていたチハルに発破をかけたり負傷した轟を気遣う、鳳仙学園と全日制の抗争を止めるなどNo.2に相応しい一面を見せるようになる。大型自動車第一種運転免許所有者。劇中終盤で、村山・関と共に定時制を退学し、SWORD地区を去る。
関虎太郎（せき こたろう）★
演 - 一ノ瀬ワタル、雪輝れんや（宝塚歌劇団キャスト）
プロレスラーのような体格を誇る鬼邪高校の最年長（25歳）。怪力の持ち主で、戦闘の前には体の前で組んだ両手をくねらせる特徴的な仕草を見せる。村山を心から慕っている。喧嘩が強そうな見た目に反して腕っ節はそこまでではなく、自分より格下の生徒達に指示して自分は確実に相手を倒せる時でしか喧嘩をしない一面もある。短絡的な言動も多いため、古屋からも呆れられることもしばしばあるが、村山を慕っている気持ちは本物であり、本人からも愛犬のように可愛がられている。カラオケでも村山のウケ狙いで女装したことがある。
『WORST』では、作中でバイトをクビになった村山に自身の実家の建設会社の作業員のバイトを紹介する。希望ヶ丘団地の戦いは腹痛の為不参加。劇中終盤で、村山・古屋と共に定時制を退学し、SWORD地区を去る。
三中トリオ
村山たちより前に既に定時制に編入していた3人組で、お互い違う学校を取り仕切っていたが定時制で出会ったことで意気投合した。
中茎（なかくき）※初登場は役名なし
演 - 青木健、琉稀みうさ（宝塚歌劇団キャスト）
"三中トリオ"の1人。
中林（なかばやし）※初登場は役名なし
演 - 清原翔、嵐之真（宝塚歌劇団キャスト）
"三中トリオ"の1人。
『EPISODE.O』では、全日ステークスを全面的に仕切っており、全日制の個人情報を含めた情報収集をしたり、校内情勢にも明るい。トリックスターとして、全日ステークスを掻き乱すなど活躍も。
『WORST』終盤で村山が退学し空白になった番長の座を目指して荒業に挑戦することが言及された。結果は不明だが現在休学中。
中園（なかぞの）※初登場は役名なし
演 - 陳内将、陽彩風華（宝塚歌劇団キャスト）
"三中トリオ"の1人。
チハル/片岡千春（かたおか ちはる）
(ドラマ・シーズン1 → 山王連合会)
| 村山良樹 | ドラマ・シーズン1 | ドラマ・シーズン2 | MOVIE  | MOVIE2 | MOVIE3          | WORST EPISODE.O | WORST |  |
| 古屋英人 | ドラマ共通        | MOVIE             | MOVIE2 | MOVIE3 | WORST           |                 |       |  |
| 関虎太郎 | ドラマ共通        | MOVIE             | MOVIE2 | MOVIE3 | WORST EPISODE.O | WORST           |       |  |
| 中茎     | ドラマ・シーズン2 | MOVIE             | MOVIE2 | MOVIE3 | WORST EPISODE.O | WORST           |       |  |
| 中林     | ドラマ・シーズン2 | MOVIE             | MOVIE2 | MOVIE3 | WORST EPISODE.O | WORST           |       |  |
| 中園     | ドラマ・シーズン2 | MOVIE             | MOVIE2 | MOVIE3 | WORST EPISODE.O | WORST           |       |  |

#### 全日制
花岡楓士雄（はなおか ふじお）・『WORST』シリーズの主人公（『WORST EPISODE.O』から） 
演 - 川村壱馬（THE RAMPAGE from EXILE TRIBE）
希望ヶ丘団地"首吊棟"の元住人。鬼邪高校全日制に進学したが、祖父の都合で2週間で田舎に転校した。2年後、鬼邪高校に復学し、親友・司率いる"司一派"と協力関係になる。
並外れたパワー・スピードと高い身体能力の持ち主。性格は天真爛漫・好奇心旺盛な上に感情豊かで思ったことはすぐ口に出し、誰とでもすぐに仲良くなれる。リーダーの器と周りを惹きつける魅力も併せ持っているが、強者相手には誰であっても腕試ししようとする危うい一面もある。その裏表ない態度や猛者達やその他の人間の心を鷲掴みにするなど人を寄せ付けるムードメーカーでもあり、皆の士気を高め集団を統率すべく鼓舞するなどカリスマとしても描かれている。親しいと感じた人間にはあだ名呼びする癖がある。ただし、自身がモテないことや身長の低さを気にしており、そのことを指摘されると激怒する。木札の文字は「天」。
『6』ではナレーションも兼任している。
『WORST X』では、全日制の頭として紹介されている。ラオウとの対決を目論み単身鈴蘭高校へ出向いたり、佐智雄に会いに鳳仙学園は出向いたり、ラオウ伝説の真相を聞き感動し友達になろうと直談判するなど本作でも大胆不敵な行動が目立ち、司らからは頭としての自身の行動に責任感を持てと叱咤されている。それから"三校連合"による"鬼邪高狩り"により司が拉致され、仲間達が倒された現実に、ラオウにしか目が行ってなかった自分より、周りに目を庇っていた司や周りから認められていた轟の様な男の方が頭になるべきだったのではと自問自答する様になる。それでも鳳仙学園の面々に1人救援を求め、"三校連合"の勢力縮小に貢献した轟に頭を下げるほか、終盤で天下井たち瀬ノ門を支配することを拒否し、天下井と須嵜にも「また挑みに来ればいい」と言い、徐々に頭としての器も見せるようになる。
轟一派
構成は轟・辻・芝の僅か3人のみながらも全日制最強勢力。放送室を拠点としている。派閥を創らず3人だけの体制を貫いているが結束は強く、全日ステークスや他の学校と揉めた時も轟が頭に値しないと陰口を叩かれても必ず3人で行動している。
テーマソング - EXILE THE SECOND『Ain't Afraid To Die』
轟洋介（とどろき ようすけ）・『WORST』シリーズの主要人物（ドラマ・シーズン2から）
演 - 前田公輝
轟一派リーダー。
不良たちから恐喝されたことをきっかけに不良という存在を激しく嫌悪し、対抗する力を手に入れるために自身を徹底的に鍛え上げた。以後、「不良狩り」と称して喧嘩を仕掛け倒した相手の写真を撮ることに快感を覚えるようになり、自身の築き上げた強さで名誉と栄光を手に入れて成り上がろうと、全国の不良が集まる鬼邪高校に転校してきた。見た目はメガネを掛けてローファーの革靴・学ランをキチンと着こなすなど優等生らしいが、ピアスを付けたり軽薄な口調であることが優等生でないことを表している。SWORDを獲ると息巻くも鬼邪高校内の定時制と全日制の学科の存在も知らないなど猪突猛進な一面もある。
ドラマ『シーズン2』から初登場。辻と芝を2対1で戦いながら快勝し、難なく全日制を制して村山を挑発するが、無気力になっている彼には相手にされずに終わる。そこで定時制の者たちを闇討ちして村山を引きずりだすまでは上手くいったが、頭としての覚悟を決めた村山に僅差で敗北し、「強いだけではダメだ」と言われて撤退した。終盤に何者かの攻撃を受けて負傷してしまうも、『MOVIE』では傷が癒えた状態で登場。考え込んでいる村山に発破を掛けるだけでなく、他の鬼邪高定時制の生徒と共にコンテナ街の戦いに参戦した。
『WORST.EPISODE.O』では、全日制最強の座に君臨しつつも以前と異なり頭を張ることに拘らなくなり、村山を倒すことのみに執着するようになる。また、登場時から見せていた挑発するような態度や軽薄さも鳴りを潜め、沈黙を守り全体を傍観する姿が多くなっている。周りからの挑戦も「格下には興味が無い」という理由で無碍にしていたが、村山に勝利すれば全日制を統率出来ると考え、愚痴を交えながら村山にタイマンを挑みたいと頼むが、「戦う気は無い」「もっと周りを見ろ」と突き放される。"FINAL MISSION"時は相変わらず全体を傍観しつつも、姿を消した村山の身を案じる様子も見られた。
『WORST』序盤で村山の番長宣言に不服を感じ再度タイマンを申し入れる。体育館全域を立ち回りながら接戦を行うも、前回と打って変わった村山には力及ばず失明寸前の大怪我を受けて敗北を喫し、これが原因で全日制の均衡を完全に崩す引き金となった。評判もイマイチで、司からは"村山さんの下には着いても轟の下には着かない"・"全日制で一番強いのは間違いないが、轟を大将にして担ぎ上げるとなると話が変わってくる"と酷評されており、人望は無いに等しい。一方でコンテナ街の戦いに定時制と共に参戦したり、村山と唯一渡り合える全日制で別格の強さを誇る生徒でもあることから畏怖の対象としても見られている。本作終盤では鳳仙学園と戦って1人負けていないことからしばらく頭を預かることになったが、同時に佐智雄に敗れた楓士雄に発破をかけた。楓士雄からの愛称は"ドロッキー"。
『6』では(2話で)名前だけの登場で辻と芝マンの口から釣りが趣味であることを語られている。また、これがきっかけで鳳仙学園の小田島と釣り仲間になった。
『WORST X』では、前述の釣りにより"三校連合"による襲撃を免れることとなったが、他のメンバーが知らないある過去が蘇り、単身江罵羅商業高校に出向き、鮫岡ら"武闘の三大神"の3人とある密約を交わすことになり、仲間であり良き相棒たちである辻・芝マンを倒されたことから風神・雷神に激怒し1VS2の喧嘩を自ら仕掛ける。近年ファンになった視聴者は知らない人が多いが、実は『WORSTシリーズ』では唯一SWORDとして"コンテナ街の戦い(『MOVIE』)に参戦してるなど高校生たちの中では異色・一線を画した存在として扱われており、終盤で瀬ノ門工業高校で戦ってる最中に流血すると突如覚醒したようにかつてのSWORDの喧嘩を思わせる凶暴な戦い方を披露している。
辻（つじ）（ドラマ・シーズン2から）
演 - 鈴木昂秀（THE RAMPAGE/MA55IVE THE RAMPAGE）
轟の転入当時に芝マンと共に全日制の頭として君臨していた生徒。コーンロウの髪型が特徴だが、頻繁に髪型や色を変えることが多い。轟に敗れた後、その座を明け渡し頭となった轟を"右足"としてサポートする。芝マンとタッグを組むことが多く、2人で相手の脚を捕らえて投げ飛ばす技をトドメにしている。芝マンと比べると勉強は出来るようで轟の言い回しに反応出来るが、詳細までは理解出来ていない。希望ヶ丘団地"殺人棟"出身。
『WORST』では、髪を伸ばして虹色に染めている。轟への信頼は変わらず、司から"轟のコバンザメ"と称された際も激怒している。『6』にも(2話から)芝マンと一緒に登場し、楓士雄、司、ジャム男に基晃の情報を教える等完全に楓士雄たちと和解した形になっている。
『WORST X』では、"三校連合"の風神・雷神一派に遭遇し、芝マンと共に瀕死の重傷を負う。
芝マン（しばマン）/芝龍（しば りゅう）（ドラマ・シーズン2から）
演 - 龍（THE RAMPAGE from EXILE TRIBE）
轟の転入当時に辻と共に全日制の頭として君臨していた生徒。金髪の坊主頭が特徴。苺美瑠狂の芝の弟である。辻と共に轟を"左足"としてサポートする。希望ヶ丘団地"殺人棟"出身で、現在は山王地区に移住している。『WORST』では髪を伸ばして茶髪に変えている。『6』にも(2話から)辻と一緒に登場し、楓士雄、司、ジャム男に基晃の情報を教える等完全に楓士雄たちと和解した形になっている。
やたらと横文字や英語を使いたがる癖があるが言い回しは微妙なものが多い。姉とは口喧嘩ばかりしているが、仲は悪くない模様。
『WORST X』では、"三校連合"の風神・雷神一派に遭遇し、辻と共に瀕死の重傷を負う。
司一派
元々は楓士雄・司コンビだったものが、楓士雄転校後に1人また1人と人数が増えていき、ジャム男を筆頭に司をリーダーとするようになった少数精鋭勢力。全日制校舎の屋上を拠点としている。楓士雄の鬼邪高校復学後真っ先にグループを合流させ、楓士雄のサポートに回る。
高城司（たかじょう つかさ）・『WORST EPISODE.O』の主人公（『WORST EPISODE.O』から）
演 - 吉野北人（THE RAMPAGE from EXILE TRIBE）
司一派リーダー。
全日制の生徒で、かつて花岡楓士雄と同じ団地に住んでいた同級生であり、かつての相棒。楓士雄とは違ってクールな性格ながらも面倒見は良いが、人を見る目に関しては厳しい。楓士雄と共に鬼邪高校でテッペンを取るべく鳴り物入りで入学したのだが、楓士雄の転校後に親友のいなくなった喪失感からテッペンを取ることに疑問を抱くようになる。ジャム男達がただ自分をリーダーとして祭り上げているのではなく、心の底から司という人間を慕ってくれていることを知り楓士雄とのタイマン後に正式にグループを立ち上げることになる。楓士雄が不在の時は意気消沈した姿が多かったが、彼の全日制復学後は意気揚々とした表情を見せ、真っ先にグループを合流させ自らはサポート役に回る。希望ヶ丘団地"幽霊棟"出身。
『6』では、女性にモテる様子が描かれており、女子中高生から声をかけられたりお菓子を渡されたりしていることが明かされている。
『WORST X』では頭脳派の側面が強調されており、鈴蘭高校の密偵に感づいて逆に証拠を押さえる、マーシーと舌戦を行いながらラオウの内情を探るなど観察眼や洞察力にも長けた行動を見せる。また、出たとこ勝負な考えの楓士雄にも「お前次第で俺たちは負ける」と静かに叱責して諌めている。"三校連合"による強襲で須崎と対戦するも敗北し、天下井らに拉致されてしまうが、この一件と前述の叱責により楓士雄がこれまでの頭としての自身の在り方を省みるきっかけとなる。
ジャム男（ジャムお）/宇治原希介（うじはら きすけ）（『WORST EPISODE.O』から）
演 - 福山康平
司一派サブリーダー。
全日制の生徒で、司の腰巾着。楓士雄・司の一個下の後輩。渾名の由来は"好物がジャムパン"だから。情報通で助平であり、苺美瑠狂の芝の下着を盗んだことがある。普段は腰巾着姿勢で喧嘩も強くないが、楓士雄・司をリスペクトしている。初登場時は年相応のストレートヘアだったが、一念発起かつ自分と同じく司を慕う仲間達を蜂起させるべく覚悟を決めパンチパーマに仕上げる。"FINAL MISSION"時に定時制と共に喧嘩騒動が消え失せ不気味な静寂が訪れたのを目の当たりにして"こんな静かな鬼邪高校は初めてだ"と恐れ慄いていた。希望ヶ丘団地"幽霊棟"出身。
『WORST X』では引き続き情報通として、鬼邪高校勢に瀬ノ門工業高校を含む近隣不良校や鈴蘭高校さらにはラオウに関する情報を周知するも、ラオウ伝説の真相を聞き感動し、"ラオウは男の中の男だ"とリスペクトする。
信田（しのだ）
演 - 六車勇登
北林（きたばやし）
演 - 高品雄基
泰・清一派（やすきよいっぱ）
近隣の"暁高校"で凶悪コンビとして恐れられていた"泰・清コンビ"が率いる勢力。2人の名を知る生徒たちが次々とこの派閥に加わった。特にひと昔前風のヤンキースタイルのファッションなのが特徴。楓士雄からは「イカれた2人」と称されている。2学年の一教室を拠点としている。頭の2人は連携が得意だが、個人の戦闘力もかなり高い。鳳仙学園との衝突、さらには牙斗螺との死闘を経て、現在は楓士雄の器の大きさと共に頭として認めている。
テーマソング - DOBERMAN INFINITY『まだ足りねえ』
西川泰志（にしかわ やすし）（『WORST EPISODE.O』から）
演 - 佐藤流司
泰・清一派リーダー。
全日制に転入してきた生徒。狂った戦い方で恐れられる"泰・清一派"のリーダー格の1人で"狂気の喧嘩師"と渾名されている。楓士雄・司とは別の中学だが、当時から清史と共に暴れ回っていたため2人とは因縁が多い。"FINAL MISSION"時にSWORDの戦いに完全に怖気付いてしまう。希望ヶ丘団地"放火棟"出身。
『WORST』では、鬼邪高校VS鳳仙学園の火種として、鳳仙学園の生徒に化けた牙斗螺の集団により負傷するが、頭を縫う怪我で済んだため、その後の戦いにも参加する。
『WORST X』では、"三校連合"の強襲で清史の手で逃されたが、壊滅的敗北を味わったことで激怒し、楓士雄に徹底抗戦を主張する。
横山清史（よこやま きよし）（『WORST EPISODE.O』から）
演 - うえきやサトシ
泰・清一派リーダー。
全日制に転入してきた生徒で、"泰・清一派"を泰志と共に仕切り、"血に飢えた狂犬"と渾名されている。希望ヶ丘団地"放火棟"出身。渾名や人柄の割に、轟から「頭は譲る」と言われた時もその真意に気付いてグループ内で1人だけ激怒していたり、泰志が蹴り飛ばした生徒が屋上から転落したと勘違いして泰志を攻めるなど、常識的な一面もある。"FINAL MISSION"時に自分達全日制と定時制の戦いのレベルが違いすぎることを目の当たりにして戦意喪失してしまう。
『WORST X』では、"三校連合"の強襲で戦況不利と判断し、泰志ら仲間達を逃す為殿を務め瀕死の重傷を負う。また、入院していた時身元不明患者の正体を知り、鳳仙学園が今回の事件に介入するきっかけを作る。
下田（しもだ）
演 - 草川直弥
阿部（あべ）
演 - 福井巴也
中・中一派（ちゅんちゅんいっぱ）
かつて1学年を制圧しそのまま2学年に昇級した中越と1学年を制圧した中岡らが率いる全日制最大勢力。ジャージやカラフルな統一色のないカラーギャングのようなファッションが特徴。欠点は、中越1人のカリスマに集まった数だけの烏合の衆で中越自身も全員を統率しきれず勝手をやらかす者が多いところで、全盛期時代のムゲンに近い。1学年の一教室を拠点としている。楓士雄の鬼邪高校復学後グループを合流させ、楓士雄のサポートに回る。
テーマソング - SWAY『On Fire』
中越大（なかごし だい）（『WORST EPISODE.O』から）
演 - 神尾楓珠
中・中一派リーダー。
"五中"を仕切っていた札付きのワルで期待のルーキーとして"クレイジーボーヤ"と呼ばれる。好きな音楽はヒップホップ。中学時代に楓士雄とタイマン勝負を繰り広げたこともあり腕も立ち人望も厚い楓士雄をリスペクトしており、全日制に復学したことを知った途端に掌を返すかの様に自らのグループを楓士雄の元に合流させる。全日ステークス史上最速で1学年を制圧した記録保持者となり、轟への下剋上を目指している。札付きのワルなオーラやカリスマな一面で恐れられているが、本人は卑劣な行為や凶器を用いた喧嘩を忌み嫌っており、喧嘩は拳でやるというプライドを持っている。"FINAL MISSION"時にコブラが善信を蹴り飛ばした噂を聞きつけとんでもないことをしでかしたと恐怖していた。楓士雄からの愛称は"ごっしゃん"。
『WORST X』では、"三校連合"のサボテン・津田沼一派による強襲により中岡を庇い、瀕死の重傷を負う。
中岡昌平（なかおか しょうへい）（『WORST EPISODE.O』から）
演 - 中島健
中・中一派リーダー。
全日制に編入後すぐに1学年を制圧し、1学年を引き連れて中越一派に合流。中越を"先輩"と慕っており、中越と同じくヒップホップ好き。中越の1学年制圧記録を更新した。楓士雄とは面識はなく、話を聞いていた程度だった。
『WORST X』では、"三校連合"の強襲で中越が自身の身代わりで重傷を負ったことから激怒し楓士雄に徹底抗戦を主張する。
益田（ますだ）
演 - 阿部周平
羽佐間（はさま）
演 - 一條恭輔
石原（いしはら）
演 - 久保雅樹
澤（さわ）
演 - 石橋弘毅
天寺（あまでら）
演 - 下田壮良
坂田基晃（さかた もとあき）・『6』のキーマン
演 - 森崎ウィン
かつて楓士雄達と同じ希望ヶ丘団地に住んでいた。『6』のキーマンとなる男で、突然SWORD地区に戻ってきて何かの目的を持って楓士雄を付け狙う。父親は空き巣常習犯で因果応報な形で死亡し、母親と共に希望ヶ丘団地を夜逃げするかのように去ったが母親も最近病死したことで完全に天涯孤独の身となった。また近年では両親が残した多額の借金を返済すべく仕事に没頭しているが返済には至っておらず、家も取り押さえ寸前の限界を迎えており、藁にもすがる想いで楓士雄達に助けを求めようとするが、その時の彼の態度に激怒したことからジャム男を追い詰め怒りを買う。騒動終結後は地道に借金の返済の為板金工場で溶接工として働き始める。
『WORST X』では鬼邪高校定時制に編入予定の為度々仕事の合間に鬼邪高校に顔を出しており、学校の屋上で巨大な鉄板と怪しげな食材を持参し、メンバーにお手製の料理を振る舞う。最終決戦では、鬼邪高校陣営として参戦する。
| 花岡楓士雄 | WORST EPISODE.O         | WORST(主人公)   | 6(主人公)       | WORST X(主人公) |         |         |  |
| 轟洋介     | ドラマ・シーズン2       | MOVIE           | WORST EPISODE.O | WORST           | WORST X |         |  |
| 辻         | ドラマ・シーズン2       | MOVIE(台詞なし) | WORST EPISODE.O | WORST           | 6       | WORST X |  |
| 芝マン     | ドラマ・シーズン2       | MOVIE(台詞なし) | WORST EPISODE.O | WORST           | 6       | WORST X |  |
| 高城司     | WORST EPISODE.O(主人公) | WORST           | 6               | WORST X         |         |         |  |
| ジャム男   | WORST EPISODE.O         | WORST           | 6               | WORST X         |         |         |  |
| 西川泰志   | WORST EPISODE.O         | WORST           | WORST X         |                 |         |         |  |
| 横山清史   | WORST EPISODE.O         | WORST           | WORST X         |                 |         |         |  |
| 中越大     | WORST EPISODE.O         | WORST           | WORST X         |                 |         |         |  |
| 中岡昌平   | WORST EPISODE.O         | WORST           | WORST X         |                 |         |         |  |
| 坂田基晃   | 6                       | WORST X         |                 |                 |         |         |  |

### RUDE BOYS
S.W.O.R.D.の"R"にあたる集団。通称"ルード"。
全員身軽でアクロバティックな動き、例としてフリーランニングを得意とする。深い闇を抱えた者達が集まってできた治外法権のスラム街「無名街」を守護する街の浮浪児達で組織された義勇軍・自警団の様な集団。
余所者に厳しく、無名街に足を踏み入れた者を一瞬で刈り取ることから、"無慈悲なる街の亡霊"の異名を持つ。
無名街に住む者は名前を持たず身寄りがない者が多いために互いを「家族」として扱い生活しており、それ故に絆が強く、家族のために廃墟と化した無名街を再建することを生きる目標としている。SWORDの中では特に少数精鋭勢力として見られており、個々のメンバーの戦闘力も各チームの面々を凌駕している等他のチームからも一目置かれており、MIGHTY WARRIORSを除いては多くの敵勢力を圧倒している。得意戦術はフリーランニングやアクロバットで身軽な動きによる忍者のようなスタイルで、移動手段は無名街に捨てられたバイクやトラック。
『MOVIE』では、湾岸連合軍の手で無名街が爆破・破壊され、死傷者を大勢出すなど壊滅的被害を被る(MOVIE3では、九龍グループが日本政府の陰謀により貴重鉱石採掘場を爆破したことが明らかとなっている)。
『MOVIE2』では、満身創痍のスモーキーに代わってタケシとピーがリーダー代行としてチームを指揮している。
『MOVIE3』では、無名街の爆破解体が公に決まったことでスモーキーがRUDE BOYSを含む全住民に避難するよう指示する。スモーキーの死後は二代目リーダーとしてタケシが正式にチームを指揮していくこととなる。SWORDの中では唯一『MOVIE3』以降の動向が不明の勢力であるが、噂によるとスモーキーのカリスマが影響したのか、チームは一同散り散りになっているらしい。
テーマソング - GENERATIONS from EXILE TRIBE『RUN THIS TOWN』
スモーキー ※故人・『STORY OF S.W.O.R.D.』のキーマン★
演 - 窪田正孝、荒木飛羽（幼少期）、桜木みなと（宝塚歌劇団キャスト）
RUDE BOYS初代リーダー。
無名街に住む家族を誰よりも大切に思い、家族を傷つける者には容赦はしない。街の住人や仲間も含め自他共に厳しくそっけない態度でドライな言い回しが多いが、RUDE BOYSのメンバーのことはただの仲間ではなく家族として大事に考えており、リーダーとしての自覚と併せて柔軟な思考も持ち合わせている。咳をするように血を吐く持病を患っており無名街を危険にさらす危険性を考慮して街の外の医者のもとへは行こうとしない頑固な一面もある。SWORDの頭としては、戦闘力や身体能力の高さも加えて統率能力・判断力も間違えなくトップであると一目置かれているが前述の持病持ちの面からあまり表立って行動できないでいる。戦闘時はその身軽さを活かしたアクロバティックな動きを使うが、さらに強烈なキックを中心に絞め技などを駆使し、スピードやパワーも申し分なく総合的な戦闘力はヤマトを圧倒する(劉との戦いは発作の発生の為カウントせず)。前述の体の弱さからSWORDの頭の中では唯一コンテナ街・黒白堂駅の戦いに参加できていない。酒もかなり弱く、一口飲んだだけで内臓が受け付けず発作を起こすほど。また、食べると咳き込んでしまうので辛い物も苦手との事。
ドラマでは、万が一仲間や家族に裏切り者がいたらすぐに始末するとまで豪語するほど信頼を寄せていたシオンが自分にまで秘密裏に家村会と結託していたことを知り自身の無力さを思い知らされることとなりシオンに危険を避ける為無名街から出ることを進言する。その後も病気が悪化していく。
『MOVIE』では、多くの無名街の住人が死傷したことに怒り狂いチームを率いて湾岸地区に乗り込む。DOUBTの卑怯な戦法に苦戦するも、メンバーを鼓舞し最初は優勢に戦う。しかし劉との対決では発作による体調悪化もあり追い詰められ、青龍刀により背中に重傷を負い、RUDE BOYSメンバーと広斗に助けられる形で撤退を余儀なくされる。雨宮尊龍とは面識があった模様で広斗に話を聞かれていた。またその最中でララが連れ去られたことで広斗にララの救出を懇願する。
『MOVIE2』では、更なる病気の悪化からリーダーをタケシに代行してもらうなど日常生活もままならない状態で登場し、病気の影響で髪の毛は銀色に変色し瞳が白濁するという症状を見せている。
『MOVIE3』では、この持病が重大なキーポイントとなっており、病気の原因は政府が隠蔽した薬品・産業廃棄物による空気・土壌汚染によるもので公害犠牲者の1人であることが判明。SWORD壊滅行動では真っ先に九龍グループに命を狙われる。視力もほぼ失った状態であり自身の死期を悟っていた。日本政府による無名街強制退去と爆破解体のニュースを知り、全住民とチームメンバー全員に無名街から出る様進言し、自身は殿として九龍グループと対峙する覚悟を決める。その後に家村会幹部・二階堂率いる構成員達の手で命を落とす(直接的な死因は明かされていない)。そのような渦中でも無名街とその仲間・住人、そして家族への感謝の想いを抱きながらその生涯を終え、遺体はRUDE BOYSの仲間達によって無名街の外れにある陽の光のあたる場所に埋葬された。
タケシ★
演 - 佐野玲於（GENERATIONS from EXILE TRIBE）、秋音光（宝塚歌劇団キャスト）
RUDE BOYS二代目リーダー。
ブレイクダンスのような動きを得意とするメンバー。ダンスが好きで踊りながらビートを刻むことからタケシ（「ビートたけし」にかけたシャレ）と呼ばれるようになった。戦闘力はテッツを圧倒する。兄のような存在であるスモーキーの身を案じており、彼の力となるために尽力する。
『MOVIE2』では、日常生活もままならなくなったスモーキーの代理としてチームを指揮している。
『MOVIE3』では、スモーキーの意思と想いを引継ぎ、RUDE BOYSを率いる新たなリーダーとしての覚悟を決め、"俺たちは絶対に諦めない"と決意表明する。
ピー★
演 - ZEN （パルクールパフォーマー）、優希しおん（宝塚歌劇団キャスト）
チームの中でも特にアクロバティックな動きに長けたメンバー。幼い頃は泣き虫でいつもピーピー泣いていたことからピーと呼ばれるようになった。戦闘力はダンを圧倒する。
『LIVE』では、スモーキーとタケシの代わりにRUDE BOYSを率いて乱入してくる。
『MOVIE2』では、チームを指揮するタケシのサポート役を担当する。
シオン★
演 - 永瀬匡
RUDE BOYSで主要メンバーで、幹部的ポジションでスモーキーからも絶大な信頼を得ていたが仲間にすら秘密裏に家村会と結託し外れの工場を使ってレッド・ラム製造工場を稼働してレッド・ラム売買取引を行い、更には自身も金を着服していた。そのことが露見したことでスモーキーから自決するか無名街から出ていくことを進言され、消息を絶つ。
『MOVIE』以降は再び無名街から消息を絶ったのだが、行方不明もしくは死亡したとのこと。
ユウ（『MOVIE2』から）
演 - 佐野岳
無名街に流れ着いた元・余所者。かなりの自信家で態度も口調もふてぶてしいが、その俊敏な運動能力は誰にも引けを取らず、華麗な足技で敵を蹴散らす。
無名街の住人
ララ★
演 - 藤井夏恋（Happiness/ShuuKaRen/E-girls）、栞菜ひまり（宝塚歌劇団キャスト）
スモーキーの妹。スモーキーと血は繋がっていないが、幼少期に無名街に捨てられた日が同じで兄妹として育ってきたため、絆は強い。
『ドラマ』では、スモーキーの治療代を稼ぐ為に独断で無名街から出てダンにハニートラップを仕掛けさせている。
『MOVIE』では、スモーキーを救ってくれた広斗とお互いの兄についての持論を語り合っている。DOUBTに連れ攫われるも広斗達に救出されことなきを得る。
『MOVIE3』では、"FINAL MISSION"時にエリもスモーキーと同じ咳をすることが多かったことからエリも公害犠牲者なのではないかと助言し、九十九・山王連合会と共にエリの救出を図る。RUDE BOYSには劣るものの軽やかな身のこなしを見せる。
エリ（『MOVIE2』から）
演 - 鈴木梨央
スモーキーと同じ様に咳が出る病を患っている少女。この咳の症状が重要な鍵であることが判明し、スモーキーの死後に公害犠牲者として九龍グループに命を狙われる。公害の告発時に自らの体を検体として調べて自分達の様に苦しんでいる人達を助ける様訴えている。
| スモーキー | ドラマ・シーズン1 | MOVIE  | MOVIE2 | MOVIE3 |  |
| タケシ     | ドラマ共通        | MOVIE  | MOVIE2 | MOVIE3 |  |
| ピー       | ドラマ共通        | MOVIE  | MOVIE2 | MOVIE3 |  |
| シオン     | ドラマ共通        | MOVIE  |        |        |  |
| ユウ       | MOVIE2            | MOVIE3 |        |        |  |
| ララ       | ドラマ共通        | MOVIE  | MOVIE2 | MOVIE3 |  |
| エリ       | MOVIE2            | MOVIE3 |        |        |  |

### 達磨一家/DARUMA FAMILY
S.W.O.R.D.の"D"にあたるチーム。通称"達磨"。
かつてムゲンによって滅ぼされた、九龍グループの傘下組織「日向会」の日向四兄弟の四男・日向紀久を筆頭に、ムゲンに恨みをもつ極悪コンビ「饕餮兄弟（とうてつきょうだい）」や加藤鷲らによって結成された比較的新しい武闘派チーム。勝ち負けに関係なく復讐という目的を達成するまで何度でも戦いを仕掛けてくることから"復讐の壊し屋一家"と呼ばれ怖れられている。戦闘時も太鼓で開始を告げる、太鼓の撥を武器とするなど和や祭りを意識したところが目立つ。SWORD地区一帯の祭の利権を牛耳る組織でもあり、様々な祭り事を主催し闘鶏・花札・喧嘩賭博などを資金源としている。SWORDの5チームでは特に他勢力に敵対心を露わに見せている勢力として恐れられており、村山は"達磨一家と関わったら死ぬまで戦争になる。絶対に関わるな"と警告し合い、ROCKYもその執拗に抗争を仕掛けてくる姿勢を危険視、またRUDE BOYS内でも"復讐の為なら何を仕掛けてくるか分からない"などと恐れられている。得意戦術は太鼓のバチや武器を持った者と素手でのみでのステゴロによる者らによるチーム連携スタイルで、移動手段は旧車などアメ車など。
『ドラマ・シーズン1』では、劇中前で日向が羅千刑務所に収監されており、チーム自体は活動休止状態となっており表沙汰に動いていない様子だったが、家村会の手で釈放されたことでチームが復活。手始めに右京一派・左京一派・加藤一派の三方向に分かれて"達磨一家復活の挨拶回り"と称して各チームを襲撃。その後達磨一家全勢力で山王連合会を潰すべく山王町を強襲。だが、ここで山王連合会解散を宣言されたことで戦いを放棄し撤収する。
『ドラマ・シーズン2』では、山王連合会との抗争直後に日向が謎の失踪を遂げており、再びチームは活動休止となっている。
『MOVIE』では、SWORD襲撃によりチームがほぼ半壊する。
『MOVIE3』では、九龍グループに歯向かったことで賭博場諸共チームは壊滅してしまうが、再びメンバー全員が再集結したことでチームは復活した。FINAL MISSIONでは、陽動部隊として九龍グループを相手に奮戦する。
『湯けむり純情篇』では、達磨ベイビーズが出張営業の為上下温泉街を訪問しており、そこでDTCとSMGと"DPD"を行なっていくことになる。
テーマソング - DJ DARUMA from PKCZ『VOICE OF RED feat. GS』
日向紀久（ひゅうが のりひさ）★
演 - 林遣都、瑠風輝（宝塚歌劇団キャスト）
達磨一家頭。
喧嘩や祭好きな性格で、祭り事や喧嘩を自分で仕切りたがる。自身が死んでも構わないという覚悟を兼ね備えている。物語開始前に兄達率いる日向会が九龍グループから破門追放処分を受けたことに激怒し、九龍グループ構成員を狙った襲撃を繰り返しておりそこで捕まってしまい、幾度も羅千刑務所と外を行ったり来たりという状態で、その最中で左京達現在の達磨一家の主要メンバーと出会うことになる。
『ドラマ』では、家村会の手で出所し念願のSWORD制圧に動き出しSWORD狩りと称して各チームの襲撃を指示する。そこでは各チームから警戒される危険人物であると同時に自らの命を引き換えにでも兄達の仇を取る為に九龍グループを潰す覚悟を見せつける。コブラとのタイマン勝負で勝敗を喫さないまま撤収する。だが、前述のコブラの言葉により自ら宿願としていた兄達の敵討ちの為に行動している事に疑問と迷いが生まれ、加藤達にチームを託して家村会の監視を振り切って失踪していた。
『MOVIE』では、加藤の手で半壊状態のチームに戻るも仲間を傷つけたことや自分達の縄張りを荒らされたことに怒りを露わにし、再びチームを率いて湾岸地区に乗り込む。コンテナ街の戦いでは、かつて敵対していたコブラと共闘することになる。
『MOVIE2』では、SWORD協定に対しては"そもそもSWORDとはつるみ合う仲ではない"と拒否しているも、黒白堂では考えが変わり自らを"SWORD協定"と名乗りを上げていた。また、DOUBTの蘭丸からWhite Rascalsを潰す為に協力を打診されていたが、"仲間をすぐに切り捨てる奴の事は信用するに値しない"とDOUBTに宣戦布告する。
『MOVIE3』では、姿を晦まし潜伏していたが達磨一家・本拠地の賭博場諸共壊滅した事で自分がどういう敵を相手にしようとしていたのか思い知らされることになってしまう。"FINAL MISSION"では、陽動部隊として祭で用いる打ち上げ花火を使った攻撃で九龍グループ相手に派手な特攻作戦を決行する。
右京（うきょう）★
演 - 遠藤要、湖風珀（宝塚歌劇団キャスト）
達磨一家幹部クラスの主要メンバー。凶暴とも言える喧嘩スタイルを危険視されムゲンを破門になったムゲンの元メンバーである饕餮兄弟の一人で、白を基調としたストリートギャング風の風貌である。相棒の左京と共にムゲンの元メンバーたちを襲撃した時に日向と知り合い、そのままつるむようになった。凶暴な男だがその半面、戦意喪失した山王連合会を目の前に撤収を促したり、コンテナ街ではRUDE BOYSの身を案じて退避するよう促すなど、義理人情で動く性格。
『MOVIE』以降の動向は不明。
左京（さきょう）★
演 - 阿部亮平 、凰海るの（宝塚歌劇団キャスト）
達磨一家幹部クラスの主要メンバー。饕餮兄弟の一人で右京の相棒。右京と同じく凶暴な男だがその反面思慮深い一面もあり、達磨一家を利用してSWORDの均衡を崩すことを目論む家村会の思惑にいち早く勘付きSWORD統括がうまくいかず焦りの色を露わにしていることを感知、SWORD狩りにてRUDE BOYSを相手にあくまで挨拶回りに来ただけだと戦力差を理解し早々にチームを撤退させ、賭博場が大盛況の中ただ1人カジノ計画による影響を危惧するなどSWORDの面々や武闘派集団の達磨一家の中ではかなり珍しい頭脳派な性格。
加藤鷲（かとう しゅう）★
演 - 小澤雄太（劇団EXILE）、希峰かなた（宝塚歌劇団キャスト）
達磨一家幹部クラスの主要メンバー。達磨一家結成時のメンバー。
日向より歳上で、特にチームの下のメンバー達の全体的な指揮を行う役目や日向の兄達から暴走気味の弟の後見人としてチームに加わった。チーム全体を鼓舞するポジションの立ち位置にいる。
『ドラマ・シーズン2』では、日向の立ち位置を理解した上で"自分達は達磨一家だ。這い上がることもできずに地に落ちた日向会と違う"とこれまでのような復讐に身を落とす戦い方はしないことを宣言する。
『湯けむり純情篇』では、直接登場しないが達磨ベイビーズの面々が法被の色が違う事について考えていた彼らに自分達の祭を見つけるよう促し、SWORD地区の外に出すきっかけをあたえていた。
| 日向紀久 | ドラマ・シーズン1 | MOVIE | MOVIE2 | MOVIE3 |  |
| 右京     | ドラマ共通        | MOVIE |        |        |  |
| 左京     | ドラマ共通        | MOVIE | MOVIE2 | MOVIE3 |  |
| 加藤鷲   | ドラマ今日        | MOVIE | MOVIE2 | MOVIE3 |  |

達磨ベイビーズ（『MOVIE2』から）    
達磨一家の門番兼賭場の門番・雑務を行う若手の白法被集団。通り名は達磨入りする際門番としての覚悟を表す意味も込めて付けたもの。
風太（ふうた）
演 - 水野勝（BOYS AND MEN）
名は風神から取られている。
雷太（らいた）
演 - 田中俊介（BOYS AND MEN）
名は雷神から取られている。
阿行（あぎょう）
演 - 守屋光治
名は阿吽金剛力士像から取られている。
吽行（うんぎょう）
演 - 井澤勇貴
名は阿吽金剛力士像から取られている。
| 風太 | MOVIE2 | MOVIE3(台詞なし) | 湯けむり純情篇 |  |
| 雷太 | MOVIE2 | MOVIE3(台詞なし) | 湯けむり純情篇 |  |
| 阿行 | MOVIE2 | MOVIE3(台詞なし) | 湯けむり純情篇 |  |
| 吽行 | MOVIE2 | MOVIE3(台詞なし) | 湯けむり純情篇 |  |

### 九龍グループ/KURYU GROUP
日本の裏社会を支配する"九つの龍"と呼ばれる九つの直参団体からなる極道連合組織。通称"九龍"。構成組織の頭領は皆名前に「龍」がついていることが特徴。"九龍に失敗はない。失敗は死を意味する"を鉄の掟とする。九龍グループ初代総裁の九世龍心が任侠の世界に身を投じ、たった一代で日本の極道の頂点・巨大極道組織を作り上げた。一組織の勢力も強大で、その傘下組織も多いが組織同士での覇権争いが激しく、互いにせめぎ合っているため、それぞれが協力し合うことはほとんど無く、むしろ対立関係にある。組織全体を考える黒崎とそれに従う"黒崎側"と目的の為なら強行手段も辞さない"善信側"に分かれている。組織としても、一組織の壊滅もしくは解体になったところで勢力が半減化する訳ではなく、"九つの龍"として相応しい人間が昇格し新たな組織を束ねる頭として君臨する為組織壊滅は不可能に近い。集団で恐喝するスタイルはあくまで表面上の"脅し"であって、得意戦術としては確実に敵を仕留めることを重視した4〜10人規模の人数で凶器武装して闇討ちを仕掛けるスタイル。
ドラマ共通で家村会が水面下で動いてきたが終盤ではSWORD地区都市再開発に伴い土地売買事業にも手を出し始める。
『MOVIE』では、龍也暗殺とムゲン解散に裏から関わっていたことが判明し、九龍グループ壊滅を目論む琥珀・張城の李から狙われる。終盤からSWORD地区統括の為九龍グループの全勢力が動き出すこととなる。ただし、SWORD襲撃やコンテナ街の戦いにはほとんど関わっていない為今作では全体を傍観する姿勢をとる。
『RED RAIN』では、家村会以外の上園会・黒崎会なる組織の存在も明らかとなり、上園会は雨宮兄弟と対決の末に構成員も組織も壊滅し1人逃げ帰ってきた上園が用無しと判断され、死亡した上園にとって代わり、本家構成員・劉龍人が新たなる九つの龍の一角となる。
『MOVIE2』では、本家勢力の他に善信会・克也会・源会・植野会・藤森会、そして劉率いる劉会が登場し、ここで九龍グループが組織として黒崎側と善信側に二分された状態であることが明らかになる。終盤で黒白堂に善信会が乱入し、SWORDとDOUBTに脅しをかける。
『MOVIE3』では、SWORDが宣戦布告の構えを見せたことで遂に九龍グループもSWORDの5チームと共にそれに関わる場所ごと壊滅させる。また、劇中で総裁・九世龍心の逝去と"バルジ"の作戦離脱により善信・植野・藤森・劉らが九龍グループの指揮系統から離脱。さらに"FINAL MISSION"が成功したことで黒崎・克也・源・家村らが一斉検挙。これにより九龍グループは完全に崩壊することとなった。ただし組織崩壊したものの完全消滅はしていない模様で、『WORST』では日本政府との隠蔽工作の後始末問題や頭を失ったことによる跡目問題に追われている模様。
テーマソング - EXILE THE SECOND『One Time One Life』
九世龍心（くぜ りゅうしん）※故人（『MOVIE2』から）
演 - 津川雅彦
九龍グループ本家初代総裁。
"九つの龍"である9人の会長たちをまとめる首領であり、他の会長や部下達の生殺与奪権も握っている。太平洋戦争後の混乱期から任侠の世界に身を投じ、一代で巨大な極道組織を作り上げた日本の裏社会を牛耳るフィクサー。高齢で口調は落ち着いてはいるものの、数々の修羅場を潜り抜けてきた貫禄とオーラで圧倒する。最初は黒崎を含む同志数十名と共に"弱気を助け強気を挫く"を信条とした組織"九龍会"として組織・創設したのだが、時代の変化に伴い今の様な"弱き者たちから恐れられ奪う存在"となってしまったことを嘆いており、特に現代の暴力団対策法により国からうまいように利用される立場も考え、今の九龍グループに必要なことは現在の勢力を維持し続けることではなく、組織全体が一度壊滅することではないのかと自問自答する様になる。
『MOVIE3』では、釈放後SWORD壊滅行動を厳命した後に逝去する。
九世梨花子（くぜ りかこ）（『RED RAIN』から）
演 - 飯島直子
九龍グループ総裁権限代行。
九世龍心の妻。龍心不在時は、総裁権限代行として会長達に命令・指示することが出来る唯一の存在で、龍心に代わり、他の会長達に向けて啖呵を切る。歳の差婚だが夫の龍心を心から愛し、血の繋がらない息子の劉のことも息子として身を案じている。
九龍グループ・家村会
『ドラマ』から登場する直参組織。
九龍グループの中では比較的新しい勢力で、SWORD統括にも真っ先に名乗りを上げた。国双地区を拠点に湾岸地区全域・四暗地区・羅千地区を支配しており、跡目争いに名乗りを上げるためにSWORD地区を統括し勢力の拡大を狙っている。
『MOVIE3』では、組織の影響力が半減したのか他の勢力より劣っているのかは不明だが、黒崎側に着いている。
実力者揃いではあるが毎度詰めが甘く、『MOVIE』までのSWORD統括の計画は全て失敗しており、黒崎や上園からもSWORDに苦戦していることを『RED RAIN』で指摘されている。立ち位置もかなり弱く散々な言われようであり、植野からは「家村んとこの若い衆は仕事が雑だ」・藤森からは「あいつのとこは仕事が雑過ぎて合わない」と組織・会長・構成員諸共酷評されている。
家村龍美（いえむら たつみ）★
演 - 中村達也
家村会会長。"九つの龍"の一角。
他の構成員たちに敬語で話すなど穏やかな性格のように振る舞うが、本性は凶暴かつ狡猾な性格である。ノボルや幹部を含む他の構成員たち相手には上機嫌な時は敬語口調だが、苛立ちを抑えられない時や九つの龍の会合の場ではヤクザ口調かつ怒鳴り声や罵声を浴びせる。新入りのノボルにも「君の活躍は素晴らしい。期待してるよ」と優遇するものの「裏切りと失敗は決して許されない」と脅しをかけるが、この事に関しては身内だけでなく他の会長達にも同等の考えを持っている。特に上園とは新参者同士であるためか相性が悪く、「ガキ相手に派手にやられてきやがって示しがつかねえだろうが」とライバルを煽る一方失敗に憤慨する一面も見せるなど互いに罵り合っていたが、彼が暗殺された際はかなり戸惑っていた。
『MOVIE2』以降は、黒崎側に属しており、立場が半減した影響かこれまでの様な穏やかな口調ではなく常にヤクザ口調となっている。
石井（いしい）
演 - 西岡徳馬
家村会幹部。
川田（かわだ）
演 - 松澤一之
家村会幹部。鬼邪高校OB。
二階堂（にかいどう） / カイン★
演 - 橘ケンチ（EXILE/EXILE THE SECOND）
家村会幹部。
武闘派である一方、韓国語・北京語といった外国語に堪能。経緯は不明だが何らかの失敗で刑務所に入っており、そこで殺人未遂で収監されたノボルと出会っている。そこから"失敗"を恐れる執着心を見せつけていた。
『MOVIE3』では、実は生粋の極道ではなく無名街出身の浮浪児でかつてシオンの兄貴分であったカインという男であることが明らかになっており、無名街が存在する限り自分の過去を消し去る事は出来ないと言い、家村会構成員に無名街の破壊・スモーキー暗殺を指示する。
キリンジ★
演 - 小野塚勇人（劇団EXILE）
家村会幹部※初登場は構成員。
常に苛立っており、その度に自身の首筋を叩いている。俗に言う、チンピラからヤクザになったタイプの男で上昇志向が高く己以外の人間はライバルもしくは敵と見做している。キリンジという名のように才能を秘めた存在でないことは自他ともに認める事実である。ノボルの失敗で二階堂がリンチをしている時1人ほくそ笑んでいる腹黒い一面がある一方、自身の失敗が明らかになりノボルの二の舞になることを恐れで許しを求めるなど青二才な一面も目立つ。実力もあまり高いとは言えず、組織内でも尊重されていない（九十九に一撃でダウンさせられ、周囲も助けようとする素振りは全くなかった）。経緯は不明だが、MOVIEからMOVIE2間で構成員から幹部に昇格した模様。
江藤（えとう）※初登場は役名なし
演 - 白石朋也
家村会幹部。
福田（ふくだ）※初登場は役名なし
演 - 荒木秀行
家村会幹部。
九龍グループ・上園会    ※現在は壊滅
『RED RAIN』から登場する直参組織で、かつて九龍グループの一角であった。政治家の篠原と手を組み、SWORD地区カジノ建設計画を画策しており、篠原からカジノ法案反対派の人間の暗殺を任されている。家村会と同じで九龍グループの中では新参組織だが異端の新勢力と恐れられ、家は七代続く由緒ある極道組織で、近年九龍グループの傘下に加わり九つの龍へとのし上がった。九龍グループの中では異端と恐れられているだけあり、"忠誠の証"として白装束のスーツを纏っている。終盤で、組織・構成員共に壊滅状態となり、上園も暗殺された事により事実上上園会は壊滅した。
その後は残存構成員達は全員新設された劉会に移籍。表向きは"シノギの失敗により、本家より絶縁宣言を食らった"とされている。
上園龍臣（かみぞの たつおみ）※故人（『RED RAIN』のみ）
演 - 石黒賢
上園会会長。かつての"九つの龍"の一角。
目的のためなら邪魔者を殺すことも厭わない、冷酷な性格の持ち主。RED RAINのメインヴィラン。愛華の父、そして雨宮兄弟の両親を死に追いやった仇敵である。表向きの性格は紳士かつ言動は穏やかだが、やはり同格の家村と同じく本性は狡賢こく、自らの傷口を抉られるような話になると激昂する凶暴な一面もある。雨宮兄弟の噂を聞いて構成員達には組織の頭上侮りを見せるなど厳命するも、自身は大した警戒心も抱いておらず、心の油断が今回組織壊滅の決定打になったとも言える。終盤で雅貴と広斗を迎え討とうとしたが、並外れた身体能力に加えて尊龍の死で怒りが限界を超えている2人には太刀打ち出来ず組織も構成員も全滅し、自身もカーチェイスの末に追い詰められ、雅貴に完膚なきまでに叩きのめされた。命は取られなかったが、この失態と生恥を晒したという理由から結局龍心からも用無しと見なされ、劉の手で暗殺される。死後も政府内の不正の責任を押し付けられる苛烈な扱いを受ける。
林（はやし）※故人（『RED RAIN』のみ）
演 - 三浦誠己
上園会構成員。
上園の第一の側近で、上園からの信頼も厚い。上園を逃す為に殿となり雨宮兄弟を殺そうとするも、尊龍と相討ちになる形で死亡する。
八木（やぎ）
(MOVIE2 → 劉会)
九龍グループ・黒崎会
『RED RAIN』から登場する直参組織。
九龍グループの九つの龍の中でNO.2の地位にあたり、九龍グループ二大派閥の1つ。九つの龍の中でも最古参勢力。SWORD地区の統括に積極的に動く家村会や上園会に比べて一歩引いた存在である。
黒崎君龍（くろさき きみたつ）（『RED RAIN』から）
演 - 岩城滉一
黒崎会会長。"九つの龍"の一角。
九龍グループ二代目総裁最有力候補。
落ち着いた物腰ながらも威圧感があり、周りを俯瞰しながら穏やかだが厳しい言葉を浴びせる。
龍心を慕い、苦楽を共にし任侠の世界を学んできた為彼のために九龍グループ組織全体を第一に考えて精力的に行動する。政治の交渉にも長けており、体調不良の龍心に変わってカジノ推進派の政治家や官僚と裏で接触する。かつて九龍グループ創設時の龍心の直属の部下で、その後龍心から独立する形で組織を創設した。跡目争いには積極的ではなく、強硬・過激派ともいえる善信に「手柄を上げて、そこまでして跡目になりたいのか？」と苦言している。政治家達と積極的に接触する一方、暴力団対策法を用いて政府に利用される形で生き残っている九龍グループの存在意義についても考えていた。
『MOVIE3』では、黒革スーツ姿でも登場している。また、龍心のメッセージや九龍グループの未来について自問自答し、"FINAL MISSION"成功による日本政府転覆が明らかとなった際は一切抵抗することなく、自分達の完全敗北を認める。
九鬼源治（くき げんじ）（『MOVIE2』から）
演 - 小林直己 （EXILE/三代目J Soul Brothers）
黒崎会若頭。
『MOVIE2』・『3』ではメインヴィランとして登場し、琥珀達を苦しませる。黒崎に並々ならぬ忠誠を誓っており、黒崎に全てを捧げ命令を完遂することを最高の喜びとする。無表情で寡黙な強面の顔・プロの殺し屋としての戦闘能力と身体能力から「始末人(ターミネーター)」の異名を持つ。琥珀・九十九・雨宮兄弟・劉と互角以上の勝負が出来る本作屈指の実力者。圧倒的な存在感や異常なオーラを醸しつつも台詞は出演2作共々一言だけである。峰打ちや軽傷で済ますことのできない、峰が鋸状の日本刀を装備して琥珀達に牙を剥く。何度殴られても顔色一つ変えず、高所から落ちても何事も無かったように現れて戦いを再開するなど耐久力も異常なほど高く、武器を使わない肉弾戦でも圧倒的な強さを誇る。『MOVIE3』では雨宮兄弟と対決し、2対1でも圧倒していたが、鎖を使った戦法に逆転され雅貴の蹴りでトドメをさされた。敗戦したが、本作屈指の猛者である琥珀ですら肉弾戦やタイマン勝負では互角以上の力を見せつけた上に雨宮兄弟の2人を同時に相手取っても善戦するほどで琥珀達を単騎で何度も窮地に追い詰めた強敵であり、最後まで異名通りの実力と貫禄を見せた。
九龍グループ・劉会
『MOVIE2』から登場する直参組織。
上園龍臣を劉が暗殺したことで、九世龍心の側近から九つの龍の1人として昇格して空白の座を受け持つ形となって組織された。幹部・構成員達の一部も、上園会の残党が在籍している。
劉龍人（リュウ たつひと）
(ドラマ → MOVIE中盤/MIGHTY WARRIORS MOVIE終盤 → FINAL MISSION/九龍グループ　『Warriors Anthem』 → MIGHTY WARRIORS)
八木（やぎ）（『RED RAIN』から）
演 - 渡邉紘平
上園会構成員(『RED RAIN』)、劉会幹部(『MOVIE2』)。
『RED RAIN』では、上園の第二の側近として行動しており実働部隊の指揮官をも務めていた。雨宮兄弟による上園会本拠地襲撃による数少ない生き残りである。
『MOVIE2』では、上園暗殺により上園会壊滅後に新設された劉会の幹部となる。
九龍グループ・善信会
『MOVIE2』から登場する直参組織。
九龍グループの九つの龍の中でNO.3に当たり、九龍グループ二大派閥の1つ。根っからの武闘派勢力で皆血の気が多く、構成員数100名を超える九龍グループの中で最大勢力を誇る組織。古参勢力ではない。
善信吉龍（ぜんしん よしたつ）（『MOVIE2』から）
演 - 岸谷五朗
善信会会長。"九つの龍"の一角。
好戦的でイケイケな性格で、九龍グループでも九つの龍最凶の暴君と恐れられている。出立は龍心のフィクサー風や黒崎の仁侠道風から見ると、マフィアのそれに近い。格闘能力や身体能力もピカ一で、コブラに喰らわされた蹴りを痛たがるフリをしつつも笑いながらコブラに目をつけ、コブラに立てなくなるほどの蹴りを返している。そのオーラは覇気と呼べるほど圧巻でコブラが冷や汗が止まらなくなるほどである。コブラたちSWORDに対して「九龍グループとSWORDの喧嘩の違いは、揉め事や騒動を起こしても九龍グループは全てを隠蔽できることだ」と「これから九龍グループは全勢力をもってSWORDを潰す」と脅しをかける。
『MOVIE3』では、黒崎と共に政治家に接触しているものの自分達極道を暴力団対策法を盾にいいように扱う政府に対して憎悪にも似た感情を抱いている。作戦離脱の際は「九龍グループの火をここで潰すわけにはいかない」と組織の安全と今後を考える本心を告げる。
吉田景虎（よしだ かげとら）（『MOVIE2』から）
演 - 武田幸三
善信会若頭。
会長・善信に負けず劣らずな好戦的な性格。
宇高真一（うだか しんいち）（『MOVIE2』から）
演 - 黒石高大
善信会若頭補佐。
九龍グループ・克也会
『MOVIE2』から登場する直参組織。
リトルアジア地区を本拠地とする。他の組織と比較すると構成員数は十数名とかなり少ないが、九龍グループでは少数精鋭の武闘派組織として名を轟かしており、構成員達もリトルアジア地区出身者が多く、その中でも特に選りすぐりの猛者達で構成されている。
克也龍一郎（かつなり りゅういちろう）（『MOVIE2』から）
演 - 加藤雅也
克也会会長。"九つの龍"の一角。黒崎側の人間。
黒崎のことを兄貴として慕っており、九つの龍の中では唯一、黒崎の部下としても行動している。リトルアジア地区出身で、アジア人の血が混じっている。
大庭國光（おおば くにみつ）（『MOVIE2』から）
演 - 夕輝壽太
克也会若頭。
会長・克也に恐れ慄いているも、組織でNO.2の立ち位置にいる為実力もかなり高い。リトルアジア地区出身で、ブラジル人の血が混じっている。
九龍グループ・植野会
『MOVIE2』から登場する直参組織。
九龍グループの金庫番を務める組織で、劇中では土地売買事業や裏方専門部隊として動く。
植野龍平（うえの りゅうへい）（『MOVIE2』から）
演 - 笹野高史
植野会会長。"九つの龍"の一角。善信側の人間。
極道らしくない飄々とした言葉遣いが特徴。九龍グループを資金面で支える金庫番で、金が関わる案件に関しては人一倍厳しく、極道・任侠の筋より利益の損得・自分達にメリットがあるかないかを優先する性格。フロント企業「植野コーポレーション」の社長という表の顔を使い、九龍グループの資金面を援助する。
九龍グループ・源会
『MOVIE2』から登場する直参組織。
多くのヒットマンやスナイパーを抱えており、主に九龍グループにおける邪魔者を消す暗殺部隊として活動している。
源龍海（みなもと りゅうかい）（『MOVIE2』から）
演 - 髙嶋政宏
源会会長。"九つの龍"の一角。黒崎側の人間。
九龍グループ暗殺部隊隊長も兼任している。与えられた任務を遂行しきれなかった部下に対し失敗を責めることなく優しい態度を見せたかと思うと態度を激変させ踏みにじる、少しのことで激昂する危うさがある。それ以外にも常に表情や口調を変化させる場面が多く、精神異常・情緒不安定の気がある。
大城戸健（おおきど けん）（『MOVIE2』から）
演 - 尚玄
源会若頭。
暴走しがちな会長・源を支える暗殺作戦の現場指揮官。類稀なる肉体の持ち主で、無口で物静かな性格ながら格闘スキルはかなりのもの。
九龍グループ・藤森会
『MOVIE2』から登場する直参組織。
主に九龍グループ絡みの刑事事件が起きた際に、証拠を一切残さず後始末を行う証拠隠滅専門の掃除屋・「スイーパー部隊」として活動している。
藤森龍生（ふじもり たつお）（『MOVIE2』から）
演 - 木下ほうか
藤森会会長。"九つの龍"の一角。善信側の人間。
九龍グループのスイーパー部隊隊長も兼任している。機械の様に淡々とした極道とは思えない穏やかで淡々とした口調で話しをし、その表情からは何を考えてるのか見当もつかない常人とはかけ離れた狂気を醸し出している。『MOVIE3』ではジェシーと共に九龍に潜り込んだモグラを探す任務に就いていた。
| 九世龍心   | MOVIE2           | MOVIE3           |          |        |        |  |
| 九世梨花子 | RED RAIN         | MOVIE3           |          |        |        |  |
| 家村龍美   | ドラマ共通       | MOVIE            | RED RAIN | MOVIE2 | MOVIE3 |  |
| 石井       | ドラマ共通       | MOVIE            |          |        |        |  |
| 川田       | ドラマ共通       | MOVIE            |          |        |        |  |
| 二階堂     | ドラマ共通       | MOVIE            | MOVIE3   |        |        |  |
| キリンジ   | ドラマ共通       | MOVIE            | MOVIE3   |        |        |  |
| 江藤       | ドラマ共通       | MOVIE            | MOVIE3   |        |        |  |
| 福田       | ドラマ共通       | MOVIE            | MOVIE3   |        |        |  |
| 八木       | RED RAIN         | MOVIE2(台詞なし) |          |        |        |  |
| 黒崎君龍   | RED RAIN         | MOVIE2           | MOVIE3   |        |        |  |
| 九鬼源治   | MOVIE2           | MOVIE3           |          |        |        |  |
| 善信吉龍   | MOVIE2           | MOVIE3           |          |        |        |  |
| 吉田景虎   | MOVIE2           | MOVIE3           |          |        |        |  |
| 宇高真一   | MOVIE2           | MOVIE3           |          |        |        |  |
| 克也龍一郎 | MOVIE2           | MOVIE3           |          |        |        |  |
| 大庭國光   | MOVIE2(台詞なし) | MOVIE3           |          |        |        |  |
| 植野龍平   | MOVIE2(台詞なし) | MOVIE3           |          |        |        |  |
| 源龍海     | MOVIE2           | MOVIE3           |          |        |        |  |
| 大城戸健   | MOVIE2           | MOVIE3           |          |        |        |  |
| 藤森龍生   | MOVIE2(台詞なし) | MOVIE3           |          |        |        |  |

### MIGHTY WARRIORS
音楽とファッションの力で自分たちの理想郷を作ることを目的とする傭兵集団で、本作『HiGH&LOW』シリーズの象徴とも言えるチームで、本作でも絶大な人気を誇る。SWORD地区の隣町に位置する湾岸地区を本拠地に表舞台には立たず水面下で活動している。ルールに縛られることを極端に嫌い、目的のためならば手段は選ばない凶暴な集団ではあるが、その反面厳しい環境を生き抜いてきた者同士が多いため、チーム内の仲間意識は格段に強い。MIGHTY WARRIORSに仲間として加入が認められた者は基本"去る者は追わず、来る者は拒まず"というスタイルで、あくまでチームから脱退という訳ではなく個人の考えで離れるなら自分達は快く見送り、復帰を望むなら快く出迎えるという意味である。金を原動力としている為金銭が絡む案件には積極的に暗躍するが、逆に金にならない案件にはメリット・デメリット関係なく手を引くこともある。通称"マイティ"。規模は僅か十数名規模という少数精鋭勢力だがICEを筆頭とする傭兵やジェシーらストリートで名を轟かせた多数の猛者が集っている為個々の実力は高く、SWORDにおいても全員を相手にしても遊びに付き合うように手玉に取っており、コンテナ街・黒白道駅の抗争でも随所で格の違いを見せつけている。SWORDでは各チームのリーダーまたは主力メンバーたちでもない限り相対は困難で、チーム全体で挑んでも1人を相手にするだけで精一杯であり、対等な勝負を行えたのは雨宮広斗のみ。金銭に関わる案件には積極的に関わる為"窃盗団"とも誤解されたがあくまで対象は悪党のみで、一般人や戦えない者を襲撃することは無く、金の強奪も悪党のみを対象としており、SWORDと敵対しているが考え方は悪ではなく、あくまで金の為だけと割り切っている。戦い方もそれぞれの信念やチームとしてのやり方に拘る"勝つか負けるか"のバトルスタイルのSWORDに対して一対多数や不利な状況では凶器による戦闘も辞さない良い意味で戦いの本質を理解し悪い意味で凶暴かつ殺しも辞さない"生きるか死ぬか"のバトルスタイルな為、琥珀・九十九や雨宮兄弟、九龍グループに並ぶ戦闘のプロフェッショナル・スペシャリストである。弱点は皆無と言っても過言ではないが、あえて挙げるなら戦いに夢中になり過ぎると周囲に気を配るのを怠ることであり、コンテナ街の戦いもこれが原因で自動的に敗北となってしまった。十数年前の回想で現在とほぼ容姿が変わっていないことから、SWORDの面々より歳上であることが分かる。
『MOVIE』では、大金を得る為買収される形で張城の支配下に入り、琥珀が指揮する"湾岸連合軍"の筆頭戦力として活動。SWORD襲撃では二手に分かれ、クラブheavenと鬼邪高校を襲撃する。コンテナ街の戦いではSWORDを相手は筆頭戦力として奮戦。コンテナ街の戦い敗北後は大金を手に入れられなくなったことから行方を晦ます。
『MOVIE2』では、FUNK JUNGLEでの音楽活動に専念しており傭兵業は休業せざるを得ない状況であり、ICEの弟・ディディーが湾岸地区へ帰還しディクシーと共にMIGHTY WARRIORSに加わる。劇中で創設メンバーのジェシーが復帰し、更にジェシーからのスカウトでフォーがメンバー入りを果たす。黒白堂の戦いでは、ジェシーとフォーのピンチに伴い乱入し、SWORDとDOUBTを同時に攻撃して戦いを撹乱させながらSWORD側の優勢を阻止したが、戦いの最中に劉から善信会乱入の報告を受け撤収する。
『MOVIE3』では、無事に黒白堂から逃げ延びておりそこから"バルジ"なる存在を知る。そしてバルジに興味を持ったICEの呼び掛けで再び活動を再開、MIGHTY WARRIORSは湾岸地区を去ることになる。
スピンオフでは、各メンバーの過去と出会いとMIGHTY WARRIORS結成までが描かれている。ICE・パール・9は十数年前の多国籍軍に傭兵として従軍しており、軍の駐屯地で同じ部隊に所属して交流を深めたという。従ってこの3人は近接格闘術だけではなく、銃火器の扱いも明るい。ほとんどのメンバーがICEの顔見知りとして知り合った。
楽曲『Warriors Anthem』では、セイラ・9・ディクシーが不在となっており、新たにARKとGLOCKの2名の存在や劉のメンバー復帰が明らかになっている。
テーマソング① - PKCZ feat. AFROJACK,CRAZYBOY,ANARCHY,SWAY,MIGHTY CROWN(MASTA-SIMON & SAMI-T)『MIGHTY WARRIORS』
テーマソング② - MIGHTY WARRIORS『DREAM BOYZ』
テーマソング③ - MIGHTY WARRIORS『Warriors Anthem』
ICE（アイス）★
演 - ELLY（三代目J SOUL BROTHERS from EXILE TRIBE）
MIGHTY WARRIORSリーダー、創設メンバー。
多国籍軍従軍経験のある元傭兵で、アメリカ系のメンバー。同業者だった親友を失った過去がある。リトルアジア地区にあるアメリカ海軍のベースキャンプという極めて治安の悪い貧困街の出身。幼少期に、捨てられた一枚のアナログのドーナツ盤と出会い救われたことで、音楽とファッションの力を信じており、過去の自分と同じような夢も希望も持てない境遇の人たちに夢と希望をもたらすことを糧に金を稼ぐようになった。性格は冷静沈着かつ大胆不敵で言動も穏やか、さらに頭脳派の如く取引打合せの案件には自ら出向き有意義に交渉を進めるなど人心掌握術にも長けている。本性は生粋のストリートファイターで、強者とのタイマン勝負に生きがいを感じる熱い心の持ち主で、いざ戦いになると笑みが溢れるほどであり、良い意味で傭兵らしくない武人の側面と迎え入れたばかりのセイラを気にかけたりMIGHTY WARRIORSを抜けた劉もいつでも歓迎する気でいるなど、分け隔てない人間性も持ち合わせている。戦闘力は雨宮広斗とほぼ互角。また、広斗とのタイマン勝負時では決着をつけることができず、挙げ句の果てにタイマンに夢中になるあまり自分達の大敗を知らされる形となり初めて言葉に出せない怒りを露わにした。"Change or Die(生まれ変わるか、それとも死ぬか)"という言葉を生きるモットーとしており、過去の荒れ果てた自分に戻ることを恐れている。単独活動時は賭けボクシングを行う。
『MOVIE』では、SWORD襲撃やRUDE BOYS迎撃さらには広斗とタイマン勝負など理想郷実現の王手に差し掛かったところで進んで前線部隊かつ筆頭戦力として行動するも、先述の性格が災いして自らの知らないところで戦いに敗北していたことを知り激昂する。広斗とは決着がつかなかったものの自身の最高のライバルと認めて去っていった。
『MOVIE2』では、傭兵業を休業しており代わりにFUNK JUNGLEでのパフォーマンス業に専念している。黒白堂の戦いではジェシーのピンチに突如乱入するも、劉からの緊急連絡で潮時と判断してそのまま撤収する。
『MOVIE3』では、ジェシーの行動に不信感を覚え初めて仲間を疑う言動を発し、そこで知った"バルジ"なる存在に興味を示すことになる。
SARAH（セイラ）★
演 - 大屋夏南
唯一の女性で、ブラジル系のメンバー。幼少期は悲惨な家庭で育ち、DOUBTに人身売買されかけていたところを強奪中のメンバーたちに偶然にも救われる。当初はMIGHTY WARRIORSの理念も"窃盗団"と見なし懐疑的であったが、ICEの語る思いに惹かれて仲間に加わった。華麗な足技を使って戦う。メンバーの中ではクールかつ大金を目の前にしても浮かれず、怒りが治らないICEを宥めるなど紅一点でありつつも全体の抑え役でもあり、根は穏健な性格である。戦闘力も男性陣に引けを取らず、アクロバティックな動きと足技を使ったスタイルを駆使する。単独活動時はバーで賭け酒を行うなどかなりの酒豪でもある。ICEを含めたメンバー達が大金や欲しいものが次々と手に入りはしゃぐ様子を見ても一切動じず「私は普通でいい」と述べており、自分は必要以上に裕福になる気持ちはない様子。
『MOVIE3』ではICEと共に、ジェシーの行動に警戒心を見せていた。
楽曲『Warriors Anthem』では、登場せずMIGHTY WARRIORSから去ったと思われる。
劉(リュウ）★
演 - 早乙女太一
MIGHTY WARRIORS創設メンバー。
極東系のメンバーで、その後九龍グループに移籍し総裁側近から"九つの龍"の1人として劉会の会長に就任した若きサラブレッド。MIGHTY WARRIORSでもあり九龍グループでもある人物。前者は参謀で後者は会長と、２つの派閥で重要な役割を兼任している。物静かな性格でよく読書をし、時折詩人のように抽象的な言い回しをするが、敵対する者には後述のように非常に慇懃無礼な物言いが多い。青龍刀を武器として所持しており、身体能力・格闘能力・耐久力もずば抜けている。単独活動時はギャンブル・カジノゲームを行う。チームにいる時はICEたちの意向を優先しているが、セイラと共に報酬を見て浮かれている様子は無く、有りのままを受け入れて従っている。彼らといる時だけリラックスした表情を見せており、仲間意識は本物である。
『MOVIE』では、DOUBTを率いてRUDE BOYSを迎撃し「無名街はよく燃えますね」・「街がゴミならそこに住む人間もゴミ」と煽っている。スモーキーとの対決では彼を凌駕する身体能力で背中を斬りつけて負傷させ、加勢に来た広斗の攻撃を喰らっても平然としながら反撃するなど生半可な実力者ではないことを見せつけたが、途中で潮時と見做して1人コンテナ街から立ち去る。コンテナ街の戦いにも参加しなかったが、終盤では九龍グループ本家構成員としてSWORD地区の現状を報告する。
『RED RAIN』では、九龍グループの総裁側近・暗殺者として行動しており上園龍臣を暗殺し空白の座となった九つの龍の座の末席として君臨することになる。
『MOVIE2』では、新たに"劉龍人(リュウ・たつひと)"と名乗り九つの龍の一角・劉会の会長として登場し、同業である源治と相対している。MIGHTY WARRIORSを離れてもICEたちとの交流は続いており、彼らが巻き込まれないように根回しを行いながら活動している。
『MOVIE3』では、九世龍心の実の息子で、その血筋と上園を暗殺したことで後釜に着いたことが判明。父・龍心逝去時は、今まで見たことのない哀しげな表情と涙を堪えるかの様子を見せていた。"FINAL MISSION"による九龍グループ崩壊後は一部構成員達をボディガードとして雇い別宅に住まい、父亡き後の九龍グループの跡目争いには関わりを持たず傍観する姿勢を取る。
楽曲『Warriors Anthem』では、別宅にMIGHTY WARRIORSの面々を集う。
PEARL（パール）★
演 - SWAY（DOBERMAN INFINITY/HONEST BOYZ/劇団EXILE）
テーマソング - SWAY & ANARCHY『BBFL』
MIGHTY WARRIORS創設メンバー。
多国籍軍従軍経験のある元傭兵で、ラッパーにしてムードメーカー。リトルアジア地区出身。愛称は「P(パールの頭文字をとって)」。幼馴染である9と共に作詞作曲をしており、FUNK JUNGLEのライブパフォーマンスではラッパーとしても活動している。よくアメリカンジョークを口にしたりと、普段は陽気な性格。喧嘩は鍛えられた肉体を活かしたパワフルな総合格闘技スタイルで獰猛に戦う。戦闘力はヤマト・ダンを相手に互角に渡り合う程。単独活動時は運び屋の仕事を行う。基本的に楽天家タイプの性格で傭兵として多国籍軍になった理由も、音響機材を買う為の金欲しさだったから。
BERNIE（バーニー）★
演 - 白濱亜嵐（EXILE/GENERATIONS/PKCZ）
MIGHTY WARRIORS創設メンバー。
DJとシステムエンジニア・ハッカーを担当するフィリピン系のメンバー。クラッキングやハッキングなどコンピュータ操作に長けている。趣味はInstagram。リトルアジア地区出身。愛称は「B(バーニーの頭文字をとって)」。戦闘力はコブラとほぼ互角。単独活動時はネットバンキングなどコンピュータ・ネットを使ったITビジネス関連を行う。
MIGHTY WARRIORS結成前は、コンピューター技術をモノにする為レコード店で働きながらその傍ら腕を磨いていた。金持ちではないのだが、女にモテた為女や金には困っていなかった様子。セイラほどではないがその経緯から金に対しての執着は少なく、チームでは経理ポジションも任されている。
9（ナイン）★
演 - ANARCHY
テーマソング - SWAY & ANARCHY『BBFL』
MIGHTY WARRIORS創設メンバー。
多国籍軍従軍経験のある元傭兵で、関西弁とラップ口調が特徴のメンバー。パールはリトルアジア地区の同じコロニーの出身。生粋のストリートファイターで、ICE同様に音楽を愛しラッパーとしてメンバーと共に音楽に興じており、リリック作りが得意。FUNK JUNGLEでのライブパフォーマンスではラッパーとして活動している。自動車やモーターボート等あらゆる運転に長けており、また喧嘩では並外れた格闘センスと身体能力を存分に発揮する。少ない相手には素手で挑むも大人数を相手や自分が圧倒的不利な状況では凶器による戦闘も辞さず、相手を完全に戦闘不能に追い込むまで戦い続けるなど攻め手に一切の容赦が無いチームの中で一番凶暴な戦闘スタイル。単独活動時はヒップホップやクラブミュージックの作詞作曲を行う。
楽曲『Warriors Anthem』では、登場せずMIGHTY WARRIORSから去ったと思われる。
JESSE（ジェシー）（『MOVIE2』から）
演 - EXILE NAOTO
MIGHTY WARRIORS創設メンバー。
口調は軽快で常に余裕ある態度で接する。金髪とタトゥーが特徴で、左胸に"Eat to live,and not live to eat"(生きるために食べろ。食べるために生きるな。)という言葉のタトゥーを入れている。ファッションに関しては精通した知識を持っており、MIGHTY WARRIORSのファッションを担当している。ICEにファッションを教えた親友。パールやバーニーとも愛称で呼び合う仲で、ICEの弟ディディーや九龍グループに移った劉とも面識がある。身寄りが無く、リトルアジア地区の治外法権の街で出身であるため、苦楽を共にした仲間以外は何一つ信用していない。そのため、劉がチームを抜けたことを仲間から聞いた際も露骨に嫌悪感を見せていた。『MOVIE2』時点ではプリズンギャングを結成しており、自身が仲間入りに推薦したフォーともこの時に出会っている。かなりの筋肉質な体躯とずば抜けた格闘スキルを誇り、自分以上の巨漢も難なく倒す実力者で、サン・キングス刑務所のプリズンファイトでも負け無しの強さを見せつけていた。刑務所に入った経緯は描かれていないが、ICE達によれば信用していた人物に嵌められたとのことで、最初は羅千刑務所に送られる。その者はICE達に制裁されて金も取り戻し、後にジェシー本人も再会して復讐を果たし、サン・キングス刑務所に移された。この件に加えて実力とカリスマ性から蘭丸ですら「イカれてる」と評している。背が低いことを気にしており、指摘されるとかなり不機嫌になる。敵対者には親しかった者であっても一切情けはかけず、相手を煽るのも得意で仲間たちと同様にSWORDのメンバーのことも意に介していないが、戦いではDOUBTのような卑劣な戦法や凶器を使う攻撃は行わず正面から敵を殲滅するか迎え討つスタイルであり、戦闘もあくまで自分の五体のみの正攻法で挑む。
出所してからは手始めにROCKYを襲撃し、手傷を負うもROCKYを一時戦闘不能に追い込み彼の折れたステッキを手土産に蘭丸と再会し、SWORDの侵攻に協力することを宣言。次にICEたちと再会し、フォーを紹介している。黒白堂駅の戦いでは筆頭戦力として活動し、後から来たコブラと対決する。アザをつけられる攻撃を受けたり、コブラから仲間との結束を「寄せ集め」と全否定されても動じずに優位に立ったまま戦うが、善信会が来る報告を聞くとDOUBTを見捨てて勝ち逃げする形で撤退する。
『MOVIE3』では、自身の釈放や黒白堂の戦いの案件の全てが"バルジ"なる存在に仕組まれたことで自身やICE達は掌で踊らされていたことを明かした。さらに、その人物の指示で九龍グループ内に潜り込んでいたスパイを探していたことと、雨宮兄弟の狙撃に加わっていたことも明らかになった(狙撃に関してはスパイ探しの最中で藤森と同行していただけ)。
PHO（フォー）（『MOVIE2』から）
演 - 関口メンディー (EXILE/GENERATIONS/HONEST BOYZ)
ナイジェリア系のメンバー。かなりの巨漢で、見た目に違わぬパワーを誇る。リトルアジア地区出身。かつて明るい性格で子供達と一緒に貧しいながらも幸せに暮らしていたが、誘拐現場を目撃し犯人達を惨殺したことで羅千刑務所に収監される。その影響で寡黙かつ無表情・威圧的な言動で喋る様になってしまった(笑い方に違和感があるのもその影響)。それでも子ども好きには変わりなく、子供が好きかどうかで敵味方を区別しており、ジェシーも彼の前で子どもが嫌いだと言わないよう仲間に念を押している。MIGHTY WARRIORSの中で唯一、スカウトでチームに加入した。
DIDIY（ディディー）（『MOVIE2』から）
演 - LIKIYA （THE RAMPAGE/MA55IVE THE RAMPAGE）
ICEの実弟。リトルアジア地区出身。
ジェシーの影響でファッションを学ぶ為に湾岸地区を離れていた。その後知り合ってディクシーと共にMIGHTY WARRIORSに加入する。鬼邪高校の関虎太郎と達磨一家の加藤鷲を同時に相対するなど、兄と並んで戦闘能力は高い。
DIXIE（ディクシー）（『MOVIE2』から）
演 - 祐真キキ
ディディーの彼女で片時も離れず隣に寄り添っている美女。ファッションを学んでいたディディーと出会い、MIGHTY WARRIORSに加入する。思ったことは誰であってもハッキリ口にする性格。
スピンオフでは、視聴者と同じ視点でメンバー達の過去やMIGHTY WARRIORSが創設された経緯を知ることとなる。
楽曲『Warriors Anthem』では、登場せずMIGHTY WARRIORSから去ったと思われる。
ARK（アーク）（『Warriors Anthem』から）
演 - EXILE SHOKICHI
GLOCK（グロック）（『Warriors Anthem』から）
演 - AK-69
| ICE    | ドラマ共通 | MOVIE            | MOVIE2          | MOVIE3 | Warriors Anthem |                 |  |
| SARAH  | ドラマ共通 | MOVIE            | MOVIE2          | MOVIE3 |                 |                 |  |
| 劉     | ドラマ共通 | MOVIE            | RED RAIN        | MOVIE2 | MOVIE3          | Warriors Anthem |  |
| PEARL  | ドラマ共通 | MOVIE            | MOVIE2          | MOVIE3 | Warriors Anthem |                 |  |
| BERNIE | ドラマ共通 | MOVIE            | MOVIE2          | MOVIE3 | Warriors Anthem |                 |  |
| 9      | ドラマ共通 | MOVIE            | MOVIE2          | MOVIE3 |                 |                 |  |
| JESSE  | MOVIE2     | MOVIE3           | Warriors Anthem |        |                 |                 |  |
| PHO    | MOVIE2     | MOVIE3           | Warriors Anthem |        |                 |                 |  |
| DIDIY  | MOVIE2     | MOVIE3(台詞なし) | Warriors Anthem |        |                 |                 |  |
| DIXIE  | MOVIE2     | MOVIE3(台詞なし) |                 |        |                 |                 |  |

### DOUBT
湾岸地区で活動する女を強引にスカウトしようとする極悪スカウト集団。主に人身売買を生業としているが、九龍グループの後ろ盾があるのをいいことにドラッグを売ったり飲ませようとする、金を騙し取るなどのあくどい仕事にも手を出している。羅千地区出身の蘭丸・高野・平井を中心に結成されており、かつては圧倒的勢力により羅千地区・湾岸地区・阿来地区(現在のWhite Rascalsの本拠地となる地区)を支配していた。女を守ることを心情とするWhite Rascalsとは対極・敵対関係にある。
『MOVIE』では、MIGHTY WARRIORSと共に大金を得る為買収される形で張城の支配下に入り、琥珀が指揮する"湾岸連合軍"の戦力として活動。SWORD襲撃では山王街を襲撃する。コンテナ街の戦い敗北後逃亡。
『MOVIE2』では、創設者の蘭丸が羅千刑務所から出所、更には腕試しと称したメンバーの首切りが行なわれる。White Rascalsからの宣戦布告を受け入れ、プリズンギャング・ジェシー一派を引き連れて黒白堂駅跡地で戦闘。その後SWORDやMIGHTY WARRIORSらが乱入し双方から攻撃を受け、蘭丸もROCKYに敗北する。直後九龍グループ・善信会が乱入したことでSWORDの3倍以上の人数にも関わらず全員が逃げ出した。
『MOVIE3』以降は登場しない為同行の一切は不明だが、『WORST』のチハルの台詞から完全に消滅したこととが明らかとなっており、DOUBTの残党が後に登場するチーム・牙斗螺に編入されたものとなっている。
テーマソング - EXILE THE SECOND『ASOBO!! feat.Far East Movement』
林蘭丸（はやし らんまる）（『MOVIE2』のみ）
演 - 中村蒼
DOUBTリーダー、創設者。
金と力以外何も信用せず、暴力により人を傷つけることを快感とし、暴力により人を束ねる狂気のカリスマ。羅千地区出身。幼少期は水商売で生計を立てていた母親にDVを受ける悲惨な家庭環境で育っており、またそこで家族全員が一家心中している過去がある。金や女、そして自らの力に固執するあまり自らの母親と何ら変わらない人格になってしまった。その凶暴さは日向以上に恐れられており、White Rascalsの面々がSWORD協定を拒否したのも蘭丸出所の情報を掴んでおり、万が一他のチームや一般人が危害が加えられることを恐れた処置であったとも言える。ROCKYからは「人間誰しもが躊躇する境界線を何の蟠りもかく躊躇なく超える危険な男」と称されていた。日常生活も壊滅的で料理は一切できず、簡単に素早く食べられるインスタント食品を好む。喧嘩の腕は2,3人相手に対等に渡り合うも、その手段では凶器を用いたり同じチームのメンバーを捨て駒に使うなど戦い方は凶悪極まりない。組織の頭としては"チームに弱い奴はいらない"・"全ては力と金だ"と称し兵隊の数は多いに越したことはないと言う一方弱い人間を食わせる程器は大きくなく、チーム内のメンバー切りとプリズンギャングのパフォーマンスとしてDOUBT内の大規模な首切りを行う。
黒白堂の戦いでもROCKYを手段を選ばない戦い方で追いつめていくが、コブラたちが現れたことで形勢逆転される。さらにこれまでにない長期戦の焦りと自身のチームが周りから攻撃を受けている戦況、ROCKYの気迫に精神的にも追い詰められていき、最後は拳の打ち合いで敗北。敗北後に潰そうと目論んでいた九龍グループに取り入ってもらおうとするも聞き入れられることなく、善信に叩きのめされた。
高野真人（たかの まさと）★
演 - 秋山真太郎（劇団EXILE）
DOUBT幹部。
刑務所に収監されていた蘭丸に代わってチームを指揮していた。スキンヘッドの男。羅千地区出身。
『MOVIE2』では、金髪の姿で登場。黒白堂の戦いではKIZZYと戦う。善信会の乱入では蘭丸を見捨てて真っ先に逃亡する。
平井（ひらい）（ドラマ・シーズン2）
演 - 武田航平
DOUBT幹部。
隙あらば女を誘拐して、売り飛ばすことを狙っている。羅千地区出身。飄々としつつも老人から金を騙し取ったり、RUDE BOYSのスモーキーの妹・ララの誘拐など倫理的に問題がある行動を躊躇いなく行う。戦闘の際に黒の手袋をする。
黒白堂の戦いではKAITOと戦う。善信会の乱入ではこれまでの態度と打って変わり、恐怖心を露わに動揺を隠さないでいた。
KIZZY（キジー）
(ドラマ・シーズン2 → White Rascals)
KAITO（カイト）
(ドラマ・シーズン2 → White Rascals)
金平優斗（かねひら ゆうと）
(WORST → 牙斗螺)
金平秀斗（かねひら しゅうと）
(WORST → 牙斗螺)

### 山王街
ナオミ★
演 - 藤井萩花 （Flower/ShuuKaRen）
洋食屋「ITOKAN」を店長として切り盛りする、ヤマトの幼馴染。龍也の妹。男勝りな性格で、料理の腕前も高い姉御肌気質の持ち主である。店は山王連合会や苺美瑠狂の溜まり場となっており、集会などはこの店で行われる。
『ドラマ・シーズン1』では、やられたらやり返すというコブラやヤマト達の考えに異論を示し、"やられたらやり返すのは、負の連鎖が続く"という言葉が山王連合会の理念に影響する。
『ドラマ・シーズン2』過去編では、兄・龍也をサポートする形でITOKANの店員として働く。現代編では、店長として店を軌道に乗せるべくメニューの変更や増加で悩む経営者らしい一面も見せている。
『MOVIE2』では、本心はコブラやヤマト達と同じく"徹底抗戦派"の考えだったが、ダンやテッツらの立ち位置もよく分かると言う考えで、どちらにつけばいいのかわからず困り果てている状態であり、ヤマトにも「もうどうしたらいいのかわからない」と打ち明けるほど葛藤していた。コブラとダンの対立がエスカレートしていく中でも自身はただ黙っているだけで誰かに口出しすることもできないまま終わってしまう。ヤマトだけには「九龍グループは絶対に許せない」「ITOKANは死んでも手放さない」「テッツの家業も何とかしたい」と自分なりに彼らを気遣う発言をしていたが、このどっち付かずの曖昧な態度も仲間割れを助長する一因になってしまい、分裂時も離れていくダンたちを止められないまま、相変わらず沈黙を守る始末だった。
『MOVIE3』では終盤まで登場しない。
朝比奈寿子（あさひな ひさこ）★
演 - YOU（若い頃：石井杏奈 (E-girls)）、花菱りず（宝塚歌劇団キャスト）
ヤマトの母親。若い頃は苺美瑠狂の二代目総長だった伝説のレディースで現在の苺美瑠狂のメンバーから慕われている。息子を始めとする山王連合会や苺美瑠狂など山王街の若者達に発破を掛けることで姉御肌としても名が知られている。パチンコばかりして食事もろくに作らないが、得意料理のおにぎりは特別でノボルが涙を流して食し大人になった今でも好んで食べるほど評判がいい。
カジノ法案が白紙になった時は残念そうにしており、肯定的な考えだった。
小竹（おだけ）のママ★
演 - 小泉今日子、水音志保（宝塚歌劇団キャスト）
コブラ達の行きつけのバー「小竹」のママ。寿子とは親友の間柄。コブラ達を含め山王街の若者の良き相談相手でもある。
尾沢新太郎（おざわ しんたろう）★
演 - 天野浩成
"縦笛尾沢"とあだ名されるコブラ達の先輩。周囲から全く先輩扱いされない。デュオ「縦笛兄弟」のメンバー。調子のいいところがある他、話を盛っていることが多い。たて笛の所以については本人は「過去にたて笛のコンクールで賞を総なめにしていたためだが、現在は引退している」と吹聴していたが、実際は小学生時代に当時のクラスの女子全員のリコーダーを総舐めしていたからであり、渾名を最初に付けたのは龍也。周りから先輩扱いされないことやタメ口扱いされるのを悩んでいるもの中々改善されない。実家は不動産屋かつ金持ちで本人は仕事をしていない。過去編では、小学生にカツアゲされて大怪我で入院している。
テッツの父親（『MOVIE3』のみ）
演 - 渡辺裕之
テッツの父親で、銭湯「山乃湯」店主。
"開発賛成派"であり、先が見えない家業より未来が見えている再開発・カジノ建設に期待している。その反面下町人情ある男で、息子やその仲間達に「仲間や絆の代わりはない」と発破をかけて、ダン達がチームに復帰するきっかけを作り出す。
伊集院殻人（いじゅういん かくと）（ドラマのみ）
演 - 加藤歩 (ザブングル) 、明希翔せい（宝塚歌劇団キャスト）
床屋ピューマを切り盛りする伊集院家の長男。
伊集院仁花（いじゅういん にか）★
演 - 坂東希（Flower/E-girls）、山吹ひばり（宝塚歌劇団キャスト）
伊集院家の長女。エラの張っている兄二人とは似ても似つかない細面の美女で「山王の七不思議」の一つとして数えられている。よく実家の店を手伝っているが、後に社会勉強としてITOKANでバイトをするようになり、姉御肌のナオミと共にITOKANの看板娘となる。可憐な美女だが、たまに普段と打って変わるかの如くの毒舌口調になる。
苺美瑠狂（いちごみるく）   
山王街を拠点とするレディースチーム。ピンク色の特攻服に身を包み改造バイクを乗り回すなどツッパってはいるが、根は普通の女の子たちで集会ではよく恋愛談義に花を咲かせている。
『LIVE』では、芝・押上・ノノリキと共に1日限定としてナオミら4人で乱入してくる。
『DTC』では、活動に陰りが見えていたが、新たにバーを開くというメンバー達の目標の為に新たな活動目的を持って動くことになる。
テーマソング - E-girls『STRAWBERRY サディスティック』
純子（じゅんこ）★
演 - 小島藤子、天彩峰里（宝塚歌劇団キャスト）
苺美瑠狂総長
イケメン好きで惚れっぽく、中でもコブラに思いを寄せているが、気が強くツッパってしまうため恋愛は苦手で、押しにも弱い。雨宮雅貴からもクラブで声をかけられ赤面したことがある。イシカワの様にかつては敵チームだった女子やノノリキの様に純子に憧れる女子がいるなど女性陣からは慕われている様子。苺美瑠狂の初代総長の娘。
『MOVIE』以降に彼氏が出来たとのことで以降集会に顔を出さなくなる。
明日香（あすか）★
演 - 工藤綾乃、花宮沙羅（宝塚歌劇団キャスト）
苺美瑠狂副総長
純子を慕っているがちゃっかり者で、純子に内緒で芝や押上と合コンに参加したことがある。しかしこの合コンがレッド・ラム騒動の鍵となる。苺美瑠狂の初期メンバーの娘。
『MOVIE』以降に彼氏が出来たとのことで以降集会に顔を出さなくなる。
芝（しば）/芝楓（しば かえで）★
演 - 楓（Happiness/E-girls）、愛未サラ（宝塚歌劇団キャスト）
身長が高い女性コンビ「ツインタワー」の一人で、別名「東京タワー」。普段は押上と共に壇商店で働いている。希望ヶ丘団地から山王地区に越してきた。鬼邪高校全日制の芝マンは実弟。押上とは仲が良く、恋も応援していたが、彼女と村山の姿を見て弟に男を紹介するように詰め寄るなど、自身も恋に憧れている。押上と共にYouTube投稿も行っており、登録者10万人以上・再生回数約100万回を超える実力者である。
押上（おしあげ）★
演 - 佐藤晴美（Flower/E-girls）、夢風咲也花（宝塚歌劇団キャスト）
芝同様にツインタワーの一人で、別名「スカイツリー」。鬼邪高の村山に思いを寄せており、最初は告白をタイマンと考えて果たし状を渡してしまい村山からも呆れられたが、その後彼を叱咤激励したことから距離は縮まった様子。芝と共にYouTube投稿を行っており、YouTuberを目指すテッツに辛口アドバイスをするが、あまりの出来の悪さに投げ出してしまった。
ノノリキ（ドラマ・シーズン2から）
演 - 山口乃々華（E-girls）
普段は鬼邪高校定時制に通う数少ない女子生徒。鬼邪高校の内情などの情報源。
イシカワ（ドラマ・シーズン2から）
演 - 城戸愛莉 
ノノリキと同時期にチーム入りしたメンバー。元々違うレディースチームの総長だったが、苺美瑠狂に敗北したのと純子に惚れたことをきっかけにチームを解散させチーム入りした。
苺美瑠狂 初代総長
演 - Dream Ami
苺美瑠狂 二代目総長
演 - 石井杏奈(E-girls)
後に伝説のレディースと呼ばれるほどチームを発展させていく。

### 政治家関係者
篠原芳雄（しのはら よしお）※故人（『RED RAIN』から）
演 - 長谷川初範
SWORD地区都市再開発計画賛成派として携わる政治家。
『RED RAIN』では、カジノ建設計画とSWORD地区都市再開発計画を推進する政治家として登場し、法案可決に邪魔となる政治家や官僚更には大企業関係者の裏処理を上園会に依頼していた。
『MOVIE2』では、カジノ建設担当大臣として黒崎会と接触。琥珀達による機密情報告発により失脚する。
『MOVIE3』序盤で機密情報告発により九龍グループから用無しと見なされ自殺に見せかけて暗殺される(表向きは、告白の事態収束中の精神を病んでとされる)。
伊藤（いとう）（『RED RAIN』のみ）
演 - 近江谷太朗
篠原の私設秘書。篠原に代わり闇取引を一手に担う人物で、雨宮三兄弟にも運び屋の仕事を依頼していた。
飛田（ひだ）（『MOVIE3』のみ）
演 - 矢島健一
篠原の後任でカジノ建設担当大臣となった政治家。終盤で、公害隠蔽疑惑により逮捕される。

### 警察関係者
西郷（さいごう）（ドラマ・シーズン2から）
演 - 豊原功補
山王警察署捜査第一課の刑事で、階級は警部補。
家村会から賄賂を受け取り便宜を図る悪徳警官。SWORD地区の面々とは顔見知りであるものの、地域住民からの信頼は得られず、コブラからは「あてにするだけ無駄」・雅貴からは「てめえらの力なんか借りねえよ」・ヤマトからは「使えねえ」と酷評されるあたりから普段は業務中の仮眠と偽って車で昼寝をしたり、山王街の住民の目の前で「こんな街にしがみついて何の意味がある」と馬鹿にするなど警察官らしくない行動が目立つ(この際もヤマトから怒りを買ったが、平然と受け流した)。その行動の裏では九龍グループ側の人間として裏で通じており、龍也・九十九の事故やノボルの家村会への制裁の裏工作を行う形で便宜を図っている。
『MOVIE2』では、正式に警察官僚直属の部下として九龍グループに紹介される。
『MOVIE3』では、これまでの行動と打って変わり狙撃の的になった広斗の身代わりに撃たれる形で助け出し、琥珀達と共に逃亡する。そこで日本政府転覆・九龍グループ崩壊のアキレス腱となる公害隠蔽の情報を教えて、自分の代わりにこれに必要となるものを探しだすことを懇願する。正体が判明するまでは前述のような態度で振る舞い、家村会から賄賂を受け取る、雨宮兄弟を牽制するなどかなりの役者振りを見せていたが、狙撃されそうになった広斗を救った時は必死な表情を見せたり、公害の不正が暴かれた際も琥珀や雨宮兄弟に感謝するように笑みを浮かべるなど、本来の彼は不正を憎む警察官である。
波多野榮一（はたの えいいち）（『MOVIE2』から）
演 - 堀部圭亮
警察官僚。九龍グループ側の人間で、カジノ法案には賛成の立場で、カジノ建設担当大臣の篠原と九龍グループ・黒崎会会長の黒崎と裏では繋がっており、カジノ法案による利益を手中に収めようと企む。また、SWORD地区の治安の悪さに手を焼いており、九龍グループがSWORD地区を支配することで治安維持が出来ると考え、権力を用いて潰そうと企む。
『MOVIE3』終盤で、公害隠蔽疑惑により逮捕される。
菊地（きくち）（『MOVIE2』から）
演 - 池上幸平
山王警察署捜査第一課の刑事で、階級は巡査長。西郷のサポート役。銃撃により銃創を負った西郷の止血処置を行うなど応急処置の知識も明るい。

### 『クローズ』・『WORST』
鳳仙学園/HOUSEN HIGHSCHOOL   
戸亜留市と呼ばれる不良校・チームの群雄割拠地帯に古くから存在する名門不良高校。学校内の頂点に君臨する"番長"が存在し、学校としては珍しいグレーカラーの学ランと幹部以外は全員スキンヘッドというルールが定められており、"スキンヘッドの殺し屋軍団"とも畏怖されている。初代番長の寺門仏陀(『鳳仙花』)から遡り、美藤真喜雄(『クローズZERO』)・鳴海大我(『クローズZERO』)・美藤竜也(『クローズ』・『ZERO』)・美藤秀幸(『クローズ』)・金山丈（『クローズ』・『WORST』)・月本光政(『WORST』)・三國勇京(『WORST』)など猛者をOBとしており、特に現在の上田佐智雄率いる鳳仙学園は史上最強と恐れられている。日本全国で(恐らく現実やフィクションも含む)唯一全自動麻雀卓が置かれている学校である。『WORST』時点では、鈴蘭男子高校以外のほとんどの高校と不可侵協定と称した停戦協定を結んでおり、劇中では一部の生徒がそれを破って七森工業と戦争間近だったが佐智雄の単独謝罪により回避されている。鈴蘭とはよく最強のライバル勢力として比較されており、"鈴蘭がデカい活火山なら、鳳仙は火山の麓にできた火山湖"と称されている。過去に鈴蘭や他の勢力との大規模な抗争を経験したことのある為全日制でもその存在を恐れられている。一方で、鬼邪高校との抗争前は定時制が出てきたら自分達に勝ち目がないなど鬼邪高校に対しても畏怖の念も抱いていた。騒動終結後は、鬼邪高校全日制とはこれまでの不可侵協定の関係ではなく、友好関係として信頼関係を築く様になる。
『湯けむり純情篇』では名前だけ登場しており、SWORD地区外から来たチハルの口から"スキンヘッドの不良高校"・"自分達のような輩が行けば揉め事になるのは必至だ"などと警戒されていた。
『WORST X』では引き続き全日制の友好勢力として登場し、"三校連合"に強襲され瀕死の重傷を負ったシダケンのケジメをつける形で瀬ノ門工業高校と敵対する。
テーマソング - EXILE THE SECOND『Top Down』
上田佐智雄（うえだ さちお）
演 - 志尊淳
鳳仙学園3年・番長。
パワー・スピード・喧嘩スタイル・頭としての器・判断力や決断力の全てが鳳仙学園の歴史上最強と謳われている現任の頭。性格は冷静沈着かつ穏やかで度が過ぎるほど自他双方に厳しく、頭としての責任感も強いストイックさがある。求道者の一面もあり、自分が頭として本当にふさわしいのか常に自問自答を繰り返している。表立って他の高校やチームには抗争を仕掛ける場面はなく、下っ端勢のいざこざのケジメをつけるべく単身で相手方に乗り込み謝罪しに行くことから争い事は好まないが、仲間に危害を加えた者は全力で迎え討つ。有事の際は仲間たちの助言を大事にして話し合ってから物事を決めており幹部たちも2年以外とはタメ口で会話している。母と妹の3人暮らしで父に代わり家族を守りたいと考えている。楓士雄とは初めて会った時はお互いを"いい奴"と称したが、敵対時に相対した時その感情が敵意に変わる。だが、自分達の敵がお互いに共通であることを知ってからは「お前じゃないってわかっただけでもよかった」と言って再び友情を取り戻し、最終決戦では沢村の血が着いた制服を纏い参戦する。
若干シスコンの気もある様子で、妹・唯に彼氏ができたことを知った時ショックで失神しており、妹に関しては鳳仙学園の仲間と同様深刻に捉える癖がある。楓士雄からの愛称は"サッチー"。
『WORST X』では、母の療養の為海外へ渡航していたが、瀬ノ門工業高校との騒動を聞きつけ、急遽帰国し、敵の戦力縮小に貢献した。
小田島有剣（おだじま ゆうけん）
演 - 塩野瑛久（劇団EXILE）
鳳仙学園3年・鳳仙四天王"小沢仁志"の1人。
金髪と色の薄いサングラスが特徴。クールな策士タイプで佐智雄の相談役。志田とは幼馴染。性格は冷静かつ軽薄だが沢村が重症を負わされた時は流石に素の状態ではいられなかった模様。趣味は釣り。全日制との戦いでは轟と対決するが、後に趣味を通じて意気投合し、友人となった。
『WORST X』では、休学中の佐智雄に代わり、四天王のリーダー格として鳳仙学園を仕切っている。
沢村正次（さわむら しょうじ）
演 - 葵揚
鳳仙学園3年・鳳仙四天王"小沢仁志"の1人。
坊主頭の無骨な性格で、中学時代に佐智雄と喧嘩してから親友となり、その関係から佐智雄の指示で唯を見守っていたのだが、最初本人やマドカから逆にストーカーと勘違いされてしまうも、牙斗螺の面々が唯を襲ったのを撃退したことをきっかけに誤解が解けて親しくなった。『WORST』中盤で鬼邪高校VS鳳仙学園の火種として、鬼邪高校の生徒に化けた牙斗螺の集団により負傷し意識不明になる。意識回復後に唯が動画を撮られて脅されていることを知り、万が一にも佐智雄には知られぬよう極秘裏に対応する様仁川に依頼していた。抗争の最中に目が覚めてサバカンを通して佐智雄達に真相を伝えた。騒動終結後は正式に唯と交際することになる。
仁川英明（じんかわ えいめい）
演 - 小柳心
鳳仙学園3年・鳳仙四天王"小沢仁志"の1人。
強面の面・巨漢の図体とは裏腹に情に厚く、仲間たちの面倒見もいい。佐智雄とは鳳仙の頭をかけて闘い、敗北したが強い絆で結ばれてNo.2となった。沢村の意識回復後に唯を救う為の密命を受ける。好物はスイーツ系。怖い話が大の苦手。鳳仙学園や他の親しい者からの愛称は"英ちゃん(さん)"。楓士雄からの愛称は"ジンジン"。
シダケン/志田健三（しだ けんぞう）
演 - 荒井敦史
鳳仙学園3年・鳳仙四天王"小沢仁志"の1人。
鳳仙最強の武闘派で特攻隊長。小田島とは幼馴染。
『WORST X』では、一人暮らしかつ母子家庭・仕送りを受けながら生活をしていることが明かされており、金銭困窮しているところをかつての地元馴染みのサボテンから喉要請で鳳仙学園の"三校連合"加入を打診されると断り、その制裁として闇討ちを仕掛けられ、瀕死の重傷を負う。その後は不良同士の喧嘩騒動に巻き込まれた身元不明患者として病院に担ぎ込まれるが、同じ病院に入院した清史の手により正体が発覚し、鳳仙学園が今回の事件に介入するきっかけを作ることとなる。
サバカン
演 - 坂口涼太郎
鳳仙学園2年。幹部として2年を仕切る。
小学生の頃に近所のスーパーでサバ缶を万引きしたことからサバカンと呼ばれている。鳳仙では情報網として重宝されており、各校事情に詳しい。佐智雄と沢村の中学からの後輩。沢村の巻き添えで重傷を負うが、抗争の場に乱入して佐智雄に真相を伝えた。戸亜留市出身ではなく、SWORD地区近郊の街の出身。
徳山門司（とくやま もんじ）（『WORST X』のみ）
演 - 堀夏喜（FANTASTICS from EXILE TRIBE）
鳳仙学園2年。愛称"モンジ"。サバカンと共に2年を仕切る。元レスリングインターハイ選手。小田島を追い詰めるほどの実力者で次世代の鳳仙を担うホープと目されている。闘争心が強く、鈴蘭2年の伊東カムイ・瀬田完介には激しいライバル心を抱く。
『WORST』時点で既に在籍していたが、交通事故を起こして入院し休学中の為登場しなかった。
鈴蘭男子高校/SUZURAN HIGHSCHOOL   
戸亜留市と呼ばれる不良校・チームの群雄割拠地帯に古くから存在する名門不良高校。"カラスの学校"の異名で恐れられており、中学時代学校を支配していた者やそれに次ぐ実力者など、多くの猛者が集い派閥や一匹狼が常に存在しているため、かつて番長として全校をまとめ上げた存在はいなかったが、月島花が初めて番長として学校をまとめ上げることに成功する。春先には、新入生の間で最強の男を決定する"一年戦争"が開かれるのが慣例になっている。伝説的な不良が過去何人も在籍していたが、それ故に派閥や一匹狼が常に存在し、誰一人として校内勢力をまとめることが出来なかったが、OBの月島花(『WORST』)が創設以来初めて番長として校内をまとめ上げた。桂木源次郎(『クローズ』)、滝谷源治(『クローズZERO』)、芹沢多摩雄(『クローズZERO』)、リンダマン（林田恵）(『クローズ』)、鏑木旋風雄(『クローズEXPLODE』)、坊屋春道(『クローズ』)、ゼットン（花澤三郎）(『クローズ』・『WORST』)、花木九里虎(『WORST』)、月島花、宮本三文(『WORST』)などそれぞれの世代で最強の男には市外出身者が多く、「鈴蘭アウトサイダー伝説」と呼ばれるジンクスとして知られている。男を磨く聖地と呼ばれている一方、出身者の大半がまともな道を歩くことができず、卒業後は就職もまともにできない現実があり、ヤクザになって命を落とす者までいる。
『WORST』において、轟の口から告げられたことと、楓士雄・司・ジャム男の3人で鈴蘭にラオウを確認しに偵察に行ったのみ明かされたが、『WORST X』にて、遂にそのベールが明らかになる。本作時点では、ラオウは現時点の鈴蘭で最強の男とされているが番長とされている訳ではなく、鈴蘭は再び各派閥が存在する群雄割拠状態となっている。今回、鈴蘭が"鬼邪高・鳳仙連合軍"側の援軍として参戦し(正確にはラオウ一派の乱入という言い方が正しい)、全員が全くの無傷で戦闘を終えた。
テーマソング - BALLISTIK BOYZ from EXILE TRIBE『We never die』
ラオウ/岬麻理央（みさき マリオ）（『WORST X』のみ）
演 - 三上ヘンリー大智（EXFIGHT）
鈴蘭男子高校3年・ラオウ一派頭。
『WORST』では名前のみの登場だが、佐智雄が敗北した圧倒的猛者。現時点の鈴蘭で最強とされる男。厳つい外見だが義理堅く、その男気は佐智雄からも一目置かれている。自分からは喧嘩を売らないが、売られた喧嘩は負けたことが無いとのこと。生まれて間もなく養護施設の前に捨てられてそのまま暮らしている。子どもたちからも兄貴分として慕われており、周辺地域でも数々の伝説を残している。タイマンを申し出る為ラオウの下を訪れた楓士雄はタイマンではなく、"友達になりたい"と申し出、本人は困惑するものの実は本心は泣きそうになるくらい嬉しかったとマーシーにぼやいていた。"鬼邪高・鳳仙連合軍"の戦いでは、グループを率いて瀬ノ門工業高校に乗り込み、"楓士雄のダチ"として戦いに参戦する。
マーシー/真志井雄彦（ましい たけひこ） （『WORST X』のみ）
演 - 時任勇気
鈴蘭男子高校3年。黒髪ロングにサングラスがトレードマーク。
鈴蘭随一の切れ者にして、ラオウ一派不動のNo.2。
いつも冷静沈着で、周囲の状況を鋭く見抜く観察眼を持つ。
ラオウとは小学生の頃からの親友で、ラオウが心を開ける数少ない存在。学力も高く進学校を狙えたが、自らの直感を信じ、ラオウと鈴蘭に進むことを選択。  ふたりの周りに個性的な男たちが集まり、いつしか少数精鋭のラオウ一派が形成された。鳳仙の小田島有剣とは中学時代からの腐れ縁で、たまに情報交換をしている。
私生活では、戸亜留市の小さなアパートで母と妹の三人暮らし。外では余裕ある態度を崩さないが、家では毒舌な妹にタジタジの一面もある。
ビンゾー/宮内幸三（みやうち こうぞう） （『WORST X』のみ）
演 - 板垣瑞生
鈴蘭男子高校3年・ラオウ一派。
そのタフさは鈴蘭で随一で何度やられてもゾンビのように立ち上がるため、この異名がついた。鈴蘭入学初日、いきなりラオウに喧嘩を仕掛け敗北。以後、ラオウ一派の特攻隊長として、飛んでくる火の粉を払う役目を果たす。鈴蘭でも実力は高く「喧嘩の強さだけならラオウの次」と言われており、マーシーと共に瀬ノ門の須嵜のことを「あんなのウチにゴロゴロいる」と評している。エキセントリックな性格で、プロテインを愛飲している。
山口孫六（やまぐち まごろく）（『WORST X』のみ）
演 - 八木勇征（FANTASTICS from EXILE TRIBE）
鈴蘭男子高校3年・ラオウ一派。
高い身体能力を持つケンカ巧者で、いつもガムを噛んでいる。孤独を愛する一匹狼タイプで、中学時代にはラオウにタイマンを仕掛け敗北した。鈴蘭進学後はラオウと再会し、自然と行動を共にするようになる。現在は“ラオウ一派最強の用心棒”と呼ばれ、彼の回し蹴りがラオウと闘うための整理券となっている。
伊東神威（いとう カムイ）（『WORST X』のみ）
演 - 木村慧人（FANTASTICS from EXILE TRIBE）
鈴蘭男子高校2年・ラオウ一派。
ラオウ・マーシーの同じ中学の後輩。トレードマークはV系の黒マスク。並外れた運動神経に加えて、状況判断も的確。その能力を最大限に生かした密偵行為が得意で、敵の縄張り深く潜り込み、必要な情報をいち早く収集する。
瀬田完介（せた かんすけ）（『WORST X』のみ）
演 - 高橋祐理
鈴蘭男子高校2年・ラオウ一派。
孫六が中学時代から可愛がっている後輩。たまたま家が近かったことから、孫六にラオウの付き人を任された。以後、ラオウの器の大きさに心酔する。スピードに秀でたカムイに対して、パワーが持ち味。この2人は、鈴蘭2年では頭ひとつ抜けた存在と目される。
西屋 (にしや)
演 - 櫻井佑樹（劇団EXILE）
駒形 (こまがた)
演 - 浅野竣哉
パルコ / 春山孝一（はるやま こういち）（『WORST』のみ）
演 - 塚本高史
焼き鳥屋を開業させ大盛況させている実業家。過去に関組の職長として現場で働き、自身の新たな夢である焼き鳥屋に向けて資金を貯めた。関組を退職した今でも自社ビル建設依頼を関に依頼するなど、関係は良好。
『クローズ』の登場人物。戸亜留市の"県南の五人組"や"パルコ・アンド・デンジャラース"と呼ばれるグループの1人。かつては戸亜留市の不良校連合軍"黒焚連合"や県南の"スネイク・ヘッズ"など数々のチームと抗争を繰り広げていた。（詳細はクローズ#県南の五人組：パルコ / 春山 孝一）
片桐 拳（かたぎり けん）
演 - やべきょうすけ
『6』では、病院で誠司と同じ相部屋の患者として登場。
『クローズZERO』の登場人物。鈴蘭高校OB。
| 上田佐智雄 | WORST | WORST X |  |
| 小田島有剣 | WORST | WORST X |  |
| 沢村正次   | WORST | WORST X |  |
| 仁川英明   | WORST | WORST X |  |
| 志田健三   | WORST | WORST X |  |
| サバカン   | WORST | WORST X |  |
| 片桐拳     | 6     | WORST X |  |

### それぞれの作品の登場人物

#### ドラマ
美保（みほ）★
演 - 平田薫
ノボルの元恋人。大学時代にノボルと出会い、コブラ達とも顔見知りになった。偶然参加したパーティーで男達にレイプされたことから塞ぎ込んでしまい、自宅でリストカットによる自殺未遂を図る。なんとか精神的にも回復するも今度は父親の借金返済の肩代わりをする羽目になり、DOUBTが保有する店でキャバ嬢として働かざるを得ない状態となってしまう。その最中でノボルが事故にあった意識不明の状態であることを知り監視を振り切り逃げ出し、コブラの手でクラブheavenに匿われる。ノボルの惨事を目の当たりにしたことで、自分にはもうノボルに会う資格はないと知り、コブラにノボルへのこれまでの行い・ノボルをこんな目に合わせてしまったことの負い目・謝罪や自分のことは忘れて前を進んで生きてほしいという別れの内容の手紙を渡して姿を消す。
日向会
当時名の通っていた「日向四兄弟」の3人を中心とした九龍グループの傘下組織で、極道組織ではなくギャングチームの様な勢力。特に家村会の指示で動いていた。旧SWORD地区への進出を目論んでいた家村会に認められるために、当時頭角を現していたムゲンに宣戦布告するが、ムゲンの6人に全滅させられ失墜し、九龍グループに用無しと判断され、見捨てられる形で破門されてしまう。3人の末弟は、後に3人の兄たちの敵討ちの為に達磨一家を創設する日向紀久である。
日向四兄弟・長男
演 - 島津健太郎
日向会のリーダー格。喧嘩では鎖分銅のような武器を用いる。
日向四兄弟・次男
演 - 足立雲平
日向四兄弟・三男
演 - 波岡一喜

#### MOVIE
張城（チャンソン）/CHANGSONG
SWORD地区や湾岸地区で暗躍するコリアンマフィア。日本でも活動領域を拡大しており、勢力とシマの拡大のため、SWORD地区の支配を目論む。同じくSWORD地区の支配を目論む九龍グループとは表向きは友好的に振る舞っているが、実際は敵対関係にある。MOVIE以降の動向は不明。
張（チャン）
演 - 白竜
張城総裁。
張城ボスにして、李の父親。日本の利権を狙い、SWORD地区に目を付けた。
李（リー）
演 - V.I（BIGBANG）
テーマソング - PKCZ feat. V.I from BIGBANG『WE RUN DIS』
張城の御曹司。自身の筋書き通りにことが進んでいくのを何よりの愉悦と感じている。戦闘能力は不明だが、ナイフテクニックやシャドーボクシングをするなど近接戦闘に長けた気がある。下部組織を利用した情報収集能力や人心掌握術にも長けており、ムゲン解散の真実を琥珀に伝えた上で琥珀に復讐心を煽るなど、性格は狡猾である。唯一自分の予測通りに動かない九十九に対しては危険分子と判断し、琥珀に処理させている。
FUNK JUNGLE DJ
演 - DJ DARUMA（PKCZ）
FNNK JUNGLE ダンサー
演 - 世界（EXILE/FANTASTICS）
無名街の女
演 - 吉倉あおい
無名街爆破に乗じてDOUBTに連れ去られたが命からがら逃げたし、雨宮雅貴に匿われた。雅貴のおとぼけぶりに構う間もなく別の男に連れられてSWORD地区を去った。
闇医者
演 - 中嶋しゅう
スモーキーの手術を行った医者で広斗が無名街に呼び寄せた。ただし風貌は医者には見えないらしく、さらにはアルコール依存症の気がある(広斗には"余計なことを言うな"と口止めしている)。

#### RED RAIN
成瀬愛華（なるせ あいか）・RED RAINのヒロイン
演 - 吉本実憂
父譲りの正義感の強い性格だが、危険を省みない強気かつ無鉄砲な一面もある。上園会の秘密を掴んだために殺された父から機密情報が入ったUSBを託され、逃げていた最中に尊龍に助けられる。騒動終結後は、父と同じく弁護士の道を目指す為国双地区から旅立った。
古野（ふるの）
演 - 中井ノエミ
リトルアジア地区を本拠地とする凄腕のハッカー。尊龍の協力者としてUSBの解析を依頼されるもUSB内部のセキュリティから機密情報の危険性を察知し、最初は愛華からの頼みを断るもその熱意に再び心を動かされる。また、家村会時代のノボルと仕事のやり取りで知り合った同業者であることが判明。ハッキングやクラッキング面から雨宮兄弟や山王連合会の手助けを行う。
『MOVIE2』では、再び雨宮兄弟の協力者として登場する。機密情報公開後は九龍グループからの追跡から逃れる為消息を絶っている。
成瀬幸雄（なるせ ゆきお）※故人
演 - 矢野浩二
愛華の父で弁護士。正義感に溢れ、不当な地上げや違法な借金に苦しむ経済的に弱い人間のために仕事をしてきたが、上園会の重大な機密情報が入ったUSBを手にしたことで、上園から命を狙われる。
雨宮壮介（あまみや そうすけ）※故人
演 - 小木茂光
雨宮兄弟の父で、尊龍・雅貴の実父。前妻が病死したことと息子達のこれからを考えていたところを祥子と知り合ったことで再婚に至った。広斗のことも実の息子として可愛がっていた。国双地区の有限会社雨宮鉄製所の社長で、上園会から多額の借金を抱えながらも家族と幸せに暮らしていた。
雨宮祥子（あまみや しょうこ）※故人
演 - 片岡礼子
雨宮兄弟の母で、広斗の実母。シングルマザーだった頃に壮介と知り合い再婚に至った。広斗と同様に尊龍・雅貴も実の息子として可愛がった。

#### MOVIE2 END OF SKY / MOVIE3 FINAL MISSION
プリズンギャング・ジェシー一派/PRISON GANG
羅千刑務所に収監されていた最も凶悪かつ凶暴な囚人達で組織された戦闘集団。羅千刑務所内のリトルアジア地区出身の囚人たちで結成された派閥で、個々のメンバーたちの格闘センスはかなり高く、蘭丸の“首切り”も高野や平井よりも先に余裕で勝ち抜けた。同じ過酷な環境で育った者同士のため、信頼と絆は強い。MIGHTY WARRIORSと勘違いされるほどの威圧感と凶暴とも言える戦闘スタイルで他者を圧倒する猛者たちである。そもそも羅千刑務所内ではこの様な集団が乱立し合っており、その中で最も強かったのがジェシー率いるこの一派だった。SWORDの様なギャングチームでも、九龍グループの様な極道でも、DOUBTの様な寄せ集めのチンピラではない、刑務所服役経験のある生粋の服役囚である。
テーマソング - HONEST BOYZ『要!』
ジェシー
(MOVIE2 → MIGHTY WARRIORS)
フォー
(MOVIE2 → MIGHTY WARRIORS)
ブラウン
演 - 岩永ジョーイ
リーゼントと英語混じりの軽薄口調が特徴。マーシャルアーツを駆使したアクロバットを得意とし、ナイフを隠し持つなど危険な面も持ち合わせる。山王街でチンピラを甚振っていたところをヤマトに邪魔され、黒白堂駅の戦いで対決する。そこでもナイフを使う戦法を使い追い詰めるが、最後は僅差で敗北した。
モカイ
演 - 中谷太郎
ナカモン
演 - JAY
ミオウ
演 - 武尊（キックボクサー）
空手やキックボクシングを主軸とした戦闘スタイルと軽やかな体の動きを武器とする。
アクネ
演 - 城戸康裕（キックボクサー）
ムエタイを主軸とした豪快な攻撃を多用する戦闘スタイル。ノボルと相対し「Hey Baby Faith（よう、僕ちゃん）」と挑発していた。
サンキングス刑務所の囚人
演 - 後藤洋央紀（プロレスラー）
馬場元（ばば はじめ）
演 - 斎藤洋介
かつて無名街にあった薬品工場の現場責任者。日本政府・自治体・警察組織が結託してみ消したとある事実を知る者で、責任を逃れるために無名街に潜伏して、行方をくらませていた。RUDE BOYSからの説得と、雅貴からの厳しい叱責を受けて逃げることをやめて自ら証拠資料を公の場で告発することを告げる。

#### DTC 湯けむり純情篇
旅館・森田屋
宮崎有起（みやざき ゆうき）・湯けむり純情篇のキーマン
演 - 駿河太郎
旅館「森田屋」の番頭。女将であるマリと相思相愛だが、メグミの気持ちを考えプロポーズ出来ない状況である。歌やギターが得意など仕事一筋なだけでなく音楽好きな一面もある。
森田マリ（もりた マリ）・湯けむり純情篇のヒロイン
演 - 笛木優子
旅館「森田屋」の若女将で、シングルマザー。5年前に不慮の事故で夫を亡くし、女将として森田屋を切り盛りしている。宮崎のことを信頼し好意を持っているがメグミのことを考え再婚に踏み切れないでいる。
森田メグミ（もりた メグミ）・湯けむり純情篇のヒロイン
演 - 新井美羽
マリの娘。母と宮崎の親密な関係を知っているも、母が父の事を忘れてしまう事を恐れて心を閉ざしてしまう。
森田誠一郎（もりた せいいちろう） ※故人
演 - 小林且弥
マリの夫でメグミの父。今作の5年前に不慮の事故で他界している。友人の結婚式用スピーチのテープに録音されたメッセージがメグミを奮い立たせるきっかけとなる。
スナック「風下」のオーナー
演 - 立木文彦
アキ
演 - 村川絵梨
スナック「風下」のホステス。
サウナの客達
演 - 村田雄浩、木村了
会社の先輩・後輩で登場し、先輩は35歳で人生の帰路に着いたことを悟ったらしい。後輩は現在29歳でローンで持ち家を購入し現在妻と娘の3人暮らし。
ガソリンスタンドの店員達
演 - 永山たかし、川久保拓司
上下温泉街近郊のガソリンスタンドの店員で、DTCの3人がバイクのガソリン補給に困窮しているところを心許ないと思い、バイクの無料駐車を申し入れ、温泉街に資金集めに行くようアドバイスした。

#### 『WORST』シリーズ

##### 『WORST』
オロチ兄弟/OROCHI BROTHERS
かつて楓士雄が住んでいた希望ヶ丘団地出身の兄弟。色違いのジャケットとティンバーランドのブーツが特徴的。楓士雄とは幼馴染で幼い頃から苦楽を共にした仲で絆は深い。母子家庭育ち。
『6』では、地区一帯でもかなり名が通った兄弟であることが明らかになっており特に片方が単独で怪我を負わされた際はどちらかが報復することもあるらしく、雨宮兄弟の如く名前だけでも恐れられている。
テーマソング - GENERATIONS from EXILE TRIBE『SNAKE PIT』
尾々地真也（おおち しんや）
演 - 中務裕太（GENERATIONS from EXILE TRIBE）
オロチ兄弟長男。22歳。中学までは正也と共に喧嘩三昧の日々を送っていたが、現在は建設会社の関組の作業員として働く。自分達を育ててくれた母と正也の3人で暮らす家を建てるのが夢でその費用を貯金している。口数が少ない強面で山王連合会のチハルからは"何を考えているか分からない"と苦手意識を持たれているが、性格は温厚かつ義理堅く、親しくなった村山を「よっちゃん」と愛称を付けて呼んだり、新太の母親の入院費用のカンパには就職当時から貯めていた300万円規模の金額の通帳を躊躇なく出していた(正也から止められていたが、「また頑張って稼げばいいじゃん」と称している)。マドカに密かに想いを寄せており、騒動決着後に距離は縮まったらしく、見ていた楓士雄たちを驚かせた。木札の文字は「修」。
『6』では、前述の行動が評価されて正式にマドカと交際を始めており、仕事には必ず彼女が作った弁当(超大型)を持っていく。正也が負傷したことで相手を割り出し報復にも乗り出している。
尾々地正也（おおち まさや）
演 - 小森隼（GENERATIONS from EXILE TRIBE）
オロチ兄弟次男。20歳。兄とは対照的におしゃべりで社交的な性格。関組の作業員。目標を見つけた真也の後を追って同じ職場で働き始める。現場を仕切る職長で、職務に忠実な一面もあり仕事を含む規律や上下関係にも厳しく、短期バイトで入ってきた鬼邪高校の村山に対して経験年数からの敬語口調を要求している。山王連合会のチハルとは同じ団地で過ごした古い付き合い。木札の文字は「生」。
『6』では、作業員達には"米を食わないと力が出ない"という持論を掲げていたが、ある理由からロールケーキやパンなどを食す様になる。
希望ヶ丘団地
SWORD地区郊外にかつて存在したマンモス公営団地。団地全体に蔓延る貧乏・治安悪化などの悪循環や殺人・放火・自殺・心霊などの不可解な事件が多発した為世間からは"絶望団地"と呼ばれるようになる。現在は閉鎖され廃墟となっており、一部の棟は牙斗螺の根城となっている。楓士雄やオロチ兄弟を含めて片親(特に母子家庭)が多いことも特徴。
桐原誠司（きりはら せいじ）
演 - 白洲迅
18歳。頭が良く、常に成績トップである。有名進学校・秀徳高校の生徒。秀才校の生徒の表面の裏で故郷の影響から喧嘩はそれなりの腕があり、終盤で校内で楓士雄達を侮辱されたことに激怒して暴力沙汰を起こしてしまう。教師側の配慮により"厳重注意"のみの処分で済んだが教師側までも同じ態度を見せたことに更に激怒し、そこで「俺も本当はあいつらと同じ立ち位置でいたかった」と自分の本心を曝け出し、「俺の仲間に、クズもゴミもいない」「みんな曲がったきゅうりのように、伸び伸びと育っているだけ」と一喝した。希望ヶ丘団地の6人組の中では、秀才かつグループのまとめ役ポジションだが、新太の暴走を1人で何とかしようとするも力が及ばず殴られて終わってしまい、楓士雄たちに後を託した。木札の文字は「間」。
『6』では、マドカと共にスーパーで学生アルバイトに励んでおり、本人曰く"接客業は苦手"とのこと。幼い頃に警察官であった父親が殉職し、そこで母子家庭となったことが明かされている。本作序盤で交通事故に遭い意識不明の重傷を負う。その後奇跡的に復活したものの一時期的な記憶障害が起きてしまう。
石井マドカ（いしい マドカ）
演 - 富田望生
18歳。勝ち気でお転婆な性格で曲がったことが大嫌いな強い正義感の持ち主。腕っぷしも強く、男相手でも怯まず立ち向かうほどだが、その事を心配した両親の勧めでお嬢様学校・清邦女子校に通う。吹奏楽部のキャプテンで佐智雄の妹・唯の先輩。幼馴染5人からは「ドカ」と呼ばれている。木札の文字は「鬼」。
『6』では、誠司と共にスーパーで学生アルバイトにも励んでいる。交際することになった真也にお手製弁当(超巨大)を持参させているが本人の弁当もかなりの量な為、物珍しさから他のクラスの同級生達が見にくる程。また、全校生徒の前で変質者を撃退したことをきっかけに、学校内でも素の状態で振る舞うようになった。
前川新太（まえかわ あらた）・WORSTのキーマン
演 - 矢野聖人
19歳。内気で心優しい性格だが、悩みを打ち明けられず中に溜め込む傾向があり、仲間達を心配させている。高校を中退し現在は無職となっており、最近はガラの悪い奴らとつるんでいるなど悪い噂が絶えない。母親が末期癌の為入院しており治療費を稼ぐ為に高校を中退せざるを得なくなったが借金までに手を出さないといけないほど金に困っていた。そんな折にかつての故郷であった希望ヶ丘団地の廃墟棟を隠れアジトとして提供することとSWORD地区にてレッド・ラムの売人として牙斗螺に雇われることで大金を手にしていた。金平兄弟に自分達が鬼邪高と鳳仙をぶつけたことがバレたことを警告するも聞き入れてもらえず、挙句少ない金だけ渡されて用済みとばかりに切り捨てられてしまう。終盤で牙斗螺に見切りをつけて金庫の金を奪って出て行こうとしたところを自分を連れ戻しに来た楓士雄と遭遇し、一騎討ちの末に敗北。彼の言葉からようやく自分の間違いを認めて仲間のもとへ帰っていった。母の入院費は仲間達のカンパで解決した。初登場時は金髪だったが、仲間の元に帰ってからは黒髪に変えている。木札の文字は「地」。
『6』では、悪事から足を洗い板金工場で溶接工として地道に金を稼いでおり、昼休憩の時に訪れた自営レストランの料理に惚れ込み、幼い頃からの夢であった料理人を目指す為に工場を辞めて入店する。そこで店長夫婦の息子とも向き合い、彼の悩みを解決に導いた。
牙斗螺（きどら）/KIDRA
希望ヶ丘団地の廃墟棟を拠点にしながら、主にドラッグ業に手を染めており、SWORD地区や戸亜留市近郊でレッド・ラムの売買や闇取引に深く関わっている。鬼邪高校と鳳仙学園をぶつけさせた主犯格で、本作のメインヴィランにあたるチーム。金平兄弟を中心に活動しており、DOUBTに所属していた元メンバーもいる為、DOUBTの残党が牙斗螺として活動しているものと見られる。やり口もほとんどがDOUBT紛いの卑劣かつ悪辣な手段を好んで使う。また、メンバーの数名が隠れてレッド・ラムを服用しているからか、薬物中毒症状からの影響で精神・肉体異常の者も多い。最後は村山たち定時制とオロチ兄弟に金平兄弟が敗れ、チームは瓦解する。
テーマソング - PKCZ『KIDRA』
金平優斗（かねひら ゆうと）
演 - 市川知宏
金平兄弟の長男で青髪。以前村山良樹との喧嘩で因縁があり「クズ」と吐き捨てられている。元々家は裕福で兄弟揃って優秀な逸材になる様育てられたが、幼少期のイジメの影響で道を外れてしまう。自分に楯突く行為や自分を見下す者がいたり気に入らないことがあるとすぐに暴力を振るう稚拙な性格。村山が定時制を率いて乱入してきた時は過去の因縁が蘇り味方諸共定時制を攻撃した。
金平秀斗（かねひら しゅうと）
演 - 落合モトキ
金平兄弟の次男で金髪。舌足らずな話し方で喋る。幼少期のイジメの影響で情緒不安定かつ他人を見下す一面がある。
南（みなみ）
演 - 前田瑞貴
赤髪で左の眉毛を剃り下ろしている男。鬼邪高校VS鳳仙学園の引き金となる、鬼邪高校の姿で沢村達鳳仙学園のグループを襲撃した。佐智雄の妹・唯を動画で脅して薬の売人をさせていた張本人であり、そのことを知った仁川に制裁された。
大橋（おおはし）
演 - 髙野光希
鬼邪高校VS鳳仙学園の引き金となる、鳳仙学園の姿で全日制の泰志を襲撃した。
『WORST』シリーズの関係者
花岡哲二（はなおか てつじ） ※故人
演 - 泉谷しげる
花岡楓士雄の祖父。
楓士雄の生き方に影響を与える言動を次々と残していく好々爺で楓士雄にとっても尊敬する祖父。劇中で容態が急変し病死する。
花岡ミキ（はなおか ミキ）
演 - 藤田朋子
花岡楓士雄の母。
関雅虎（せき まさとら）
演 - 小沢仁志
関虎太郎の父。建設会社"関組"の社長。迫力のある強面の顔だが、オロチ兄弟の2人を一人前の男に育て上げてパルコの夢を応援するなど懐が深い。その強面から村山からは"辞めるときに指詰めろとか言わねえだろうな"と称されていた。また、村山に"子供と大人の違いは、子供は夢を見ることだけしかできねえが、大人は夢を叶えることができる存在だ"と教える。
『6』では長期出張で会社を空けており登場しない。
上田唯（うえだ ゆい）
演 - 箭内夢菜
上田佐智雄の妹。反抗期気味で兄に反発して勝手をやることが多い。マドカと同じく清邦女子高校の吹奏楽部に所属しているが、最近不登校・部活をサボるなどトラブルが続いている。抗争終結後は沢村と付き合うことになり、見ていた兄を気絶させた。
サダ婆　※故人
劇中序盤で亡くなり、回想で登場する。楓士雄達希望ヶ丘団地出身の登場人物達が幼少期から世話になり、楓士雄達6人に木札のペンダントを渡すなど、これまでの人格に影響している郊外で自営業を営んでいた女性。亡くなった後も多大な影響力があり、司・辻・芝・泰志・清史も楓士雄から亡くなったことを聞かされた際は、かなり動揺していた。
市川真歩（いちかわ まほ）
演 - 見上愛
オロチ兄弟の正也が片想い状態で毎日通っているケーキ屋の店員。最近ストーカー紛いの男から付き纏われていたが、正也がそれを撃退したことから距離は縮まった。その男たちの報復で正也が負傷してしまうが、それに付き添う形で正式に交際するようになり、寿々子とマドカとも親しくなる。可憐な女性に思われたが、酒を飲むと姉御肌で男勝りな性格になる為正也は度肝を抜いていた。
尾々地寿々子（おおち すずこ）
演 - 美保純
オロチ兄弟の真也・正也の母。濃口の味が好み。亡き夫のことは"口数が少ない大人しい人だったけど喧嘩っ早くて曲がったことが大嫌いな優しい人だった"と語っている。マドカとは嫁と姑のようなやり取りを繰り返しているが仲は悪くない模様。楓士雄の母とも古い友人。

##### 『WORST X』
瀬ノ門工業高校/SENOMON HIGHSCHOOL
『WORST X』にて登場するメインヴィランにあたる勢力で、鬼邪高校殲滅を目論む最強最悪の敵。イメージカラーが"青"の鬼邪高校と対照的に、"赤"をイメージカラーとしており、エンジ色の学ランという派手な出立ちが特徴。校名から"血の門"と畏怖されている。かつて砂防天久が仕切っていた頃はさほど突出した存在ではなかったが、天下井と須嵜の編入をきっかけに存在感が一変。天下井の豊富な財力と須嵜の強さにものを言わせ、有無を言わせず近隣高校を次々と支配下に置き、同じくSWORD地区の鎌坂高校・江罵羅商業高校を傘下に加えた"三校連合"で鬼邪高校襲撃を開始する。
テーマソング - MA55IVE THE RAMPAGE『RIDE OR DIE』
天下井公平（あまがい こうへい）
演 - RYOKI（BE：FIRST）
瀬ノ門工業高校頭。プライドと凶暴性が高く、他人を駒のようにしか思わず目的の為なら手段は選ばない凶暴な男。多くの事業を展開する天下井グループの御曹司。その財力で鎌坂高校と江罵羅商業高校を含めた三校連合の統率を図ろうと画策する。「生まれながらにして人の上に立つ人間」「人はヒエラルキーの中で生きる運命」という強固な信念を持ち、豊富な財力をバックに力と恐怖で周辺校を支配する。須嵜と彼の父のことを都合の良いように動かして集めた兵力も平然と"駒"と言い放つ酷薄な性格で敵対する司や手を組んだ鮫岡からも嫌悪感を抱かれている。捕らえた司からは「お前が捕まっても誰も助けには来ない」と吐き捨てられても自身は激昂して司を痛めつけるだけで反省することはなく、利益よりもプライドを優先して行動している。周りから酷評されていることや自分の酷薄な性格と悪癖に関してはある程度自覚している。生い立ちに似合わず生まれ持った凶暴性とプライドの高さゆえに、これまで素行不良で問題を起こし、退学と転校を繰り返してきた。受け入れ先がなくなって流れ着いた瀬ノ門工業で須嵜と再会。その圧倒的強さを利用して瀬ノ門工業の頭となり、さらにSWORDの制覇を目論む。
カリスマ性はあるが、戦い方は須嵜や兵力に頼り切りで自分が手を出すことは無く、自身は周りに指示を出すか武器を使って弱り切った敵への止めまたは奇襲しか行わないため戦闘力は低い。
三校連合の襲撃の際には全軍に的確な指示を出すも、自分は戦わないまま司にトドメの一撃を与えるだけで残りの敵を誘き出すために司を拉致する。
終盤で鬼邪高校と鳳仙学園が乗り込んできても「残りは雑魚だけ」とタカを括って自分は表立って戦おうとせずに周りに指示を出すか須嵜に任せきりだったが、鈴蘭のラオウたちまで加勢してくる状況と司の態度に次第に余裕を失っていき、体育館に楓士雄たちが乗り込んできたのを見て司を二階から落とす。しかし、間一髪で楓士雄に救出され、自分は司に決定打を与えられないどころか指を一本折られるという痛手を負いながら楓士雄からも挑まれ、これまで体験したことがない長期戦と幹部たちや自校の兵力が敗れていく状況、須嵜が疲弊していく姿に精神的にも追い詰められていく。それでも傘下に加えた勢力を呼びつける、須嵜を鼓舞して闘わせるなど悪あがきを繰り返すが、今まで何もせず安全圏に居た姿勢と元からの人望の無さが災いして兵力が怖気付いて逃げ出したことで完全に孤立、怒り心頭に発した状態の敵に囲まれてしまい、結局これまでの行いが全て裏目に出る形で窮地に立たされる。遂には頼みの綱である須嵜も楓士雄に敗れて万策尽きたことに完全にプライドを打ち砕かれ逆上し、ナイフを取り出して楓士雄に襲い掛かる。しかし、須嵜が身を挺して止めたことと説得に加えて楓士雄からの言葉を受けて敗北を認め改心、須嵜とも完全に和解を果たした。決着後には、瀬ノ門工業の頭の座を砂防に返上し、須嵜のサポーターとして2人行動するようになっている。
須嵜亮（すざき りょう）
演 - YUTA（NCT 127）
瀬ノ門工業高校3年。寡黙で出しゃばらない男だが、喧嘩の強さは圧倒的。幼い頃、父親が事業に失敗し天下井グループに拾われ使用人兼運転手を務めている。天下井公平とは幼少期からいつも一緒にいた仲であるが、別々の学校に進む事で次第に疎遠になっていく。父からは「坊ちゃんに尽くすように」と言われて育ち、須嵜自身も天下井に言われたある言葉を大切に胸に秘めている。幼少期は今の見た目からは想像し難いがいじめられっ子で当時は親友だった天下井が仕返しに行くパターンが多かったが、中学時代を境に持ち前の身体能力と動体視力が覚醒し、負け知らずで誰とも群れない"孤高の天才"として名を轟かせていた。高3のときに、天下井の転校を知り自分も瀬ノ門工業に転校し、数年ぶりに天下井と再会を果たす。その変貌に戸惑いを感じつつも天下井のことを決して見捨てず、その指示の下で瞬く間に校内を制圧。打倒鬼邪高校を掲げ、共にSWORD制覇を目指す。天下井や鎌坂高校勢と異なり、戦法は武器を使わず五体のみで戦う。
終盤でも筆頭戦力を務め、楓士雄や轟、小田島を相手にしても一歩も引かぬ強さを見せたが、最後は楓士雄との一騎討ちで敗北。逆上した天下井を身を挺して説得し、戦いを終結させた。決着後は幼い頃のように天下井と名前で呼び合っており、ライバルとして楓士雄に対抗心が芽生えたらしく、天下井と共に個人的な再戦を申し込みに訪れている。
砂防天久（さぼう あまひさ）
演 - 永沼伊久也
瀬ノ門工業高校3年。愛称"サボテン"。元々、瀬ノ門工業を仕切っていたが、天下井・須嵜の登場によりその地位を追われ、幹部(NO.3)としての地位を樹立する。SWORD内の不良界に顔が広く、鬼邪高校殲滅のため鎌坂高校・江罵羅商業高校との"三校連合"の絵図を描いた。鳳仙学園のシダケンと小田島とは中学の頃からの知り合いで、中学の途中でSWORD地区に引っ越す前まではつるむ事もあった他、中・中一派とも因縁がある。シダケンには鳳仙学園四天王の立ち位置を利用して"三校連合"入りを打診するが断られ、腹いせに加えて氷室とガンジーから焚き付けられたこともあって集団で襲撃して重症に追い込み、鬼邪高襲撃でも中越に積荷を落として負傷させるなど姑息な手段を散々使い暗躍した。また、手錠を使い相手の自由を奪ったところで敵を叩く手法など悪辣な戦法を使う。終盤では小田島と対決し、そこでも手錠を使う戦法を使おうとしたが、最後はそれを逆利用されて敗北した。決着後は、天下井から返上された瀬ノ門工業の頭の立場となったことで"鬼邪高狩り"の被害に遭った一般人の所有物の回収のボランティアに励んでいる。
津田沼（つだぬま）
演 - 比嘉涼樹（DEEP SQUAD）
瀬ノ門工業高校2年。砂防と共に"三校連合"を率いて襲撃を繰り返す。天下井らに追従しているように振る舞うも、終盤の戦いで天下井と須嵜も"鬼邪高・鳳仙連合軍"や"ラオウ一派"に追い詰められたのを見て戦況不利と判断して天下井の制止を無視して真っ先に見捨てて逃げ出しており、砂防ほどは天下井と須嵜に敬意を持っていない。決着後は、"鬼邪高狩り"の被害に遭った一般人の所有物の回収のボランティアに励んでいる。
鎌坂高校/KAMASAKA HIGHSCHOOL
『WORST X』にて登場するヴィランにあたる勢力で、鬼邪高校殲滅を目論み、"凶悪の武装集団"と恐れられる。通称"カマ高"。カーキ色の学ランというミリタリーカラーな出立ちが特徴。鬼邪高校を上回る生徒数を誇るマンモス校で数にモノを言わせて"三校連合"に多くの"兵力"を動員し、さらには凶器武装による鬼邪高校撃破に邁進する。同じくSWORD地区の江罵羅商業高校と共に瀬ノ門工業高校の傘下に加わり鬼邪高校襲撃を開始する。天道地区(達磨一家の本拠地の地区)にある。
氷室零ニ（ひむろ れいじ）
演 - 藤原樹（THE RAMPAGE from EXILE TRIBE）
鎌坂高校頭。楓士雄に真っ先に挑んでいくなど好戦的な性格に加え、"喧嘩は勝てばいい"という持論の下戦況に関係無く凶器を用いることも辞さない凶暴な男で、悪辣さと卑劣さは三校連合の中でも群を抜いている。端整な顔立ちと冷たい視線は、爬虫類を思わせる。入学直後、対立していたガンジーを破り、一気に鎌坂高校トップに上りつめた。"鬼邪高狩り"の際は楓士雄と対決するも決着が着かず、終盤にも凶器武装して参戦し、沢村と基晃らを追い詰めるが、途中でフェードアウトしており、逃げ出したのか敗れたのかは不明。
性格は卑劣だが戦闘力は頭に相応しく高い方であり、楓士雄の一撃にも耐えて渡り合うなどなかなかタフであるが、それ以降はガンジーと共に正面から戦うことはしなかった。
決着後は、"鬼邪高狩り"の被害に遭った一般人の所有物の回収のボランティアに励んでいる。
ガンジー/岩次和志（いわつぐ かずし）
演 - 岡宏明
鎌坂高校NO.2。長身長髪で、平和主義を貫いた偉人の異名と打って変わり、氷室に並んで卑劣な振る舞いが目立つ。1年時に氷室に敗れて以来、同校の実質NO.2になる。かつて泰・清コンビと揉めて喧嘩で敗北した過去があり、そのことを深く根に持っているためいつか復讐しようと機を窺っていた。凶器を持って自分が強くなったかのような態度だが、素手での戦闘力は高くない。
決着後は、"鬼邪高狩り"の被害に遭った一般人の所有物の回収のボランティアに励んでいる。
江罵羅商業高校/EBARA HIGHSCHOOL
『WORST X』にて登場するヴィランにあたる勢力で、鬼邪高校殲滅を目論む。通称"バラ商"。白チェックのズボンが特徴。ここは番長による単独統治ではなく、"武闘の三大神"からなる3人体制となっている。これまでSWORD内では独立独歩の路線をとってきたが、過去の因縁で"打倒・轟"に燃える風神・雷神の執念から"三校連合"に加入した為、鬼邪高校に因縁はなく、轟洋介に恨みを持つ風神・雷神の私怨だけの為に行動している。同じくSWORD地区の鎌坂高校と共に瀬ノ門工業高校の傘下に加わり鬼邪高校襲撃を開始する。その後轟との密約により、江罵羅商業は"三校連合"から離脱する。学校以外の溜まり場は、風神の実家の廃車置き場。阿来地区(White Rascalsの本拠地の繁華街がある地区)にある。
鮫岡章治（さめおか しょうじ）
演 - 長谷川慎（THE RAMPAGE from EXILE TRIBE）
江罵羅商業高校3年"武闘の三大神"の1人。通称"サメ"。"バラ商"随一の切れ者で頭脳派。自分の実力をひけらかすタイプではないので喧嘩の実力は計り知れないが風神・雷神を上回ると言われている。幼なじみの風神・雷神とは対照的に、頭の回転が速い策士タイプ。漫才のような2人番長の会話を、一歩引いた場所から冷静に眺めているが、親友に対する思いは熱い。"打倒・轟"に燃える2人の執念を尊重し"三校連合"入りを承諾するが、金をちらつかせ仲間を信用しない天下井のやり方や鎌坂高校勢の凶器を用いた戦法には嫌悪感を抱いており、その後は"三校連合"脱退を具申する一面も見せた。"鬼邪高狩り"で襲撃を免れた轟洋介による密約を交わし、轟と風神・雷神による対決を見届け、その後自分達は今回の一件の一切から手を引くことを宣言する。
風神（ふうじん）/風見仁（かざみ じん）
演 - 陣（THE RAMPAGE from EXILE TRIBE）
江罵羅商業高校3年"武闘の三大神"の1人。銀髪・シルバーのスカジャン・本名から"風神"と渾名される。勉強はからきしだが真っ直ぐな心を持った愛すべき喧嘩小僧で後輩からの人望も厚い。鮫岡・雷神とは小学校から幼なじみで、中学時代から3人で名を轟かせてきた。鳴り物入りで江罵羅商業に入学したその年、轟洋介の“不良狩り”（ドラマ・シーズン2）に遭い、タイマンで人生初の敗北。以後、"打倒・轟"の執念に燃え肉体改造を始める。実家の廃車置き場の一角にアジトとトレーニング場を持っており、3人の溜まり場となっている。"鬼邪高狩り"で襲撃を免れた轟による密約により、轟との対決に雷神と共に再戦に臨むも再び敗北する。元々、轟とのリベンジのみに動いていた為"鬼邪高狩り"による喧嘩は本意によるものではなかったらしく、「今更どうにもできない」と雷神と共に後に引けないところまで自分達が事を進めてしまったことを後悔する素ぶりを見せていた。轟からのリベンジの受け入れに対しては、その鬱憤を晴らすかの如く"三校連合"も頃合いだから抜けると意気揚々としていた。騒動後は再び轟への再戦を誓い、トレーニングの日々を送る。
雷神（らいじん）/上成正人（うえなり まさと）
演 - 今村謙斗
江罵羅商業高校3年"武闘の三大神"の1人。金髪・ゴールドのスカジャン・本名から"雷神"と渾名される。かつて轟に敗北した風神の仇をとるべくタイマンを挑むも返り討ちにされた。その後2人揃って戦いを挑むが、再度敗北。屈辱を晴らすべく肉体改造に挑み、打倒・轟を目指す。「闘神は筋肉に宿る」が信念で、竹を割ったような気性。風神とのコンビ攻撃は強力無比。
須嵜亮の父親
演 - おかやまはじめ
かつて事業に失敗したが、それを天下井グループに援助してもらう形で救われ、現在は天下井の秘書兼専属運転手として働いている。息子には「坊ちゃんに尽くせ」と親子共に天下井への恩義の為動いている。

#### 『BATTLE OF TOKYO』
『BATTLE OF HiGH&LOW』
「HiGH&LOW」シリーズと「BATTLE OF TOKYO」のコラボレーション企画
村山良樹と名乗る男
演 - 砂田将宏（BALLISTIK BOYZ from EXILE TRIBE）
関虎太郎と名乗る男
演 - 奥田力也（BALLISTIK BOYZ from EXILE TRIBE）
ROCKYと名乗る男
演 - 松井利樹（BALLISTIK BOYZ from EXILE TRIBE）
日向紀久と名乗る男
演 - 深堀未来（BALLISTIK BOYZ from EXILE TRIBE）
スモーキーを名乗る男たち
演 - 加納嘉将・海沼流星・日髙竜太（BALLISTIK BOYZ from EXILE TRIBE）
苺美瑠狂になりきる女装男子たち
演 - 木村慧人・堀夏喜（FANTASTICS from EXILE TRIBE）

#### その他の人物
バルジ
ジェシーを釈放させ、龍心の妻・梨花子などの口から語られるのみで姿は一切不明の謎の存在。ジェシー曰く「この喧嘩(SWORDの戦い)に興味がある最高のスポンサー。カジノ建設関連から撤退すると判明した途端に九龍グループの分裂が決定打となった。『MOVIE3』でも姿は見られなかったが、エンドロール後にこの人物から次の計画をほのめかすメッセージが現れて物語は終わる。

### THE PREQUEL
2023年の宝塚歌劇団とのコラボレーション作品にて、ムゲン解散直後・G-SWORDやSWORD地区誕生前の時系列に起きたオリジナル設定である。

### 苦邪組
リン
演 - 留依蒔世（宝塚歌劇団キャスト）
GEN
演 - 松風輝（宝塚歌劇団キャスト）
SUZAKU
演 - 澄風なぎ（宝塚歌劇団キャスト）
バイフー
演 - 小春乃さよ（宝塚歌劇団キャスト）
ロン
演 - 真白悠希（宝塚歌劇団キャスト）
KIDA
演 - 春乃さくら（宝塚歌劇団キャスト）
苦邪組七姉妹
演 - 舞こころ、彩妃花、葉咲うらら、華乃みゆ、澄乃紬、花恋こまち（宝塚歌劇団キャスト）
メイナンツー
演 - 泉堂成（宝塚歌劇団キャスト）

### THE 戦国
2024年より舞台をSWORD地区から戦国時代に置き換えられた新シリーズ。

#### 須和国/SUWA
劔黄伊右衛門
演 - 片寄涼太
村上吏希丸
演 - 瀬央ゆりあ
颯斗
演 - 小野塚勇人（劇団EXILE）
戒
演 - うえきやサトシ

#### 尊武国/SONBU
上宮地玄武
演 - RIKU
白金相生
演 - 浦川翔平

#### 乃伎国/NOGI
神洲崎湧水
演 - 水美舞斗
姫川弦流
演 − 藤原樹
稲清水鉄湯
演　− 櫻井佑樹

## 用語・世界観

### 地域
SWORD地区
本作の主要舞台となるG-SWORDが治める架空の巨大都市の総称。世間一般では、"犯罪発生率が極めて高い治安悪化地区"・"古い風習が残る廃れた街"という印象で見られている。SWORDが誕生する前のムゲンが結成された当時を"旧SWORD地区"と呼ぶ。SWORD地区の利権を得るために都市開発計画を進める九龍グループや、勢力拡大のためにSWORD地区の支配を目論む張城といった反社会的勢力に狙われている。『RED RAIN』では、日本政府が進める経済政策"カジノ建設計画"のカジノ建設地に正式に決定し、注目を集めた。『MOVIE2』では、カジノ建設計画の影響からか更なる土地の利権やSWORDにとって変わろうと企む外部の余所者の往来で更に治安が悪化している。劇中では台詞のみだが、後述の"SWORD協定"の締結によりSWORD地区で史上初と言って良い地区全体の治安維持行動が起きSWORD地区の治安が初めて安定した。
『WORST』シリーズで明らかになったが、鬼邪高校がSWORDの一角として際立った存在となっている為なりを潜めているが、SWORD地区そのものがそもそもギャング勢力や不良校が群雄割拠する地区であり、鬼邪高校以外にも"八木工業高校"・"暁高校"・"鎌坂高校"・"江罵羅商業高校"、そして『WORST X』のメインヴィランにあたる"瀬ノ門工業高校"が鎮座している。
山王地区
山王連合会の本拠地である地区で、SWORD地区の北東部に位置する。本作で唯一正式に地区名が公表されている地区でもある。この街が古い街並みの印象がもたれており、山王商店街など古き情緒溢れる下町と同時に時の流れが止まったと見られることも多い。過去に大型ショッピングモールの建設計画も立ち上がったが、商店街全体の反対運動や治安の悪さ故に計画は頓挫している。
山王商店街(山王連合会本拠地)
○ITOKAN
○朝日奈ガレージ
○山乃湯
○壇商店
○床屋ピューマ
○緋野石油（ドラマ・シーズン1）
○AMAZING COFFEE山王店（ドラマ・シーズン2）
●山王第一高等学校（ドラマ・シーズン1）
●ショッピングモール跡地（ドラマ・シーズン1）
●私鉄山王駅（ドラマ・シーズン1）
●山王警察署
●ダンとテッツがいた釣り堀（『MOVIE2』）
●チハルの職場の介護施設（『湯けむり純情篇』）
ITOKAN（山王連合会のアジト）
山王商店街の外れにある洋食屋。ナオミが店長で、仁花がバイト。元々ムゲンのメンバー・龍也がかつてレストランシェフだった父親を目指して、自営業したいという夢を実現する為と堅い絆で結ばれたムゲンのメンバー達の拠り所のようなものを作りたいという思いで開店した。開店当時は龍也が店長で、ナオミはバイト。"ITOKAN"という店名も元は"ITTOKAN(一斗缶)"で仲間をいつでも迎えられる暖かい場所という意味合いも込められていた。看板制作をした九十九が「T」を抜いてしまうのだが、逆に"ITOKAN"の名前を気に入った龍也の手により正式に今の名前になった。ムゲンの活動時はムゲンのアジト・山王地区出身者達の溜まり場としても扱われた。メニューもオムライス・ハヤシライス・パンケーキなどバリエーション豊富。物語において不可欠な店であり、山王連合会やムゲンだけでなく、White Rascals・鬼邪高校の面々が来る・雨宮兄弟がUSBの解析に貸し切りにする・山王連合会同士でも分裂騒動が起こるなど常にトラブルの渦中にある忙しない場所である。物件探しは日の当たりが極めて悪い場所が安売りしていたところを買い取ったり、龍也やナオミが経営責任者研修で保健所に通ってる様子などが描かれている。
無名街（RUDE BOYS本拠地）/カワミ地区
スラム街である無名街がある地区で、犯罪を犯し身元を隠す犯罪者・行き場を失ったホームレスや捨てられた孤児など身分の類いが存在しない人間が集まって出来た。SWORD地区中央部にかつて埋め立てられた場所で、地図上では空き地とされている。かつて巨大な湖や周辺に製薬会社の工場があったが後述の薬物製造汚染の影響による公害発生を隠蔽すべく周辺地区一帯の完全閉鎖と湖をコンクリートで埋め立てられたのだが、そこが偶々空き地になったことを言い方に浮浪者達が行き着いて無名街としてコロニーを独自に作り出してしまった。『MOVIE』では、公害に関わっていた箇所が九龍グループの手により爆破処分されている。『MOVIE3』では、日本政府が正式に"無名街爆破セレモニー"と称した無名街爆破処分と不正居住している住人達を強制退去に追い込むことを発表した。
阿来（あらい）地区
主に風俗街・繁華街となる、SWORD地区北西部に位置する。街の至る所がWhite Rascalsのシマで、カメラや盗聴器の類が各地に仕込まれ有事の際にすぐに駆け付けられる様になっている。かつてはDOUBTのシマだったが、White Rascalsの出現により勢力図が大きく変わることとなる。
●CLUB HEAVEN
●江罵羅商業高校（『WORST X』）
CLUB HEAVEN(White Rascals本拠地)
White Rascalsの本拠地となるクラブで、最新鋭機材が揃っている。また、街一帯を掌握していることの安全性の考慮点から店の一部をVIP対応と称して貸し切ることもしている。『MOVIE2』では、女達の危険性を考慮したまROCKYの手で店はクローズする。MOVIE3では、九龍グループの手により店・土地の利権ごと買収されてしまい、完全に手中で踊らされることになり、チームごと店自体破壊されてしまう。その後SWORD地区内にあった旧店舗よりも遥かに大規模なテナントを新たな拠点とすることが『MOVIE3』で語られている。
天道（てんどう）地区
SWORD地区南西部に位置する。
●達磨一家本拠地の荒寺（ドラマ）
●達磨一家本拠地の賭博場（『MOVIE2・3』）
●鎌坂高校（『WORST X』）
鬼邪（おや）地区
SWORD地区北西部に位置する。WORSTの舞台ともなっている。山王地区と同等の旧世代の古い街並みが残っていると同時に、SWORD地区の中では無名街に続いて治安が悪いとされている。
●鬼邪高校
●私鉄鬼邪大寺前駅（『WORST』）
湾岸地区/TOWN（タウン）地区
SWORD地区に隣接する地区。『MOVIE』の舞台ともなる。SWORD地区より小規模な都市で、SWORD地区の東部に位置する。DOUBTの活動拠点で、家村会が地域一帯を支配しているが、MIGHTY WARRIORSのように水面下で活動し勢力を伸ばしているような組織もいる。SWORD地区とは違い在日外国人による国際犯罪が横行している治安悪化地区である。
コンテナ街（『MOVIE』）
在日アメリカ海軍ベースキャンプ
国双（こくそう）地区
SWORD地区に隣接する地区。『RED RAIN』の舞台ともなる。SWORD地区と比べると自然が残る都市で治安もそれほど悪くはないが、SWORD地区都市再開発計画に伴う再開発エリアとなっているなど、九龍グループの影が無いわけではない。雨宮兄弟・太田や古西ら格闘家コンビの出身地で、家村会の本拠地でもある。
リトルアジア地区
湾岸地区に隣接する地区。『RED RAIN』の舞台ともなる。SWORD地区近郊にある小規模の街でフィリピンやタイといった東南アジア風の町並みの外国人街でアジア系の在日外国人が住み着いている。昔から九龍グループが裏で牛耳っており、特に湾岸地区と同等の犯罪多発地帯であることやどんな事件が起きたところで治外法権で警察も動かないことから、九龍グループの処刑場とも称されている。克也会の本拠地でもある。MIGHTY WARRIORSやプリズンギャングのメンバー達の出身地である。
羅千（らせん）地区
SWORD地区に隣接する地区。『MOVIE2』の舞台ともなる。山王地区に隣接しており、現在は羅千地区の一部の街が山王地区に合併統合している。羅千刑務所があり、DOUBTのかつての本拠地である。DOUBTのメンバー数名の出身地である。過去に黒白堂駅でWhite RascalとDOUBTが一般市民や警察をも巻き込んだ大規模抗争を起こしており、その影響で路線や駅諸共周辺の街が封鎖されている。
黒白堂駅跡地（『MOVIE2』）
羅千刑務所（『MOVIE2』）
上下（かみしも）温泉街
『湯けむり純情篇』の舞台ともなる。SWORD地区や近郊の地区一帯とは打って変わり、ギャングチームや反社会勢力の類が一切存在しない温泉街で比較的平和な街である。
希望ヶ丘団地
SWORD地区近郊にある巨大マンモス公共団地で、現在は全て廃墟棟となっている。『WORST』の舞台ともなっている。かつて所得が低い世帯の定住を目的に作られたのだが、それぞれの棟内で殺人・放火・自殺・心霊等の事件が多発し退去が多発したことをきっかけに"絶望団地"と渾名される様になる。現在一部の廃墟棟を牙斗螺が占拠している形になる。
●殺人棟/辻・芝姉弟
●幽霊棟/高城司・ジャム男
●放火棟/西川泰志・横山清史
●首吊棟/花岡楓士雄・前川新太
戸亜留（とある）市
SWORD地区に隣接する町（『WORST』シリーズではクロスオーバー作品として、隣町同士という設定である）。『WORST』シリーズの舞台ともなっている。鳳仙学園のような不良高校が数多く点在しており、他にもギャングチームが各地に点々としているなど、SWORD地区にも似た環境の街である。
髙橋ヒロシ原作の不良漫画『クローズ』・『WORST』の舞台である。
●鳳仙学園高校
○武装戦線
●河田第二高校(鳳仙と不可侵協定を締結)
●焚八商業高校(鳳仙と不可侵協定を締結)
●黒咲工業高校(鳳仙と不可侵協定を締結)
○狂屋
○百鬼
●竜胆高校(鳳仙と不可侵協定を締結)
●百合川南高校(鳳仙と不可侵協定を締結)
●七森工業高校(鳳仙と不可侵協定を締結・劇中で鳳仙学園のグループが揉め事を起こしてしまい、佐智雄単身で謝罪しに行ったことで抗争回避された)
●塚本高校(鳳仙と不可侵協定を締結)
○慚愧の虎
●鈴蘭男子高校
その他
・四暗地区(九龍グループが収める地区)
・武呂地区(雨宮兄弟のバイクのナンバープレート)
・青衝地区(九龍グループの車のナンバープレート)
・雷霆地区(九龍グループの車のナンバープレート)

### 勢力
G-SWORD
SWORD地区に鎮座している5大勢力の頭文字を取って渾名され、SWORDと略称されている。それぞれの街に鎮座しているだけあって勢力も強大で、もしSWORDの均衡が崩れた場合SWORD地区全域を巻き込んだ巨大抗争が勃発することが予測される為、どんな手を使ってでも均衡を崩さない様穏健に行動する山王連合会を中心に、均衡が崩れることなど意に介さず自らの宿願達成の為に進んで抗争を仕掛ける達磨一家、女達を守るWhite Rascalsや己の器や力を高める事のみに力を注ぐ鬼邪高校・街や家族を守るRUDE BOYSなど均衡が崩れることに関心を持たないチームなどで性質はチームごとに違ってくる。唯一の共通点として、SWORD内でドラッグに関わることは御法度という暗黙のルールが存在しており、これに関してはRUDE BOYS内では家族に危険を及ぼす為万が一手にしてしまった場合はチーム内で処罰する決まりがあったり、鬼邪高校内では全校生徒集合の元集会が行われるなど各チームで警戒している。
『MOVIE』におけるSWORD襲撃とコンテナ街の戦いにて初めてSWORD同士が団結しあったことで交流が増え、『MOVIE2』序盤にてSWORD同士で協力し合う為の協定までも作られることになった。一方で協定があるとはいえ、基本的に彼らは自分たちのチームや主義主張以外は関心を持たない閉鎖的な者が大半を占めるので、いくつかの例外を除いて他の勢力同士で仲良くなることは無いに等しい。
『MOVIE2』では、一同に顔を合わせることが増えてからは互いのチームの頭が他チームの元へ出向く機会が増えており、黒白堂の戦いではピンチとなったWhite Rascalsを援護すべく、全チームが集結する。
『MOVIE3』では、"FINAL MISSION"でも全チームが協力し合い、その後の"SWORD協定"先駆けの戦いが繰り広げられた。それ以降鬼邪高校以外の各チームの動向は不明だが、『湯けむり純情篇』では、"SWORD協定"の可決により、全チームによる治安維持が行われた様子。
●山王連合会
●White Rascals
●鬼邪高校定時制
●RUDE BOYS
●達磨一家
湾岸連合軍
『MOVIE』にて登場するメインヴィランにあたる勢力。琥珀が龍也の仇を討つ為に張城の李が琥珀の私兵としてMIGHTY WARRIORSとDOUBTを買収して支配下においたものである。少数精鋭で各自が圧倒的戦力を誇るMIGHTY WARRIORSと数であれば圧倒的なDOUBTによる連合軍である。九十九はSWORD襲撃やRUDE BOYS迎撃時にはこちら側の陣営だったが、勢力としては含まれていない。
●琥珀
●MIGHTY WARRIORS
●DOUBT
DOUBT・プリズンギャング連合軍
『MOVIE2』にて登場するメインヴィランにあたる勢力。DOUBTの林蘭丸がSWORD地区とSWORD及びWhite Rascalsを壊滅させるべく羅千刑務所で知り合ったジェシー一派を雇い入れたものである。劇中の黒白堂の戦いではMIGHTY WARRIORSの乱入によりDOUBTがプリズンギャング諸共攻撃を受ける羽目になる。
●DOUBT
●プリズンギャング・ジェシー一派
SWORD地区連合軍
『MOVIE3』にて登場する勢力で、琥珀と九十九の元ムゲンコンビと雨宮兄弟、そしてSWORD全チームが一挙したかつて類を見ない勢力。FINAL MISSIONにあたる"公害の証拠資料"・"公害の真相を知る者"・"公害犠牲者"の3つを探し出すことにある。琥珀が全面総指揮の下、琥珀・雨宮兄弟・RUDE BOYS分隊が"証拠資料"と"真相を知る者"を、九十九・山王連合会分隊が"公害犠牲者"のエリの捜索と爆弾起爆阻止の為、White Rascals・鬼邪高校・達磨一家は各自陽動部隊として分かれた。
●琥珀
●九十九
●雨宮兄弟
●山王連合会
●White Rascals（陽動）
●鬼邪高校定時制（陽動）
●RUDE BOYS
●達磨一家（陽動）
鬼邪高・鳳仙連合軍
『WORST』にて登場する勢力で、敵討ちと仲間の為に敵対し合っていた鬼邪高校全日制と鳳仙学園が団結して牙斗螺の本拠地に乗り込んだものである。援軍としてオロチ兄弟と鬼邪高校定時制が乱入するがこの勢力には含まれていない。
『WORST X』にて再集結し、拉致された司を奪還する為、闇討ちされたシダケンの敵討ちの為瀬ノ門工業へ乗り込んだ。
●鬼邪高校全日制
●鳳仙学園
三校連合
『WORST X』にて登場するメインヴィランにあたる勢力。SWORDの看板が無くなった鬼邪高校全日制殲滅を目論み、エンジ色の学ラン・瀬ノ門工業高校、カーキ色の学ラン・鎌坂高校、青ブレザーと白チェックズボンの江罵羅商業高校の3校からなる色とりどりの対鬼邪高校連合軍である。同盟関係ではなく、鎌坂高校・江罵羅商業高校が瀬ノ門工業高校傘下に加わった形である。
● 瀬ノ門工業高校
● 鎌坂高校
● 江罵羅商業高校

### ストーリーワード
レッド・ラム
『ドラマ・シーズン1』と『WORST』から登場するキーワード。所謂非合法・違法ドラッグの類で、赤い粉末状で使用することで人間に幻覚症状・無気力症さらには薬物依存の危険性を見せる。九龍グループが製薬工場・DOUBTがクスリの取引等で暗躍した為湾岸地区及びSWORD地区という広範囲に広まった。かなり金になるらしく一般人までもが所有している事態であった。無名街に製薬工場があったが、シーズン1内での騒動で工場は閉鎖しリトルアジア地区に移転、さらにはDOUBTが表舞台から姿を消し、九龍グループ壊滅後に完全に姿を消す。
『WORST』では、DOUBTの残党達が主軸として構成された牙斗螺の手により再び製薬・取引が行われ、SWORD地区・戸亜留市内に範囲が広まった。騒動終結後に再び姿を消した。
因みにCLAMPが描く漫画『HIGH&LOW g–sword』では同名のカレー粉が存在することが発覚。雨宮兄弟やMIGHYWARRIOSのICEも使用しており、料理雑誌にも掲載されていた。
SWORD地区都市再開発・カジノ建設計画
『ドラマ・シーズン2』から登場する重要なキーワード。本作の物語の主軸とも言える。内容は、日本政府主体の元行なわれる経済復興政策として行なわれる所謂経済安定化法案である。SWORD地区都市再開発計画は主に山王地区や無名街一帯地区を中心とした古い街並みを一度更地にし、周辺一帯の街も一から新しく作り替える計画である。SWORD地区カジノ建設計画は主に都市再開発に成功したSWORD地区に合法カジノ・リゾートホテルなどを建設することで雇用促進・兆円規模の経済効果をもたらす事が予測される経済安定・復興法案である。ただし、候補地のSWORD地区の悪い噂を知る者からは反対の声が多いのも事実。その黒く悪い噂が後述のUSBとして収められている。
『MOVIE2』から『MOVIE3』にかけて、雨宮兄弟による機密情報告発や琥珀達による政府による公害隠蔽工作の露見に伴い、これらの法案・計画は全て白紙撤回・頓挫する。
機密情報の入ったUSB
『RED RAIN』から登場する重要なキーワード。RED RAIN、MOVIE2においてSWORD地区VS九龍グループの戦いを大きく左右することとなる両作品の最大の機密。内容は主に九龍グループが主体で進めているSWORD地区都市再開発計画とSWORD地区カジノ建設計画に関する機密情報で、法案に賛同した政治家をはじめ官僚・警察・公安・自治体・さらには有力企業上層部関係者のデータや法案に反対した者たちのリスト、闇献金や違法な地上げの調書までも入っていた。世間に表沙汰になれば九龍グループはおろか日本政府自体が根本から経済崩壊しかねない危険な代物である。はじめは、成瀬幸雄が仕事の最中偶然手に入れた情報として出てきてそれを専門家の手で簡単には情報漏洩出来ない様細かい細工が仕掛けられており、特に素人がいじるとUSBはおろか使用者のコンピュータをクラッキングするシステムまで備わっている。娘の愛華から雨宮尊龍、そこから経由されハッカー・吉野の手に渡り行き詰まったことで山王連合会のノボルと共同で解析する。その後USBは雨宮兄弟から琥珀の手に渡る。
『MOVIE2』では、雅貴・広斗と協力者の吉野、サポーターの琥珀と九十九の手でUSB内の全てが報道機関に公表されることとなら、法案や計画は一時的に凍結され、九龍グループ総裁・九世龍心逮捕に追い込む。しかし九龍グループの手で情報公開がもみ消されてしまう。
SWORD協定
『MOVIE2』から登場するキーワード。MOVIEにおけるコンテナ街の戦いによる湾岸連合軍の猛攻・九龍グループや張城といった反社会勢力から狙われる土地性、更に九龍グループ壊滅後に現れるであろうSWORD地区を狙う勢力に対抗する為SWORDの5大勢力がこれまでの因縁や理念を払拭しSWORD地区を自衛する為に協力し合うべくコブラ・ノボルが提唱したSWORD地区全域への終戦協定である。ただし、これには各チームの理念やチームとしての想いを捨てかねない事態も想定された為提唱時には可決されなかったが、これまでの戦いの経緯や交流が増えた事でSWORD全体に何かしらの影響を与えており、村山良樹が極秘裏に動いて日向紀久にSWORD協定を実現させるべく決闘を申し込んでいた。後に日向紀久が自分達をSWORD協定だと名乗りを上げる。
『MOVIE3』劇中で、"FINAL MISSION"に挑むべく"SWORD地区連合軍"として団結し、終戦後は正式にSWORD協定が可決された。
- 提唱賛成派●

●コブラ・ノボル・テッツ(山王連合会) → 「九龍グループや張城以外の勢力が出てくる可能性がある」/「俺たちはこれから協力しあうべきだ」/「今までのように歪みあってる場合じゃない」
●村山良樹(鬼邪高校) → 「俺はいい話だと思う」/村山はその後独断で日向紀久を説得すべく暗躍。
●KIZZY(White Rascals) → 「コブラの言う通りかも」 → その後ROCKYの真意を知り、反対派に。
- 提唱反対派○

○ROCKY(White Rascals) → 「White Rasclsは女を守るだけだ。関係ねえ」/真意は林蘭丸が指揮権を取り戻したDOUBTとの戦いに巻き込みたくないというもの。
○日向紀久・左京・加藤鷲(達磨一家) → 「今まで歪み合ってた俺たちが協力できるのか？」/「俺たちは最初から連む関係じゃねえ」 → 日向を含め達磨一家全勢力がSWORD協定としてDOUBTに宣戦布告。
○タケシ(RUDE BOYS) → 「俺たちは家族や仲間たちの未来の方が重要だ」
隠蔽された公害
『MOVIE3』にて登場する重要なキーワード。本作全体で動いているカジノ建設計画とSWORD地区都市再開発計画の真相と言える。劇中における数十年前のSWORD地区でとある製薬会社があるウイルスに効果をもたらす特効薬を研究開発していた。だが研究の結果ウイルスに効果はあるものの薬を投与すれた患者は半年から1年以内に100%死亡する副作用があることが判明し、金銭や社会援助を失った製薬会社は倒産した。しかし本当の問題は、製造時発生する有害物質が工場があった地区一帯の土壌・空気、そしてその近辺の巨大な湖の水質まで環境汚染を及ぼしたことで政府はこれが公害であるという事態に立たされ、政府だけでなく、警察機関・地方自治体・そして九龍グループを使って工場のあった周辺地区一帯を閉鎖・水質汚染した湖を埋め立てる形で証拠を隠蔽した。だが、その地区の地下である貴重鉱物の採掘場があり、作業中に作業員が鉱物と共に環境汚染を及ぼした有害物質が長い年月をかけて固体化した結晶を掘り出してしまい、その口封じも兼ねて無名街の一部とその採掘場を爆破・破壊した。つまりその湖を埋め立てた後に出来たのが無名街だったのだ。再開発やカジノ建設の本当の目的は、公害の証拠を永久に隠蔽するという真相だった。日本政府が根本的に崩壊しかねない証拠が眠る無名街一帯を破壊・消し去りその跡地にカジノを建設することで公害自体を完全に隠蔽しようと企んでいた。また、公害による人体汚染は留まらず、現時点ではスモーキー(肺炎・吐血・喘息・視力低下・眼球白濁化)・エリ(肺炎・喘息)が公害被害者として確認されている。
全日ステークス
『WORST EPISODE.O』にて登場するキーワード。鬼邪高校伝統行事で、全日制に毎年ごとに新入する生徒や転校してくる編入生徒らをダービーに例えて行われる、誰が一番強いのかを決める賭博で定時制内で行われている。学校内のルールとして現金を用いた賭け事は禁じられている為定時制は学食の食券を使用する。ところが事態は急変し『MOVIE3』における九龍グループによるSWORD地区壊滅行動や"FINAL MISSION"の影響で全日制全体が怖気ずいたことで騒動が完全に沈黙し、今年度の賭け事はノーゲームという扱いになった。
番長宣言
『WORST EPISODE.O』以降頻繁に登場するキーワードで、『WORST』シリーズで最も重要なワード。鬼邪高校初代番長の村山良樹が鬼邪高校定時制・全日制に発令しており、最初の発令は"コンテナ街の戦い"（『MOVIE』）終結後に「定時制の揉め事に、全日制を巻き込まない」と発令。これにより、全日制はSWORDとして"SWORD協定"や"黒白堂の戦い"、"FINAL MISSION"にも参加しなかった。だが、"FINAL MISSION"の騒動の影響が全日制を沈黙させ、それを良しとしなかった村山が全日制に発破をかける形で2度目の番長宣言として「SWORDの揉め事に、全日制を巻き込まない」と発令。要するにこれは、鬼邪高校定時制と全日制で分断される、即ちSWORDの"O"は鬼邪高校ではなく、鬼邪高校定時制のみを表すこととなり、全日制はSWORDの勢力図に組み込まれないことを意味していた。これまで、SWORDの看板があったことで保たれていたSWORD地区の不良校のパワーバランスが完全に崩れ、『WORST X』では瀬の門工業高校・鎌坂高校・江罵羅商業高校と言った近隣校に狙われる結果となった。

### その他ストーリーワード
FUNK JUNGLE
MIGHTY WARRIORSが掲げるチーム理念で、音楽とファッションをリスペクトし、夢や希望を持たずに底辺を生きている人々に平等に希望を与える為の理想郷を作る考え方。この言葉はジェシーがMIGHTY WARRIORSを結成した当初に発した言葉でICEがこの言葉を背負いながら音楽活動をしていきたいと信念を持つようになった。理想郷創設の一環で、湾岸地区に巨大クラブ"FUNK JUNGLE"を設立する。
ゼロレンジコンバット
『RED RAIN』にて登場する雨宮兄弟が会得し、主に雨宮尊龍が得意戦闘術とする零距離戦闘術。創始者は稲川義貴。スポーツや運動を目的とする柔道・空手・ボクシングやプロレスなど「格闘技」系とは違い、日本古来の動きや武術・精神をベースとしており、戦いにおける様々な状況を想定し、空間的な距離に関わらず自ら用いる身体操作を駆使して戦う「戦闘術」である。素手の以外にも、ナイフ・警棒・銃火器の操作も想定している。体幹を保ったまま、肩甲骨を柔軟に回す「ウェイブ」を基本の身体操作の一つとする。
実際にゼロレンジコンバットを駆使することを知っていたコブラからは"今までの奴らにとって俺たちはほんの遊び相手に過ぎなかった。銃や殺しが絡んできたら奴らは必ず使う。そうなったら誰も奴らには勝てない"と称している。
本作でアクション監督と演技指導を担当した坂口拓は、創始者・稲川から直接的に師弟関係となり「ウェイブ」から「ゼロレンジコンバット」までのマスターに成功している。後に坂口が主演・アクション監督を兼任した『RE:BORN』では、斎藤は重要キャストとしても出演している。

## 本作劇中での年表

### 劇中以前
○九世龍心が治安維持を目的とした組織"九龍会（後の"九龍グループ"）"結成。右腕の黒崎君龍も加入。
●現在の暗殺専門の源会や後始末専門の藤森会・金庫番担当の植野会や傭兵部隊の克也会などの多数の組織が傘下に加わり、名を"九龍グループ"に改名。
○旧SWORD地区・現在の無名街に位置する湖の周辺地区にあった製薬会社工場であるウイルスに対する特効薬開発が進められるも、薬物の危険性から工場は閉鎖。（『HiGH&LOW THE MOVIE3 FINAL MISSION』）
●工場から出た廃棄物の類が湖の水質汚染や周辺地区の土壌・空気汚染が発覚。日本政府は公害である事実を知らされ全てを隠蔽。埋め立て地区一帯はその後"無名街"と呼ばれるようになる。（『HiGH&LOW THE MOVIE3 FINAL MISSION』）
○旧SWORD地区・鬼邪地区に私立高校"鬼邪高校"開校。
○朝比奈寿子が、レディース"苺美瑠狂"二代目総長を襲名。メンバーには現メンバーの若き頃の母親達も。（『HiGH&LOW ORIGINAL BEST ALBUM』）
○リトルアジア地区のICEが音楽と出会い、多国籍軍に従軍。（『HiGH&LOW THE MIGHTY WARRIORS』）
●リトルアジア地区のパール・9が多国籍軍に従軍。ICEと同じ部隊に所属。（『HiGH&LOW THE MIGHTY WARRIORS』）
●数年後、ICE・パール・9が多国籍軍を除隊。（『HiGH&LOW THE MIGHTY WARRIORS』）
○琥珀が龍也と出会う。（ドラマ・シーズン2）
●琥珀が左目を負傷。（ドラマ・シーズン2）
○雨宮壮介・尊龍・雅貴親子が、祥子・広斗親子と再婚。（『HiGH&LOW THE RED RAIN』）
●尊龍が雅貴・広斗に戦い方を教える。（『HiGH&LOW THE RED RAIN』）
●4月1日。雨宮夫妻が上園龍臣の手により死に追いやられる。3人は"雨宮兄弟"として共に強くなる事を誓う。（『HiGH&LOW THE RED RAIN』）
○羅千地区で、林蘭丸がスカウト集団"DOUBT"結成。
○スモーキーが無名街に捨てられる。
●ララが無名街に捨てられ、スモーキーと出会う。
○コブラ・ヤマトがノボルと出会う。（ドラマ・シーズン1）

### 過去
○龍也・琥珀が、ライダーチーム"ムゲン"結成。（ドラマ・シーズン2）
●黒双地区の太田・古西がムゲンに加入。（ドラマ・シーズン2）
●ムゲンと九十九がトラブルで顔見知りとなり、九十九がムゲンに加入。（ドラマ・シーズン2）
●龍也の後輩のコブラ・ヤマトがムゲンに加入。（ドラマ・シーズン2）
○ダンが高校最後の試合に出場。（ドラマ・シーズン1）
○ノボルが高校卒業後、大学へ進学。そこで美保と出会う。（ドラマ・シーズン1）
●ノボル・美保が交際を始める。（ドラマ・シーズン1）
●美保が強姦に遭い、自殺未遂を図る。ノボルが犯人に報復し、殺人未遂・暴行罪で逮捕。（ドラマ・シーズン1）
●暴走寸前のコブラ・ヤマトを琥珀が説得。（『HiGH&LOW THE MOVIE』）
○ROCKYがDOUBTのKIZZY・KAITOと交戦。その後2人はDOUBTを脱退。（ドラマ・シーズン2）
●ROCKY一派の手により阿来地区がDOUBTの魔の手から解放される。ROCKYをリーダーとするスカウト集団"White Rascals"結成。（ドラマ・シーズン2）
●羅千地区・黒白堂駅でWhite RascalsとDOUBTが激突。数十人の死傷者を出し、林蘭丸が逮捕。（『HiGH&LOW THE MOVIE2 END OF SKY』）
●黒白堂駅は閉鎖。White RascalsとDOUBTは表立って争うことがなくなる。（『HiGH&LOW THE MOVIE2 END OF SKY』）
●KIZZY・KAITOが海外渡航の為White Rascalsを一時離脱。（ドラマ・シーズン2）
○森田誠一郎が交通事故で死亡。（『DTC 湯けむり純情篇 from HiGH&LOW』）
○轟洋介が中学在学中にイジメを受ける。その後報復の為肉体改造を行い、不良達を返り討ちにする"不良狩り"を横行。（ドラマ・シーズン2）
○希望ヶ丘団地が閉鎖。地元住民は旧SWORD地区各地に転居。
○龍也が洋食屋"ITOKAN"経営に専念する為ムゲン脱退。ITOKANオープン。（ドラマ・シーズン2）
●太田・古西が渡米の為ムゲン脱退。（ドラマ・シーズン2）
○ICE達が理想郷創設を目的とした"MIGHTY WARRIORS"結成。パール・9と共に、ジェシー・劉・バーニーらが加入。（『HiGH&LOW THE MIGHTY WARRIORS』）
●DOUBTの一派がMIGHTY WARRIORSに襲撃される。（『HiGH&LOW THE MIGHTY WARRIORS』）
●セイラがMIGHTY WARRIORSに加入。（『HiGH&LOW THE MIGHTY WARRIORS』）
○"家村会"はDOUBTを襲撃したのがムゲンと断定し、傘下組織"日向会"に襲撃を指示。（ドラマ・シーズン2）
●ムゲンが日向会と交戦。ムゲンの勝利、日向会は破門・永久追放処分を受ける。（ドラマ）
○日向紀久が九龍グループ末端構成員らを幾度となく襲撃。（ドラマ・シーズン1）
●日向がムゲンを憎む"饕餮兄弟"の左京・右京と出会う。ムゲンの残党・九龍グループ壊滅を目論む"達磨一家"結成。加藤鷲が日向の後継人としてチームに加わる。（ドラマ・シーズン1）
●日向、羅千刑務所に収監。そこで収監中の蘭丸と出会う。
○ムゲンの名が世に知れ渡り、勢力拡大。琥珀が総長を名乗り、九十九・コブラ・ヤマトが幹部扱いされる。（ドラマ・シーズン2）
●雨宮兄弟がムゲンと交戦。（ドラマ・シーズン2）
○雨宮尊龍が消息を絶つ。（『HiGH&LOW THE RED RAIN』）
●尊龍が両親の復讐の為九龍グループ"上園会"構成員となる。（『HiGH&LOW THE RED RAIN』）
●目的を上園暗殺ではなく、九龍グループ壊滅に向け動き出す。（『HiGH&LOW THE RED RAIN』）
○琥珀がムゲンの名を語る者と接触し制裁を下す。（ドラマ・シーズン2）
●龍也が即死・九十九が植物状態に陥る交通事故が発生。その後犯人は自首。（ドラマ・シーズン2）
●ムゲン解散。琥珀が消息を絶つ。（ドラマ・シーズン2）
○山王地区で、元ムゲンのコブラ・ヤマト率いる"山王連合会"結成。ダン・テッツが加わる。
○無名街で、スモーキーら無名街の孤児らによる"RUDE BOYS"結成。
○鬼邪高校定時制に古屋英人・関虎太郎編入。"荒業"に挑むも2人とも達成ならず。
●定時制に村山良樹編入。"荒業"達成し、鬼邪高校初代番長を名乗る。（ドラマ・シーズン1）
●全日制に花岡楓士雄・高城司・辻・芝マンが入学。（『HiGH&LOW THE WORST EPISODE.O』）
●花岡楓士雄が家の都合で転校。（『HiGH&LOW THE WORST EPISODE.O』）
●辻・芝マンが全日制を仕切る。
○鎌坂高校に氷室零ニ・ガンジーが入学。2人はすぐ対決し、氷室が勝利し、鎌坂高校を仕切る。（『HiGH&LOW THE WORST X』）
○江罵羅商業高校に鮫岡章治・風神・雷神が入学。3人による"武闘の三大神"による支配体制が樹立。（『HiGH&LOW THE WORST X』）
○轟洋介、高校入学後も隠れて不良狩りをしている時、江罵羅商業高校の風神と対決し勝利。（『HiGH&LOW THE WORST X』）
●風神敗北の報を聞いた雷神が敵討ちに挑むも惨敗。（『HiGH&LOW THE WORST X』）
○五大勢力"SWORD"が誕生し、SWORDが支配することから"SWORD地区"と恐れられることとなった。（ドラマ・シーズン1）

### 山王連合会vs鬼邪高校（ドラマ・シーズン1）
○チハルが鬼邪高校定時制に編入。
●チハルが古屋英人・関虎太郎らに目をつけられる。
●ヤマトが関ら鬼邪高校の一派を撃退。
○チハルがヤマトの素性を聞きつけ、山王街を来訪し山王連合会加入を申し出る。
●コブラ達山王連合会はチハルのチーム入りを否定。
●村山良樹率いる鬼邪高校一派が山王街を来訪。ヤマトらと一色触発の危機に陥る。
○チハルがチーム入りを諦め、鬼邪高校にケジメをつけに戻る。
●チハルを援護すべくヤマトが単身鬼邪高校に乗り込む。
●ヤマトを援護すべく山王連合会が鬼邪高校と交戦。
●コブラvs村山がタイマン勝負。コブラの勝利で戦闘終結。
○チハルが山王連合会に加入。

### 家村会の陰謀（ドラマ・シーズン1）
○ノボルが刑務所で知り合った家村会幹部・二階堂の伝で、家村会に加入。
●チハルの父親が家村会への借金返済で追われていたところ、チハルとノボルが初めて接触。チハルの家の借金の全額返済を条件に、ノボルの指示で山王連合会の内通者とノボルの指示による実働員として活動。
●違法ドラック"レッド・ラム"事業で、RUDE BOYS・シオンの暗躍を感知。ノボルが調査の為チハルを動かす。
○ダンがララに嵌められ、White Rascalsの本拠地"クラブheaven"で揉め事を起こす。
●MIGHTY WARRIORSがクラブheavenへ来店。
●チハルは揉め事の実行犯とされたもののノボルに釘を刺される。
●White Rascalsがダンを狙ってITOKANを襲撃。
○ノボルが家村会としてコブラ達の前に姿を現し、家村会の傘下組織となるよう警告する。
○騒動の決着をつけるべく、山王連合会各自が動きだし、ダンはWhite Rascalsの猛攻を掻い潜りながらララの身元を察知。
●ヤマトはチハルが今回の騒動に関わってる事を察知し直接White Rascalsに直談判。
●ダンがレッド・ラムと無名街の製造工場の存在とチハルの騒動への関与を報告。
○ヤマト達が無名街へ潜入し、RUDE BOYSと交戦。
●猛攻を掻い潜ったヤマト達はチハルを問い正し事の真相を知り、レッド・ラム製造工場を破壊。
●シオンの悪事を知ったRUDE BOYSと同じく騒動の真相に辿り着いたWhite Rascals、さらには主犯格にあたる家村会が接敵。その後巨大抗争は回避される。
○チハルが今回の騒動に巻き込んだことを謝罪するも、コブラ達はチハルを許す。
●スモーキーはシオンに仲間や家族達を裏切ったケジメと自身の身の安全の為に無名街を去る様進言。
●ノボルが事業失敗により制裁を受け、家村会は日向紀久ら達磨一家によるSWORD地区制圧を開始。

### SWORD狩り（ドラマ・シーズン1）
○日向紀久が羅千刑務所を出所。達磨一家に"SWORD狩り"と称した陽動作戦を厳命。
●右京一派がWhite Rascalsを襲撃。
●加藤鷲一派が鬼邪高校を襲撃。
●左京一派がRUDE BOYSを襲撃。
○日向自ら達磨一家を率いて山王連合会を襲撃。山王連合会と達磨一家が交戦。
●抗争の場にWhite Rascalsと鬼邪高校・RUDE BOYSが乱入。
○家村会からの制裁を恐れたノボルが拳銃を持って乱入し、全チームを脅迫。
●コブラ・ヤマトが山王連合会解散を宣言。2人の必死の説得により、ノボルは戦意喪失。
●コブラ達の様子を見た達磨一家も戦意喪失し撤収。その後日向はチームから消息を絶つ。
●ノボルが意識不明の重体となる交通事故に遭う。

### SWORD各地の動き （ドラマ・シーズン2）
○回復後美保は父親の借金を返すべく、DOUBT関連の店でホストとして働く。
●ノボルの事故を知り、脱走。
●DOUBTの面だった活動が再開した為、ROCKYが行動を起こす。
●日本に戻ったKIZZY・KAITOにより救出される。KIZZY・KAITO、チームに復帰。美保もWhite Rascalsの管理下に置かれる。
○ノボルが危篤状態に陥いるも、無事に回復。
●美保が自責の念から、ノボルの元を去る覚悟を決める。
●ノボルが美保が自分の元を去った事を知る。さらに、自分の事故の詳細を知り違和感を覚える。
●ITOKANで、ノボルの復帰祝いパーティーが行われ、そこで山王連合会復活が宣言される。
●ITOKANで、伊集院仁花がアルバイトとして勤務。
○達磨一家はこれまでの戦い方をしないことを宣言。

### 鬼邪高校内部騒動（ドラマ・シーズン2）
○鬼邪高校全日制1学年に、轟洋介編入。
●全日制トップの辻・芝マンと対決し、勝利。全日制による下克上を宣言する。
○番長・村山良樹を訪ねて宣戦布告するも、相手にされず撤収する。定時制内では、村山に対する不信感が爆発。
●村山がコブラを呼び出して密会。
○轟率いる全日制が、定時制を襲撃。
●定時制襲撃を知った村山が戻り、轟からの宣戦布告を受諾し、タイマン勝負。村山の勝利と轟の存在が知れ渡る。

### 他の勢力の動向（ドラマ・シーズン2）
○コリアンマフィア"張城"の李がMIGHTY WARRIORSにSWORD地区攻略の為の仕事を依頼。
●湾岸地区に"FUNK JUNGLE"創設。同じ頃から劉が九龍グループへの諜報活動を明かす。
○琥珀の元をコリアンマフィア"張城"・李が来訪し、龍也の死の真相を知らせ、組織への協力を要請。
●九十九が植物状態から復活。その後無事退院。
●琥珀が龍也を死に追いやった九龍グループへ復讐すべく行動を開始。九十九も琥珀に協力する。
●琥珀が家村会事務所を訪問。
○家村会主導により、SWORD地区都市再開発計画の影響で立ち退きになる家や閉店になる店が相次ぐ。
○家村会が闇討ちじみた襲撃をSWORD地区一帯に開始。
●ITOKANの窓ガラスが破られる事件発生。
●コブラ・ヤマトが車に轢かれかける。
●クラブheavenが何者かに襲撃される事件発生。
●鬼邪高校が何者かに襲撃される事件発生。
●達磨一家本拠地が放火。

### SWORD襲撃（『HiGH&LOW THE MOVIE』）
○無名街地下・鉱石採掘場から公害汚染物質が出土。日本政府は九龍グループに無名街周辺一体を爆破を指示。（『HiGH&LOW THE MOVIE3 FINAL MISSION』）
●無名街爆破。
●DOUBTが山王街を襲撃するも、山王連合会が撃退。その後も何度も交戦。
●パール・バーニー・セイラがクラブheavenを襲撃。手薄になった隙に、店の女達がDOUBTにより連れ攫われる。
●ICE・9が鬼邪高校を襲撃。壊滅的大敗北を喫したことで事態の重さを理解した村山・古屋・関が鬼邪高校を自首退学。
●琥珀・九十九が達磨一家を襲撃。半数以下の勢力に陥ったことで、加藤が日向をチームに戻す。
●雨宮兄弟がSWORD地区を来訪。
○クラブ"FUNK JUNGLE"グランドオープン。
○無名街爆破の犯人がMIGHTY WARRIORSであると知ったRUDE BOYSは、湾岸地区へ侵攻。
●RUDE BOYS侵攻を察知した劉が罠を仕掛け、RUDE BOYSとDOUBTが交戦。
●スモーキー側援軍に雨宮広斗が、劉側援軍にICEが加勢。スモーキーが劉の手で重傷を負う。
●RUDE BOYS・広斗が撤収。
●ララがDOUBTに連れ攫われてしまう。
●広斗がスモーキーの頼みを承諾し、ララ救出に動き出す。
○琥珀がコブラ・ヤマトを呼び出し、山王連合会は自身の傘下に入るよう指示。
●琥珀を止めようとするも2人では手足も出ず、逃げられてしまう。
●九十九が2人の元を訪問。琥珀の真意・龍也の死の真相を知る。
●ノボルが今回の騒動には、九龍グループと共に張城が関わっていることを警告する。

### コンテナ街の戦い（『HiGH&LOW THE MOVIE』）
○SWORD全チームが各々の目的を持って湾岸地区に侵攻。
●SWORDの侵攻を察知した琥珀が"湾岸連合軍"にSWORDの迎撃を指示。
○SWORDvs湾岸連合軍が交戦。
●雨宮兄弟が乱入。
●広斗vsICE、コブラvsバーニー、山王連合会vsパールが交戦。
○琥珀の真意を知った九十九が必死の説得をするも、琥珀は九十九に敵意と殺意を剥き出しに襲いかかる。
●琥珀を止めるべく、九十九・コブラ・ヤマトが応戦。
●3人の必死の説得により、琥珀が戦意喪失し全戦闘終結。MIGHTY WARRIORSとDOUBTは散り散りになる。
●雨宮兄弟により、ララと女達を救出。
●琥珀・九十九が消息を絶つ。
○九龍グループでは、SWORD地区を付け狙う存在を察知。

### HiGH&LOW THE LIVE
○山王連合会がチンピラ集団と交戦。
●ROCKYがWhite Rascalsを率いて登場。
●苺美瑠狂・ナオミ・ララが登場。
●加藤鷲が達磨一家を率いて登場。
●ピーがRUDE BOYSを率いて登場。
●琥珀・九十九が登場。
●ノボルが登場。
●DTCが登場。
●雨宮兄弟が登場。
●劉が武装集団と交戦。
●MIGHTY WARRIORSが登場。

### 雨宮兄弟の物語（『HiGH&LOW THE RED RAIN』）
○弁護士・成瀬幸男が九龍グループ崩壊の鍵となる機密情報を手に入れる。それを察知した九龍グループ"上園会"に狙われて、娘・愛華に託す。その後上園会に自殺に見せかけて殺害される。
●尊龍が逃亡していた愛華を匿う。献身的な対応から愛華は尊龍に心を許すようになる。
●尊龍が機密情報のUSBを知り、ハッカー・古野に解析を依頼し、そのまま愛華の元から姿を消す。
○4月1日。雨宮夫妻の命日の墓参りで、雅貴・広斗は上園会に追われる愛華を助ける。
●愛華は、上園会に追われることになった経緯と尊龍との関係を2人に話す。
●古野から単独によるUSB解析が困難であると連絡を受けた3人は、古野の仕事仲間である山王連合会のノボルに会うべく、山王街を来訪。
●コブラは雅貴達への協力を受諾。
●USB解析に成功し、そこでこの国の闇の部分を目の当たりにする。尊龍の位置も判明するも手遅れになる可能性が浮上。
○愛華が、尊龍・雅貴・広斗の素性と過去を知る。
○尊龍がリトルアジア地区の廃教会に上園会を呼び出し暗殺を試みるも失敗し死亡。
●雅貴が旧ムゲンアジトに出向き、琥珀にUSBと情報公開を託す。（『HiGH&LOW THE MOVIE2 END OF SKY』）
●雅貴・広斗が上園会本拠地を襲撃。
●雅貴が上園を追い詰めるも、とどめを刺すに至らず。
○SWORD地区都市再開発・カジノ建設計画による法案が正式に可決。篠原芳雄がカジノ法案担当大臣に就任。
●上園が今回の騒動の全責任を負う形で死亡し、上園会壊滅。九龍グループ総裁秘書・劉が後任に就任し、"劉龍人"と名乗る。

### その後
○鬼邪高校に復学した村山良樹が番長宣言を発令。
●全日制では新入生入学シーズンに突入し、"全日ステークス"が開催される。1学年に中越大が、2学年に西川泰志・横山清史らが編入し、全日制のパワーバランスが崩れ出す。（『HiGH&LOW THE WORST EPISODE.O』）
●"中越一派"の末端が"泰・清一派"を相手に騒動を起こす。（『HiGH&LOW THE WORST EPISODE.O』）
○MIGHTY WARRIORSにディディーとディクシーが加入。（『HiGH&LOW THE MIGHTY WARRIORS』）
○九龍グループ内に劉龍人率いる"劉会"新設。壊滅した上園会残党らが所属。
○山王連合会のダン・テッツ・チハルがトリオ"DTC"を結成。（『HiGH&LOW THE DTC』）
●チハルが介護施設の臨時職員として働き始める。（『DTC 湯けむり純情篇 from HiGH&LOW』）
●テッツがYouTubeチャンネルを開設。ツインタワーのYouTubeチャンネルが登録者数10万人を超え収益化。（『HiGH&LOW THE DTC』）
●苺美瑠狂が"バー経営"を夢見て行動開始。（『HiGH&LOW THE DTC』）
伊集院甲・尾沢新太郎がコンビ"たて笛兄弟"を結成。

### SWORD協定（『HiGH&LOW THE MOVIE2 END OF SKY』）
○カジノ法案可決の影響でSWORD地区一帯の治安が急激に悪化していく。
●山王連合会では、九龍グループに対抗を主張するコブラ・ヤマト達"徹底抗戦派"と法案可決を受け入れるダン・テッツ達"開発賛成派"に分裂。
●White Rascalsでは、"ビジュアル4人組"が脱退し、戦力増強の為KOOが精鋭4人組"SMG"が加入。
●達磨一家では、若手集団"達磨ベイビーズ"が加入。
●ユウが無名街に流れ着き、RUDE BOYSに加入。スモーキーの容体が徐々に悪化していき、タケシ・ピーがチームを率いる立場になる。
●鬼邪高校では、相変わらず村山の番長宣言により全日制は外との交流はほとんどなかった。
○林蘭丸が羅千刑務所を出所。ROCKYが動向を察知。
○コブラがSWORD全チームを呼び出して"SWORD協定"を提唱するも、White Rascals・達磨一家・RUDE BOYSからの反対意見により協定締結されず。
○ジェシーが"バルジ"の計らいでサンキングス刑務所を出所。リトルアジア地区に戻りチームメイトを呼び寄せる。
●DOUBT・ジェシー率いる一派がWhite Rascalsを襲撃。
●ジェシー一派が、DOUBT本拠地を来訪。蘭丸が"プリズンギャング"披露とチームへの見せしめ・人数切りを目的とした乱戦を開催。
○"泰・清一派"がジャム男一派らを襲撃。（『HiGH&LOW THE WORST EPISODE.O』）
○ジェシーがMIGHTY WARRIORSへ帰還。
●フォーがMIGHTY WARRIORSに加入。

### 機密情報のUSB （『HiGH&LOW THE MOVIE2 END OF SKY』）
○カジノ法案に向けて、篠原大臣が警察官僚と九龍グループ"黒崎会"会長・黒崎君龍と密会。
○九龍グループがUSBの存在を察知。USBの強奪もしくは殲滅を目的に、"黒崎会"若頭・九鬼源治と"源会"を仕向ける。
●琥珀・九十九が情報公開に動くも、源治率いる部隊に襲撃される。
●琥珀・九十九・雨宮兄弟で情報公開に向け行動を開始。九龍グループの暗殺部隊に襲撃されるも、無事に情報公開に打って出る。
○告発の影響で、カジノ法案の白紙撤回や篠原ら政治家達の汚職や辞職、さらには九龍グループ総裁・九世龍心逮捕などのスキャンダルが相次ぐ。

### 黒白堂の戦い（『HiGH&LOW THE MOVIE2 END OF SKY』）
○クラブheavenクローズ。White RasalsがDOUBTに宣戦布告。DOUBTはプリズンギャングを引き連れてそれを受け入れる。
●山王連合会内部対立発生。ダン達"開発賛成派"はコブラの指揮下から離脱。
●ケン・ヒカルが山王連合会脱退を決意。（『HiGH&LOW THE WORST EPISODE.O』）
●村山良樹が、達磨一家本拠地へ訪問して日向紀久とのタイマン勝負を申し出る。
○楓士雄の祖父・哲二が病死。（『HiGH&LOW THE WORST EPISODE.O』）
○黒白堂駅跡地で、White Rascalsと"DOUBT・プリズンギャング連合軍"が交戦。
●山王連合会・鬼邪高校定時制・RUDE BOYS・達磨一家が乱入。日向がSWORD協定を宣言する。
●MIGHTY WARRIORSがジェシーの援軍に乱入。
●ROCKYvs蘭丸が激突し、ROCKYの勝利。
●九龍グループが黒白堂へ向かってる情報を聞きつけ、劉がICEへ連絡。MIGHTY WARRIORS・プリズンギャングが撤収。
●九龍グループ"善信会"乱入。会長・善信吉龍がSWORDを潰す事を宣言。
●コブラを筆頭からSWORDは九龍グループへ宣戦布告。

### SWORD壊滅行動（『HiGH&LOW THE MOVIE3 FINAL MISSION』）
○九世龍心が証拠不十分により釈放。
○無名街の爆破セレモニーと称した見せしめを行うことが政府に発表され、住人達が次々に連れ去られていく。
●山王街が九龍グループに襲撃され、山王連合会や街に住まう若者達が吊し上げに遭う。逃げ延びたダン達"開発賛成派"は山王連合会との訣別を宣言。コブラ達山王連合会はノボルの情報を元にゲリラ戦を展開。その最中、コブラが九龍グループ"克也会"の襲撃に失敗し、拉致・監禁される。
●クラブheavenや阿来地区一帯の店が九龍グループ"植野会"に買収され立ち退きに遭う。その後店ごとチームは壊滅。
●鬼邪高校定時制が襲撃され、壊滅。
●"克也会"と共にリトルアジア地区の集団に襲撃され、本拠地の賭博場ごとチームは壊滅。
●失脚した篠原大臣は自殺に見せかけて暗殺される。
○告発後、黒双地区に潜伏していた琥珀・九十九・雨宮兄弟であったが、九龍グループ"藤森会"らの手で広斗が狙撃されるが、刑事・西郷の手で逃げ延びる。
●琥珀達が西郷から過去にSWORD地区で行われた薬品製造の不正・公害の隠蔽に政府と九龍グループが関わっている事を告げる。
○死亡した篠原に代わり飛田大臣が就任。
○逃げ延びたMIGHTY WARRIORSは今回の騒動に"バルジ"なる存在が関わっている事を知る。
○九世龍心逝去。妻・梨花子が総裁権限代行に就任。
●バルジ"が今回の騒動から撤退することが明らかになり、九龍グループでは善信吉龍・植野龍平・藤森龍生・劉龍人が指揮系統から離脱。
○無名街で遂に重機を用いた強制退去開始。RUDE BOYSらも遂に無名街から去る。
●逃げ延びた家族や仲間を守る為、スモーキーが殿として九龍グループを足止めし、死亡。無名街の荒地に埋葬される。
○全日ステークスが九龍グループによる襲撃の影響で完全に沈黙。（『HiGH&LOW THE WORST EPISODE.O』）
○山王街老舗銭湯"山乃湯"クローズ。

### FINAL MISSION （『HiGH&LOW THE MOVIE3 FINAL MISSION』）
○琥珀・九十九・雨宮兄弟・山王連合会・White Rascals・鬼邪高校定時制・RUDE BOYS・達磨一家が一挙に集結。"薬品製造の不正・公害隠蔽の非公開資料と公害犠牲者・当事者"を探しだす作戦を展開する。
●琥珀・雨宮兄弟・RUDE BOYSは当事者・馬場元と公害被害者・エリと資料捜索にあたる。
●九十九・山王連合会は爆弾解除にあたる。
●鬼邪高校定時制・White Rascals・達磨一家は陽動にあたる。
○琥珀・雨宮兄弟が、資料を持った馬場とエリを引き連れてメディアの前に姿を表し、全ての隠蔽工作が暴かれる。
●飛田大臣を含むカジノ法案に関わっていた政治家や官僚失脚のスキャンダルが流れる。
●九龍グループ本家が家宅捜索。黒崎君龍・克也龍一郎・源龍海・家村龍美らが一才検挙。九龍グループ経済崩壊。
○琥珀・九十九・雨宮兄弟が表舞台から姿を消す。
●SWORDの各チームがそれぞれの道を歩み出す。正式にSWORD協定が締結される。
●MIGHTY WARRIORSが湾岸地区から消息を絶つ。

### 鬼邪高校vs鳳仙学園前夜（『HiGH&LOW THE WORST』）
○戸亜留市の鳳仙学園では、番長・上田佐智雄を筆頭に四天王"小沢仁志"ら史上最強体制を樹立。
●佐智雄の妹・唯が悪事に巻き込まれる。
●鳳仙学園2年・徳山門司が交通事故により入院。（『HiGH&LOW THE WORST X』）
○前川新太の母親が末期癌の宣告。新太は高校を中退し、フリーターとなる。
○金平兄弟率いる一派がDOUBTの残党を吸収し、"牙斗螺"結成。リトルアジア地区から横流ししたレッド・ラムを用いて売買を開始。
●新太が、牙斗螺に加入。
○村山良樹が二度目の番長宣言を発令。これにより、鬼邪高校は定時制と全日制に完全に分裂する。（『HiGH&LOW THE WORST EPISODE.O』）
●全日制入学シーズンにより、1学年に中岡昌平が入学。中越率いる"中越一派"に合流し、"中・中一派"を名乗る。（『HiGH&LOW THE WORST EPISODE.O』）
●高城司率いる"司一派"が正式に始動。（『HiGH&LOW THE WORST EPISODE.O』）
●村山の番長宣言に不服を申し出た轟洋介が再び村山にタイマン勝負を挑むも惨敗。全日制の均衡が完全に崩壊。
●全日制内に"轟一派"・"司一派"・"泰・清一派"・"中・中一派"が乱立。
○希望ヶ丘団地・サダ婆が亡くなる。
○全日制3学年に花岡楓士雄が再編入。
●楓士雄の元に、"司一派"と"中・中一派"が合流。
○村山が、関虎太郎の伝で建設会社"関組"にアルバイト入社。
○レッド・ラムが再び一帯にで回り始める。
●全日制にレッド・ラムのプッシャーをしていた生徒の存在が明らかに。村山が全日制全生徒を集めて"SWORDでクスリは禁止だ"と警告する。
●鳳仙学園では、サバカン率いる一派が調査に乗り出すも唯がこの騒動に巻き込んだ犯人の仕業ということ以外の情報は掴めず。
●関組で若手作業員がプッシャーをしている現状を快く思わないオロチ兄弟が、事情を聞く為山王地区のチハルを訪問するも、詳しい情報は掴めず。
○牙斗螺がレッド・ラム売買の邪魔をされた腹いせに各地を蹂躙。
●西川泰志が、鳳仙学園に偽装した牙斗螺の一派により負傷。
●沢村正次率いる一派が鬼邪高校に偽装した牙斗螺の一派により負傷。沢村が意識不明の重体となる。

### 鬼邪高校vs鳳仙学園（『HiGH&LOW THE WORST』）
○鬼邪高校全日制・鳳仙学園が双方のことを認知。
●全日制では、泰志の証言と他の生徒が待たされた脅迫状から相手が戸亜留市の鳳仙学園であることを認識。
●鳳仙学園では、サバカンから襲撃前に自らを鬼邪高校の生徒と名乗ったことを伝え、SWORDの"O"にあたる鬼邪高校であることを認識。
○鳳仙学園がSWORD地区・鬼邪地区へ侵攻開始。全日制も鬼邪地区の河原で迎え撃つ。
●交戦中に突如定時制が今回の抗争を止めるべく乱入し、今回の騒動には牙斗螺というチームが絡んでいることを伝える。
●交戦中に満身創痍のサバカンが沢村の意識が回復したことと、自分達を襲った相手が唯に暴行を加えていたチンピラ集団であることを伝える。
○新太が、鬼邪高校から報復を受ける危険性を具申するも、金平優斗らに暴行を加えられる。
○楓士雄達が新太が末期癌の母親の手術費用を稼ぐ為に高校を中退して、大金を得る為に悪事に手を染めたことを知る。

### 鬼邪高・鳳仙連合軍vs牙斗螺（『HiGH&LOW THE WORST』）
○新太を止める為楓士雄が単身牙斗螺のアジトに乗り込む。
●仲間の援護の為、轟率いる全日制が楓士雄と共に行動。
●仲間の仇を討つ為、鳳仙学園が楓士雄の元に合流。
○牙斗螺が"鬼邪高・鳳仙連合軍"の侵攻を察知し迎撃。
●オロチ兄弟・村山率いる定時制が乱入。

### DTCのバイク旅（『DTC 湯けむり純情篇 from HiGH&LOW』）
○"たて笛兄弟"が尾沢の父が立てたコンサートツアーを敢行すべく、山王地区を離れる。
○DTCの3人が山王地区を離れ、バイク旅に出る。
●チハルがダン・チハルに戸亜留市と鳳仙学園の存在を知らせる。
●軍資金が底をつく。
○"上下温泉街"に滞在。
●DTCが住み込み・短期間のアルバイトの為旅館"森田屋"へ入所。
●屋台出張営業の為達磨ベイビーズが来訪。
●たて笛兄弟がツアー開催地である森田屋へ来訪。DTCがサポートメンバーで出演。
●慰安旅行に訪れたSMG・クラブheavenの女達が森田屋に宿泊。

### DPD(ドキドキ・プロポーズ・大作戦) （『DTC 湯けむり純情篇 from HiGH&LOW』）
○番頭・宮崎と若女将・マリ、娘のメグミの想いを知る。
●チハルが宮崎を説得。
●ダンがメグミと交流。2人が同じシングルマザーに育てられたことを語る。
○DPDに向け始動。DTCがSMG・達磨ベイビーズと手を組む。
●SMGが衣装・会場準備を開始。
●達磨ベイビーズが会場スタンバイを開始。
●DTCが本番当日のミュージカル曲の作詞作曲を担当。
○プロポーズ・DPD大成功。
○DTC・たて笛兄弟が上下温泉街を去る。

### HiGH&LOW THE WORST VS THE RAMPAGE
○鬼邪高校の面々が登場。(花岡楓士雄・高城司・ジャム男・轟洋介・辻・芝マン・横山清史・関虎太郎・村山良樹)
●上田佐智雄率いる鳳仙学園が登場。(上田佐智雄・小田島勇剣・沢村正次・仁川英明・シダケン)
●前川新太が登場。騒動の謝罪と一件の解決を報告。
●遅れて、西川泰志が登場。
●村山良樹が鬼邪高校からの卒業を宣言。

### 鬼邪高校・鳳仙学園・牙斗螺騒動後
○全ての騒動終結。全日制・鳳仙学園は友好関係を築く。楓士雄と佐智雄がタイマン勝負し、佐智雄の勝利。（『HiGH&LOW THE WORST』）
●沢村と唯が交際開始。（『HiGH&LOW THE WORST』）
●新太の母親の治療費を楓士雄ら有志が資金援助。その後母親は無事回復。新太は再びフリーターとして活動再開。（『6 from HiGH&LOW THE WORST』）
●オロチ兄弟・真也と白井マドカが交際開始。（『6 from HiGH&LOW THE WORST』）
○村山良樹・古屋英人・関虎太郎が鬼邪高校を自主退学。3人はSWORD地区を去る。（『HiGH&LOW THE WORST』）
○坂田基昇が楓士雄を頼ってSWORD地区へ来訪。（『6 from HiGH&LOW THE WORST』）
●桐原誠司が交通事故で重傷を負う。意識を回復するも記憶障害が発生。（『6 from HiGH&LOW THE WORST』）

### 鬼邪高狩り（『HiGH&LOW THE WORST X』）
○村山良樹の番長宣言による影響で、SWORD地区近郊の不良校が鬼邪高校全日制殲滅を目論み暗躍し始める。
●"瀬ノ門工業高校"の天下井公平が"鎌坂高校"・"江罵羅商業高校"を買収・傘下に加え、"三校連合"を結成。
●鳳仙学園の"三校連合"入りを打診する話があったが、それを断ったことで制裁を受け、シダケンが意識不明の重傷を負う。
○"三校連合"による"鬼邪高狩り"開始。
●花岡楓士雄・高城司が天下井公平・須崎亮・氷室零ニ一派と交戦。楓士雄が氷室に勝利、司が須崎に敗北し拉致される。
●辻・芝マンが風神・雷神一派と交戦。瀕死の重傷を負う。
●泰・清一派がガンジー一派と交戦。横山清史が単身殿として残り瀕死の重傷を負う。
●中・中一派がサボテン・津田沼一派と交戦。中越大が瀕死の重傷を負う。
○襲撃を免れた轟洋介が事態を知り、江罵羅商業高校の"三大神"の下へ単身出向き、ある密約を交わす。
●轟洋介と風神・雷神が激突し、轟の勝利。鮫岡章治の立ち合いにより、江罵羅商業高校が"三校連合"から離脱。

### "鬼邪高・鳳仙連合軍"VS"三校連合"（『HiGH&LOW THE WORST X』）
○拉致された司を救出する為、仲間の仇を取る為、再び"鬼邪高・鳳仙連合軍"として、瀬ノ門工業高校へ侵攻。
●鎌坂高校を筆頭に"三校連合"が迎撃。
●鈴蘭男子高校・ラオウ一派が"鬼邪高・鳳仙連合軍"側として乱入。
●上田佐智雄が"鬼邪高・鳳仙連合軍"側として乱入。
○戦況不利と判断した天下井・須崎以外の瀬ノ門工業高校と鎌坂高校の生徒全員が逃げ出す。
●須崎が楓士雄に対してタイマン勝負を申し出、結果楓士雄の勝利。天下井が楓士雄を刺殺しようとするも須崎が阻止。
●楓士雄が瀬ノ門工業高校を支配することを拒否し、結果天下井が自分達の敗北とリベンジを宣言。

### 『WORST X』のその後（『HiGH&LOW THE WORST X』）
○楓士雄・ラオウ・佐智雄らがサシのタイマン勝負を申し出る。
○天下井公平が瀬ノ門工業高校の頭の座をサボテンに返上。
●瀬ノ門工業高校・鎌坂高校らが"鬼邪高狩り"で被害にあった一般人向けのボランティアに励む。
●須崎・天下井が鬼邪高校を訪れ、楓士雄・司にタイマン勝負を申し出、楓士雄は快く承諾。

### HiGH&LOW THE WORST X PREMIUM LIVE SHOW
○花岡楓士雄ら鬼邪高校全日制が登場。(花岡楓士雄・高城司・辻・芝マン)
●天下井公平率いる"三校連合"が登場。(天下井公平・サボテン・津田沼・氷室零ニ・ガンジー・鮫岡章治・風神)
●ラオウ・ビンゾー・伊東カムイが登場。
●サバカン・モンジが登場。

### 本編外のその後
○九龍グループから離脱した劉が別宅にICE達MIGHTY WARRIORSを呼び寄せる。（　MIGHTY WARRIORS/『Warriors Anthem』）
●セイラ・9・ディクシーがMIGHTY WARRIORSを去る。（　MIGHTY WARRIORS/『Warriors Anthem』）
●MIGHTY WARRIORSにARK・GLOCKが加入。（ MIGHTY WARRIORS/『Warriors Anthem』）

## ロケ地等
- 山王街(たかさき中央銀座商店街)群馬県高崎市[33]
- ITOKAN(高崎電気館)群馬県高崎市[34]
- 朝日奈ガレージ(AUTOTIVE OSADA)山梨県笛吹市
- 壇商店(たつきや)神奈川県綾瀬市[35]
- 山乃湯(浩乃湯)埼玉県和光市
- 緋野石油(カサイ石油)山梨県甲府市
- CLUB HEAVEN(ELE TOKYO)東京都麻布十番
- 鬼邪高校(桐生市立北中学校跡)群馬県桐生市[36]
- 鬼邪高校体育館・プール、鳳仙学園校舎外観・武道場、瀬ノ門工業高校外観・校内・体育館(旧足利西高校跡)栃木県足利市[37]
- 無名街(昭和電工横浜事業所)神奈川県横浜市
- 達磨一家本拠地の荒寺(二岡神社)静岡県御殿場市
- 山王連合会とスクラッパーズが抗争を繰り広げた駅(東葉高速鉄道北習志野駅)千葉県船橋市
- 山王連合会と達磨一家が抗争を繰り広げた廃墟(千葉ポートスクエア)千葉県中央区
- 山王第一病院(井上医院スタジオ)埼玉県富士見市
- 無名街地下採掘場(大谷資料館)栃木県宇都宮市[38][注釈 138]
- 山王警察署(筑波海軍航空隊記念館)茨城県笠間市[39]
- SWORD協定を提案した廃墟・無名街地下工場跡・新たなCLUB HEAVEN会場等(ヘレナ国際ホテル)福島県福島市
- 家村会本拠地(ヘルメスビル)東京都恵比寿
- 上園会本拠地(河口湖ハウス)山梨県富士河口湖町[注釈 139]
- 九龍グループ本家外観(清浄光寺)神奈川県藤沢市
- 無名街爆破セレモニー会場(テレコムセンター)東京都江東区
- 鬼邪高校全日制と鳳仙学園が激突した河川敷(中央高速道路多摩川橋下)東京都国立市
- コンテナ街(大阪府内の埠頭で撮影が行われた)
- 黒白堂駅(北九州地区にある貨物入換駅で撮影が行われた)
- 国双地区(フィリピン(『RED RAIN』)・関東近郊(『MOVIE3』)で撮影が行われた)
- リトルアジア地区(フィリピン(『RED RAIN』)・関東近郊(『MOVIE2』)で撮影が行われた)
- 上下温泉街(静岡県内で撮影が行われた)
- MV『Warriors Anthem』の劉の別邸(2025年時点で、ここは出演したAK-69の別荘地となっている)

## 初期・裏設定等
- 初期設定とチーム名が変わったり、キャラクターが変わった設定もある。

●地区
○白甲斐山王(RED RAIN中の新聞記事に登場するが、反対から読むと"いがらし"となる)
○国双地区(MOVIE3では、"黒双"表記になっている)
○戸亜留市・鳳仙学園・鈴蘭高校 → (本作とのクロスオーバー作品であり、SWORD地区に隣接する町という設定)
●チーム
○山王連合会/チームカラーはオレンジだが、本作ではオレンジ色のものを手にするシーンはない。
○鬼邪高校/チームカラーが緑から青に変更。
○RUDE BOYS/チームカラーが青からカーキに変更。
○達磨一家/達磨愚連隊から変更。
○九龍グループ/九龍興業から変更。
●キャラクター
○琥珀/「拳で語り合おうぜ」という台詞を発言する設定だが、本作でそのシーンはない。
○九十九/女好き・ナンパが趣味という設定だが、本作でナンパをするシーンはない。
○龍也/ムゲン創設者・初代総長という設定かつ本来は役者による出演はない予定だった。
雨宮雅貴/九州弁を話す設定だが、本作では一貫して標準語。
○コブラ/蛇の様に目つきが鋭く、舌舐めずりする設定だが、本作でそのシーンはない。
○ノボル/本名が、山下登から原田登に変更。
○テッツ/本名が、黒崎鉄平から井上鉄平に変更。
○村山良樹/村山良騎から名前が変更。
○日向紀久/日向大作から名前が変更。
○ジェシー/ジェーンから名前が変更。
●その他設定
○『ドラマ・シーズン2』の山王街に実在するAMAZING COFFEE移動店舗バンが停車している。
○『MOVIE』のFUNK JUNGLE内部ステージは、その後『EXTREME BEST』収録のPV『UNITED DANCE NATION in FUNK JUNGLE』でも使用されている。
○『湯けむり純情篇』にて、出演していたキャスト陣の数名が24karats J.S.B.・FULL-BKなどのLDH apparel系列のファッションを着こなしている。
○ケン・ヒカルコンビがDTCの面々に悩み相談、テッツ・チハルがオロチ兄弟と邂逅したバンドハウス的な喫茶店は"Rockcafe Takahashi"といい、『THE WORST』に先駆け、高橋ヒロシから取られた喫茶店である。店内には同じく『クローズ』や『WORST』で登場する作中絶大な人気を誇るライダーチーム武装戦線のステッカーが貼られている。

## スタッフ（テレビドラマ）

### シーズン1、2
- 企画プロデュース：EXILE HIRO
- 総監督：久保茂昭（シーズン1）
- 監督：千村利光（シーズン1）、久保田博紀（シーズン1）、山口雄大、中茎強（シーズン2）、辻󠄀本貴則（シーズン2）
- 助監督：長尾くみこ（シーズン2）
- プロデュース：植野浩之、藤村直人、平沼紀久、中林千賀子、坂下哲也（シーズン2）
- 製作総指揮：黒崎太郎、森雅貴
- エグゼクティブプロデューサー：古野千秋、森広貴
- コ・エグゼクティブプロデューサー：関佳裕
- ナレーション：立木文彦
- 音楽：中野雄太
- 脚本：Team HI-AX、牧野圭祐（シーズン2）、村山貴子（シーズン2）
- 撮影監督：古野達也（シーズン2）
- 撮影：長野泰隆（シーズン1）、カトウジュンイチ（シーズン2）
- 照明：児玉淳
- 録音：照井康政（シーズン1）、日下部雅也（シーズン2）
- 美術：橋本創（シーズン1）、畦原唱平（シーズン2）
- 装飾：岩間洋（シーズン1）、田中宏（シーズン2）
- 編集：鈴木理
- 整音：加籐大和（シーズン1）、岩名路彦（シーズン2）
- 音響効果：小島彩（シーズン1）、西村洋一（シーズン2）
- アクション監督：大内貴仁（シーズン1）、富田稔（シーズン2）、園村健介（シーズン2）
- アクション監督補：鈴村正樹（シーズン1）
- コスチュームプロデューサー：小川哲史
- ビッュアルアートディレクター：溝口基樹
- ビッュアルア制作：井上浩一
- スクリプター：笹本千鶴
- 助監督：高土浩二
- 監督助手：太田裕子、齊藤進之介
- スケジュール：久保朝洋（シーズン1）、日高貴士（シーズン2）
- 制作担当：岡本健志（シーズン1）、森崎太陽（シーズン2）
- 制作：八木元
- 制作統括：川田真太郎
- 協力プロデューサー：田中正（シーズン1）、森田美桜（シーズン2）
- 製作：日本テレビ放送網 / LDH
- 制作協力：日活 / ブースタープロジェクト
- 企画制作：HI-AX

### THE WORST EPISODE.O
- 企画プロデュース：HIRO
- 総監督：久保茂昭
- 監督：平沼紀久、市原直、増本庄一郎
- アクション監督：大内貴仁
- 音楽：中野雄太
- 脚本：平沼紀久、増本庄一郎、渡辺啓、福田晶平
- 作画：髙橋ヒロシ
- ナレーション：立木文彦
- 企画制作：HI-AX

### 6 from HiGH&LOW THE WORST
- 企画プロデュース EXILE HIRO
- 監督：久保茂昭、平沼紀久、上條大輔
- プロデューサー：植野浩之
- 脚本：髙橋ヒロシ／平沼紀久、増本庄一郎、渡辺啓、上條大輔
- 企画制作：HI-AX
- 制作プロダクション：サルベージ

## 放送日程

### シーズン1（放送日程）
| 各話         | 放送日         | サブタイトル           | 監督                 |
| ------------ | -------------- | ---------------------- | -------------------- |
| エピソード1  | 2015年10月22日 | 山王連合会             | 久保茂昭             |
| エピソード2  | 10月29日       | 鬼邪高校               | 久保茂昭             |
| エピソード3  | 11月05日       | 山王連合会 VS 鬼邪高校 | 久保茂昭             |
| エピソード4  | 11月12日       | White Rascals          | 千村利光             |
| エピソード5  | 11月19日       | ノボル                 | 千村利光             |
| エピソード6  | 11月26日       | RUDE BOYS              | 千村利光、久保田博紀 |
| エピソード7  | 12月03日       | チハル                 | 久保田博紀           |
| エピソード8  | 12月10日       | 家村会                 | 久保田博紀           |
| エピソード9  | 12月24日       | 達磨一家               | 山口雄大             |
| エピソード10 | 12月24日       | 痛みの先               | 山口雄大             |

- 12月17日は前夜の『FIFAクラブワールドカップ2015 準決勝 バルセロナ  VS  広州恒大』に伴う特別編成のため休止。
- 12月24日の最終回でシーズン2を翌年春から放送することが発表された[41]。

特別番組
- 「これを見れば貴方も虜になる! 話題沸騰の『HiGH&LOW』ここが凄い! スペシャル」（2015年12月27日 0:00 - 0:25 ※一部地域除く）

総集編
- 「HiGH&LOW」一挙放送 パート1（エピソード1〜5）（日本テレビ系 2015年12月27日 0:40 - 3:10 ※一部地域除く）
- 「HiGH&LOW」一挙放送 パート2（エピソード6〜10）（日本テレビ系 2015年12月28日 0:25 - 2:55 ※一部地域除く）

### シーズン2（放送日程）
| 各話             | 放送日        | 監督             |
| ---------------- | ------------- | ---------------- |
| エピソード・ゼロ | 2016年4月17日 | 久保茂昭         |
| エピソード1      | 4月24日       | 中茎強、山口雄大 |
| エピソード2      | 5月01日       | 中茎強、山口雄大 |
| エピソード3      | 5月08日       | 中茎強           |
| エピソード4      | 5月15日       | 辻󠄀本貴則         |
| エピソード5      | 5月22日       | 中茎強           |
| エピソード6      | 5月29日       | 中茎強           |
| エピソード7      | 6月05日       | 辻󠄀本貴則         |
| エピソード8      | 6月12日       | 辻󠄀本貴則         |
| エピソード9      | 6月19日       | 中茎強           |
| エピソード10     | 6月26日       | 中茎強           |

- エピソード・ゼロはシーズン1の総集編。

特別番組
- 「AKIRA、岩田剛典、鈴木伸之! HiGH & LOW THE MOVIE×NEWS ZERO ここでしか見られない! 公開記念SP!!」（2016年7月10日 14:15 - 14:55 ※一部地域除く）
- 映画天国「HiGH&LOW TV Series Special Edition」（2016年7月12日 1:59 - 3:59 ※一部地域除く）
- 「EXILE TRIBE 総出演 これを見れば全てがわかる! 「HiGH & LOW THE MOVIE」公開記念SP!!」（2016年7月12日 1:59 - 3:59 ※一部地域除く）

### THE WORST EPISODE.O（放送日程）
| 各話 | 放送日        | 監督       |
| ---- | ------------- | ---------- |
| #1   | 2019年7月18日 | 市原直     |
| #2   | 7月25日       | 平沼紀久   |
| #3   | 8月01日       | 増本庄一郎 |
| #4   | 8月08日       | 増本庄一郎 |
| #5   | 8月15日       | 平沼紀久   |
| #6   | 8月22日       | 市原直     |

特別番組
- HiGH&LOW THE WORST EPISODE.BUS（前編・後編）（2019年8月29日・9月5日）

### HiGH&LOW THE BEST BOUT（総集編）
- 映画『THE WORST』公開記念として、シーズン1〜映画『FINAL MISSION』までのシリーズ各作品から厳選されたアクション映像を、未公開映像も含めたシリーズ総集編『HiGH&LOW THE BEST BOUT』が、2019年10月3日（2日深夜）から全8話で放送される[43]。

HiGH&LOW THE BEST BOUT（放送日程）
| 各話  | 放送日         | 初出           | 備考 |
| ----- | -------------- | -------------- | ---- |
| 第1話 | 2019年10月03日 | SEASON1 ep1、3 |      |
| 第2話 | 10月10日       |                |      |
| 第3話 | 10月17日       |                |      |
| 第4話 | 10月24日       |                |      |
| 第5話 | 10月31日       |                |      |
| 第6話 | 11月07日       |                |      |
| 第7話 | 11月14日       |                |      |
| 第8話 | 11月21日       |                |      |

### 6 from HiGH&LOW THE WORST（放送日程）
| 各話 | 放送日         |
| ---- | -------------- |
| #1   | 2020年11月20日 |
| #2   | 11月27日       |
| #3   | 12月4日        |
| #4   | 12月11日       |
| #5   | 12月18日       |
| #6   | 12月25日       |

## ネット局

### シーズン1（ネット局）
| 放送対象地域   | 放送局             | 放送期間                       | 放送時間                                                                            | 系列                                         | 備考       |
| -------------- | ------------------ | ------------------------------ | ----------------------------------------------------------------------------------- | -------------------------------------------- | ---------- |
| 関東広域圏     | 日本テレビ         | 2015年10月22日 - 12月24日      | 木曜 1:29 - 1:59（水曜深夜）>                                                       | 日本テレビ系列                               | 制作局     |
| 宮城県         | ミヤギテレビ       | 2015年10月22日 - 12月24日      | 木曜 1:29 - 1:59（水曜深夜）>                                                       | 日本テレビ系列                               | 同時ネット |
| 長野県         | テレビ信州         | 2015年10月22日 - 12月24日      | 木曜 1:29 - 1:59（水曜深夜）>                                                       | 日本テレビ系列                               | 同時ネット |
| 静岡県         | 静岡第一テレビ     | 2015年10月22日 - 12月24日      | 木曜 1:29 - 1:59（水曜深夜）>                                                       | 日本テレビ系列                               | 同時ネット |
| 近畿広域圏     | 読売テレビ         | 2015年10月22日 - 12月24日      | 木曜 1:29 - 1:59（水曜深夜）>                                                       | 日本テレビ系列                               | 同時ネット |
| 広島県         | 広島テレビ         | 2015年10月22日 - 12月24日      | 木曜 1:29 - 1:59（水曜深夜）>                                                       | 日本テレビ系列                               | 同時ネット |
| 徳島県         | 四国放送           | 2015年10月22日 - 12月31日      | 木曜 1:29 - 1:59（水曜深夜）>                                                       | 日本テレビ系列                               | 同時ネット |
| 福岡県         | 福岡放送           | 2015年10月22日 - 12月24日      | 木曜 1:29 - 1:59（水曜深夜）>                                                       | 日本テレビ系列                               | 同時ネット |
| 長崎県         | 長崎国際テレビ     | 2015年10月22日 - 12月24日      | 木曜 1:29 - 1:59（水曜深夜）>                                                       | 日本テレビ系列                               | 同時ネット |
| 北海道         | 札幌テレビ         | 2015年10月22日 - 12月24日      | 木曜 1:34 - 2:04（水曜深夜）                                                        | 日本テレビ系列                               | 5分遅れ    |
| 中京広域圏     | 中京テレビ         | 2015年10月22日 - 2016年1月7日  | 木曜 2:15 - 2:45（水曜深夜）                                                        | 日本テレビ系列                               | 遅れネット |
| 熊本県         | くまもと県民テレビ | 2015年10月24日 - 12月26日      | 土曜 1:35 - 2:05（金曜深夜）                                                        | 日本テレビ系列                               | 遅れネット |
| 富山県         | 北日本放送         | 2015年10月24日 - 12月26日      | 土曜 2:00 - 2:30（金曜深夜）                                                        | 日本テレビ系列                               | 遅れネット |
| 大分県         | テレビ大分         | 2015年10月27日 - 2016年1月5日  | 火曜 2:19 - 2:49（月曜深夜）                                                        | 日本テレビ系列 フジテレビ系列                | 遅れネット |
| 石川県         | テレビ金沢         | 2015年10月28日 - 2016年1月6日  | 水曜 2:08 - 2:38（火曜深夜）                                                        | 日本テレビ系列                               | 遅れネット |
| 鹿児島県       | 鹿児島読売テレビ   | 2015年10月29日 - 2016年1月14日 | 木曜 2:07 - 2:37（水曜深夜）                                                        | 日本テレビ系列                               | 遅れネット |
| 鳥取県・島根県 | 日本海テレビ       | 2015年10月30日 - 2016年1月22日 | 金曜 1:35 - 2:05（木曜深夜）                                                        | 日本テレビ系列                               | 遅れネット |
| 福井県         | 福井放送           | 2015年10月31日 - 2016年1月16日 | 土曜 1:28 - 1:58（金曜深夜）                                                        | 日本テレビ系列 テレビ朝日系列                | 遅れネット |
| 香川県・岡山県 | 西日本放送         | 2015年10月31日 - 2016年1月16日 | 土曜 2:30 - 3:00（金曜深夜）                                                        | 日本テレビ系列                               | 遅れネット |
| 岩手県         | テレビ岩手         | 2015年11月6日 - 2016年1月15日  | 金曜 1:24 - 1:54（木曜深夜）                                                        | 日本テレビ系列                               | 遅れネット |
| 山口県         | 山口放送           | 2015年11月6日 - 2016年1月29日  | 金曜 2:19 - 2:49（木曜深夜）                                                        | 日本テレビ系列                               | 遅れネット |
| 秋田県         | 秋田放送           | 2015年11月7日 - 2016年1月16日  | 土曜 2:00 - 2:30（金曜深夜）                                                        | 日本テレビ系列                               | 遅れネット |
| 宮崎県         | テレビ宮崎         | 2015年11月8日 - 2016年1月17日  | 日曜 1:25 - 1:55（土曜深夜）                                                        | フジテレビ系列 日本テレビ系列 テレビ朝日系列 | 遅れネット |
| 高知県         | 高知放送           | 2015年11月11日 - 2016年1月6日  | 水曜 1:24 - 1:54（火曜深夜）                                                        | 日本テレビ系列                               | 遅れネット |
| 沖縄県         | 琉球放送           | 2015年11月14日 - 2016年1月23日 | 土曜 1:45 - 2:15（金曜深夜）                                                        | TBS系列                                      | 遅れネット |
| 新潟県         | テレビ新潟         | 2015年11月15日 - 2016年1月31日 | 日曜 1:50 - 2:20（土曜深夜）                                                        | 日本テレビ系列                               | 遅れネット |
| 愛媛県         | 南海放送           | 2015年11月15日 - 2016年1月10日 | 日曜 3:05 - 3:35（土曜深夜）                                                        | 日本テレビ系列                               | 遅れネット |
| 山梨県         | 山梨放送           | 2015年11月29日 - 2016年1月31日 | 日曜 2:45 - 3:15（土曜深夜）                                                        | 日本テレビ系列                               | 遅れネット |
| 山形県         | 山形放送           | 2015年12月27日 - 12月31日      | 27日・28日 0:40 - 1:40（26日・27日深夜） 29日 - 31日 1:15 - 2:15（28日 - 30日深夜） | 日本テレビ系列                               | 遅れネット |
| 福島県         | 福島中央テレビ     | 2016年1月7日 - 3月10日         | 木曜 1:29 - 1:59（水曜深夜）                                                        | 日本テレビ系列                               | 遅れネット |
| 青森県         | 青森放送           | 2016年1月10日 - 3月13日        | 日曜 0:55 - 1:25（土曜深夜）                                                        | 日本テレビ系列                               | 遅れネット |

- 一部ネット局は、第9話・最終話を分けて放送。

注釈
1. ^5日連続で、1日2話ずつ放送。

### シーズン2（ネット局）
| 放送対象地域   | 放送局             | 放送期間                | 放送時間                        | 系列                                         | 備考       |
| -------------- | ------------------ | ----------------------- | ------------------------------- | -------------------------------------------- | ---------- |
| 宮城県         | ミヤギテレビ       | 2016年4月21日 - 6月23日 | 木曜 1:29 - 1:59（水曜深夜）    | 日本テレビ系列                               | 3日先行    |
| 静岡県         | 静岡第一テレビ     | 2016年4月21日 - 6月23日 | 木曜 1:29 - 1:59（水曜深夜）    | 日本テレビ系列                               | 3日先行    |
| 広島県         | 広島テレビ         | 2016年4月21日 - 6月23日 | 木曜 1:29 - 1:59（水曜深夜）    | 日本テレビ系列                               | 3日先行    |
| 北海道         | 札幌テレビ         | 2016年4月21日 - 6月23日 | 木曜 1:34 - 2:04（水曜深夜）    | 日本テレビ系列                               | 3日先行    |
| 中京広域圏     | 中京テレビ         | 2016年4月21日 - 6月23日 | 木曜 2:15 - 2:45（水曜深夜）    | 日本テレビ系列                               | 3日先行    |
| 関東広域圏     | 日本テレビ         | 2016年4月24日 - 6月26日 | 日曜 0:55 - 1:25（土曜深夜）    | 日本テレビ系列                               | 制作局     |
| 青森県         | 青森放送           | 2016年4月24日 - 6月26日 | 日曜 0:55 - 1:25（土曜深夜）    | 日本テレビ系列                               | 同時ネット |
| 長崎県         | 長崎国際テレビ[1]  | 2016年4月24日 - 6月26日 | 日曜 0:55 - 1:25（土曜深夜）    | 日本テレビ系列                               | 同時ネット |
| 近畿広域圏     | 読売テレビ         | 2016年4月25日 - 6月27日 | 月曜 1:32 - 2:02（日曜深夜）    | 日本テレビ系列                               | 遅れネット |
| 大分県         | テレビ大分         | 2016年4月26日 - 6月28日 | 火曜 2:24 - 2:54（月曜深夜）    | 日本テレビ系列 フジテレビ系列                | 遅れネット |
| 徳島県         | 四国放送           | 2016年4月28日 - 6月30日 | 木曜 1:29 - 1:59（水曜深夜）    | 日本テレビ系列                               | 遅れネット |
| 福岡県         | 福岡放送           | 2016年4月28日 - 6月30日 | 木曜 1:29 - 1:59（水曜深夜）    | 日本テレビ系列                               | 遅れネット |
| 富山県         | 北日本放送         | 2016年4月30日 - 7月2日  | 土曜 2:00 - 2:30（金曜深夜）    | 日本テレビ系列                               | 遅れネット |
| 熊本県         | くまもと県民テレビ | 2016年4月30日 - 7月2日  | 土曜 2:05 - 2:35（金曜深夜）    | 日本テレビ系列                               | 遅れネット |
| 香川県・岡山県 | 西日本放送         | 2016年4月30日 - 7月2日  | 土曜 2:30 - 3:00（金曜深夜）    | 日本テレビ系列                               | 遅れネット |
| 宮崎県         | テレビ宮崎         | 2016年5月1日 - 7月3日   | 日曜 1:25 - 1:55（土曜深夜）    | フジテレビ系列 日本テレビ系列 テレビ朝日系列 | 遅れネット |
| 愛媛県         | 南海放送           | 2016年5月1日 - 7月3日   | 日曜 3:05 - 3:35（土曜深夜）    | 日本テレビ系列                               | 遅れネット |
| 岩手県         | テレビ岩手         | 2016年5月3日 - 7月5日   | 火曜 1:24 - 1:54（月曜深夜）    | 日本テレビ系列                               | 遅れネット |
| 山梨県         | 山梨放送           | 2016年5月4日 - 7月6日   | 水曜 1:25 - 1:55（火曜深夜）    | 日本テレビ系列                               | 遅れネット |
| 鹿児島県       | 鹿児島読売テレビ   | 2016年5月5日 - 7月7日   | 木曜 2:07 - 2:37（水曜深夜）    | 日本テレビ系列                               | 遅れネット |
| 鳥取県・島根県 | 日本海テレビ       | 2016年5月6日 - 7月8日   | 金曜 1:35 - 2:05（木曜深夜）    | 日本テレビ系列                               | 遅れネット |
| 福井県         | 福井放送           | 2016年5月7日 - 7月9日   | 土曜 1:28 - 1:58（金曜深夜）    | 日本テレビ系列 テレビ朝日系列                | 遅れネット |
| 長野県         | テレビ信州         | 2016年5月7日 - 7月9日   | 土曜 1:35 - 2:05（金曜深夜）    | 日本テレビ系列                               | 遅れネット |
| 沖縄県         | 琉球放送           | 2016年5月7日 - 7月9日   | 土曜 1:45 - 2:15（金曜深夜）    | TBS系列                                      | 遅れネット |
| 秋田県         | 秋田放送           | 2016年5月7日 - 7月9日   | 土曜 2:00 - 2:30（金曜深夜）    | 日本テレビ系列                               | 遅れネット |
| 新潟県         | テレビ新潟         | 2016年5月8日 - 7月10日  | 日曜 1:40 - 2:10（土曜深夜）    | 日本テレビ系列                               | 遅れネット |
| 石川県         | テレビ金沢         | 2016年5月10日 - 7月12日 | 火曜 2:16 - 2:46（月曜深夜）    | 日本テレビ系列                               | 遅れネット |
| 山口県         | 山口放送           | 2016年5月20日 - 7月22日 | 金曜 2:19 - 2:49（木曜深夜）    | 日本テレビ系列                               | 遅れネット |
| 高知県         | 高知放送           | 2016年5月25日 - 7月27日 | 水曜 1:24 - 1:54（火曜深夜）    | 日本テレビ系列                               | 遅れネット |
| 福島県         | 福島中央テレビ     | 2016年6月2日 - 8月4日   | 木曜 1:29 - 1:59（水曜深夜）    | 日本テレビ系列                               | 遅れネット |
| 山形県         | 山形放送           | 2016年6月17日 - 7月15日 | 金曜 0:54 - 1:54（木曜深夜）[2] | 日本テレビ系列                               | 遅れネット |

注釈
1. ^毎週2話ずつ放送。

### THE WORST EPISODE.O（ネット局）
| 放送対象地域 | 放送局         | 放送期間                | 放送時間                     | 系列           | 備考       |
| ------------ | -------------- | ----------------------- | ---------------------------- | -------------- | ---------- |
| 関東広域圏   | 日本テレビ     | 2019年7月18日 - 8月22日 | 木曜 0:59 - 1:29（水曜深夜） | 日本テレビ系列 | 制作局     |
| 広島県       | 広島テレビ     | 2019年7月18日 - 8月22日 | 木曜 1:29 - 1:59（水曜深夜） | 日本テレビ系列 | 遅れネット |
| 福岡県       | 福岡放送       | 2019年7月19日 - 8月23日 | 金曜 2:15 - 2:45（木曜深夜） | 日本テレビ系列 | 遅れネット |
| 北海道       | 札幌テレビ     | 2019年7月20日 - 8月24日 | 土曜 2:31 - 3:01（金曜深夜） | 日本テレビ系列 | 遅れネット |
| 中京広域圏   | 中京テレビ     | 2019年7月24日 - 8月28日 | 水曜 1:59 - 2:29（火曜深夜） | 日本テレビ系列 | 遅れネット |
| 近畿広域圏   | 読売テレビ     | 2019年7月25日 - 8月29日 | 木曜 1:34 - 2:04（水曜深夜） | 日本テレビ系列 | 遅れネット |
| 静岡県       | 静岡第一テレビ | 2019年8月8日 -          | 木曜 2:04 - 2:34（水曜深夜） | 日本テレビ系列 | 遅れネット |

## 関連商品
- HiGH&LOW Season1 完全版BOX Blu-ray（2016年4月20日発売、rhythm zone、品番：RZXD-86096〜9）
- HiGH&LOW Season1 完全版BOX DVD（2016年4月20日発売、rhythm zone、品番：RZBD-86092〜5）
- HiGH&LOW Season2 完全版BOX Blu-ray（2016年10月12日発売、rhythm zone、品番：RZXD-86192〜5）
- HiGH&LOW Season2 完全版BOX DVD（2016年10月12日発売、rhythm zone、品番：RZBD-86188〜91）
- HiGH&LOW THE WORST EPISODE.O Blu-ray（2019年10月2日発売、rhythm zone、品番：RZXD-86924〜5）
- HiGH&LOW THE WORST EPISODE.O DVD（2019年10月2日発売、rhythm zone、品番：RZBD-86922〜3）

## 映画

### ROAD TO HiGH&LOW
『ROAD TO HiGH&LOW』（ロード・トゥ・ハイアンドロー）は、2016年5月7日から2週間限定で劇場公開された日本の映画。ドラマシーズン1の総集編で、未公開シーンやコブラ、ヤマト、ノボルの三人の友情なども描かれている。

### HiGH&LOW THE MOVIE
『HiGH&LOW THE MOVIE』（ハイアンドロー・ザ・ムービー）は、2016年7月16日公開の映画。配給は松竹。HiGH&LOWシリーズ映画第1弾。
ドラマのキャストが出演するほか、映画のみのキャストも登場。2016年7月4日に東京国際フォーラムのホールAで行われた完成披露試写会では男性出演者のみの史上最多50人登壇の舞台挨拶を行った。興行収入21億円、観客動員数160万人以上を記録した。キャッチコピーは「共に闘い、共に悲しみ、共に強くなる。」。
スタッフ
- 監督：久保茂昭
- 脚本：渡辺啓、平沼紀久、TEAM HI-AX
- 脚本協力：入江悠、継田淳
- 企画プロデュース：EXILE HIRO
- 製作総指揮：黒崎太郎、森雅貴
- 製作：山田克也、森広貴、大角正、戸口真吾、藪下維也、長澤一史、坂本健、井上肇
- エグゼクティブプロデューサー：八木元、関佳裕
- プロデューサー：植野浩之、藤村直人、平沼紀久、中林千賀子
- 製作統括：川田真太郎
- 配給統括：吉田繁暁
- 協力プロデューサー：田中正
- ラインプロデューサー：鶴賀谷公彦
- アクション監督：大内貴仁
- 撮影：鯵坂輝国
- 照明：平野勝利
- 録音：照井康政
- 美術：橋本創
- 音楽：中野雄太
- 音楽プロデューサー：佐藤達郎
- コスチュームプロデューサー：小川哲史
- 配給：松竹
- 企画制作：HI-AX
- 製作著作：「HiGH&LOW」製作委員会（HI-AX、松竹、エイベックス・ミュージック・クリエイティヴ（現：エイベックス・エンタテインメント）、讀賣テレビ放送、HJホールディングス、ローソン、パルコ、札幌テレビ放送、宮城テレビ放送、静岡第一テレビ、中京テレビ放送、広島テレビ放送、福岡放送）

関連商品
- HiGH & LOW THE MOVIE 豪華盤 Blu-ray（2017年1月18日発売、rhythm zone、品番：RZXD-86249〜50）
- HiGH & LOW THE MOVIE 豪華盤 DVD（2017年1月18日発売、rhythm zone、品番：RZBD-86247〜8）
- HiGH & LOW THE MOVIE 通常盤 Blu-ray（2017年1月18日発売、rhythm zone、品番：RZXD-86252）
- HiGH & LOW THE MOVIE 通常盤 DVD（2017年1月18日発売、rhythm zone、品番：RZBD-86251）

特別番組
- EXILE TRIBE総出演 これを見れば全てがわかる！『HiGH＆LOW THE MOVIE』公開記念SP!!」

### HiGH&LOW THE RED RAIN
『HiGH&LOW THE RED RAIN』（ハイアンドロー・ザ・レッドレイン）は、2016年10月8日公開の映画。配給は松竹。主演はTAKAHIRO、登坂広臣。HiGH&LOWシリーズ映画第2弾で、雨宮兄弟を主役としたスピンオフ作品。
斎藤工が雨宮兄弟の長男尊龍役、ヒロインの成瀬愛華役で吉本実憂が本作より登場。また、今作品は海外でも上映され、台湾プレミアと韓国プレミアが開催された。キャッチコピーは「強く、生きろ」、「この絆、永遠。」。
スタッフ
- 監督：山口雄大
- アクション監督：匠馬敏郎
- 脚本：松田裕子 、牧野圭祐、平沼紀久 、渡辺啓
- 製作総指揮：黒崎太郎、森雅貴
- エグゼクティブプロデューサー：山田克也、森広貴、関佳裕、八木元
- 企画プロデュース：EXILE HIRO
- 企画制作：HI-AX
- 製作統括：川田真太郎
- プロデューサー：植野浩之、藤村直人、平沼紀久、中林千賀子、坂下哲也
- 撮影：福本淳
- 美術：畦原唱平
- 装飾：鈴木伸弥
- 音楽：中野雄太
- 音楽プロデューサー：佐藤達郎
- 録音：原川慎平
- 音響効果：小島彩
- 照明：松本憲人
- 編集：堀善介
- 衣装：井手珠美
- コスチュームプロデューサー：小川哲史
- メイク：宮内三千代
- 選曲：佐藤啓
- ラインプロデューサー：阿久根裕行
- 制作担当：吉田信一郎
- 助監督：久保朝洋
- VFXスーパーバイザー：市原直
- 特殊造形：百武朋
- 配給：松竹
- 制作プロダクション：日テレアックスオン、イメージフィールド
- 企画制作：HI-AX
- 製作著作：「HiGH&LOW」製作委員会（HI-AX、松竹、エイベックス・ミュージック・クリエイティヴ（現：エイベックス・エンタテインメント）、讀賣テレビ放送、HJホールディングス、ローソン、パルコ、札幌テレビ放送、宮城テレビ放送、静岡第一テレビ、中京テレビ放送、広島テレビ放送、福岡放送）

2017年8月11日、金曜ロードSHOW!で『HiGH&LOW THE MOVIE特別版 from THE RED RAIN 』がTV放映された。視聴率は3.8%であった。
関連商品
- HiGH & LOW THE RED RAIN 豪華盤 Blu-ray（2017年4月5日発売、rhythm zone、品番：RZXD-86341〜2）
- HiGH & LOW THE RED RAIN 豪華盤 DVD（2017年4月5日発売、rhythm zone、品番：RZBD-86339〜40）
- HiGH & LOW THE RED RAIN 通常盤 Blu-ray（2017年4月5日発売、rhythm zone、品番：RZXD-86344）
- HiGH & LOW THE RED RAIN 通常盤 DVD（2017年4月5日発売、rhythm zone、品番：RZBD-86343）

### HiGH&LOW THE MOVIE 2 / END OF SKY
『HiGH&LOW THE MOVIE 2 / END OF SKY』（ハイアンドロー・ザ・ムービー・ツー / エンド・オブ・スカイ）は、2017年8月19日公開の映画。HiGH&LOWシリーズ映画第3弾。2017年2部作構成の前編である。キャッチコピーは「この空の下、願う希望。その想いが、俺たちをひとつにした－。」。
スタッフ
- 監督：久保茂昭、中茎強
- 脚本：平沼紀久、渡辺啓、福田晶平、上條大輔、Team HI-AX
- 企画プロデュース：EXILE HIRO
- アクション監督：大内貴仁
- 撮影：安田光
- 照明：野口マスト
- 音楽：中野雄太
- 製作総指揮：黒崎太郎、森雅貴
- 製作：山田克也、森広貴、大角正、小野展稔、谷和男、長澤一史、竹増貞信、井上肇、坪内弘樹、和田俊哉、三沢明彦、大鹿紳、小櫻顕、丸尾龍彦
- エグゼクティブプロデューサー：八木元、関佳裕
- プロデューサー：植野浩之、藤村直人、平沼紀久、中林千賀子
- 制作プロデューサー：森田美桜、阿久根裕行、平林勉
- 製作統括：川田真太郎
- 配給統括：吉田繁暁
- 企画制作：HI-AX
- 製作：「HiGH&LOW」製作委員会（HI-AX、松竹、エイベックス・ミュージック・クリエイティヴ、讀賣テレビ放送、HJホールディングス、ローソン、パルコ、札幌テレビ放送、宮城テレビ放送、静岡第一テレビ、中京テレビ放送、広島テレビ放送、福岡放送）
- 配給：松竹

スピンオフ
- HiGH&LOW THE MIGHTY WARRIORS

今までの作品の中から抜粋されたMIGHTY WARRIORSのシーンに、新たに彼らの出会いの場面を追加し1つの物語としてまとめられた。テレビ放送や劇場公開はなく、DVD・Blu-rayのみの作品。
関連商品
- HiGH&LOW THE MIGHTY WARRIORS Blu-ray（2017年10月25日発売、rhythm zone、品番：RZXD-86418）
- HiGH&LOW THE MIGHTY WARRIORS DVD（2017年10月25日発売、rhythm zone、品番：RZBD-86417）
- HiGH & LOW THE MOVIE 2 / END OF SKY 豪華盤 Blu-ray（2018年2月21日発売、rhythm zone、品番：RZXD-86493〜4）
- HiGH & LOW THE MOVIE 2 / END OF SKY 豪華盤 DVD（2018年2月21日発売、rhythm zone、品番：RZBD-86491〜2）
- HiGH & LOW THE MOVIE 2 / END OF SKY 通常盤 Blu-ray（2018年2月21日発売、rhythm zone、品番：RZXD-86496）
- HiGH & LOW THE MOVIE 2 / END OF SKY 通常盤 DVD（2018年2月21日発売、rhythm zone、品番： RZBD-86495）

### HiGH&LOW THE MOVIE 3 / FINAL MISSION
『HiGH&LOW THE MOVIE 3 / FINAL MISSION』（ハイアンドロー・ザ・ムービー・スリー / ファイナルミッション）は、2017年11月11日公開の映画。HiGH&LOWシリーズ映画第4弾。2017年2部作構成の後編である。キャッチコピーは「この世界を絶対に守り抜く―。」。
スタッフ
- 監督：久保茂昭、中茎強
- 脚本：平沼紀久、渡辺啓、上條大輔、福田晶平、Team HI-AX
- アクション監督：大内貴仁
- 撮影：安田光
- 照明：野口マスト
- 音楽：中野雄太
- 企画プロデュース：EXILE HIRO
- 製作総指揮：黒崎太郎、森雅貴
- 製作：山田克也、森広貴、大角正、小野理念、谷和男、長澤一史、竹増貞信、井上肇、坪内弘樹、和田俊哉、三沢明彦、大鹿紳、小櫻顕、丸尾龍彦
- エグゼクティブプロデューサー：八木元、関佳裕
- プロデューサー：植野浩之、藤村直人、平沼紀久、中林千賀子
- 制作プロデューサー：森田美桜、阿久根裕行、平林勉
- 製作統括：川田真太郎
- 配給統括：吉田繁暁
- 企画制作：HI-AX
- 製作：「HiGH&LOW」製作委員会（HI-AX、松竹、エイベックス・ミュージック・クリエイティブ、読売テレビ放送、HJホールディングス、ローソン、パルコ、札幌テレビ放送、宮城テレビ放送、静岡第一テレビ、中京テレビ放送、広島テレビ放送、福岡放送）
- 配給：松竹

関連商品
- HiGH&LOW THE MOVIE 3 / FINAL MISSION 豪華盤 Blu-ray（2018年5月16日発売、rhythm zone、品番：RZXD-86567〜8）
- HiGH&LOW THE MOVIE 3 / FINAL MISSION 豪華盤 DVD（2018年5月16日発売、rhythm zone、品番：RZBD-86565〜6）
- HiGH&LOW THE MOVIE 3 / FINAL MISSION 通常盤 Blu-ray（2018年5月16日発売、rhythm zone、品番：RZXD-86570）
- HiGH&LOW THE MOVIE 3 / FINAL MISSION 通常盤 DVD（2018年5月16日発売、rhythm zone、品番：RZBD-86569）

### DTC -湯けむり純情篇- from HiGH&LOW
『 DTC -湯けむり純情篇- from HiGH&LOW』は、2018年9月28日公開の映画。主演は山下健二郎、佐藤寛太、佐藤大樹。HiGH&LOWシリーズ映画第5弾で、DTCを主役としたスピンオフ作品。アクションエンタテイメント作品の過去作とは一転して青春ドラマが展開される。また、本作は「HiGH&LOW」シリーズの脚本を手がけてきた平沼紀久の初の長編映画監督作品となった。キャッチコピーは「アクション0、笑い80、感動20」。
スタッフ
- 監督：平沼紀久
- 脚本：平沼紀久、渡辺啓、福田晶平、上條大輔
- 企画プロデュース：EXILE HIRO
- エグゼクティブプロデューサー：伊藤響、八木元、関佳裕
- 製作総指揮：山田克也、今村司、森雅貴、森広貴
- プロデューサー：植野浩之、藤村直人、木口洋介
- 主題歌：DOBERMAN INFINITY「YOU & I」
- オープニングテーマ：EXILE SHOKICHI「Futen Boyz」
- コスチュームプロデューサー：小川哲史
- 音楽プロデューサー：佐藤達郎、門田吉穂
- 製作統括：川田真太郎
- 配給統括：吉田繁暁
- 撮影：鈴木雅也
- 照明：佐藤宗史
- 録音：照井康政
- 美術：橋本創
- 装飾：西村徹
- 衣装：加藤みゆき
- メイク：内城千栄子
- ダンス監修：SEVA、NABE
- 編集：和田剛
- 音響効果：小島彩
- 選曲：佐藤啓
- スクリプター：頓所麻奈美
- 助監督：上條大輔、船谷純矢
- 制作担当：倉又由一
- キャスティング：木暮こず江
- 配給：松竹
- 企画制作：HI-AX
- 製作：「HiGH&LOW」製作委員会

製作
当初、平沼はSWORD地区内での設定で脚本を書き進めていたが、HIROからのアドバイスを基にSWORD地区外での物語に変更した。モラトリアムな状態であるSWORDから飛び出したことで、結果的に世界を広げキャラクターの成長にも繋げることができたと語っている。野宿やキャンピングカーで旅をするなどの案が出る中、最終的にはバイクでの旅が採用され、立ち寄る場所も温泉と決まった。また、SMGと達磨ベイビーズの出演にあたり、役作りのためにそれぞれの前日譚となる脚本も書かれた。
プロモーション
- 2018年8月21日に幕張メッセ国際展示場ホールで、PKCZと「HiGH&LOW」シリーズのコラボライブイベント第3弾となる「PKCZ×DTC-湯けむり純情篇-from HiGH&LOW 完成披露試写会＆PREMIUM LIVE SHOW」が開催された。本作の試写会ののち開かれたライブでは、山下健二郎、佐藤寛太、佐藤大樹らが登場し、トークやパフォーマンスを披露した。

封切り
2018年9月28日に公開され、興行通信社の映画動員ランキングでは第9位となった。また、当初の公開期間は3週間限定の予定だったが、期間を延長し10月19日からも全国27の劇場で上演されることとなった。
派生作品
- 『監獄学園』の平本アキラによる「DTC」のオリジナルアナザーストーリーが、週刊少年マガジン（講談社刊）の9月26日発売号、10月3日発売号の2週に渡って掲載された。また、それに先駆けて映画のポスタービジュアルを再現したイラストも公開された。
- 2018年10月9日から、劇中でダンと村川絵梨演じるホステスのアキが歌うデュエット曲『修羅BANBAN』が、全国のDAMカラオケで配信された。また、同11月11日からはトレイラーの映像を含むPV付きの楽曲が配信された。作詞は平沼紀久。

特別番組
- DTC-湯けむり純情篇-from HiGH&LOW 公開直前SP!!
- 「DTC-湯けむり純情篇-from HiGH&LOW」DTCのここが凄い!!スペシャル（東京暇人）

DVD・Blu-ray
- 「DTC-湯けむり純情篇- from HiGH&LOW」Blu-ray（2019年2月20日発売、rhythm zone）
- 「DTC-湯けむり純情篇- from HiGH&LOW」DVD（2019年2月20日発売、rhythm zone）

### HiGH&LOW THE WORST
『HiGH&LOW THE WORST』（ハイアンドロー・ザ・ワースト）は、2019年10月4日公開の日本映画。主演は川村壱馬。HiGH&LOWシリーズ映画第6弾で、鬼邪高校を主役としたスピンオフ作品であり、髙橋ヒロシの漫画作品であるWORSTとの実写コラボレーション作品。
スタッフ
- 監督：久保茂昭
- 脚本：髙橋ヒロシ、平沼紀久、増本庄一郎、渡辺啓
- アクション監督：大内貴仁
- 企画プロデュース：EXILE HIRO
- 主題歌： THE RAMPAGE from EXILE TRIBE「SWAG & PRIDE」
- 音楽：中野雄太
- 音楽プロデューサー：佐藤達郎
- コスチュームプロデューサー：小川哲史
- 美術プロデューサー：橋本創
- 配給：松竹
- 製作：『HiGH&LOW』製作委員会、イメージフィールド
- 企画制作：HI-AX
- 製作著作：「HiGH&LOW」製作委員会

プロモーション
- 志尊淳・川村壱馬・吉野北人・山田裕貴が撮り下ろした全16ページのミニ写真集「『HiGH&LOW THE WORST』SPECIAL PHOTO BOOK」が、『月刊プリンセス』11月号（秋田書店刊）にプレミアム別冊付録として付けられた。
- 映画公開を記念して、「DTC」のダン（山下健二郎）、テッツ（佐藤寛太）、チハル（佐藤大樹）と「KH」のケン（岩谷翔吾）とヒカル（山本彰吾）が出演するスペシャル動画が制作され、「DHC×『HiGH＆LOW THE WORST』× feat.DTC＋KH」がテーマソング歌う短編コメディがDHCサイト内特設ページで公開された。

封切り
2019年10月4日に公開され、全国322スクリーンで上映された。土日2日間での動員は12万1000人、興収は1億6400万円をあげ、興行通信社の映画動員ランキングでは第3位となった。
応援上映
2019年10月12日の東京・愛知・大阪・兵庫での開催を皮切りに、順次全国で開催された。2019年11月23日にはOSシネマズ神戸ハーバーランドにてマサラ上映が行われた。
特別番組
- HiGH&LOW THE WORST ヨロタノ特別企画
- HiGH&LOW THE WORST シリーズ豪華出演陣ＶＳ人気芸人が場外決戦！

### HiGH&LOW THE WORST X
『HiGH&LOW THE WORST X』（ハイアンドロー・ザ・ワースト・クロス）は、2022年9月9日公開の日本映画。主演は川村壱馬。HiGH&LOWシリーズ映画第7弾で、鬼邪高校全日制を主役としたスピンオフ作品『HiGH&LOW THE WORST』の続編。
スタッフ
- 企画プロデュース：EXILE HIRO
- 総監督：二宮“NINO”大輔
- 監督：平沼紀久
- 脚本：増本庄一郎、渡辺啓、平沼紀久
- 原案とキャラクター設定：髙橋ヒロシ
- アクション監督：鈴村正樹
- アクション監修：大内貴仁
- 主題歌：THE RAMPAGE from EXILE TRIBE「THE POWER」
- 劇中歌：

- THE RAMPAGE from EXILE TRIBE「Slam That Down」
- MA55IVE THE RAMPAGE「RIDE OR DIE」
- BALLISTIK BOYZ from EXILE TRIBE「We never die」
- PSYCHIC FEVER from EXILE TRIBE「WARRIORS」
- DEEP SQUAD「Pouring rain」

- 音楽：中野雄太
- 企画制作：HI-AX
- 配給：松竹
- 製作：『HiGH&LOW』製作委員会
- 製作著作：「HiGH&LOW」製作委員会

## ネット配信
Hulu特別連続ドラマ
テレビドラマ放送後に動画配信サイトHuluではディレクターズカットを加えた特別版を全話独占配信。
特別長編予告
2016年3月5日から7月16日までの毎週土曜日午前6:00に20週連続でYouTubeにて特別映像を公開。

### HiGH＆LOW THE DTC
Huluで2017年8月11日から3週連続で9月10日までの期間限定にて配信されたショート・コメディである。

#### 放送リスト
| 話数      | 配信開始日    | サブタイトル           |
| --------- | ------------- | ---------------------- |
| Episode1  | 2017年8月11日 | 俺たちDTC              |
| Episode2  | 2017年8月11日 | お湯                   |
| Episode3  | 2017年8月11日 | DTCのテーマ曲          |
| Episode4  | 2017年8月18日 | ユーチューバーになろう |
| Episode5  | 2017年8月18日 | ニックネーム           |
| Episode6  | 2017年8月18日 | チーズインハンバーグ   |
| Episode7  | 2017年8月18日 | クイズ                 |
| Episode8  | 2017年8月25日 | ユーチューバーへの扉   |
| Episode9  | 2017年8月25日 | チハル先生のケーキ占い |
| Episode10 | 2017年8月25日 | 苺談義                 |
| Episode11 | 2017年8月25日 | たてぶえきょうだい     |

TVerネット配信
2025年6月5日からTVerにて、ドラマ・シーズン1が期間限定配信される。

## 舞台

### HiGH&LOW-THE PREQUEL-
宝塚歌劇団宙組により、2022年8 - 11月に宝塚大劇場・東京宝塚劇場において上演。LDH JAPANと宝塚歌劇のコラボレーション第2弾となる。
脚本・演出は野口幸作。主演は真風涼帆・潤花。「HiGH&LOW」の前日譚をオリジナル脚本で描く。
キャスト
- コブラ／真風涼帆[16]
- カナ／潤花[16]
- ROCKY／芹香斗亜[16]
- スモーキー／桜木みなと[16]
- 日向紀久／瑠風輝[16]
- 村山良樹／鷹翔千空[16]

### 戦国時代活劇『HiGH&LOW THE 戦国』
LDH JAPANの総合エンタテインメントプロジェクト『HiGH&LOW PROJECT』の舞台版。2024年1月29日から2月25日まで、THEATER MILANO-Zaで上演。
企画・プロデュースはEXILE HIRO。脚本は平沼紀久と渡辺啓。演出はTHE GENESIS。
キャスト
- 劔 黄伊右衛門／片寄涼太（GENERATIONS）[90]
- 神洲崎 湧水／水美舞斗（宝塚歌劇団）[90]
- 上宮地 玄武／RIKU（THE RAMPAGE）[90]
- 村上 吏希丸／瀬央ゆりあ（宝塚歌劇団）[90]
- 姫川 弦流／藤原樹（THE RAMPAGE）[90]
- 白銀 相生／浦川翔平（THE RAMPAGE）[90]
- 颯斗／小野塚勇人（劇団EXILE）[90]
- 戒／うえきやサトシ[90]
- 稲清水 鉄湯／櫻井佑樹（劇団EXILE）[90]
- 蛇之内 糜爛／阿部亮平[90]
- 弧呂巣／久保田創[90]
- 番場 影森／冨田昌則[90]

## 音楽作品

### コンピュレーションアルバム
- V.A.『HiGH&LOW ORIGINAL BEST ALBUM』（2016年6月15日）
- V.A.『HiGH&LOW THE WORST BEST ALBUM』（2022年12月28日）

### シングル
- ACE OF SPADES×PKCZ® feat. 登坂広臣「TIME FLIES」（2016年10月12日）
- MIGHTY WARRIORS 「HiGH&LOW THE MIGHTY WARRIORS」（2017年10月25日）
- DOBERMAN INFINITY 「YOU & I」 （2018年9月26日）
- EXILE SHOKICHI 「Futen Boyz」 （2018年10月3日）
- THE RAMPAGE from EXILE TRIBE「SWAG & PRIDE」（2019年10月2日）
- DOBERMAN INFINITY 「6 -Six-」（2020年12月2日）
- THE RAMPAGE from EXILE TRIBE 「THE POWER」（2022年9月7日）

### 配信シングル
- Valentine feat. Rui & Afrojack「Break into the Dark」（2017年8月16日）
- HONEST BOYZ 「要!」（2017年11月7日）
- HONEST BOYZ 「BEPPING SOUND feat. HIROOMI TOSAKA」（2018年6月16日）
- SWAY「ON FIRE」（2019年10月2日）
- 数原龍友「Nostalgie」（2019年10月3日）
- EXILE THE SECOND「Ain't Afraid To Die」（2019年10月4日）
- EXILE THE SECOND「Top Down」（2019年10月4日）
- 数原龍友「タイムカプセル」（2020年12月4日）
- MIGHTY WARRIORS 「Warriors Anthem」（2021年8月6日）
- 片寄涼太×DOBERMAN INFINITY「NO FEAR NO MORE」（2024年1月29日）[91]
- RIKU×MA55IVE THE RAMPAGE「INFERNO」（2024年1月29日）[91]
- RAG POUND「BANG OUT」（2024年2月2日）[91]

### カップリング収録
- GENERATIONS from EXILE TRIBE「EXPerience Greatness」（2019年9月25日）
- DOBERMAN INFINITY 「We are the one/ずっと」（2019年11月27日）
- SALU「Gifted」（2019年12月4日）

### 映像作品
- HiGH&LOW THE LIVE（2017年3月15日）
- HiGH&LOW THE MIGHTY WARRIORS（2017年10月25日）

### 未音源化曲
- MIGHTY WARRIORS (ANARCHY, SWAY & CRAZYBOY) 「Welcome Back」
- DTC (山下健二郎・佐藤寛太・佐藤大樹) 「traffic light」（『DTC -湯けむり純情篇-』劇中歌）
- DTC (山下健二郎・佐藤寛太・佐藤大樹) with 縦笛兄弟 (天野浩成・八木将康) 「IIKOTO」（『DTC -湯けむり純情篇-』劇中歌）
- 「修羅BANBAN」（『DTC -湯けむり純情篇-』劇中歌）

## 本作限定ユニット
MIGHTY WARRIORSは、日本の音楽ユニット。
2017年11月28日、音楽ユニットとして、日本テレビ系にて放送される音楽特番「日テレ系音楽の祭典 ベストアーティスト2017」に出演。

### 楽曲
- PKCZ feat. AFROJACK, CRAZYBOY, ANARCHY, SWAY, MIGHTY CROWN（MASTA-SIMON & SAMI-T）「MIGHTY WARRIORS」（2016年）
- ANARCHY, SWAY & CRAZYBOY「FUNK JUNGLE」（2016年）
- SWAY & ANARCHY「BBFL」（2016年）
- MIGHTY WARRIORS「DREAM BOYS」（2017年）
- MIGHTY WARRIORS「GOOD LIFE」（2017年）
- MIGHTY WARRIORS「Welcome Back」[注釈 144]
- MIGHTY WARRIORS「Warriors Anthem」（2021年）

### メンバー
- ICE / CrazyBoy
- PEARL / SWAY
- BERNIE / 白濱亜嵐
- 9 / ANARCHY  （2021年は未参加）
- JESSE / EXILE NAOTO  （2017年より参加）
- PHO / 関口メンディー  （2017年より参加）
- DIDIY / LIKIYA （2017年より参加）
- ARK / EXILE SHOKICHI  （2021年より参加）
- GLOCK / AK-69 （2021年より参加）

## ライブ
- HiGH&LOW THE LIVE（2016年）[93]
  - 7月22日、7月23日、7月24日：京セラドーム大阪
  - 8月19日、8月20日、8月21日：福岡ヤフオク!ドーム
  - 8月26日、8月27日、8月28日：京セラドーム大阪
  - 9月03日、9月04日：ナゴヤドーム
  - 9月07日、9月08日、9月14日、9月15日：東京ドーム
  - 10月1日、10月2日、10月3日：京セラドーム大阪
- BATTLE OF TOKYO〜TIME 4 Jr.EXILE〜『BATTLE OF HiGH&LOW』[32]
  - 2022年7月21日：埼玉・さいたまスーパーアリーナ

## イベント
- HiGH&LOW THE BASE
  - 2016年7月5日 - 8月31日：超☆汐留パラダイス!
- 日テレ×LIVE in SUMMER YOKOHAMA PKCZ×HiGH&LOW PREMIUM LIVE SHOW
  - 2016年8月5日：赤レンガパーク
- HiGH&LOW THE LAND / HiGH&LOW THE MUSEUM
  - 2017年6月14日 - 9月10日：よみうりランド
- PKCZ×HiGH&LOW 完成披露試写会&PREMIUM LIVE SHOW
  - 2017年11月6日 - 11月7日：横浜アリーナ
- PKCZ×DTC -湯けむり純情篇- from HiGH&LOW 完成披露試写会&PREMIUM LIVE SHOW
  - 2018年8月21日：幕張メッセ 国際展示場・ホール1、2、3
- HiGH&LOW THE WORST VS THE RAMPAGE from EXILE TRIBE 完成披露試写会&PREMIUM LIVE SHOW
  - 2019年9月17日 - 9月18日：幕張メッセ
- HiGH&LOW THE WORST VS THE RAMPAGE from EXILE TRIBE 大ヒット御礼応援上映会&PREMIUM LIVE SHOW
  - 2019年12月26日：横浜アリーナ
- HiGH&LOW THE WORST X 完成披露試写会＆PREMIUM LIVE SHOW
  - 2022年8月24日、25日：横浜アリーナ
- ハイローナイト[94]
  - 2024年2月9日：ZEROTOKYO

## 漫画
HIGH&LOW THE STORY OF S.W.O.R.D.
細川雅巳によるコミカライズが、『別冊少年チャンピオン』（秋田書店）にて、2015年11月号から2016年10月号まで連載。
HiGH&LOW g-sword
CLAMPによるコミカライズが、『週刊少年マガジン』（講談社）にて2017年16号から36・37合併号まで連載。
『DTC -湯けむり純情篇- from HiGH&LOW』の公開を記念して、DTC主役のストーリーにて週刊少年マガジン2018年43号に掲載される。
「DTC」オリジナルアナザーストーリー
平本アキラによるコミック版「DTC」オリジナルアナザーストーリーが、『週刊少年マガジン』（講談社）にて2018年9月26日発売号、10月3日発売号の2週間にわたって掲載される。
HiGH&LOW THE WORST鳳仙学園日誌
アメノによるよるコミカライズが、『月刊チャンピオン』（秋田書店）にて2020年5月号から2020年11月号まで連載。映画『HiGH&LOW THE WORST X』の公開を記念して、同誌2022年10月号にも読み切りとして掲載。
書誌情報
- 細川雅巳 『HIGH&LOW THE STORY OF S.W.O.R.D.』 秋田書店〈少年チャンピオン・コミックス・エクストラ〉、全3巻
  1. 2016年7月8日発売、ISBN 978-4-253-13131-5
  2. 2016年7月8日発売、ISBN 978-4-253-13132-2
  3. 2016年10月7日発売、ISBN 978-4-253-13133-9

- CLAMP（著） HI-AX（原案） 『HiGH&LOW g-sword』 講談社〈ワイドKC〉、全1巻
  1. 2017年10月17日発売、ISBN 978-4-06-510250-3
    - 『アニメーションDVD付き特装版』 同日発売、ISBN 978-4-06-510643-3

- アメノ（漫画） 髙橋ヒロシ/HI-AX（原作）『HiGH&LOW THE WORST鳳仙学園日誌』 秋田書店〈少年チャンピオン・コミックス〉、全1巻
  1. 2020年11月6日発売、ISBN 978-4-253-29001-2

## アニメ
漫画「HiGH＆LOW g-sword」のフラッシュアニメ作品。漫画 「HiGH＆LOW g-sword」特装版には実写版キャスト本人が声を担当したフラッシュアニメDVDが付属している、2017年10月17日発売。
収録内容は、日本テレビ系「スッキリ!!」にて、2017年3月27日から31日までオンエアされた「雨宮兄弟編」、イベントスペース「HiGH&LOW THE LAND」で上映された「山王連合会編」、NO MORE 映画泥棒とのコラボアニメ、5分の完全新作オリジナルアニメ「SWORD＋MIGHTY編」が収められる。
『HiGH&LOW g-sword』アニメーションDVD付き特装版 フラッシュアニメDVD （総尺20分）
1. 「スッキリ!!」放送「雨宮兄弟編」 5分
2. HiGH&LOW THE LAND上映「山王連合会編」 5分
3. 完全新作オリジナルアニメ「SWORD＋MIGHTY編」 5分
4. 映画「END OF SKY」公開記念NO MORE映画泥棒コラボアニメ 5分

スタッフ
- 脚本・キャラクター原案：CLAMP
- 監督：作田ハズム、竹谷和真
- 作画：CLAMP、松村理恵子
- アニメーション：佐藤ゆう、鷹の葡萄園、ポエ山、古性史織、井上美弦、山中一也
- 音響効果：吉村広幸、伊藤信仁
- アニメーションプロデューサー：坪井大輔、藤田周文
- アニメーション制作：BigFace
- アニメーション制作協力：シュガーレスファクトリー

### 登場人物
- 雨宮雅貴 （声 - EXILE TAKAHIRO）
- 雨宮広斗 （声 - 登坂広臣）
- コブラ （声 - 岩田剛典）
- ヤマト （声 - 鈴木伸之）
- ノボル （声 - 町田啓太）
- ダン （声 - 山下健二郎）
- テッツ （声 - 佐藤寛太）
- チハル （声 - 佐藤大樹）
- ROCKY （声 - 黒木啓司）
- KOO （声 - 遠藤雄弥）
- スモーキー （声 - 窪田正孝）
- タケシ （声 - 佐野玲於）
- ピー （声 - ZEN）
- ララ （声 - 藤井夏恋）
- 村山良樹 （声 - 山田裕貴）
- 古屋英人 （声 - 鈴木貴之）
- 関虎太郎 （声 - 一ノ瀬ワタル）
- 日向紀久 （声 - 林遣都）
- 加藤鷲 （声 - 小澤雄太）
- アイス （声 - ELLY）
- パール （声 - 野替愁平）
- バーニー （声 - 白濱亜嵐）

## ゲーム
- HiGH&LOW THE GAME ANOTHER WORLD (iOS / Android)

(enish、2019年10月28日 - 2021年10月31日)、キャッチコピーは「ゲームでも全員主役。」。
- HiGH&LOW THE CARD TEPPEN BATTLE (iOS / Android)

StuDeepl、2021年9月16日 - 2023年3月31日)。

## 書籍
- 『HiGH&LOW THE BOOK』月刊EXILE別冊、LDH、2016年7月19日
- 『HiGH＆LOW THE PHOTOGRAPHY』
  - COBLA（コブラ）SIDE ／TAKANORI IWATA（岩田剛典）SIDE （2017年）[102]
  - NOBORU(ノボル)SIDE／KEITA MACHIDA(町田啓太)SIDE （2017年）[103]

## 受賞
- ジャパンアクションアワード2016[104]
  - ベストアクションシーン賞 最優秀賞：（HiGH&LOW〜THE STORY OF S.W.O.R.D.〜 Season1 Episode 6「RUDE BOYS」）
  - ベストアクション監督賞（大内貴仁）Season1）
  - ベストアクション作品賞 （Season1）
- ジャパンアクションアワード2018[105][106]
  - ベストアクションシーン賞最優秀賞：（END OF SKY（カースタントでの格闘））
  - ベストアクション監督賞（大内貴仁）（END OF SKY）

## その他
- 2018年4月より放送されている日清食品・カップヌードルのテレビCMについて、当作品と同じ出演者が登場している他、世界観や衣装に至るまで酷似していることから、話題となった[107]。
  - 舞踏審議篇[108]:岩田剛典・町田啓太・小澤雄太・AKIRA・青柳翔
  - SNS戦国時代篇:岩田剛典・山下健二郎・佐藤大樹・佐藤寛太・八木将康・黒木啓司・遠藤雄弥・ELLY・大屋夏南・関口メンディー
  - フランダースの漢篇[109]:TAKAHIRO・登坂広臣・関口メンディー・小林直己・高谷裕之・岡見勇信
- 2019年子供向け人気テレビアニメ『妖怪ウォッチ!』内にて、本作をオマージュした『HiGH&妖（ヨー）』が6話に渡って放送された。アニメ内に登場するチームもSWORDや雨宮兄弟、ムゲンがオマージュ元だと思われる。
- 8月16日(ハイローの日) - 「8(ハ）1(イ)6(ロー)」の語呂合せで、「HiGH&LOW」の記念日「ハイローの日」にあたる[110]。

## 関連書籍
- 『ローリングストーン日本版スペシャルエディション 完全保存版『HiGH&LOW』の世界～EXILE TRIBEの飽くなき挑戦～』株式会社パワートゥザピープル、2016年7月5日、ISBN 978-4-86008-483-7
- 『別冊サイゾー 想像以上のマネーとパワーと愛と夢で幸福になる、拳突き上げて声高らかに叫べＨｉＧＨ＆ＬＯＷへの愛と情熱、そしてＨＩＲＯさんの本気を本気で考察する本』2017年1月号臨時増刊、サイゾー、 2016年12月15日
- 『別冊サイゾー HiGH&LOW THE FAN BOOK～俺たちはみんな、HIROさんに夢見させてもらっていた』サイゾー2018年1月号臨時増刊、2017年12月6日、サイゾー